# Chiến tranh Đông Dương
Chiến tranh Đông Dương, còn được gọi là Chiến tranh Đông Dương lần thứ nhất là một cuộc xung đột diễn ra tại ba nước Đông Dương bao gồm Việt Nam, Lào và Campuchia, giữa một bên là Quân đội Viễn chinh Pháp cùng các lực lượng đồng minh bản xứ bao gồm lực lượng của Quốc gia Việt Nam, Vương quốc Lào, Vương quốc Campuchia thuộc Liên hiệp Pháp, bên kia là lực lượng Việt Nam Dân chủ Cộng hòa (Việt Minh) cùng các lực lượng kháng chiến khác của Lào (Pathet Lào) và Campuchia (Khmer Issarak). Cuộc chiến bắt đầu từ ngày 19 tháng 12 năm 1946 khi Hồ Chí Minh ra lệnh Toàn quốc kháng chiến và kết thúc ngày 20 tháng 7 năm 1954 khi Hiệp định Genéve được ký kết. Tuy nhiên xung đột thật sự đã nổ ra từ ngày 23 tháng 9 năm 1945 khi quân Pháp theo chân quân Anh tiến vào miền Nam Việt Nam để giải giáp quân Nhật.
Đối với Việt Nam Dân chủ Cộng hòa, đây là giai đoạn đầu tiên trong "Cuộc kháng chiến 30 năm" của họ với mục tiêu giành độc lập cho Việt Nam (giai đoạn 2 là cuộc chiến với Hoa Kỳ). Cuộc chiến diễn ra trên khắp Việt Nam và lan ra cả các nước láng giềng Lào và Campuchia, nhưng chiến sự chính diễn ra chủ yếu tại miền Bắc Việt Nam. Sau 9 năm sa lầy và với thất bại tại Trận Điện Biên Phủ, Pháp buộc phải chấp nhận ký kết Hiệp định Genève công nhận nền độc lập và toàn vẹn lãnh thổ của Việt Nam.
Cuộc chiến tranh này ở Việt Nam còn được gọi là Kháng chiến chống Pháp, Kháng chiến 9 năm, 9 năm kháng chiến trường kỳ, Thời 9 năm, Hồi 9 năm. Các tài liệu nghiên cứu, sách báo ở nước ngoài phần lớn gọi là Chiến tranh Việt-Pháp hoặc Chiến tranh Đông Dương.
Sau khi người Nhật đã bại trận và mất quyền kiểm soát lãnh thổ Liên bang Đông Dương (ngày nay là Việt Nam, Lào và Campuchia), Pháp đưa quân trở lại nhằm tái chiếm vùng này. Pháp tham gia cuộc chiến này nhằm buộc lãnh thổ Đông Dương phải tiếp tục nằm trong Liên hiệp Pháp mới được thành lập - theo tuyên bố ngày 24 tháng 3 năm 1945 của Chính phủ lâm thời Cộng hòa Pháp Charles de Gaulle và được quy định trong Hiến pháp Pháp năm 1946. Động cơ thúc đẩy Pháp tham chiến mang tính chính trị và tâm lý hơn là kinh tế. Những người Pháp ủng hộ cuộc chiến cho rằng nếu Pháp để Đông Dương giành độc lập, các quyền lợi và tài sản của thực dân Pháp tại các thuộc địa hải ngoại sẽ nhanh chóng bị mất theo.
Đa số lãnh đạo Pháp cho rằng cuộc chiến này sẽ chỉ có quy mô lớn hơn một chút so với một cuộc tái chiếm thuộc địa cổ điển, theo đó quân Pháp chiếm giữ các trung tâm dân cư và mở rộng dần theo kiểu "vết dầu loang" mà họ đã thực hiện rất thành công ở Maroc và Algérie. Nhưng trái với dự tính này, mặc dù Pháp chiếm ưu thế quân sự trong thời gian đầu, lực lượng Việt Nam Dân chủ Cộng hòa đã phát triển ngày càng mạnh và kiểm soát được nhiều vùng lãnh thổ ngày càng rộng. Đến cuối cuộc chiến, Pháp đã sa lầy vào một cuộc chiến hao người tốn của mà không tìm ra phương cách nào để chiến thắng, trong khi Việt Nam Dân chủ Cộng hòa đã kiểm soát trên 75% lãnh thổ.
Trong khi đó, mục tiêu của chính phủ Việt Nam Dân chủ Cộng hòa là giành độc lập cho dân tộc mình. Cuộc chiến giữa 1 cường quốc trên thế giới và 1 đất nước nghèo nàn lạc hậu đã diễn ra gần như lời Hồ Chí Minh đã nói: 
"Nó sẽ là một cuộc chiến giữa voi và hổ. Nếu hổ đứng yên thì sẽ bị voi dẫm chết. Nhưng hổ không đứng yên. Ban ngày nó ẩn nấp trong rừng và ra ngoài vào ban đêm. Nó sẽ nhảy lên lưng voi, xé những mảnh da lớn, và rồi nó sẽ chạy trở lại vào rừng tối. Và dần dần, con voi sẽ chảy máu đến chết. Cuộc chiến tranh ở Đông Dương sẽ như vậy." 
Sau Chiến tranh thế giới thứ hai, trên lãnh thổ của Đế quốc Pháp đã bùng nổ nhiều phong trào đòi độc lập, nhưng thất bại mở màn gây hiệu ứng dây chuyền và thiệt hại lớn nhất cho Pháp là cuộc kháng chiến chống Pháp của nhân dân 3 nước Liên bang Đông Dương. Thất bại của Pháp đánh dấu việc chủ nghĩa thực dân kiểu cổ điển của các nước thực dân Châu Âu bị sụp đổ tại hàng loạt các thuộc địa trên toàn thế giới.

## Hoàn cảnh

### Thời Pháp thuộc
Năm 1858, Hải quân Pháp đổ bộ vào Cảng Đà Nẵng trong Trận Đà Nẵng (1858-1859) và Trận Đà Nẵng (1859-1860) và sau đó xâm chiếm Sài Gòn. Năm 1862, vua Tự Đức ký hiệp ước nhượng Sài Gòn và 3 tỉnh lân cận cho Pháp. Năm 1869, Pháp chiếm nốt 3 tỉnh kế tiếp để tạo thành thuộc địa Cochinchine (Nam Kỳ). Đến năm 1885, Pháp xâm chiếm xong những phần còn lại của Việt Nam qua những cuộc chiến phức tạp ở miền Bắc. Bằng các hiệp ước khác nhau, Pháp chia Việt Nam thành 3 phần Bắc Kỳ - Trung Kỳ - Nam Kỳ với chế độ chính trị, hệ thống luật pháp và bộ máy hành chính khác nhau. Pháp trực tiếp cai trị Nam Kỳ, trong khi "bảo hộ" Bắc kỳ và Trung kỳ (nơi triều đình nhà Nguyễn vẫn tiếp tục "cai trị").

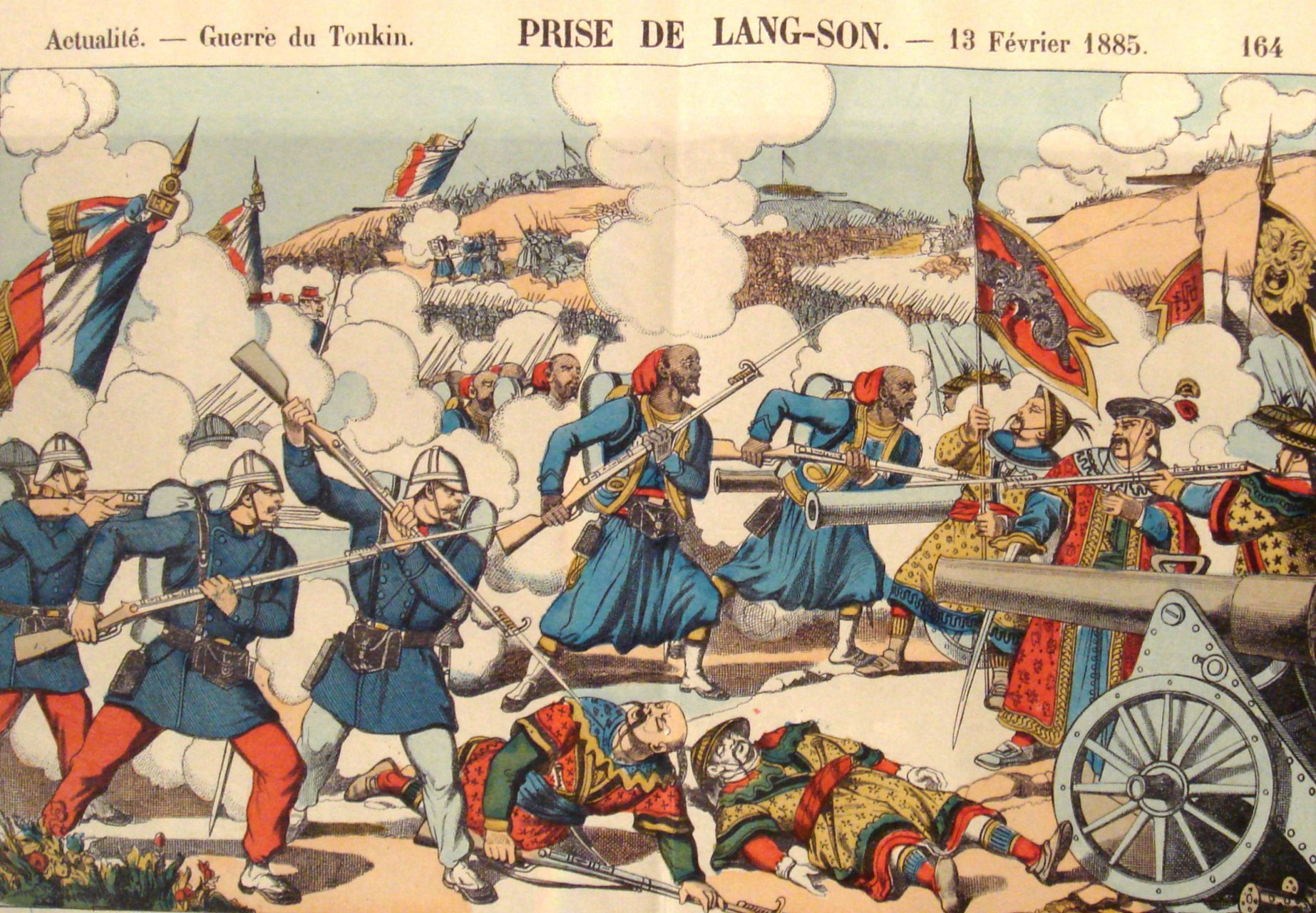
Quân Pháp tấn công quân Thanh ở Lạng Sơn

Việt Nam không còn là 1 quốc gia độc lập, trở thành chế độ quân chủ nửa thuộc địa, phải phụ thuộc vào Pháp. Bằng các hiệp ước ký với triều Nguyễn, Việt Nam bị người Pháp chia thành 3 Kỳ (Nam Kì, Trung Kì, Bắc Kì) với các chế độ chính trị, bộ máy hành chính và hệ thống luật pháp khác nhau. Do các ràng buộc trong những Hiệp ước đã ký với nhà Nguyễn, Pháp không xây dựng 1 hình thức nhà nước dân chủ tại Việt Nam mà nhà Nguyễn vẫn tồn tại với các thành viên hoàng gia, quý tộc, quan lại... Người Pháp kiểm soát hoạt động của triều đình nhà Nguyễn thậm chí còn can thiệp vào việc bổ nhiệm nhân sự của nhà nước này. Nhà Nguyễn mất uy tín chính trị, vương quyền không còn là yếu tố đoàn kết quốc gia như các nước quân chủ khác trên thế giới. Người Pháp độc chiếm mọi quyền lực kinh tế - chính trị - quân sự tại Việt Nam. Họ chỉ chấp nhận cho người bản xứ tham gia vào bộ máy hành chính và nền chính trị ở mức độ tối thiểu và ban cho các chính quyền bản xứ 1 ít quyền lực hạn chế. Chế độ bảo hộ của Pháp đã biến người Việt thành những nhân viên hành chính cấp thấp chỉ biết thừa hành một cách thụ động, thiếu sáng tạo còn quyền lãnh đạo nằm trong tay người Pháp. Trong các cơ quan hành chính và các công ty tư nhân người châu Âu luôn được trả lương cao hơn người bản xứ. Họ hạn chế các quyền tự do chính trị của dân bản xứ như tự do ngôn luận, tự do báo chí, tự do lập hội. Họ duy trì 1 hệ thống cảnh sát chính trị để kiểm soát dân chúng, lập ra nhiều nhà tù để giam cầm những người chống Pháp. Người Pháp làm ngơ trước mọi yêu cầu cải cách của người bản xứ. Những phong trào văn hóa, xã hội có mục tiêu nâng cao dân trí, cải cách xã hội của người Việt đều bị theo dõi và đàn áp.

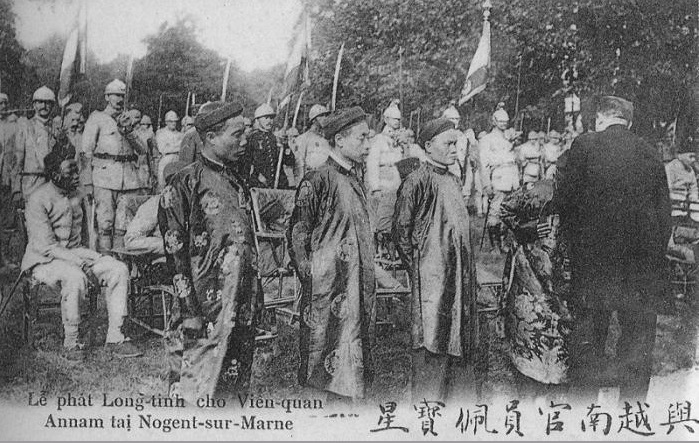
Lễ phát huân chương cho quan lại Việt Nam thời Pháp thuộc.

Trong chính quyền thuộc địa, tri thức, tài năng, đạo đức không được xem trọng bằng sự trung thành và phục tùng đối với người Pháp. Thuật lãnh đạo không được truyền lại, khả năng lãnh đạo quốc gia của người Việt bị thui chột, đạo đức và năng lực của giới công chức nhà nước người Việt suy đồi. Người Pháp không có ý định trao trả độc lập cho người Việt nên họ không đào tạo một tầng lớp tinh hoa người Việt đủ sức lãnh đạo, quản trị quốc gia. Đa số người Việt thiếu trưởng thành về mặt chính trị do bị loại ra khỏi đời sống chính trị quốc gia cùng chính sách ngu dân của người Pháp. Nhà vua mất vai trò là người quyết định và giám sát tối cao mọi hoạt động nhà nước còn người Pháp không có những biện pháp hữu hiệu chống tệ quan liêu, tham nhũng, cường hào ác bá.
Người dân thuộc địa mất liên kết với nhà nước, bất mãn với cách cai trị của người Pháp và triều đình nhà Nguyễn. Chỉ 1 nhóm nhỏ quan chức tham nhũng trục lợi bằng cách phục vụ cho Pháp cảm thấy thỏa mãn còn đa số dân chúng thuộc mọi tầng lớp cả viên chức nhà nước cũng như người bản xứ đều bất mãn. Người Việt không thể hy vọng vào những cải cách của người Pháp cũng như không thể giành quyền tự trị bằng các biện pháp hợp pháp. Người Việt nhận thức rằng chế độ thuộc địa không thể cải cách mà chỉ có thể dùng bạo lực lật đổ. Họ không thấy một tương lai nào cho bản thân và đất nước ngoài việc làm cách mạng giành độc lập để mở ra con đường phát triển quốc gia. Chủ nghĩa dân tộc và tinh thần chống Pháp phát triển mạnh. Trong bối cảnh đó, những tư tưởng cách mạng du nhập từ phương Tây, được phổ biến rộng rãi thông qua sự truyền bá của chủ nghĩa cộng sản cũng như qua hệ thống giáo dục của người Pháp.
Trong suốt thời kỳ từ khi Pháp bắt đầu xâm chiếm Việt Nam, đã có nhiều cuộc khởi nghĩa và phong trào chống Pháp do vua, quan, sỹ phu hoặc nông dân tổ chức, nhưng tất cả đều bị thất bại. Năm 1927, những người Việt cấp tiến đã thành lập Việt Nam Quốc dân Đảng (giống Trung Hoa Quốc dân Đảng). Đến năm 1930, sau khi cuộc khởi nghĩa Yên Bái thất bại, Việt Nam Quốc dân Đảng bị suy yếu nghiêm trọng. Cùng năm, những người Việt theo chủ nghĩa Marx-Lenin thành lập Đảng Cộng sản Đông Dương, nhưng cũng mau chóng trở thành mục tiêu tiêu diệt của Pháp khi bùng nổ cao trào cách mạng năm 1930-1931 mặc dù tổ chức của họ thân thiện với Mặt trận Bình dân trong chính quyền Pháp (khi Mặt trận Bình dân nắm quyền tại Pháp đã ân xá các tù nhân chính trị).
Bên cạnh đó, một số nhóm theo chủ nghĩa quốc gia ủng hộ việc hợp tác với chế độ bảo hộ của Pháp tại Đông Dương, ủng hộ chủ nghĩa quốc gia ở Pháp (chỉ các nhóm chính trị cánh hữu hay cực hữu ở Pháp). Có nhóm năm 1939 khi cánh hữu thắng cử ở Pháp, đã kêu gọi "từ giã hết chủ nghĩa xã hội, quốc tế, cộng sản xét ra không có lợi gì cho tiền đồ Tổ quốc đi, để quay đầu về phụng sự chủ nghĩa quốc gia", họ cho là các lý tưởng kia "không lấy thực nghiệm ra mà suy xét, chỉ chạy theo lý tưởng suông" và xem một số nước "đem ra thực hành đều thất bại cả", họ kêu gọi "trông cậy vào sự chỉ đạo của nước Pháp bảo hộ,... yêu cầu nước Pháp gây dựng cho nước ta một quốc gia, có chính phủ chịu trách nhiệm các việc nội trị trước một Dân viện có quyền lập pháp". Tức đòi quyền tự trị chứ không phải độc lập. Họ bác bỏ quan điểm của "bọn thanh niên... cứ nhứt định theo đòi văn minh Âu - Mỹ mà thôi", và kêu gọi "khôi phục quốc quyền, chấn hưng quốc thể", bác bỏ "tư tưởng và óc đảng phái đã làm cho quốc dân Việt Nam tam phân ngũ liệt", và "đòi tự trị", "quân chủ lập hiến". Họ bác bỏ "thuyết xã hội, thuyết quốc tế cùng đảng viên tả phái đi cổ động tự do", cho đó là "trái với tinh thần "trung quân ái quốc" của dân chúng, trái với luân lý Phật đà, Khổng Tử, khác với chủ nghĩa quốc gia cái rễ từ đời Trưng Nữ vương đuổi Tô Định, Triệu Ấu đuổi quân Ngô", kêu gọi "chỉ có ai là thức thời, có lòng yêu nước trung vua vốn sẵn, chỉ dựa vào cái chủ nghĩa "Pháp Nam hợp tác", "Pháp Việt đề huề", học đòi người quý quốc, làm cho nước được mạnh, dân được giàu lên đã".

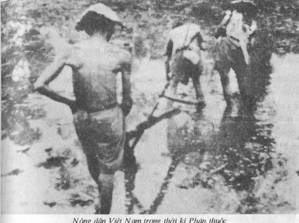
Nông dân Việt Nam thời Pháp thuộc

Trong những biến đổi xã hội vì sự xâm nhập của người Pháp là nhiều mặt hàng mới, trong đó có nhiều thực vật được đưa vào Việt Nam từ châu Âu, châu Mỹ, châu Phi và cả những nước châu Á lân cận góp nguồn. Đồn điền trồng cây cà phê (xuất phát từ châu Phi), cây cao su (từ Nam Mỹ) được quy hoạch và phát triển, biến đổi hẳn bộ mặt đất nước, đưa dân lên miền núi khai thác và định cư. Ở miền xuôi thì trái cây nhiệt đới như chôm chôm, măng cụt cũng được trồng, lấy giống từ Mã Lai, Nam Dương. Ngoài ra nhiều loại rau như khoai tây, súp lơ, xu hào, cà rốt, tỏi tây nhập cảng từ Pháp được trồng quy mô kể từ năm 1900. Nhiều món ăn mới cũng theo chân người Pháp ra mắt ở Việt Nam như bánh mì, bơ, pho mát, cà phê rồi trở thành quen thuộc. Người Pháp không xây dựng nền tảng công nghiệp tại Việt Nam, trong khi Nhật Bản đã xây dựng khá nhiều cơ sở công nghiệp tại các thuộc địa của họ như Triều Tiên, Mãn Châu. Nền kinh tế Việt Nam vẫn chủ yếu dựa vào nông nghiệp với phương thức sản xuất không thay đổi trong hàng ngàn năm. Quan hệ sản xuất tại nông thôn vẫn là quan hệ địa chủ – tá điền như thời Trung cổ, còn tại thành thị, chủ nghĩa tư bản chỉ mới manh nha xuất hiện. Người Việt có mức sống rất thấp, nghèo đói phổ biến trên toàn đất nước, đặc biệt ở miền Bắc và miền Trung. Ở nông thôn tồn tại mâu thuẫn giữa địa chủ và tá điền còn ở thành thị có sự tương phản giữa tầng lớp tư sản, quan chức cao cấp và thị dân lớp dưới. Người Pháp xây dựng một số cơ sở hạ tầng cơ bản tại An Nam. Hệ thống kinh tế mà Pháp đầu tư tại An Nam như các đồn điền cao su, mỏ than, các thành phố lớn, đường sắt, cảng biển là để phục vụ cho công cuộc khai thác thuộc địa của họ chứ không phải để phục vụ lợi ích của dân bản xứ. Nhìn tổng thể nền kinh tế Việt Nam vẫn đang trong tình trạng tiền tư bản, bán Trung cổ.
Ngôn ngữ người Việt cũng bị tác động, quan trọng nhất là việc tiếp nhận chữ Quốc ngữ làm văn tự chính thức của người Việt. Quyết định của triều Nguyễn hủy bỏ toàn phần phép khoa cử có từ thời nhà Lý khiến chữ Nho không còn là ngôn ngữ học thuật chính thống. Việc sử dụng chữ Quốc ngữ làm văn tự chính thức bên cạnh chữ Hán tạo điều kiện cho văn học, báo chí viết bằng chữ Quốc ngữ phát triển, việc truyền bá tri thức, văn hóa trở nên dễ dàng hơn. Chữ Quốc ngữ dễ học hơn chữ Hán nên có thể dùng chữ Quốc ngữ xóa mù chữ nhanh chóng. Tuy nhiên, việc chữ Hán từ địa vị là ngôn ngữ học thuật chính thống trở thành 1 ngoại ngữ không quan trọng khiến đa số người Việt không còn khả năng đọc hiểu các tài liệu chữ Hán của tiền nhân. Hậu quả là người Việt bị tách ra khỏi di sản văn học, sử học, khoa học, tư tưởng của dân tộc viết bằng chữ Hán tích lũy được trong 10 thế kỷ. Việc thay đổi nội dung giáo dục, bãi bỏ phép khoa cử truyền thống lấy Nho giáo làm trọng tâm khiến Nho giáo mất dần ảnh hưởng lên đời sống xã hội và chìm vào quên lãng. Điều này khiến xã hội tan rã do không được định hướng bởi 1 hệ thống giá trị chung, không còn tín hiệu tập hợp; đạo đức xã hội suy đồi và các giá trị văn hóa truyền thống bị thui chột. Pháp ngữ trở thành ngôn ngữ chính thức trong hệ thống giáo dục và trong hoạt động hành chính. Các tư tưởng phương Tây như tự do, dân chủ, nhân quyền, chủ nghĩa dân tộc, chủ nghĩa xã hội, chủ nghĩa cộng sản... thông qua sách báo và hệ thống giáo dục thuộc địa được phổ biến.
Hệ thống giáo dục phát triển không tương xứng với những hứa hẹn của người Pháp "khai hóa văn minh" dân thuộc địa. Chính vì thế, cái mà người Việt thừa hưởng từ người Pháp sau khi Việt Nam giành được độc lập chỉ là những mảnh vụn văn hóa và lịch sử; tỷ lệ mù chữ lên đến 95% dân số, hệ thống kiến thức Tây học kém cỏi, thiếu chiều sâu theo như Ngô Đức Kế đã nói "Âu học vẫn chưa vin được ngọn ngành mà Hán học đã đứt cả cội rễ" cùng với nền tảng đạo đức xã hội suy đồi. Ngày 3 tháng 9 năm 1945, trong phiên họp đầu tiên của Chính phủ, Chủ tịch Hồ Chí Minh đã nêu ra nhiệm vụ cấp bách nhất, thiết thực nhất phải giải quyết là “nạn dốt” và chỉ rõ: “Nạn dốt là một trong những phương pháp độc ác mà bọn thực dân dùng để cai trị chúng ta… Một dân tộc dốt là một dân tộc yếu. Vì vậy tôi đề nghị mở một chiến dịch để chống nạn mù chữ”.
Trong tác phẩm Chính đề Việt Nam, Ngô Đình Nhu nhận xét về thời kỳ Pháp thuộc:
| “ | ... tám mươi năm thống trị của người Pháp đã để lại cho chúng ta một di sản mà ngày nay chúng ta còn phải mang những hậu quả rất là tai hại. Chỉ cần nhắc lại ba gánh nặng nhất mà thời kỳ Pháp thuộc đã lưu lại cho chúng ta. Trước hết là một công cuộc Tây phương hóa bắt buộc đối với chúng ta. Bắt buộc, bới vì chúng ta đã không có ý Tây phương hóa, nhưng vì sinh lực mạnh bạo của một nền văn minh đã chiến thắng văn minh chúng ta, làm cho chúng ta mất tin tưởng vào các giá trị tiêu chuẩn cũ, và miễn cưỡng thâu thập nền văn minh mới. Kẻ thống trị không có quyền lợi gì để biết đến sự Tây phương hóa của lớp người bị trị. Vận mạng của chúng ta lại không phải do chúng ta nắm. Vì vậy mà công cuộc Tây phương hóa, mà chúng ta đã phải chịu nhận từ một thế kỷ nay, là một công cuộc Tây phương hóa bắt buộc, không mục đích, không được hướng dẫn. Dân chúng bị lôi cuốn vào một phong trào Tây phương hóa, mà không hiểu Tây phương hóa để làm gì, Tây phương hóa đến mức nào là đủ, và Tây phương hóa làm sao là đúng. Tình trạng đó đã dẫn dắt đến sự tan rã của xã hội chúng ta. Các giá trị tiêu chuẩn cũ đã mất hết hiệu lực đối với tập thể mà giá trị tiêu chuẩn mới thì không có. Do đó, tín hiệu tập hợp các phần tử trong xã hội đã mất. Đó là một điều vô cùng bất hạnh cho dân tộc trong giai đoạn này, vì chính lúc này là lúc mà chúng ta cần phải thực hiện công cuộc phát triển dân tộc bằng cách Tây phương hóa. Một công cuộc như vậy đòi hỏi, như chúng ta đã biết, nhiều nỗ lực liên tục của toàn dân và nhiều hy sinh lớn lao của mọi người. Vì vậy cho nên, sự có một tín hiệu tập hợp vô cùng cần thiết, để toàn dân trông vào và tin tưởng, mới có đủ nghị lực mà cung cấp cố gắng trong một hoàn cảnh khổ hạnh. Và chính vào một thời kỳ như vậy chúng ta lại mất các tín hiệu tập hợp... Gánh nặng thứ ba, mà thời kỳ thống trị của đế quốc đã để lại cho chúng ta, là sự gián đoạn trong vấn đề lãnh đạo quốc gia. Chúng ta đã thấy rằng chúng ta lâm vào một sự gián đoạn đến một trình độ trầm trọng nhất. Sự chuyển quyền không thể thực hiện được giữa lớp người trước và lớp người sau. Bí mật quốc gia và bí mật lãnh đạo đều bị mất. Thuật lãnh đạo không truyền lại được. Người lãnh đạo không có đủ di sản, dĩ vãng không bảo tồn được, văn khố thất lạc và bị cướp bóc... Thêm vào các gánh nặng trên đây, mà đế quốc đã lưu lại cho chúng ta, sự thiếu người lãnh đạo trong các ngành, như chúng ta đã biết, là một trở lực to tát cho công cuộc phát triển đang đợi chờ chúng ta. | ” |

### TrongChiến tranh thế giới thứ hai

#### Quan điểm của các nước Đồng Minh về tương lai Đông Dương
Chính phủ Pháp lưu vong do Charles de Gaulle đứng đầu không tỏ ra muốn trao trả độc lập hoàn toàn cho các thuộc địa của Pháp. Tháng 10 năm 1943, chính phủ Charles de Gaulle đệ trình Đại bản doanh Đồng Minh những yêu cầu của mình về việc trang bị cho quân đội viễn chinh Đông Dương của Pháp để sẵn sàng hành động vào mùa thu 1944. Pháp cũng yêu cầu có đại diện trong Hội đồng Chiến tranh Thái Bình Dương. Pháp mong muốn có 1 vị trí trong Khối Đồng Minh khi thế chiến thứ hai kết thúc. Tuy nhiên Tổng thống Hoa Kỳ Roosevelt lại muốn Liên bang Đông Dương không bị trao trả lại cho Pháp mà sẽ được cai quản bởi 1 chế độ quản trị quốc tế. Mỹ không có tuyên bố chính thức nào về chính sách của Hoa Kỳ đối với Liên bang Đông Dương. Ngược lại một số viên chức ngoại giao Mỹ lại khẳng định với Pháp nước Mỹ sẽ ủng hộ Pháp phục hồi chủ quyền càng sớm càng tốt trên toàn bộ lãnh thổ chính quốc lẫn thuộc địa. Yêu cầu trang bị cho quân đội viễn chinh Đông Dương của Pháp bị Đồng Minh phớt lờ vì chiến lược Viễn Đông của Anh - Mỹ vẫn tiến triển tốt mà không cần có Pháp tham gia. Hơn nữa ý đồ tái chiếm thuộc địa của Pháp quá rõ ràng và đi ngược lại chính sách của Roosevelt đối với các dân tộc thuộc địa. Tổng thống Mỹ Roosevelt báo cho Bộ Ngoại giao Mỹ biết Mỹ không được tán thành việc đặt bất cứ một phái đoàn quân sự nào của Pháp ở Bộ tư lệnh Đông Nam Á. Anh ủng hộ ý định của Pháp nhưng vì sự phản đối của Mỹ nên Đồng Minh không đưa ra được quyết định nào đối với mong muốn của Pháp tham gia các hoạt động quân sự của Khối Đồng Minh tại Đông Nam Á.

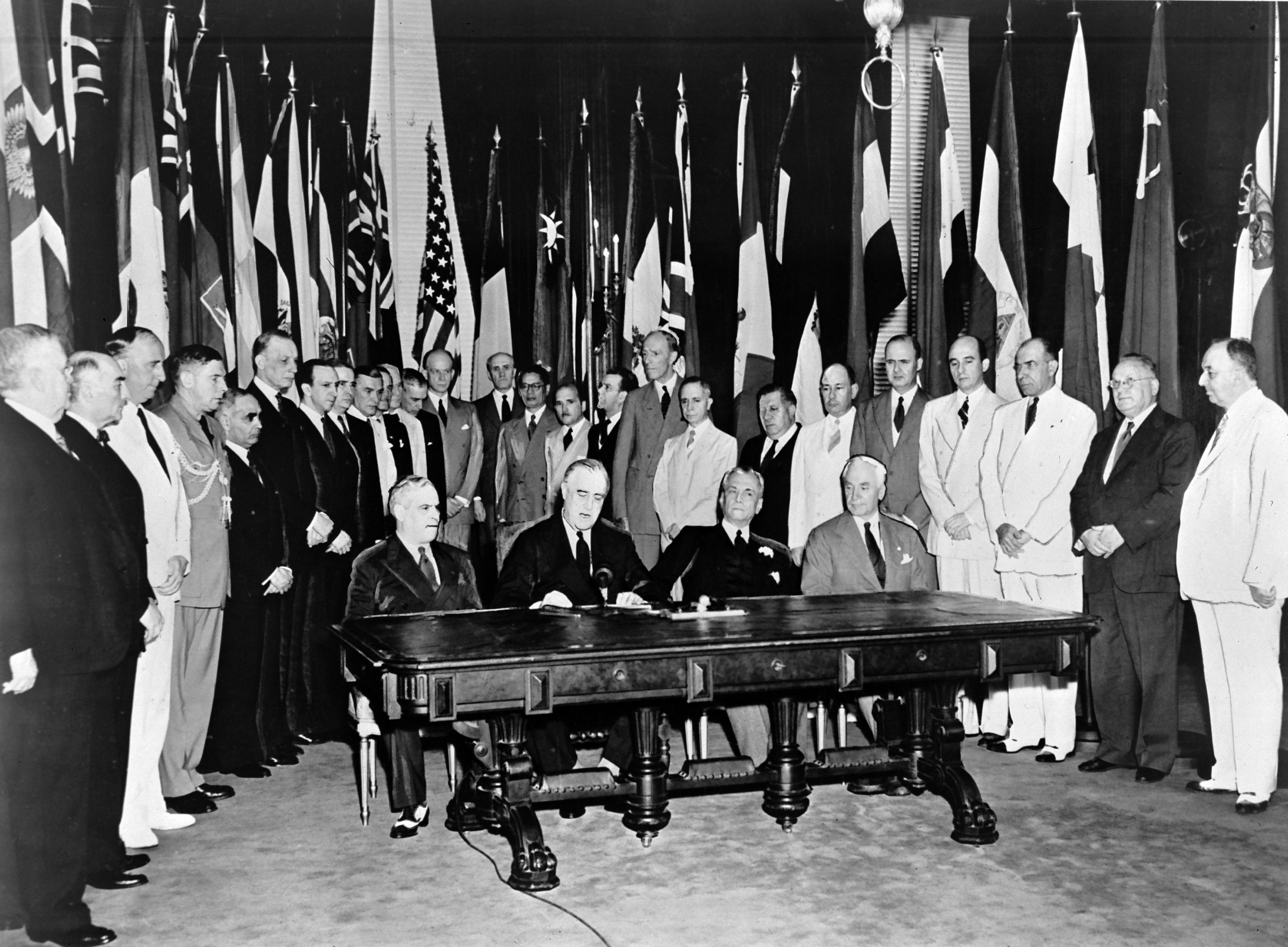
Ngày 1 tháng 1 năm 1942, đại biểu 26 nước Đồng Minh gặp nhau tại Washington ký Tuyên bố Liên Hợp Quốc cam kết ủng hộ Hiến chương Đại Tây Dương

Ngày 8 tháng 12 năm 1943, chính phủ Pháp lưu vong công bố thông cáo về Đông Dương trong đó ghi rõ "Đồng thời với việc luôn luôn ghi nhớ thái độ cao thượng và trung thực của các vị Quốc vương đương trị của Đông Dương, nước Pháp cũng sẽ ghi tạc mãi mãi thái độ kiên cường và thẳng thắng của các dân tộc Đông Dương, cuộc kháng chiến mà họ đã tiến hành bên cạnh chúng ta chống Nhật Bản và Thái Lan, cũng như tấm lòng thủy chung gắn bó của họ đối với cộng đồng Pháp. Với các dân tộc đã biết cùng một lúc biểu hiện tinh thần yêu nước và ý thức trách nhiệm chính trị của mình, nước Pháp thỏa thuận ban hành trong nội bộ khối cộng đồng Pháp một quy chế chính trị mới theo đó, trong khuôn khổ của tổ chức liên bang, những quyền tự do của các nước trong Liên bang sẽ được nới rộng và khẳng định; tính chất tự do rộng rãi của các tổ chức sẽ được nổi bật mà không hề mất đi dấu hiệu của nền văn minh và truyền thống Đông Dương; những người Đông Dương có thể nhận bất cứ công việc nào và chức vụ nào của nhà nước. Phù hợp với sự cải cách quy chế chính trị ấy, sẽ có một cuộc cải cách quy chế kinh tế của cả Liên bang - cuộc cải cách này đặt trên cơ sở chế độ hải quan và thuế khóa tự trị, đảm bảo sự phồn vinh và góp phần vào sự phồn vinh của các nước láng giềng." Thông cáo này cho thấy Pháp chỉ hứa hẹn về những cải cách nhưng không hề có ý định trao trả độc lập cho các nước Đông Dương, các nước này sẽ phải chấp nhận các quy chế chính trị do Pháp đề ra cho khối cộng đồng Pháp trong khi xu hướng phi thực dân hóa đang nổi lên và được Anh, Mỹ ủng hộ bằng việc ký kết Hiến chương Đại Tây Dương.
Ngày 28 tháng 11 năm 1943, tại Hội nghị Tehran Tổng thống Mỹ Franklin D. Roosevelt đã nêu ý kiến đặt Đông Dương dưới sự quản thác quốc tế với Iosif Vissarionovich Stalin, Winston Churchill và Tưởng Giới Thạch. Tổng thống Mỹ Franklin D. Roosevelt bày tỏ một cách minh bạch rằng ông chỉ mong muốn chấm dứt chủ nghĩa thực dân ở Đông Dương ngay cả khi cần trả giá bằng bất hòa với Anh và làm gián đoạn mối quan hệ với Pháp. Iosif Vissarionovich Stalin và Tưởng Giới Thạch ủng hộ Tổng thống Mỹ Franklin D. Roosevelt trong vấn đề Đông Dương, nhưng Winston Churchill thì lẩn tránh. Stalin đồng ý với Roosevelt còn nói thêm rằng ông không hề đề nghị để quân Đồng Minh phải đổ máu nhằm phục hồi Đông Dương cho chế độ thực dân Pháp và người Pháp không được phép giành lại Đông Dương mà phải trả giá cho sự hợp tác với Đức. Roosevelt nói ông đồng ý hoàn toàn với Stalin và cho rằng sau 100 năm Pháp chiếm Đông Dương, người dân ở đó có cuộc sống tệ hơn trước. Không có 1 tuyên bố chính thức nào về chính sách của Mỹ hay 1 sự thoả thuận nào của Đồng minh được chính phủ Mỹ hoặc Bộ Tổng tư lệnh Đồng minh công bố. Tại Hội nghị Yalta quan điểm của Mỹ về Đông Dương là phải đưa ra cho các dân tộc tại đây 1 hình thức Chính phủ liên bang tự trị phù hợp với hoàn cảnh và khả năng của họ thay thế cho việc thiết lập quyền ủy trị ở Đông Dương, chỉ thiết lập quyền ủy trị khi Pháp đồng ý
Sau khi Roosevelt qua đời (12 tháng 4 năm 1945), Phó Tổng thống Truman lên thay. Chính phủ Pháp tự do của tướng Charles de Gaulle đã vận động ráo riết để Hoa Kỳ hỗ trợ nhằm giành lại các thuộc địa. Dù không được dự hội nghị Potsdam, Pháp vẫn đề nghị để quân của họ giải giáp quân Nhật ở Đông Dương nhưng bị từ chối. Hoa Kỳ đề nghị để lập chế độ ủy trị (trusteeship) với Việt Nam nhưng bị Pháp kịch liệt phản đối. Có tài liệu khẳng định lập trường của Mỹ về tương lai Đông Dương thay đổi, nước Mỹ giữ thái độ im lặng, khi được hỏi về vấn đề Đông Dương, Truman cũng thận trọng trả lời là nước Mỹ chưa có quyết định gì cả. Mỹ có thái độ không hoàn toàn rõ ràng và để Anh giúp Pháp quay lại Đông Dương. Anh đã chuyển quân trang quân dụng trên đường từ Ấn Độ về châu Âu cho Pháp để tướng Leclerc chuẩn bị quay lại Sài Gòn. Trong điện tín do Bộ Ngoại giao Mỹ ngày 29 tháng 5 năm 1945 gửi đại sứ Mỹ tại Trung Quốc Patrick J. Hurley để trả lời báo cáo của ông này về việc Pháp đang sử dụng viện trợ quân sự của Mỹ để xâm chiếm Đông Dương và việc có dư luận cho rằng Mỹ hình như đang ủng hộ việc đặt các thuộc địa dưới sự kiểm soát của các nước đế quốc chứ không phải dưới sự ủy trị của Liên Hợp Quốc, Bộ Ngoại giao Mỹ khẳng định Tổng thống Truman nói rằng không có thay đổi cơ bản nào trong chính sách của Mỹ đối với thuộc địa . Đến năm 1947, theo điện tín số 1737 ngày 13 tháng 5 năm 1947 của ngoại trưởng Mỹ George Marshall gửi đại sứ quán Mỹ tại Paris thì lập trường của Mỹ là phải "cùng hội cùng thuyền" với Pháp cũng như Anh và Hà Lan ở Đông Nam Á vì lo sợ cùng với việc nền cai trị của các nước phương Tây tại Đông Nam Á được nới ra thì các nước này sẽ theo xu hướng Liên Á chống phương Tây hoặc người cộng sản sẽ giành lấy chính quyền, do đó cần duy trì sự liên kết chặt chẽ giữa các dân tộc mới được tự trị với các cường quốc (chỉ Anh, Pháp, Hà Lan) "từ lâu chịu trách nhiệm về sự thịnh vượng của họ". Đặc biệt người Việt Nam trong một thời gian nhất định "vẫn cần tới sự giúp đỡ kinh tế của Pháp cùng 1 sự chỉ dẫn về chính trị của 1 nước có nền dân chủ lâu đời và biết tôn trọng nhân quyền như Pháp". Năm 1947, Hoa Kỳ ký bản thoả thuận với nước Pháp về việc cấp cho Pháp 160 triệu USD để mua xe cộ và trang thiết bị cho quân Pháp ở Đông Dương. Theo giáo sư sử học Vũ Dương Ninh điều đó hầu như biểu lộ sự tán thành của nước Mỹ đối với việc tái chiếm Đông Dương của Pháp. Liên Xô muốn giữ quan hệ trung dung, tốt đẹp với tất cả các bên ở Đông Dương gồm Trung Quốc, Việt Nam và Pháp nên không ủng hộ Hồ Chí Minh. Stephane Solovieff, đại diện của Liên Xô ở Hà Nội nói với thiếu tá OSS của Hoa Kỳ Archimedes Patti rằng Liên Xô "cần thời gian để phục hồi, tái thiết trước khi xác định vị thế ở Đông Nam Á".
Tưởng Giới Thạch phát biểu rằng người Việt không phải là người Trung Quốc, không dễ bị Trung Quốc đồng hóa và Trung Quốc không có quyền lợi về đất đai ở Đông Dương. Trung Quốc nhiều lần tuyên bố mặc dầu Trung Quốc mong muốn thấy Đông Dương được trả lại cho Pháp nhưng không muốn điều đó được thực hiện mà không có một số bảo đảm nhằm ngăn chặn Pháp dùng Đông Dương vào những hoạt động có hại cho lợi ích của Trung Quốc sau này. Tương lai Đông Dương sẽ không được định đoạt nếu không có sự thỏa thuận của Trung Quốc trên bàn Hội nghị Hòa bình.

#### Nhật Bản đảo chính Pháp và chiếm đóng Đông Dương

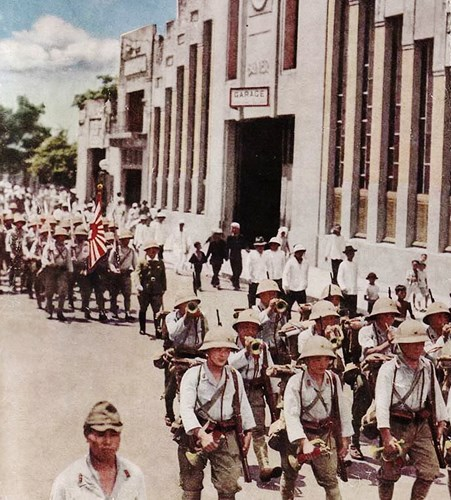
Binh lính Nhật Bản hành quân trên đường phố Sài Gòn

Năm 1940, Đế quốc Nhật Bản tấn công Đông Dương và nhanh chóng thỏa thuận được với chính quyền Vichy ở Pháp để Nhật Toàn quyền cai trị Đông Dương. Tháng 8 năm 1944, Decoux công bố và thực thi 1 đạo luật bí mật ban cho ông những quyền hạn đặc biệt trong trường hợp mất liên lạc với chính phủ Vichy tại Pháp. Ngày 30 tháng 8 năm 1944, Decoux gửi 1 bức điện cho chính phủ Vichy với nội dung "Trái với ý nghĩ được phổ biến rộng ra quá nhiều lần, chủ quyền của nước Pháp trên xứ thuộc địa này vẫn được giữ gìn trọn vẹn... Chính phủ Pháp vẫn tuyệt đối tự do... Nhờ có bốn năm cố gắng không ngừng và hiệp thương giữa Hà Nội, Bắc Kinh và Tokyo, cái cơ bản của lập trường chúng ta, của chủ quyền chúng ta, của uy tín chúng ta và của sự nghiệp văn minh khai hóa của chúng ta đã được bảo vệ... điều kiện cần thiết và đầy đủ để cho chủ quyền của Pháp ở Đông Dương và những lợi ích của Pháp tại Viễn Đông được vẹn toàn cho đến ngày kết thúc chiến tranh dường như là thế này; Chính phủ mới của Pháp hãy khuyến cáo Đồng minh đừng mở bất cứ một cuộc tấn công quân sự nào vào Đông Dương và bản thân nó hãy tránh mọi sáng kiến ngoại giao hoặc quân sự có thể xô đẩy Nhật Bản vào tâm trạng nghi kỵ đối với nước Pháp".
Ngày 29 tháng 4 năm 1944, đại diện Mặt trận Độc lập Đông Dương do Việt Minh lãnh đạo gặp lãnh sự Pháp của Chính phủ lâm thời Cộng hòa Pháp tại Côn Minh, Trung Quốc để thảo luận về việc khôi phục nền độc lập và dân chủ hóa Đông Dương. Mặt trận hy vọng Ủy ban Giải phóng Dân tộc Pháp sẽ nghiên cứu 1 chương trình dân chủ hóa Đông Dương sau khi lãnh thổ này được giải phóng khỏi ách chiếm đóng của Nhật. Đối với vấn đề độc lập của Đông Dương, Mặt trận sẵn sàng thảo luận và chấp nhận tạm thời tất cả mọi công thức chính trị rộng rãi lấy nguyện vọng của các dân tộc ở Đông Dương làm căn cứ. Đến tháng 6 năm 1944, Việt Minh lại tuyên bố "Ủy ban Giải phóng Dân tộc Pháp đã nhầm khi nghĩ rằng các dân tộc Đông Dương tự bằng lòng với những lời nịnh nọt tâng bốc, cam kết, hứa hẹn. Tương lai đất nước chúng tôi là do bàn tay chúng tôi sắp đặt chuẩn bị. Tự do của chúng tôi, chúng tôi muốn nó phải hoàn toàn".
Thực dân Pháp chỉ tồn tại đến ngày 9 tháng 3 năm 1945 khi Nhật lật đổ Pháp trên toàn bộ Đông Dương vì nhận thấy quân đội Đông Dương thuộc Pháp đang hoạch định việc chuẩn bị tác chiến chống lại Nhật sau khi Đồng Minh đổ bộ vào Đông Dương, bắt đầu tuyển mộ dân bản xứ (các dân tộc thiểu số người Việt và Lào) vào quân đội Đông Dương thuộc Pháp. Ngày 9 tháng 3 năm 1945, tại Sài Gòn, đại sứ Nhật Matsumoto trao cho Đô đốc Decoux 1 tối hậu thư đòi các lực lượng vũ trang Pháp phải được đặt dưới quyền chỉ huy của Nhật. Sau 2 giờ, khi nhận được câu trả lời của Decoux, người Nhật cho rằng ông này đã bác bỏ tối hậu thư của họ. Trong vòng 48 giờ, từ Đô đốc Decoux đến những viên chức Pháp thấp nhất đều bị tước quyền hành và bỏ tù hoặc bị tập trung lại.

#### Chính phủ Đế quốc Việt Nam thành lập

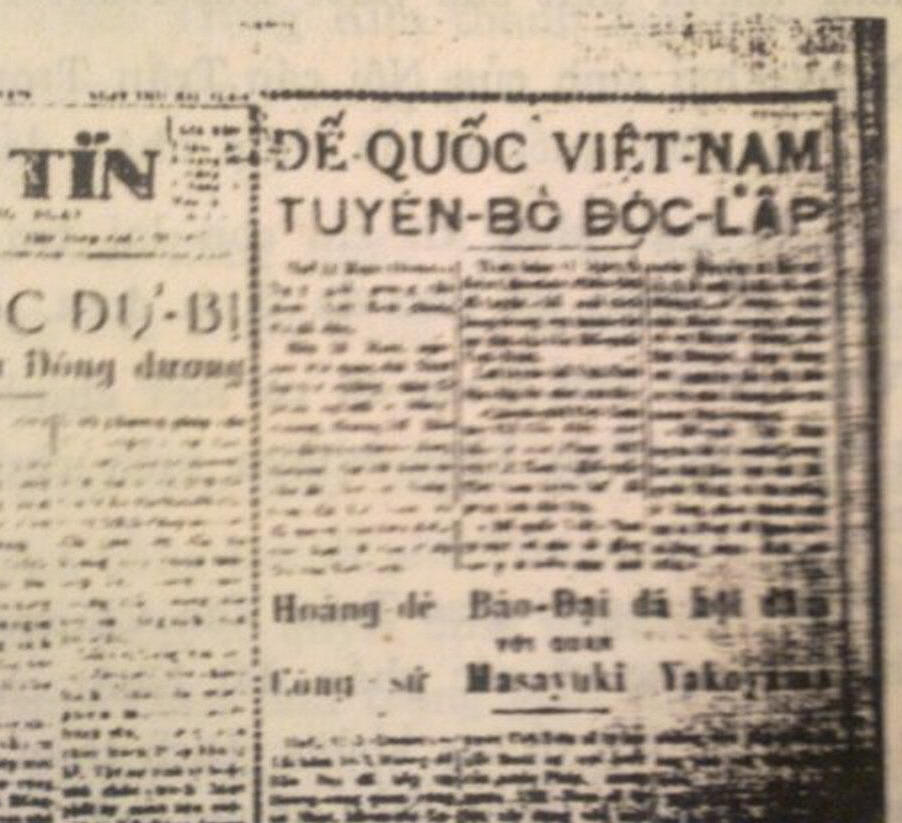
Nhật báo Điện tín loan tin Việt Nam độc lập.

Theo chính sách Khối Thịnh vượng chung Đại Đông Á, Đế quốc Nhật Bản bảo trợ thành lập chính phủ Đế quốc Việt Nam dưới quyền Hoàng đế Bảo Đại, đứng đầu bởi Thủ tướng Trần Trọng Kim. Cũng như các chính phủ khác ở những vùng bị Nhật chiếm đóng (Mãn Châu quốc, Triều Tiên, Chính phủ Uông Tinh Vệ...), chính phủ này không có thực quyền khi tài chính và nhân lực đều do quân Nhật nắm giữ.
Vua Bảo Đại tuyên bố thành lập Đế quốc Việt Nam ngày 11 tháng 3 năm 1945, tuyên bố chính phủ này có chủ quyền trên danh nghĩa ở 3 kỳ, tiếp sau đó là Campuchia ngày 13 tháng 3 và Lào ngày 8 tháng 4. Trong tuyên bố của Bảo Đại, bãi bỏ các hiệp ước bảo hộ và mất độc lập với Pháp trước đây, độc lập theo tuyên ngôn Đại đông Á của Đế quốc Nhật Bản, và "ông cũng như Chính phủ Việt Nam tin tưởng lòng trung thực của Nhật Bản và nó được xác định làm việc với các nước để đạt được mục đích"..
Để đáp trả, ngày 24 tháng 3 năm 1945, chính phủ Charles de Gaulle tuyên bố chủ quyền của Pháp ở Đông Dương và không công nhận sự cai trị của Nhật Bản ở khu vực này. Pháp dự định thành lập Liên bang Đông Dương thuộc Liên hiệp Pháp, bao gồm 5 quốc gia có đại diện riêng trong Liên bang, có lợi ích bên ngoài do Pháp đại diện; và dự kiến cơ cấu của chính phủ Liên bang Đông Dương sẽ theo mô hình chính phủ do Thống đốc đứng đầu, với các bộ trưởng người Đông Dương và người dân Pháp ở Đông Dương, và 1 Quốc hội được bầu theo phương thức phổ thông đầu phiếu tại mỗi quốc gia của Liên bang, trong đó có đại diện lợi ích của người Pháp. Thống đốc, Hội đồng Nhà nước chịu trách nhiệm chuẩn bị các luật và quy định, còn Quốc hội giữ vai trò biểu quyết mọi loại thuế, ngân sách, các dự luật và các điều ước quốc tế về thương mại và hợp tác với các nước khác. Liên bang sẽ có lực lượng vũ trang riêng được trang bị kỹ năng tương đương với của Liên hiệp Pháp và phát triển quan hệ thương mại với tất cả các nước khác, đặc biệt là với Trung Quốc. Cũng trong tuyên bố này, Pháp cam kết đảm bảo bình đẳng giữa công dân Đông Dương với các công dân Liên hiệp Pháp về quyền tham gia các vị trí của Liên bang Đông Dương và Liên hiệp Pháp, cũng như mọi quyền tự do dân chủ nói chung (tự do tư tưởng, tín ngưỡng, tự do báo chí, tự do lập hội, hội họp...). Đồng thời Liên hiệp Pháp có nghĩa vụ giúp đỡ thành lập lực lượng vũ trang Liên bang Đông Dương, cũng như thúc đẩy sự phát triển kinh tế, tiến bộ xã hội, văn hóa, giáo dục, chính trị và hành chính ở Đông Dương.
Ngày 7 tháng 4 năm 1945, Bảo Đại ký đạo dụ số 5 chuẩn y thành phần nội các Trần Trọng Kim và ngày 12 tháng 5 giải thể Viện Dân biểu Trung Kỳ. Tháng 6 năm 1945, chính phủ Trần Trọng Kim đặt quốc hiệu là Đế quốc Việt Nam. Bảo Đại cũng xúc tiến trưng cầu dân ý về chính thể Việt Nam, theo đạo Dụ số 1 có nội dung "1.Chế độ chính trị từ nay căn cứ vào khẩu hiệu "Dân vi quí". 2. Trong chính giới sẽ chiêu lập các nhân tài đích đáng để chỉnh đốn lại nền tảng quốc gia cho xứng đáng là một nước độc lập chân chính có thể hợp tác với Đại Nhật Bản trong công cuộc tái thiết Đại Đông Á. 3.Trẫm sẽ tái định và tuyên bố các cơ quan chính trị để ban hành những phương pháp hợp với nguyện vọng của quốc dân".
Bản thân khẩu hiệu "Đại Đông Á" vốn do Nhật tạo ra, và 5 nguyên tắc của nó cho thấy rõ mục đích: Nhật Bản muốn lôi kéo các nước châu Á mà họ đã thôn tính được, bắt các nước này đóng góp nhận lực, của cải để Nhật tiến hành chiến tranh chống Anh, Mỹ, cũng như triệt tiêu ý định chống Nhật tại các nước này Các bộ trưởng của Đế quốc Việt Nam tuyên bố bất lực, bởi không thể làm được việc gì nếu không được cố vấn tối cao Nhật đồng ý, trong khi vua Bảo Đại chỉ lo vui chơi, săn bắn mà không quan tâm đến chính trị..
Ngày 15 tháng 8 năm 1945, Nhật Bản tuyên bố đầu hàng Đồng minh. Ngày 18 tháng 8, vua Bảo Đại tuyên bố sẽ duy trì chính phủ Đế quốc Việt Nam sau khi Nhật đầu hàng, và đồng thời gửi 1 thông điệp đến Thống chế Pháp De Gaulle đề nghị công nhận chính phủ Đế quốc Việt Nam. Thông điệp này có đoạn "Ông sẽ hiểu tốt hơn nếu ông có thể chứng kiến những gì đang diễn ra ở đây, nếu ông có thể cảm nhận được khát khao độc lập đến tận tâm can của mỗi người mà không một thế lực nào có thể ngăn cản nổi. Thậm chí nếu ông muốn tái lập chế độ cai trị của người Pháp ở đây thì nó sẽ không tiếp tục được tuân phục; mỗi làng mạc sẽ trở thành một ổ kháng chiến, mỗi người cộng tác cũ thành một kẻ thù và những quan chức, những tên thực dân của ông chính họ sẽ yêu cầu rời khỏi không khí ngạt thở này... Chúng ta có thể dễ dàng hiểu nhau và trở thành bạn bè nếu ông hủy bỏ tuyên bố trở thành ông chủ của chúng tôi một lần nữa". Tuy nhiên De Gaulle không hồi âm, ông ta dự kiến sẽ hậu thuẫn cho 1 chế độ quân chủ mà người đứng đầu không phải là Bảo Đại, người đã thỏa hiệp với Nhật Bản để được "độc lập", mà là Vĩnh San, được xem như là 1 "Gaullist" (người ủng hộ de Gaulle).
Ngày 16 tháng 8 năm 1945, Trần Trọng Kim tuyên bố sẽ bảo vệ chính phủ Đế quốc Việt Nam, và ngày 18 tháng 8 thành lập Ủy ban Giải phóng Dân tộc, tập hợp tất cả các đảng phái chính trị để lãnh đạo công cuộc này. Theo lời khuyên của ông Bộ trưởng Bộ Ngoại giao, Bảo Đại cũng gửi thông điệp cho Tổng thống Mỹ Truman, vua nước Anh, Thống chế Trung Hoa Tưởng Giới Thạch đề nghị công nhận Đế quốc Việt Nam là chính phủ đại diện của Việt Nam. Tuy nhiên tất cả các bức thư đều không được hồi âm, bởi theo Tuyên bố Cairo, không chỉ Pháp mà tất cả các nước khối Đồng Minh sẽ không công nhận bất cứ chính phủ nào do Nhật Bản thành lập tại các lãnh thổ chiếm đóng. Đến 24 tháng 8, trong cao trào của Cách mạng Tháng Tám, Bảo Đại đã thực hiện đề nghị của Hội đồng Cơ mật: quyết định thoái vị "để không phải là một trở ngại cho sự giải phóng của đất nước". Chính phủ Đế quốc Việt Nam đến đây tan rã.

#### Tình hình Việt Nam
Cuộc đảo chính của Nhật Bản ngày 10 tháng 3 đã làm suy yếu bộ máy hành chính và quân sự của Pháp và mở ra một khoảng trống rất lớn vì "Chính phủ Hoàng gia" không thể điều hành nổi. Khi Nhật Bản đầu hàng vào ngày 14, quân đội Nhật Bản có trách nhiệm giữ trật tự cho đến khi sự xuất hiện của quân đội Trung Quốc về phía bắc 16° vĩ độ, và quân Anh về phía Nam. Nhưng cuộc cách mạng đang càn quét, "không phải do chính sách Việt Minh", đã bất chấp điều đó.

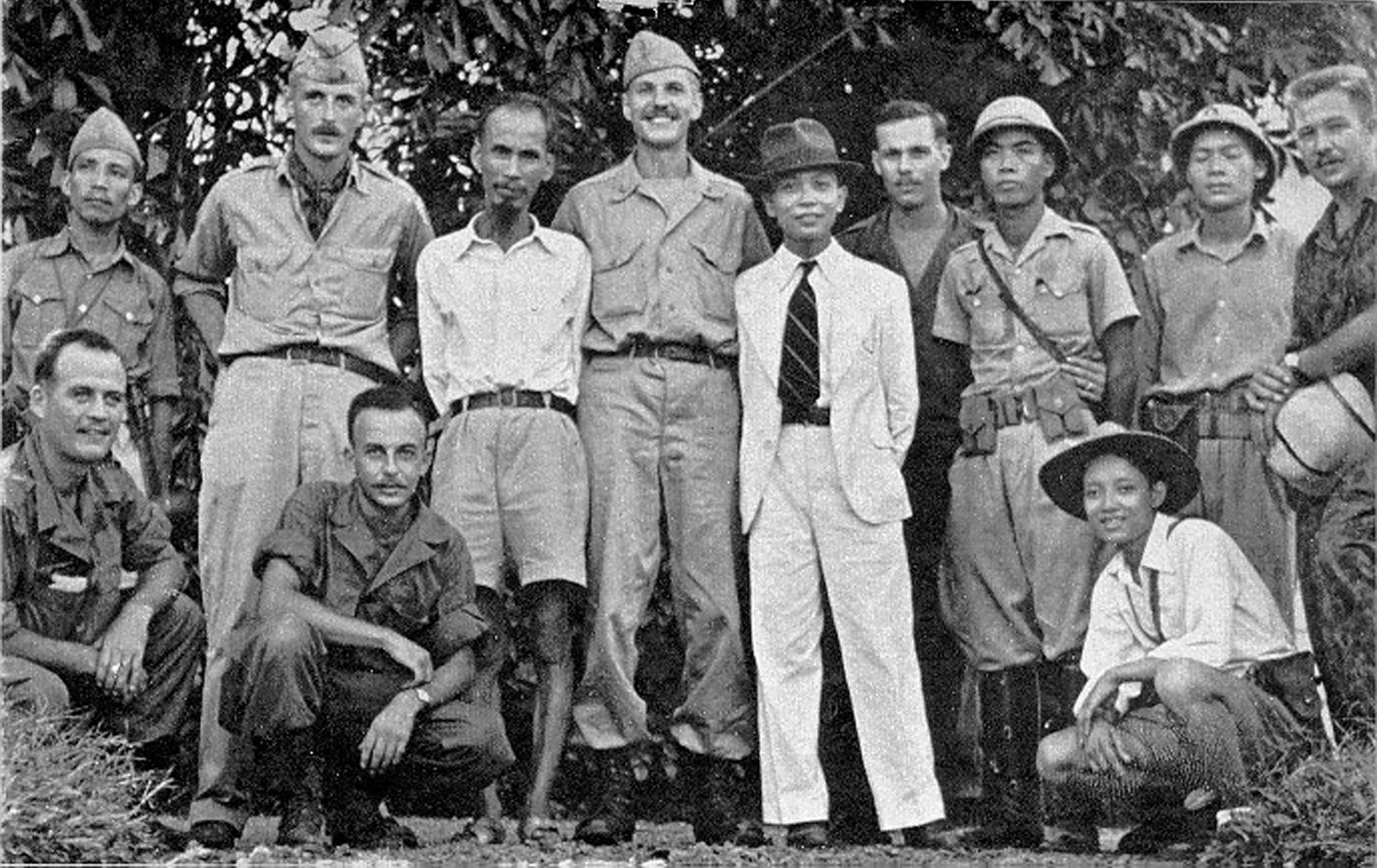
Lãnh đạo Việt Minh và các thành viên của Đội Con Naiơở Bắc Bộ phủ, tháng 9 năm 1945. Từ trái qua phải (đang đứng):Đinh Huủ Phany (ùồng Việt), René Defourneaux, Hồ Chí Minh, Allison K. Thomas, Võ Nguyên Giáp, Henry Prunier, Đàm Quang Trung, Nguyễn Quý, và Paul Hoagland. Hàng trước (đang quỳ): Lawrence Vogt, Aaron Squires, Thái Bạch (Thái Bá Chi)

Việt Minh (viết tắt của Việt Nam Độc lập Đồng minh Hội) do Hồ Chí Minh thành lập năm 1941 với vai trò 1 mặt trận thống nhất dân tộc để giành độc lập. Tổ chức này do Đảng Cộng sản Đông Dương lãnh đạo, thu hút được sự tham gia và ủng hộ của nhiều người Việt Nam và ngày càng lớn mạnh. Tháng 12 năm 1944, đội Việt Nam tuyên truyền giải phóng quân, lực lượng vũ trang của Việt Minh và tiền thân của Quân đội Nhân dân Việt Nam, được thành lập tại Cao Bằng. Khẩu hiệu ban đầu của Việt Minh là "Phản Pháp - kháng Nhật - liên Hoa - độc lập". Ban đầu lực lượng Việt Minh nhận được sự ủng hộ của phe Đồng minh, bao gồm cả Mỹ và Trung Hoa dân quốc, theo Philippe Devillers "bây giờ nó sẽ nhận được 100.000 đô la mỗi tháng phân bổ đến Nguyen Kai Thau". Hồ Chí Minh nhận thấy Mỹ đang muốn đóng vai trò lớn hơn ở khu vực Thái Bình Dương, ông đã làm tất cả để thiết lập mối quan hệ với Hoa Kỳ thông qua việc giải cứu các phi công gặp nạn trong chiến tranh với Nhật Bản. Đổi lại, Cơ quan Tình báo Chiến lược Hoa Kỳ (Office of Strategic Services - OSS) sẽ gửi một nhóm chuyên gia (Đội Con Nai) đến giúp đỡ y tế, cố vấn và huấn luyện quân đội quy mô nhỏ cho Việt Minh, về sau này sẽ trở thành Quân đội nhân dân Việt Nam. Tháng 7 năm 1945, lực lượng này gửi đến OSS 1 tuyên bố: "Chúng tôi, Việt Minh, công bố yêu cầu sau đây về chính sách tương lai ở Đông Dương thuộc Pháp đến người Pháp và các quan sát viên:
1. Một quốc hội bầu theo phổ thông đầu phiếu. Nó lập pháp cho đất nước. Một thống đốc Pháp quyền Chủ tịch cho đến khi tính chất độc lập chúng tôi được đảm bảo. Thống đốc sẽ chọn một nội các hoặc một nhóm các cố vấn chấp nhận bởi quốc hội. Các quyền hạn cụ thể của các cơ quan này có thể được phát triển trong tương lai.
2. Độc lập sẽ được trao cho đất nước này trong một tối thiểu 5 năm và tối đa là 10 năm.
3. Tài nguyên thiên nhiên của đất nước sẽ trở lại cư dân của nó sau khi bồi thường công bằng cho các chủ sở hữu hiện tại. Pháp sẽ nhận được những lợi ích kinh tế.
4. Tất cả quyền tự do được Liên Hợp Quốc công bố sẽ được đảm bảo ở Đông Dương.
5. Bán thuốc phiện bị cấm.

Chúng tôi hy vọng rằng những điều kiện này sẽ nhận được sự chấp nhận của chính phủ Pháp".
Từ tháng 3 năm 1945, Việt Nam rơi vào 1 tình trạng hỗn loạn do khoảng trống về quyền lực chính trị quá lớn. Người Nhật đang lo chống đỡ các đòn tấn công của quân đội đồng minh Anh-Mỹ. Cả chính phủ của Trần Trọng Kim lẫn triều đình của Bảo Đại đều không đủ lực lượng quân sự và uy tín chính trị để kiểm soát tình hình. Theo Peter A. Pull, chỉ có Việt Minh là lực lượng có tổ chức duy nhất ở nước này có khả năng nắm được quyền chính trị. Chiến tranh đã làm kiệt quệ nền kinh tế, nước Nhật cạn kiệt nguyên liệu nên quân Nhật chiếm lấy lúa gạo và các sản phẩm khác, bắt dân phá lúa trồng đay để phục vụ chiến tranh, cộng thêm thiên tai, nạn đói (Nạn đói Ất Dậu) đã xảy ra tại Bắc kỳ và Trung kỳ. Người ta ước tính rằng đã có khoảng 2 triệu người chết vì nạn đói này.
Khâm sai Phan Kế Toại đã gặp Nguyễn Khang, người do Xứ Ủy Bắc Kỳ cử đến. Ông đề nghị Việt Minh tham gia Chính phủ Đế quốc Việt Nam và ngừng các hoạt động chống Nhật nhưng Nguyễn Khang bác bỏ. Chính quyền thân Nhật Đế quốc Việt Nam cũng thành lập Uỷ ban Chính trị để đàm phán với Việt Minh. Ủy ban này đề nghị Việt Minh: "Đằng nào các ông cũng thắng, nhưng để điều đình với Đồng Minh sẽ vào Đông Dương giải giáp quân Nhật, đề nghị vùng nông thôn cách thành phố 15km là thuộc quyền các ông, còn thành phố cần có nhân sĩ, trí thức đứng ra giao dịch với Đồng Minh". Đại biểu Việt Minh đã trả lời dứt khoát: "giao dịch với Đồng Minh lúc này, ngoài Việt Minh không ai có thể có lực lượng và danh nghĩa cả".

### Việt Nam Dân chủ Cộng hòa được thành lập

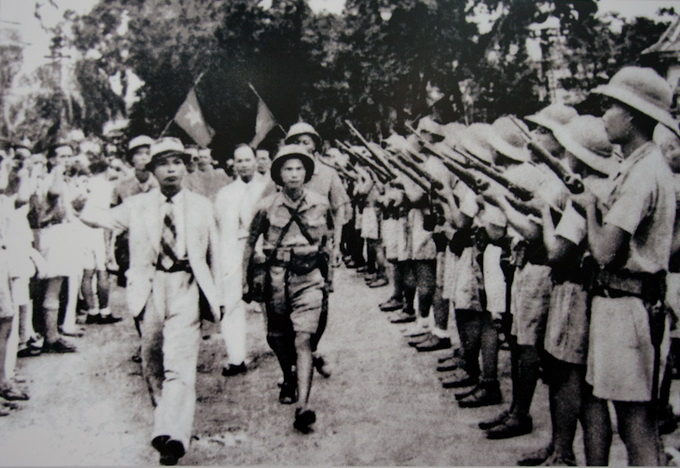
Võ Nguyên Giáp duyệt đội hình danh dự của quân đội Việt Minh trong Cách mạng tháng Tám

Ngay sau khi Nhật Bản đầu hàng quân Đồng Minh, lực lượng Việt Minh đã tổ chức thành công cuộc Cách mạng tháng Tám. Chính phủ Pháp không kịp phản ứng vì quân đội Pháp vẫn chưa kịp hoàn thành việc tái xây dựng lực lượng và vẫn còn ở châu Âu do chưa được khối Đồng Minh cho phép hoạt động tại chiến trường Đông Nam Á. Quân đội Nhật không can thiệp vào tình hình chính trị tại Việt Nam vì họ đã đầu hàng và đang chờ Đồng Minh đến giải giáp.
Sau Cách mạng tháng Tám, Việt Minh thành lập Chính phủ Cách mạng lâm thời Việt Nam Dân chủ Cộng hòa trên cơ sở cải tổ Ủy ban Dân tộc giải phóng Việt Nam được thành lập tại Đại hội Quốc dân ngày 16-17 tháng 8 năm 1945 tại Tân Trào, Sơn Dương. Thời điểm đó Hồ Chí Minh ít được biết đến còn Chính phủ của ông chưa được nước nào công nhận. Ông cảm thấy phải tìm cách làm cho Đồng Minh chú ý đến Chính phủ của ông trước khi quân đội của họ vào Việt Nam giải giáp quân đội Nhật. Cùng thời điểm đó, Bảo Đại cũng gửi cho lãnh đạo các nước Đồng Minh lời kêu gọi công nhận nền độc lập của Việt Nam. Điều đó làm Hồ Chí Minh lo ngại vì lời kêu gọi này đã tăng cường địa vị hợp pháp của Bảo Đại. Theo Hồ Chí Minh, Bảo Đại không còn cầm quyền từ lâu nên Chính phủ Lâm thời là Chính phủ duy nhất hợp pháp. Đối với Mỹ, Hồ Chí Minh cố gắng thuyết phục Mỹ tiếp tục chính sách chống thực dân của Mỹ đối với Đông Dương. Ông tìm cách làm Mỹ tin rằng ông không phải là 1 phái viên của Quốc tế Cộng sản mà là 1 người Quốc gia - Xã hội mong muốn giải thoát đất nước khỏi ách đô hộ của ngoại bang.
Thông qua OSS, Chủ tịch Hồ Chí Minh gửi 9 bức điện cho Chính phủ Mỹ, bao gồm cả bốn bức thư tay gửi trực tiếp cho Tổng thống Mỹ Harry S. Truman đề nghị Mỹ đặt quan hệ ngoại giao với Chính phủ Lâm thời, đồng thời Mỹ và Chính phủ Lâm thời sẽ có đại diện trong Ủy ban Liên tịch các nước Đồng Minh giải quyết các vấn đề liên quan đến Việt Nam. Việt Minh hy vọng tranh thủ được sự có mặt của Mỹ trong cuộc thương lượng giữa Trung Quốc và Pháp về Đông Dương vì 2 nước này có thể làm nguy hại đến nền độc lập và toàn vẹn lãnh thổ của Việt Nam, đồng thời khuyến khích các nước Đồng Minh công nhận Chính phủ Lâm thời là đại diện duy nhất và hợp pháp của Việt Nam trong các vấn đề liên quan đến chủ quyền của Việt Nam. Việt Minh lo ngại việc không được các nước Đồng Minh công nhận sẽ làm suy yếu địa vị lãnh đạo của họ và có lợi cho Việt Cách, Việt Quốc trong việc thành lập chính phủ của các lực lượng này. Hồ Chí Minh nói với Trưởng Cụm tình báo Đông Dương, Archimedes L.A Patti, rằng ông theo chủ nghĩa Lenin, tham gia thành lập Đảng Cộng sản Pháp và xin gia nhập Đệ Tam Quốc tế vì đây là những cá nhân và tổ chức duy nhất quan tâm đến vấn đề thuộc địa. Ông không thấy có sự lựa chọn nào khác. Nhưng trong nhiều năm sau đó những tổ chức này cũng không có hành động gì vì nền độc lập của các dân tộc thuộc địa. Trước mắt, ông đặt nhiều tin tưởng vào sự giúp đỡ của Mỹ trước khi có thể hy vọng vào sự giúp đỡ của Liên Xô. Hồ Chí Minh giải thích rằng: Người Mỹ xem ông là 1 người quốc tế cộng sản, "bù nhìn của Moscow" vì ông đã ở Moscow nhiều năm, nhưng ông khẳng định mình không phải là người cộng sản theo cách mà Mỹ hiểu, mà ông là nhà cách mạng hoạt động vì độc lập dân tộc. Tuy nhiên chính phủ Mỹ không đáp lại nguyện vọng của Hồ Chí Minh. Cuối tháng 9 năm 1946, Mỹ rút tất cả các nhân viên tình báo tại Việt Nam về nước, chấm dứt liên hệ với chính phủ Hồ Chí Minh. Hồ Chí Minh cũng gửi thư cho Stalin đề nghị Liên Xô giúp đỡ cách mạng Việt Nam và công nhận Việt Nam Dân chủ Cộng hòa nhưng không được hồi đáp. Vào thời điểm này trọng tâm của Liên Xô là Đông Âu và khôi phục Liên Xô sau chiến tranh, chứ không phải là Việt Nam. Hơn nữa Mỹ đang lôi kéo các nước Châu Âu thành lập khối phòng thủ Châu Âu chống lại sự mở rộng của chủ nghĩa cộng sản nên Liên Xô không muốn làm mất lòng Pháp. Mặt khác Stalin cũng chưa biết gì nhiều về Hồ Chí Minh và cho rằng ông là “Tito phương Đông’’, tức là 1 người cộng sản theo chủ nghĩa dân tộc, chứ không phải là người cộng sản quốc tế theo chủ nghĩa Stalin.
Tại miền Nam, sau khi đảo chính Pháp, ngày 14 tháng 8 năm 1945, Nhật cho phép Bảo Đại cử 1 Khâm sai đại thần nắm quyền cai trị tại Nam Kỳ đồng thời bổ nhiệm những người Việt thuộc Mặt trận Quốc gia Thống nhất vào các vị trí trong bộ máy chính quyền do các viên chức dân sự Pháp đã bị Nhật tống giam. Ngày 16 tháng 8 năm 1945, người Việt tiếp quản Sài Gòn. Điều này được chào đón như một cuộc cách mạng. Ngày 19 tháng 8 năm 1945, Khâm sai Nguyễn Văn Sâm đến Sài Gòn. Nhật chuyển giao vũ khí cho lực lượng Cách mạng và các đảng phái thuộc Mặt trận Quốc gia Thống nhất. Trong cuộc họp ngày 22 tháng 8 năm 1945 của Mặt trận Quốc gia Thống nhất, Trần Văn Giàu thuyết phục các đảng phái trong Mặt trận chuyển giao quyền lực cho Việt Minh vì Mặt trận có thể bị Đồng Minh xem là 1 tổ chức thân Nhật còn Việt Minh lại đang thuộc phe Đồng minh (trước đó đã hợp tác với tình báo quân sự Mỹ OSS) chống Nhật. Ngày 23 tháng 8 năm 1945, Mặt trận Quốc gia Thống nhất quyết định rút lui, nhường quyền lãnh đạo cho Việt Minh thành lập Ủy ban Hành chính Lâm thời Nam Bộ do Trần Văn Giàu làm Chủ tịch. Ngày 25 tháng 8 năm 1945, tại Sài Gòn, Việt Minh tuyên bố thành lập Ủy ban Hành chính Lâm thời Nam Bộ gồm 9 người đều là thành viên Việt Minh. Ủy ban Hành chính Lâm thời Nam Bộ ra tuyên bố họ là bộ phận hành chính ở phía Nam của Việt Nam Dân chủ Cộng hòa. Sau đó, theo lệnh của Chính phủ lâm thời Trung ương, Ủy ban hành chính Nam Bộ hợp tác với Kỳ bộ Việt Minh gồm đại biểu các đảng phái: Đông Dương cộng sản, Tân Dân chủ, Tổng công đoàn, Thanh niên Tiền phong, Việt Nam quốc gia, Cao Đài hợp nhất, Việt Nam Cứu quốc đoàn (Kỳ bộ cũ của Việt Minh), Quốc gia độc lập, Công giáo, Thanh niên nghĩa dũng đoàn họp bàn thành lập Ủy ban nhân dân Nam Bộ.
Ở Hà Nội, các sinh viên cánh tả tổ chức biểu tình với danh nghĩa Tổng hội sinh viên kêu gọi Bảo Đại thoái vị, thành lập nền cộng hòa dưới sự bảo trợ của Việt Minh, yêu cầu Việt Minh thảo luận với tất cả các đảng phái để thành lập chính phủ lâm thời, đồng thời kêu gọi nhân dân và các đảng phái ủng hộ chính phủ Lâm thời bảo vệ nền độc lập của đất nước. Việt Minh phát động công nhân, người dân cướp chính quyền trên toàn quốc. Trước áp lực đó, Bảo Đại mời Việt Minh thành lập một chính phủ mới dưới quyền ông thay thế chính phủ Trần Trọng Kim.
Tháng 5 năm 1945, các thành viên của các đảng Đại Việt Quốc dân Đảng, Đại Việt Dân chính Đảng thân Nhật và Việt Nam Quốc dân Đảng (Việt Quốc) gặp nhau tại Trung Quốc để thành lập 1 liên minh đặc biệt nhằm phối hợp hoạt động giữa các nhóm trong nước và nhóm lưu vong trong trường hợp Trung Quốc đưa quân vào Đông Dương. Đại Việt Dân chính Đảng sáp nhập vào Việt Nam Quốc dân Đảng. Khi Nhật tuyên bố đầu hàng vào tháng 8 năm 1945, ở Việt Nam chỉ có lực lượng vũ trang của Đại Việt còn lực lượng vũ trang của Việt Nam Quốc dân Đảng vẫn còn ở Trung Quốc. Ngày 17 tháng 8 năm 1945, Trương Tử Anh, Đảng trưởng Đại Việt Quốc dân Đảng, dẫn đầu 1 đơn vị 250 người hành quân vào Hà Nội. Tuy nhiên ngày 19 tháng 8 năm 1945, lực lượng này đã không ngăn cản Việt Minh cướp chính quyền của phát xít Nhật tại Hà Nội. Tối hôm đó, các đảng viên Đại Việt và Việt Quốc tổ chức họp nhưng không thống nhất được kế hoạch chống Việt Minh giành chính quyền. Các đơn vị khác của Đại Việt ở các tỉnh không thể tiến về Hà Nội do lũ sông Hồng. Quân đội của Đại Việt rút về phía Đông và phía Tây Hà Nội chờ diễn biến tình hình.
Tại Huế, Chính phủ Đế quốc Việt Nam đồng loạt từ chức và chuyển giao quyền lực cho phong trào Việt Minh. Theo lời thuật của Phan Anh, Bộ trưởng Bộ Thanh niên thì "với tư cách bộ trưởng, chúng tôi trăm phần trăm ủng hộ Chủ tịch Hồ Chí Minh. Tất cả, kể cả Thủ tướng Trần Trọng Kim, đã có sự nhất trí toàn vẹn, sâu sắc về sự chuyển tiếp ấy."
Sáng ngày 23 tháng 8 năm 1945, 2 phái viên của Việt Minh là Trần Huy Liệu và Cù Huy Cận đến cung điện Huế. Theo lời yêu cầu của hai ông này, chiều ngày 25 tháng 8 năm 1945, Bảo Đại đã đọc Tuyên ngôn Thoái vị trước hàng ngàn người tụ họp trước cửa Ngọ Môn và sau đó trao ấn tín, quốc bảo của hoàng triều cho ông Trần Huy Liệu. Ông thoái vị với lý do "Hạnh phúc của dân Việt Nam, độc lập của nước Việt Nam, muốn đạt mục đích ấy, Trẫm đã sẵn sàng hy sinh hết tất cả mọi phương diện, và cũng vì mục đích ấy nên Trẫm muốn sự hy sinh của Trẫm phải có lợi cho Tổ quốc. Xét thấy điều bổ ích nhất cho Tổ quốc lúc này là sự đoàn kết toàn thể quốc dân, Trẫm đã tuyên bố ngày 22 tháng 8 vừa rồi rằng trong giờ nghiêm trọng này rằng đoàn kết là sống mà chia rẽ là chết. Nay thấy nhiệt vọng dân chủ của quốc dân Bắc bộ lên quá cao, nếu Trẫm cứ ngồi yên mà đợi Quốc hội thì không thể nào tránh khỏi nạn Nam Bắc phân tranh, đã thống khổ cho quốc dân lại thuận tiện cho người ngoài lợi dụng, cho nên mặc dầu Trẫm hết sức đau đớn nghĩ tới công lao Liệt Thánh vào sinh ra tử trong gần bốn trăm năm để mở mang giang sơn đất nước từ Thuận Hóa đến Hà Tiên, mặc dầu Trẫm hết sức bùi ngùi cho nỗi làm vua trong hai mươi năm mới gần gũi quốc dân được mấy tháng chưa làm được gì ích lợi cho quốc dân như lòng Trẫm muốn, Trẫm cũng quả quyết thoái vị để nhường quyền điều khiển quốc dân lại cho một Chính phủ dân chủ Cộng hòa...". Ông cũng yêu cầu chính phủ Việt Nam Dân chủ Cộng hòa: "Đối với các đảng phái đã từng phấn đấu cho nền độc lập quốc gia, nhưng không đi sát theo phong trào dân chúng, Trẫm mong chính phủ mới sẽ lấy sự ôn hòa xử trí để những phần tử ấy cũng có thể giúp vào việc kiến thiết quốc gia và tỏ rằng Chính phủ dân chủ cộng hòa nước ta đã xây đắp ở trên sự đoàn kết của toàn thể nhân dân.". Ông trở thành "công dân Vĩnh Thụy". Trong bản Tuyên ngôn Thoái vị, ông có câu nói "Trẫm muốn được làm Dân một nước tự do, hơn làm Vua một nước bị trị". Ngày 28 tháng 8 năm 1945 thành lập Chính phủ lâm thời Việt Nam Dân chủ Cộng hòa, tuyên cáo cho biết "Chính phủ lâm thời không phải là chính phủ riêng của Mặt trận Việt Nam độc lập đồng minh (Việt Minh) như có người đã lầm tưởng. Cũng không phải là một Chính phủ chỉ bao gồm đại biểu của các chính đảng. Thật là một Chính phủ quốc gia thống nhất, giữ trọng trách là chỉ đạo cho toàn quốc, đợi ngày triệu tập được quốc hội để cử ra một Chính phủ Dân chủ cộng hòa chính thức".

Chủ tịch Hồ Chí Minh đọc tuyên ngôn độc lập trên quảng trường Ba Đình.

Ngày 2 tháng 9 năm 1945, Hồ Chí Minh tuyên bố Việt Nam thống nhất và độc lập với tên gọi nước Việt Nam Dân chủ Cộng hòa. Không có dấu hiệu của cuộc cách mạng vô sản tại Việt Nam. Việt Nam Dân chủ Cộng hòa tôn trọng quyền sở hữu tư nhân phương tiện sản xuất, chỉ quyết định loại bỏ các quan lại và hệ thống phân cấp hành chính và chính trị cũ của Đế quốc Việt Nam, giải tán các Hội đồng Nhân sĩ và thay bằng các Ủy ban Nhân dân do dân địa phương bầu ra. Việt Nam Dân chủ Cộng hòa thực hiện một số cải cách nhưng thận trọng để không tạo ra sự chống đối của giai cấp trung lưu và đại địa chủ. Việc chia lại ruộng đất chỉ giới hạn trong công điền, đất bỏ hoang, đất tịch thu của người Pháp và những người bị xem là hợp tác với phát xít. Từ ngày 22 tháng 9 năm 1945, các chủ đất nhỏ từ 5 mẫu trở xuống đều được miễn thuế ruộng đất. Việc hạn chế buôn bán lương thực của Nhật bị bãi bỏ, việc nhà nước độc quyền bán rượu và muối chấm dứt. Thuế công thương nghiệp và môn bài bị bãi bỏ. Thuốc phiện, cờ bạc, mại dâm và các hình thức lao động khổ sai bị cấm. Công nhân được hưởng chế độ làm 8 giờ một ngày. Cùng với đó là giải tán các nghiệp đoàn để kiểm soát nền kinh tế, thống nhất các tổ chức thanh niên (vào Đoàn Thanh niên Cứu quốc Việt Nam). Tuy nhiên ở cấp địa phương vẫn có sự thanh trừng chính trị hay loại bỏ "chủ nghĩa tư bản phát xít", chia đất cho nông dân, tịch thu tài sản của những người giàu, ngoài mong muốn của những lãnh đạo trung ương Việt Minh (chỉ có 1 nhóm nhỏ, vài chục người đứng đầu tại Hà Nội, cũng như trong tất cả các tỉnh) như Hồ Chí Minh khi thành lập đảng đã nói "Việt Nam sẽ được di chuyển từ từ về phía chủ nghĩa xã hội thông qua việc giảng dạy và thực hành dân chủ".
Ngay sau khi tuyên bố độc lập, Chính phủ Cách mạng lâm thời Việt Nam Dân chủ Cộng hòa tổ chức lễ phát động phong trào cứu đói tại Nhà hát lớn Hà Nội. Chính phủ còn phái 1 ủy ban vào Nam bộ tổ chức vận chuyển gạo ra Bắc. Chính phủ cũng kêu gọi các hội buôn và người dân tham gia vận chuyển lương thực từ Nam ra Bắc. Việc vận chuyển gạo từ Nam ra Bắc chỉ thực hiện được trong tháng 9 n năm 1945 với số lượng không quá 30.000 tấn do chiến tranh bùng nổ khi Pháp đưa quân đội vào Nam Kỳ. Trong thư gửi đồng bào cả nước đăng trên Báo Cứu Quốc ngày 28 tháng 9 năm 1945, Chủ tịch Hồ Chí Minh viết: "Lúc chúng ta nâng bát cơm mà ăn, nghĩ đến kẻ đói khổ, chúng ta không khỏi động lòng. Vậy tôi xin đề nghị với đồng bào cả nước, và tôi xin thực hiện trước: Cứ 10 ngày nhịn ăn 1 bữa, mỗi tháng nhịn 3 bữa. Đem gạo đó (mỗi bữa 1 bơ) để cứu dân nghèo". Chính phủ cũng chi ngân sách sửa chữa các quãng đê bị vỡ, củng cố hệ thống đê điều, đắp thêm một số đê mới. Cho đến đầu năm 1946, hệ thống đê tại miền Bắc đã sửa xong.
Để giải quyết tận gốc nạn đói, Chính phủ Cách mạng lâm thời Việt Nam Dân chủ Cộng hòa kêu gọi nhân dân tăng gia sản xuất. Chính phủ còn vận động tư nhân cho mượn các vườn trống quanh nhà để tăng gia sản xuất. Mỗi địa phương lập ra 1 tiểu ban để huy động nhân lực và tổ chức sản xuất, lương thực làm ra được dùng để cứu tế. Cuối 1945 đến đầu 1946 không còn kịp thời vụ để trồng lúa nữa, nên chính phủ phát động dành phần lớn đất đai để tranh thủ trồng liên tiếp 2 vụ màu (khoai lang, đậu, bắp...) bù cho phần lúa thiếu hụt. Kết quả sản lượng màu đã tăng gấp 4 lần so với thời kỳ trước năm 1945. Chỉ trong 5 tháng từ tháng 11 năm 1945 - tháng 5 năm 1946 đã đạt 614.000 tấn, tương đương 506.000 tấn lúa, đủ đắp được số thiếu hụt của vụ mùa năm 1945.
Trong năm 1946, nạn đói cơ bản đã được giải quyết. Ngày 2 tháng 9 năm 1946, Bộ trưởng Bộ Nội vụ Võ Nguyên Giáp tuyên bố: "Cuộc cách mạng đã chiến thắng được nạn đói, thật là một kỳ công của chế độ dân chủ". Giáo sư kinh tế Đặng Phong đánh giá việc giải quyết được nạn đói là lý do giải thích tại sao tuyệt đại đa số dân chúng đã tin và đi theo Việt Minh.
1 thành tựu khác của chính quyền Việt Nam Dân chủ Cộng hòa non trẻ là xóa mù chữ. Năm 1945, có 95% dân số Việt Nam mù chữ. Trước thực trạng đó, để xóa mù chữ, từ ngày 8 tháng 9 năm 1945 Chủ tịch Hồ Chí Minh ra các sắc lệnh: Sắc lệnh số 17 đặt ra 1 bình dân học vụ trong toàn cõi Việt Nam, Sắc lệnh số 19 lập cho nông dân và thợ thuyền những lớp học bình dân buổi tối, Sắc lệnh số 20 định rằng việc học chữ quốc ngữ từ nay bắt buộc và không mất tiền. Để phục vụ chiến dịch xoá mù chữ, Nha Bình dân học vụ được thành lập ngày 18 tháng 9 năm 1945. Ngày 4 tháng 10 năm 1945, Chủ tịch Hồ Chí Minh ra lời kêu gọi Chống nạn thất học gửi tới toàn dân: "...Muốn giữ vững nền độc lập, muốn làm cho dân mạnh nước giàu, mọi người Việt Nam phải hiểu biết quyền lợi của mình, bổn phận của mình, phải có kiến thức, mới có thể tham gia vào công cuộc xây dựng nước nhà và trước hết phải biết đọc, biết viết chữ quốc ngữ. Những người đã biết chữ hãy dạy cho những người chưa biết chữ, hãy góp sức vào bình dân học vụ…Những người chưa biết chữ hãy gắng sức mà học cho biết đi." Các lớp học Bình dân học vụ được mở khắp nơi ở cả ba miền thu hút sự tham gia của mọi lứa tuổi, mọi tầng lớp nhân dân. Người biết chữ dạy cho người không biết chữ. Đến tháng 9 năm 1946, phong trào Bình dân học vụ đã tổ chức được 75.000 lớp học với trên 95.000 giáo viên, trên 2.500.000 người được phong trào dạy biết đọc, biết viết.
Theo Quyết nghị của Chính phủ, ngày 4 tháng 9 năm 1945, Bộ trưởng Bộ Nội vụ Võ Nguyên Giáp thay mặt Chủ tịch Chính phủ lâm thời nước Việt Nam Dân chủ Cộng hoà, ký ban hành Sắc lệnh số 4 lập "Quỹ độc lập" với mục đích "để thu nhận các món tiền và đồ vật của nhân dân sẵn lòng quyên giúp Chính phủ để ủng hộ nền độc lập của Quốc gia". Tiếp sau đó, cũng trong khuôn khổ Quỹ độc lập, Chính phủ đã đề ra biện pháp tổ chức "Tuần lễ Vàng" từ ngày 17 đến 24 tháng 9 năm 1945. Chủ tịch Hồ Chí Minh đã gửi thư cho đồng bào toàn quốc nhân dịp "Tuần lễ Vàng", nêu rõ mục đích của việc lập quỹ là "thu góp số vàng trong nhân dân và nhất là của các nhà giàu có để dùng vào việc cần cấp và quan trọng nhất của chúng ta lúc này là việc quốc phòng". Chính phủ đã huy động được tổng cộng 20 triệu đồng và 370 kg vàng. Ngân quỹ quốc gia đã có hàng trăm triệu đồng. Riêng tại Hà Nội, trong "Tuần lễ vàng" nhân dân đã góp được 2.201 lạng vàng, 920 tạ thóc cùng tiền bạc và các hiện vật khác, tổng trị giá lên 7 triệu đồng Đông Dương. Số tiền này được dùng để mua vũ khí của quân đội Nhật bị quân đội Trung hoa Dân quốc tịch thu và để hối lộ cho các tướng lĩnh Trung Hoa đang đóng quân tại miền Bắc Việt Nam.
Cùng các hình thức tổ chức "Quỹ độc lập", tuần lễ vàng chính quyền cách mạng còn tổ chức nhiều hình thức khuyến khích để nhân dân có điều kiện tham gia đóng góp cho tài chính đất nước với hình thức tự nguyện như lập "Quỹ kháng chiến", "Quỹ bình dân học vụ", "Quỹ giải phóng quân", "Ngày Nam Bộ"... Sự đóng góp, ủng hộ nhiệt tình của nhân dân đã góp phần giải quyết khó khăn về tài chính của Việt Nam Dân chủ Cộng hòa.
Theo Archimedes L.A Patti, Hồ Chí Minh và các lãnh đạo khác của Việt Minh nhiều lần bày tỏ với ông sự nghi ngại xung quanh vấn đề chủ nghĩa cộng sản có phải là hình thức chính trị phù hợp với Việt Nam hay không. Hồ Chí Minh không tin người Việt đủ trưởng thành về mặt chính trị để có thể chấp nhận chủ nghĩa cộng sản nhưng 1 hình thức dân chủ xã hội chủ nghĩa có cải biên có thể phù hợp hơn. Hồ Chí Minh chủ trương Việt Nam sẽ tự do giao thương với tất cả các nước trên thế giới chứ không chỉ hạn chế vào Pháp hoặc Trung Quốc để tạo ra 1 nền kinh tế thịnh vượng. Ông cũng nghĩ tới vấn đề xây dựng 1 cộng đồng Liên Á bao gồm các nước châu Á độc lập góp phần xây dựng nền hòa bình thế giới và phát triển các chương trình kinh tế, chính trị vì lợi ích chung.
Khi Việt Nam Dân chủ Cộng hòa thành lập, đa phần dân chúng chỉ biết Hồ Chí Minh mới từ nước ngoài về và là người đứng đầu nhà nước chứ không biết rõ thân thế của ông cũng như khuynh hướng cộng sản của Việt Minh. Họ cũng không có hiểu biết về chủ nghĩa cộng sản. Tuy nhiên, người dân cảm thấy tự hào và vui sướng vì Việt Nam đã giành được độc lập. Đa số dân chúng đều muốn thay đổi. Họ cảm thấy dễ chịu khi được người Việt cai trị hơn là người Pháp.
Trong các tài liệu của Việt Minh những ngày đầu sau độc lập chỉ nhắc đến Việt Minh, tuy nhiên những ngày sau khẳng định Việt Minh bao gồm Đảng Cộng sản và các tổ chức khác, và nhấn mạnh các cuộc khởi nghĩa trước đó như Bắc Sơn, Nam Kỳ. Ngày 11 tháng 11 năm 1945 Đảng Cộng sản tuyên bố "tự giải tán" (trong khi chiến sự tại Nam Bộ rất ác liệt) đăng tải trên báo Cứu Quốc của Việt Minh ngày 12, kèm tổ chức kỷ niệm ngày sinh Tôn Trung Sơn. Tờ báo đăng tiểu sử nhà đại cách mạng Trung Hoa, cho biết Hồ chủ tịch tham dự chủ tọa buổi lễ do Hội Văn hóa cứu quốc tổ chức, đề nghị nhân dân treo cờ 2 nước. Báo cũng cho biết Hiến pháp "ngăn ngừa sự lũng đoạn chính quyền của một giai cấp, một đảng phái, một cá nhân nào". Ngày 13 tháng 11 năm 1945 báo Cứu quốc đã tường trình "Vì những kẻ phản bội quyền lợi dân tộc, cố ý không hiểu chính sách của Việt Minh, phao tin trong dân chúng và dèm pha với các nước Đồng minh rằng Việt Minh là cộng sản sẽ thực hành chính sách cộng sản, mục đích chúng gây sự chia rẽ mặt trận dân tộc, và gieo mối hoài nghi trước thế giới". Trước đó, báo Cứu quốc ngày 21 tháng 9 năm 1945 đã bác bỏ thành lập Mặt trận công nông thay cho Mặt trận dân tộc thống nhất với lý do "Đã bao năm dưới ách phát xít Nhật - Pháp chẳng những công nhân bị thất nghiệp, nông dân bị phá sản, cả địa chủ cũng bị cướp thóc, cướp đất, tư sản cũng bị đình đốn kỹ nghệ và thương nghiệp; ngoài ra biết bao các từng lớp nhân dân khác đều chung một tai nạn chết đói chết rét. Việt Minh đã liên kết các giai cấp các từng lớp nhân dân đó đánh đuổi kẻ thù chung, giành quyền độc lập tự do cho dân tộc... Quyền lợi của giai cấp công nhân và tư sản, nông dân và địa chủ lúc nào cũng mâu thuẫn nhau, nhưng lúc này phải nhân nhượng nhau, phải đặt quyền lợi quốc gia lên trên hết".

### Quân đội Đồng Minh vào Việt Nam giải giáp quân đội Nhật
Theo Hội nghị Potsdam, lực lượng Đồng Minh gồm quân Anh và quân Trung Quốc vào Việt Nam để giải giáp vũ khí Nhật. Mỹ nhường quân đội Tưởng Giới Thạch vào miền Bắc giải giáp quân đội Nhật. Pháp không tin tưởng ở Anh và khối Anglo-Saxon, nhưng được nhượng quyền lợi ở Trung Đông nên Anh ủng hộ Pháp. Theo thỏa thuận, Anh và Trung Hoa Dân Quốc không được có chủ quyền tại Đông Dương. Giải pháp của Mỹ phù hợp với tham vọng của giới cầm quyền Trùng Khánh, bởi Đông Nam Á nói chung và Việt Nam nói riêng đã từ lâu nằm trong tầm nhìn của các nhà nước Trung Hoa. Theo Việt Minh, Trung Hoa Dân Quốc muốn hạ bệ chính phủ của Việt Nam Dân chủ Cộng hòa và ủng hộ đồng minh của họ là Việt Nam Quốc dân Đảng lên nắm quyền. Việt Minh cũng xem quyền lợi của Anh trùng hợp với các mục tiêu của Pháp nhằm khôi phục các thuộc địa của họ trước chiến tranh ở Đông Nam Á. Hồ Chí Minh tin rằng hoạt động của các cường quốc Pháp, Anh, Trung Quốc sẽ gây nguy hại cho phong trào giải phóng dân tộc ở Việt Nam. Hồ Chí Minh rất khó chịu về việc phải tiếp đón quân đội Trung Hoa Dân quốc. Ông lo ngại việc 1 lượng lớn người Trung Quốc tràn vào Việt Nam cùng quân đội Nhật đang hiện diện tại Việt Nam sẽ làm cho tài nguyên đất nước cạn kiệt. Vấn đề nghiêm trọng hơn nữa là nếu quân đội Trung Hoa Dân quốc tiếp tế bằng lương thực tại chỗ thì sẽ xảy ra nạn đói. Ông mong muốn Mỹ tiến hành kiểm tra quân đội Trung Hoa Dân quốc và yêu cầu lực lượng này mua bán chứ không trưng thu lương thực và các vật phẩm khác trong thời gian đóng quân tại Việt Nam để tránh xung đột giữa người Việt và quân Trung Hoa Dân quốc.
Ở miền Bắc, ngày 20/8 năm 1945, hơn 20 vạn quân Tưởng Giới Thạch theo sự phân công của phe Đồng Minh tiến vào miền Bắc Việt Nam để giải giáp quân Nhật. Theo Việt Minh, đội quân này mang theo kế hoạch Diệt Cộng Cầm Hồ. Đội quân Quốc dân Đảng Trung Quốc "chạy trốn" Đảng Cộng sản Trung Quốc đã tiến hành các hoạt động cướp bóc trên đường xuống phía Nam đến Hà Nội.. Trong hồi ký Những năm tháng không thể nào quên Võ Nguyên Giáp mô tả: quân đoàn 62 của Vũ Kim Thành (đi cùng là Việt Cách) tàn phá suốt dọc miền Đông Bắc Bắc Kỳ; lực lượng của Vũ Hồng Khanh (Việt Nam Quốc dân Đảng) và của Nguyễn Tường Tam (Đại Việt) đi theo quân đoàn 93 Vân Nam, cũng tiến hành những bài bản cướp bóc tương tự, dọc theo hành lang Tây Bắc từ Lào Cai - Yên Bái, Phú Thọ. Tuy nhiên, quân đội Trung Hoa Dân quốc vẫn để Chính phủ Hồ Chí Minh đóng tại Bắc Bộ Phủ và cộng tác với họ suốt thời gian đóng quân tại Việt Nam nhưng Trung Hoa Dân quốc không công nhận tính hợp pháp và thiết lập quan hệ ngoại giao chính thức với Chính phủ này.
Trong lễ chào mừng quân Đồng Minh vào Việt Nam giải giáp Nhật do Chính phủ Cách mạng lâm thời Việt Nam Dân chủ Cộng hòa tổ chức tại Hà Nội ngày 10 tháng 9 năm 1945, tướng Tiêu Văn tuyên bố đối với vấn đề lương thực và nơi đóng quân, Bộ Chỉ huy Trung Quốc sẽ tiếp tế những thứ cần thiết từ nền kinh tế địa phương theo 1 chế độ trưng thu lương thực và dịch vụ nhưng chủ nhân và người bán hàng sẽ được trả tiền theo giá thị trường thỏa thuận và hợp lý. Tướng Tiêu Văn cũng "gợi ý" rằng ở mỗi Bộ trong Chính phủ Việt Nam Dân chủ Cộng hòa nên đặt 1 sĩ quan chuyên môn người Trung Quốc để tiện liên lạc. Khi gợi ý này được dịch ra, các lãnh đạo Việt Nam Dân chủ Cộng hòa trở nên căng thẳng, Hồ Chí Minh tin rằng tình hình sẽ rất khó khăn và có chiều hướng hoàn toàn xấu. Quân đội Trung Hoa Dân quốc tại Việt Nam đã lấy ngay những gì họ muốn bất kể đó là của người Pháp, người Việt, người Trung Quốc địa phương, không kể giàu hay nghèo. Tướng Lư Hán tự tiện ấn định tỷ giá hối đoái là 14 quan kim ăn 1 đồng bạc Đông Dương bất chấp sự phản đối của Chính phủ Cách mạng lâm thời Việt Nam Dân chủ Cộng hòa trong khi đồng quan kim đã bị mất giá trầm trọng ở Trung Quốc.
Người Pháp cho rằng quân đội Tưởng cản trở sự trở lại của họ. Theo quan niệm của Hồ Chí Minh, Trung Hoa Quốc Dân Đảng muốn làm thất bại ý đồ của Pháp định khôi phục lại địa vị tại Đông Dương và muốn ngăn chặn sự liên minh của người Việt Nam với các lực lượng cộng sản Trung Quốc trong phạm vi quyền lợi của Trung Quốc (Quốc dân Đảng đã chọn Lư Hán và Tiêu Văn làm đại diện, Hồ Chí Minh coi cả hai như là những tên tướng cướp, đã bỏ tù và giết hại nhiều người Việt Nam vô tội để che đậy cho việc buôn bán bất chính của họ ở biên giới Đông Dương). Hồ Chí Minh tin rằng Trung Quốc có kế hoạch lật đổ chính quyền do ông lãnh đạo để thay thế bằng 1 chính quyền thân Trung Quốc, Võ Nguyên Giáp thì mô tả lãnh đạo các đảng phái quốc gia như những người đã bỏ xứ sở mà đi, tự cho mình là những người yêu nước phụng sự cho Chủ nghĩa Quốc gia nhưng thực tế chỉ là "một nhóm phản động đang ra sức thu vén làm giàu cho bản thân" nhờ vào sự giúp đỡ của Trung Quốc, và rằng Trung Hoa Quốc dân Đảng đã tô vẽ cho nhiều "tên phản bội người Việt".
Tưởng Giới Thạch nhận thức rằng vai trò cường quốc của Trung Quốc trong việc đưa quân vào Đông Dương sẽ giúp ông ép Pháp phải chấp nhận các điều kiện do ông đưa ra để giải quyết những xung đột lợi ích giữa Trung Quốc và Pháp nếu Pháp muốn quay lại thuộc địa cũ của mình. Ông không có ý định dính líu vào cuộc đấu tranh giành độc lập của Việt Nam. Ông không muốn làm mất lòng Pháp vì Pháp là 1 cường quốc trong khối Đồng Minh. Ông chủ trương rút hết quân về nước ngay sau khi giải giáp Nhật. Trong Tuyên bố của Tưởng đăng trên tờ Trung ương Nhật báo ngày 25 tháng 8 năm 1945 ở Côn Minh có đoạn: "... Tuân theo các điều khoản trong bản hiệp định của Đồng Minh mới đây, ngoài việc phái các lực lượng tới để tiếp nhận sự đầu hàng của Nhật trong vùng bắc vĩ tuyến 16, chúng tôi không có tham vọng đất đai ở Đông Dương thuộc Pháp. Chúng tôi mong rằng người Việt Nam sẽ từng bước thực hiện được nền độc lập của họ qua con đường tự trị, và qua đó thực hiện được những điều khoản của Hiến chương Đại Tây Dương..."
Báo Cứu quốc ngày 17 tháng 9 năm 1945 cũng đăng ý kiến của Tưởng Giới Thạch "Quân đội Trung Hoa kéo vào Việt Nam không có dã tâm gì về đất đai và chủ quyền của người Việt Nam" và Lư Hán "Nước Việt Nam căn bản là của người Việt Nam"
Tuy nhiên trong 1 tuyên bố khác, Tưởng Giới Thạch lại công nhận chủ quyền của Pháp đối với Đông Dương và Trung Quốc sẽ cộng tác với Pháp để giải quyết vấn đề quyền lợi Trung - Pháp tại Đông Dương. Tuyên bố không đề cập đến phong trào độc lập của người Việt Nam và việc thành lập Chính phủ Lâm thời do Việt Minh lãnh đạo.

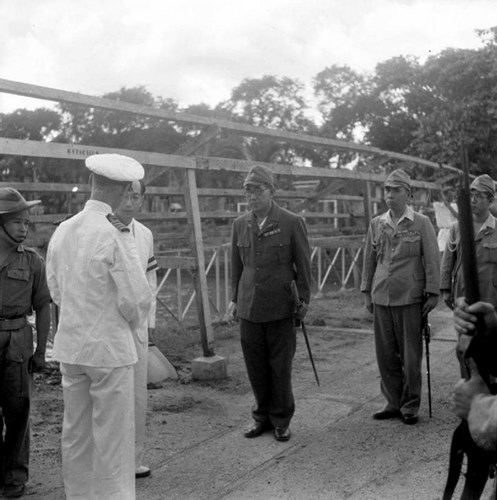
Đại tá Thomas Ian Scott-Bell của Hải quân Hoàng gia Anh đối thoại với Đô đốc Kondo của Nhật Bản sau khi quân Đồng minh tái chiếm Sài Gòn

Tướng Lư Hán xem lập trường của Tưởng là thiển cận vì đi ngược lại các nguyên tắc của Hiến chương Đại Tây Dương đã được Trung Hoa Dân Quốc cam kết ủng hộ. Lư Hán chủ trương đóng quân tại miền Bắc Việt Nam lâu dài, đặt Việt Nam dưới sự bảo trợ của Trung Hoa Dân Quốc để Việt Nam có thể độc lập mà không cần đến sự ủng hộ của Pháp. Trong suốt thời gian đóng quân tại miền Bắc Việt Nam, Lư Hán dùng mọi khả năng của mình để làm thất bại mọi kế hoạch của Pháp giành lại quyền kiểm soát miền Bắc Việt Nam. Người Pháp được đối xử như những người ngoại quốc khác, Pháp không được cử đại diện tham gia vào lễ đầu hàng của Nhật với tư cách 1 nước trong khối Đồng Minh, các chỉ huy Pháp tại Hà Nội cũng không được Lư Hán công nhận là đại diện của chính phủ De Gaulle. Bộ phận OSS của Mỹ tại miền Bắc Việt Nam cũng từ chối giúp các chỉ huy Pháp thiết lập 1 hành dinh tại Việt Nam. Trước đó OSS đã được lệnh của Tổng thống Mỹ Franklin D. Roosevelt không để cho Pháp tái chiếm Đông Dương, không được cung cấp vũ khí hay tiếp tế cho Pháp ngoại trừ để thực hiện những mục tiêu chống Nhật đã được Đồng Minh tán thành.
Tạ Quang Bửu cho rằng: mặc dù Tưởng thừa nhận là đứng trung lập, nhưng ở Trung Quốc vẫn có 2 lực lượng đấu tranh với nhau. Quốc dân Đảng Trung Quốc cho việc chiếm đóng là 1 cơ hội để ép Paris phải nhân nhượng. Các tướng địa phương, đặc biệt là Lư Hán, lại coi việc chiếm đóng là 1 dịp để cướp đoạt, gây dựng 1 nguồn cung cấp hàng hóa và thị trường lâu dài để buôn lậu, đồng thời mở rộng quyền sở hữu của họ ra vùng ngoài biên giới Trung Quốc. Trong chính sách 14 điểm của quân Trung Hoa Dân quốc, có 4 điểm thường gây ra sự bực bội cho tướng Lư Hán và Pháp. Hồ Chí Minh cho rằng mục tiêu trước mắt của Quốc dân Đảng Trung Quốc là giữ người Pháp đứng ngoài Đông Dương và ủng hộ phong trào Quốc gia tại Việt Nam cho đến khi đàm phán xong với Pháp. Theo ông, khi nào 1 chế độ thân Trung Quốc còn nắm quyền thì Pháp không thể lật đổ chính quyền Việt Nam tại miền Bắc.
Tại miền Nam, lực lượng Anh do Thiếu tướng Douglas D. Gracey chỉ huy đổ bộ vào Sài Gòn để thực hiện nhiệm vụ giải giáp quân Nhật. Lực lượng Anh có nhiệm vụ chiếm giữ các bộ chỉ huy thuộc Hành dinh Tập đoàn quân Nam của Nhật Bản và vùng Sài Gòn Chợ Lớn, giúp đỡ tù binh và tù dân sự, giải giáp và tập trung quân Nhật, duy trì luật pháp và trật tự, chỉ huy các quân nhân Pháp tại miền Nam. Tuy nhiên, lực lượng này không có trách nhiệm giữ trật tự ngoài các khu vực được phân công căn cứ vào nhu cầu giải giáp và hồi hương quân Nhật nếu nhà chức trách Pháp không yêu cầu và phải được sự đồng ý của Tổng Tư lệnh Tối cao quân đội Đồng Minh. Việc giữ trật tự tại các khu vực ngoài tầm kiểm soát của quân Anh sẽ do quân đội Nhật phụ trách. Tuy nhiên, Thiếu tướng Gracey xem những rối loạn tại Nam Kỳ là tình trạng vô chính phủ cần chấn chỉnh. Ông ra lệnh cho quân đội Nhật tước vũ khí của người Việt Nam, đuổi Ủy ban Hành chính Lâm thời Nam Bộ ra khỏi Dinh Toàn quyền ở Sài Gòn.

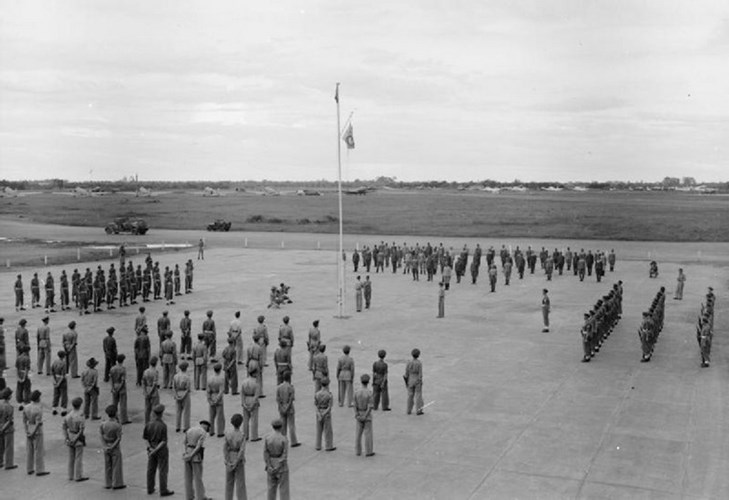
Lễ đầu hàng của quân Nhật tại sân bay Tân Sơn Nhất

Trước việc quân Đồng Minh vào Việt Nam giải giáp quân đội Nhật, Chủ tịch Hồ Chí Minh chủ trương đề kháng thụ động đối với quân đội các nước Đồng Minh. Chính phủ của ông công khai ủng hộ nhiệm vụ giải giáp quân Nhật của họ và sẵn sàng giúp đỡ họ về mọi mặt. Ông cố gắng tránh những xung đột giữa người Việt và quân đội Trung Hoa Dân quốc tại miền Bắc, nếu cần thì sẽ chấm dứt cộng tác với quân đội này, tổ chức bãi công, bãi thị và sơ tán dân thành thị về nông thôn. Tại miền Nam không để xảy ra những rối loạn khiến người Anh can thiệp vào tình hình chính trị Việt Nam, cản trở hoạt động của Việt Minh. Ông cũng ra lệnh cho Trần Văn Giàu không được xâm phạm đến thân thể và tài sản của thường dân Pháp, không để xảy ra xung đột với các quân nhân Pháp tại miền Nam, cộng tác với quân đội Anh trong việc duy trì trật tự công cộng và hoạt động hành chính nếu như Anh không can thiệp vào công tác điều hành của Ủy ban Hành chính Lâm thời Nam Bộ. Ngày 8 tháng 9 năm 1945, Trần Văn Giàu ra lời kêu gọi nhân dân Nam Kỳ cộng tác với quân đội Đồng Minh theo chủ trương của Hồ Chí Minh.
Lễ đầu hàng của Nhật được Trung Hoa Dân Quốc tổ chức ngày 28 tháng 9 năm 1945. Khách mời bao gồm các nhà chức trách quân sự và dân sự Trung Quốc, các chỉ huy quân đội Đồng Minh, các sĩ quan OSS, Chủ tịch Hồ Chí Minh và nội các của ông, các sĩ quan Pháp. Người Pháp và người Việt Nam cố tình vắng mặt không tham dự. Tại buổi lễ có treo cờ Mỹ, Liên Xô, Trung Quốc, Anh nhưng không treo cờ Pháp và Việt Nam. Phía Pháp đã yêu cầu tướng Lư Hán treo cờ Pháp nhưng ông này từ chối với lý do ở miền Bắc Việt Nam đang có phong trào chống Pháp. Sau khi tướng Nhật Tsuchihashi ký vào Bản tuyên bố đầu hàng Đồng Minh, văn kiện này được dịch ra tiếng Pháp và tiếng Việt sau đó được đọc trước buổi lễ dù cả người Pháp và người Việt đều không tham dự.

### Pháp quay trở lại Đông Dương
Nước Pháp chưa bao giờ tỏ ra một chút gì muốn "giải thoát" cho thuộc địa cũ của nó. Mục tiêu của Pháp được các viên chức Mỹ 3 lần chính thức cam kết ủng hộ. Quyền Bộ trưởng Ngoại giao Mỹ Welles đã viết ngày 13 tháng 4 năm 1943, trong 1 lá thư gửi cho Henri Haye, đại sứ Pháp ở Washington: "Chính phủ Mỹ thừa nhận chủ quyền của người Pháp đối với lãnh thổ nước Pháp và đối với những thuộc địa của Pháp ở Hải ngoại... (và) nồng nhiệt hy vọng nước Pháp sẽ có thể khôi phục được nền độc lập của nước Pháp và sự toàn vẹn lãnh thổ của Pháp"; và đến tháng 11, 1 viên chức cao cấp thuộc Bộ Ngoại giao ở Bắc Phi, Robert Murphy, đã viết cho Giraud rằng "Chúng tôi hoàn toàn ủng hộ chủ quyền nước Pháp sẽ được phục hồi càng sớm càng tốt trên toàn bộ lãnh thổ, chính quốc và thuộc địa, trên đó cờ nước Pháp đã tung bay vào năm 1939. Hiệp định Clark - Darlan về cuộc tấn công của chúng ta vào Bắc Phi cũng đã ghi nhận sự đồng ý giữa hai bên rằng các lực lượng của Pháp sẽ "giúp đỡ và ủng hộ" Đồng minh trong việc phục hồi toàn bộ Đế quốc Pháp".
1 năm sau, chính phủ Pháp lưu vong ("nước Pháp tự do") của tướng Charles de Gaulle quyết định đến lúc phải bảo đảm cho nước Pháp sau chiến tranh 1 vị trí trong các nước Đồng minh khi ký hoà ước kết thúc chiến tranh. Để đạt được mục đích của mình, tháng 10 năm 1943, Pháp đệ trình Đại bản doanh Đồng minh (AFHQ), những yêu cầu về việc trang bị cho quân đội viễn chinh Đông Dương của Pháp (CEFEO) để sẵn sàng hành động vào mùa thu 1944.
Ngày 2 tháng 5 năm 1945, tại Hội nghị San Francisco, Bộ trưởng Ngoại giao Pháp G. Bidault tuyên bố chỉ có Pháp mới có quyền quyết định tương lai Đông Dương. Ông này khẳng định rằng quyền ủy trị có thể áp dụng trên các thuộc địa khác chứ không thể áp dụng cho Đông Dương. Nhưng Pháp không được tham gia vào cuộc thương lượng giữa Trung Quốc và Nhật về việc Nhật đầu hàng Đồng Minh vì Pháp không tham gia vào chiến tranh Thái Bình Dương chống Nhật.
Thống chế De Gaulle của Pháp là một người Pháp yêu nước, nhưng ông ta lại không hiểu được các dân tộc thuộc địa cũng có lòng yêu nước của họ. Trong một văn bản ghi ngày 4/9/1945, Thống chế De Gaulle viết cho Đô đốc Argenlieu về việc chuẩn bị tái chiếm thuộc địa Pháp ở Đông Dương: 
“Đô đốc thân mến, chúng ta còn một miếng bánh lớn cần giành lại, một phần lớn cần tham gia. Dành cho ngài đó! Hãy tiến lên”
Tháng 9 năm 1945, cựu hoàng Nguyễn Phúc Vĩnh San sau khi được De Gaulle đồng ý trở lại Việt Nam trên cương vị Hoàng đế, đưa ra đề xuất thẳng thừng đòi hỏi sự thống nhất của 3 kỳ (Bắc Kỳ, Trung Kỳ và Nam Kỳ), nền độc lập của đất nước thông qua thời gian, liên kết cần thiết và hữu cơ giữa Việt Nam, Campuchia và Lào. De Gaulle đã không đưa ra lời phản đối. Ngày 4 tháng 12 năm 1945, với mong muốn đất nước thống nhất và độc lập trong một thời gian ngắn, cựu hoàng Duy Tân đã có cuộc đàm phán với De Gaulle, mong muốn lá cờ Pháp và cờ 3 màu và 3 thanh đại diện 3 kỳ sẽ bay ở Việt Nam. Ngày 24 tháng 12, máy bay chở Duy Tân gặp nạn tại Trung Phi, những người đi trên máy bay đều thiệt mạng. Ngay sau vụ tai nạn, De Gaulle nói với Palewski: "Đó là sự thật, nó cho thấy Pháp không có cơ hội.". Sự kiện này làm nhiều người trong chính giới Pháp cho rằng cần đối thoại với các lực lượng chính trị bản xứ, bao gồm cả Việt Minh. Trước đó ngày 10 tháng 8, Pháp đã gửi thông điệp đề xuất giải pháp 1 Cao ủy Pháp bổ nhiệm Bộ trưởng được chấp nhận bởi quốc hội Việt Nam và độc lập "được trao cho đất nước này trong tối thiểu 5 năm và tối đa là 10 năm" và ngày 15 tháng 8 Pháp tuyên bố đàm phán với Việt Minh sẽ chỉ khúc dạo đầu "để tham khảo ý kiến rộng rãi của tất cả các bên Đông Dương" và rằng nó sẽ tiến tới 1 bản Hiến pháp mới sẽ làm rõ "nhiều khả năng để đáp ứng nguyện vọng của các dân tộc Đông Dương trong sự độc lập trong Liên hiệp Pháp".
Ở miền Nam Việt Nam, chỉ 4 ngày sau khi Việt Nam tuyên bố độc lập, phái bộ quân sự Anh đã có mặt ở Sài Gòn, theo sau là liên quân Anh-Pháp. Quân Anh theo lệnh Đồng Minh vào giám sát quân Nhật đầu hàng nhưng đồng thời cũng tạo điều kiện cho quân Pháp vào Nam Bộ. Chính phủ lâm thời của Cộng hòa Pháp muốn khôi phục lãnh thổ Đông Dương với cơ chế tự trị. Ngày 19 tháng 9, Pháp tuyên bố sẽ lập chính quyền tại miền Nam. Ngày 23 tháng 9, với sự giúp đỡ của quân Anh, quân Pháp nổ súng chiếm quyền kiểm soát Sài Gòn (ngày này sau được Việt Nam gọi là ngày Nam Bộ Kháng chiến). Nước Việt Nam vừa giành được độc lập đã phải đối đầu với quân đội nước ngoài.
Ngày 25 tháng 9, ở khu Hérault tại Tân Định ngoại ô Sài Gòn, khoảng 300 người Pháp bao gồm đàn ông, phụ nữ và trẻ em bị lực lượng Bình Xuyên bắt cóc và 1/2 trong số họ bị giết, số còn lại được thả sau khi đã bị đánh đập, tra tấn.
Từ cuối tháng 9 năm 1945, các đoàn quân "Nam tiến" của Vệ quốc đoàn (quân đội của Việt Nam Dân chủ Cộng hòa) bắt đầu lên đường vào Nam tiếp viện. Các tướng lĩnh quan trọng như Nguyễn Bình, Nguyễn Sơn... được cấp tốc cử vào Nam.
Ngày 9 tháng 10, Anh chấp thuận Cục Dân sự Pháp là cơ quan duy nhất ở Đông Dương về phía Nam vĩ tuyến 16. Ngày 7 tháng 1 năm 1946, Pháp và Vương quốc Campuchia ký hiệp ước chấp thuận Vương quốc Campuchia là quốc gia tự trị, thành viên Liên hiệp Pháp. 1 hiệp ước tương tự được ký với Vương quốc Lào ngày 27 tháng 8..
Ngày 9 tháng 10, tướng Pháp Leclerc đến Sài Gòn, theo ông là lực lượng gồm 40.000 quân Pháp để chiếm giữ miền Nam Việt Nam và Campuchia. Từ cuối tháng 10, quân Pháp bắt đầu đẩy mạnh kế hoạch phá vây, mở rộng đánh chiếm ra vùng xung quanh Sài Gòn và các tỉnh Nam Bộ.
Ngày 23/10 quân Pháp nổ súng tấn công thị xã nha Trang. Binh lực của Pháp tại khu vực Trung Bộ và Tây Nguyên được điều động khoảng 15.000 người, đa phần dồn hỏa lực tấn công vào tỉnh Khánh Hòa, hòng đè bẹp phòng tuyến 4000 quân Việt Minh ở đây (Sau 3 tháng phòng tuyến Nha Trang tan vỡ, Pháp chiếm thành công nơi này).
Trong các tháng 11-12 năm 1945 và tháng 1 năm 1946, lực lượng Việt Minh tại các tỉnh Nam Bộ đã chiến đấu ngăn chặn làm chậm bước tiến của quân Pháp. Tuy nhiên, do lực lượng chênh lệch, sau một thời gian, các lực lượng này đều phải rút ra những căn cứ đầm lầy và rừng núi, xây dựng chiến khu để bảo tồn lực lượng cho kháng chiến lâu dài.
Tại Lào, 1 chính phủ nhân dân phi cộng sản thành lập tháng 10 năm 1945. Tuy nhiên vua Sisavang Vong chấp thuận nền quân chủ lập hiến trong Liên hiệp Pháp và từ ngày 13 tháng 5 năm 1946, tất cả các văn bản từ khi Nhật chiếm đóng Lào vô hiệu.

### Sự chia rẽ giữa các đảng phái
Trước năm 1945, Đảng Cộng sản Việt Nam và các đảng phái Quốc gia khác tuy có ý thức hệ khác nhau nhưng vẫn có chung nền tảng giáo dục, thường xuyên có sự hợp tác và đôi khi có cùng quan hệ huyết thống hoặc hôn nhân. Trong giai đoạn 1924-1927, ở miền Nam Trung Quốc, các nhóm người Việt chống thực dân Pháp đa dạng tương tác với nhau, với cả người Trung Quốc, Triều Tiên và các dân tộc khác. Từ 1941-1944 ở miền nam Trung Quốc, Đảng Cộng sản Đông Dương, Việt Nam Quốc Dân Đảng (Việt Quốc) và Việt Nam Cách mệnh Đồng minh Hội (Việt Cách) cùng tham gia vào mặt trận chống Nhật, đôi khi tố giác nhau với chính quyền Trung Quốc, nhưng không bắt cóc hoặc ám sát lẫn nhau. Chính sự cạnh tranh để kết nạp thành viên, thu nhận viện trợ cũng như sự bảo trợ của người Trung Quốc, hơn là sự khác biệt về ý thức hệ, mới là nguyên nhân khiến căng thẳng giữa các tổ chức lưu vong gia tăng. Trong nước, Đảng Cộng sản Đông Dương cũng từng hợp tác với những người Trotskyist tại Nam Kỳ trong giai đoạn 1933-1937. Các bên sau đó chỉ trích nhau chẳng hạn thành viên của Quốc tế thứ ba (Đảng Cộng sản Đông Dương) và Quốc tế thứ tư (những người Trotskyist) cáo buộc lẫn nhau là phục vụ lợi ích đế quốc. Ban đầu cuộc tranh đấu chỉ trong phạm vi báo chí, truyền thông. Đến năm 1945 thì các phe phái đã dùng vũ lực để tấn công lẫn nhau. Quốc dân Đại hội Tân Trào do Việt Minh tổ chức ngày 16 tháng 8 năm 1945, trước khi Việt Minh nắm chính quyền, xác định 10 chính sách lớn trong đó chính sách đầu tiên là "Phản đối xâm lược; Tiêu trừ Việt gian. Lập nên một nước Việt Nam Dân chủ Cộng hòa hoàn toàn độc lập". Trong thời điểm đặc biệt khó khăn cần sự đoàn kết giữa các lực lượng chính trị tại Việt Nam thì Việt Minh và các đảng phái, tôn giáo khác như Việt Nam Quốc dân Đảng, Đại Việt Quốc dân đảng, Việt Nam Cách mệnh Đồng minh Hội, những người Trotskyist, Bình Xuyên, Hòa Hảo, Cao Đài... bị chia rẽ nghiêm trọng, xoay quanh các tranh cãi về đường lối ứng phó trước quân đội Trung Hoa và quân Pháp.

#### Miền Nam
Tại miền Nam, sự lãnh đạo của Việt Minh không vững như tại miền Bắc. Những người Trotskyist đang kiểm soát ngành cảnh sát và các tôn giáo Hòa Hảo, Cao Đài có ác cảm với Việt Minh. Các giáo phái được Nhật hỗ trợ phát triển phong trào chính trị của họ mạnh mẽ. Cao Đài đông hàng triệu người, tỉnh nào cũng có, họ tập trung ở Sài Gòn đến mấy vạn làm công nhân và làm binh lính. Lực lượng Cao Đài có Đảng Phục Quốc của Trần Quang Vinh. Hòa Hảo đông hàng chục vạn người, nhiều nhất là ở Hậu Giang, tập trung tại Sài Gòn đến vài ngàn. Hòa Hảo có chính đảng là Dân Xã Đảng. Giáo phái Tịnh độ cư sĩ có hàng vạn quần chúng, họ không tập trung lên Sài Gòn, nhưng làm cơ sở quần chúng cho Quốc gia Đảng. Phe Trotskyist không có đông quần chúng nhưng 1 cánh Trotskyist là cánh Hồ Vĩnh Ký, Huỳnh Văn Phương cầm đầu Sở Mật thám và Sở Cảnh sát Nam Kỳ tạo thế cho các cánh khác hoạt động. Nhiều tổ chức khác có năm bảy trăm, vài ba ngàn người hợp tác với Sở Sen đầm Kempeitai của Nhật. Đảng viên bí mật Đảng cộng sản Đông Dương Phạm Ngọc Thạch được Thống đốc Nam Kỳ Minoda Fujio và Tổng lãnh sự Nhật Ida mời tổ chức Thanh niên Tiền phong. Lực lượng này chỉ riêng tại Sài Gòn đã có hơn 20 vạn người và phát triển hơn 1 triệu đoàn viên trong toàn cõi Nam Kỳ.
Tháng 3 năm 1945, nhóm Trotskyist ra tuyên bố lên án Đảng Cộng sản Đông Dương, nhóm Stalinist của Quốc tế thứ ba, đã từ bỏ giai cấp công nhân để nhóm mình thảm hại dưới các đế quốc "dân chủ", phản bội những người nông dân và không còn nói về vấn đề ruộng đất; đồng thời tuyên bố "cuộc đấu tranh độc lập dưới lá cờ của Quốc tế thứ tư", "ủng hộ cách mạng thế giới". Ý nghĩa chính của họ là làm suy nhược Đảng Cộng sản Đông Dương tại Nam Kỳ và để làm giảm hiệu quả của Việt Minh ở đó. Người Trotskyist cũng đấu tranh vì độc lập dân tộc nhưng lại chủ trương vũ trang quần chúng, xóa bỏ tàn dư của chế độ thực dân Pháp, chống lại nỗ lực của các nước Đồng Minh khôi phục chủ quyền của Pháp và thi hành ngay các cải cách xã hội còn Việt Minh vẫn chấp nhận cơ cấu chính quyền cũ, sẵn sàng thương lượng với Đồng Minh và cải cách xã hội từng bước để tránh sự thay đổi đột ngột về kinh tế xã hội và cuộc đấu tranh giai cấp gắn liền với nó. Theo Trần Huy Liệu, tại hội nghị Quốc dân Đại hội Tân Trào tháng 8 năm 1945 ở Tân Trào, Sơn Dương, tất cả đại biểu của các đảng phái tham dự đã thống nhất cuộc cách mạng giải phóng dân tộc sẽ theo khuynh hướng dân chủ, không dùng bạo lực và lập ra 1 mặt trận thống nhất có kỷ luật của tất cả các đảng phái để ra mắt Đồng Minh. Tuy nhiên một số đảng phái ở miền Nam đã không thấy hết sự quan trọng của việc duy trì trật tự xã hội trong giai đoạn chuyển tiếp này.
Ngày 14 tháng 8 năm 1945, Mặt trận Quốc gia Thống nhất được thành lập quy tụ nhiều tổ chức cách mạng tại miền Nam Việt Nam như Việt Nam Quốc gia Độc lập Đảng, Thanh niên Tiền phong, Tịnh độ cư sĩ Phật giáo, Hòa Hảo, Cao Đài, Liên đoàn công chức, nhóm Tranh đấu của những người Trotskyist... Ngày 21 tháng 8 năm 1945, Mặt trận Quốc gia Thống nhất tổ chức biểu tình biểu dương lực lượng tại Sài Gòn. Ngày 22 tháng 8 năm 1945, Thanh niên Tiền phong rời khỏi Mặt trận Quốc gia Thống nhất để gia nhập Việt Minh. Ngay sau đó, Việt Minh treo biểu ngữ "Chánh quyền về Việt Minh" khắp Sài Gòn, rải truyền đơn tuyên bố Việt Minh được phe Đồng Minh ủng hộ và kêu gọi nhân dân ủng hộ chính quyền do Việt Minh thành lập. Lãnh tụ các đảng phái quốc gia tại miền Nam Việt Nam hoàn toàn bất ngờ trước ý định đơn phương thành lập chính quyền của Việt Minh.
Tại Sài Gòn, xảy ra các xung đột giữa người Việt và người Pháp khiến một số người của cả hai bên chết. Báo Dân chúng của Việt Minh kêu gọi nhân dân bình tĩnh, tái lập trật tự và biểu thị sự trưởng thành chính trị đồng thời lên án những đảng phái quốc gia đã gây rối loạn và phá hoại sự nghiệp độc lập dân tộc bằng cách tấn công "những người Việt Nam yêu chuộng hòa bình". Dương Bạch Mai, Ủy viên trưởng Quốc gia Tự vệ Cuộc, ra lệnh tước vũ khí của 2 giáo phái Cao Đài và Hòa Hảo nhưng không đạt kết quả. Các báo chí chống cộng được những người Trotskyist hỗ trợ đáp trả bằng cách kết tội Trần Văn Giàu và đồng sự thân Pháp, có mưu đồ khôi phục nền cai trị của Pháp, phản bội sự nghiệp giải phóng dân tộc. Sainteny nhận định Việt Minh đã mất khả năng kiểm soát tình hình, việc Việt Nam trở nên hỗn loạn chỉ là vấn đề thời gian không phải vì xung đột với Pháp mà vì người Việt tự đánh lẫn nhau. Người Pháp sẽ bị kẹt giữa cuộc chiến đó của người Việt. Tình hình chỉ có thể được cứu vãn nếu người Anh hoặc Trung Quốc đến kịp thời.
Đêm 22 tháng 8 năm 1945, Ủy viên Cộng hòa Pháp tại Nam Kỳ (thuộc chính phủ De Gaulle) Jean Cédile nhảy dù xuống gần Biên Hòa và bị nông dân bắt giữ giao cho quân đội Nhật. Sau đó ông được thả ra. Ngày 27 tháng 8 năm 1945, Cédile gặp Trần Văn Giàu để bàn về tương lai của Việt Nam. Cédile đề nghị tương lai chính trị của Việt Nam chỉ được bàn sau khi người Pháp đã khôi phục quyền hành và phải được đặt trong khuôn khổ Tuyên bố ngày 24 tháng 3 năm 1945 của Pháp (theo đó Pháp có chủ quyền trên toàn Đông Dương), còn Giàu giữ quan điểm Pháp trước hết phải công nhận nền độc lập của Việt Nam rồi mới bàn tới quan hệ giữa Việt Nam và Pháp. 2 bên không đi đến thống nhất về vấn đề này. Khi biết được điều này, những người Trotskyist tố cáo Việt Minh là bán mình cho Pháp và phản cách mạng.
Trong tháng 8 năm 1945, những người Trotskyist đưa ra 1 chương trình cách mạng xã hội. Họ cùng với các giáo phái Cao Đài, Hòa Hảo, Bình Xuyên khuyến khích nông dân tước đoạt tài sản và chia nhau ruộng đất của địa chủ. Nhiều địa chủ bị nông dân giết. Việt Minh phản đối việc xúi giục nông dân chiếm ruộng đất của địa chủ và tuyên bố: "chúng tôi chưa làm cách mạng cộng sản chủ nghĩa nhằm giải quyết vấn đề ruộng đất. Chính phủ hiện nay chỉ là chính phủ dân chủ vì thế không có nhiệm vụ nói trên. Tất cả những người nào xúi giục nông dân chiếm tài sản của địa chủ sẽ bị trừng trị nghiêm khắc".
Ngày 2 tháng 9 năm 1945, tại Sài Gòn, những người lãnh đạo Việt Minh ở Sài Gòn, theo chỉ thị của Hà Nội hoặc muốn biểu thị 1 sự đoàn kết với Hà Nội, đã tổ chức một cuộc biểu tình khổng lồ nhân Ngày Độc lập. Nhưng các lãnh tụ Việt Minh kinh ngạc khi thấy trong đám quần chúng khoảng 20 vạn người đi diễu hành dọc phố Catinat, các đảng phái chính trị hợp thành liên minh miền Nam, trương lên những biểu ngữ, bích trương đầy tính chất tranh giành chia rẽ đảng phái. Khi người biểu tình đến trước cửa Nhà thờ chính tòa Đức Bà Sài Gòn thì có tiếng súng nổ từ phía Câu lạc bộ Pháp. Cuộc biểu tình biến thành 1 sự hỗn loạn. Không điều tra thủ phạm vụ nổ súng, cảnh sát Việt Nam đã bắt ngay hàng trăm người Pháp và thân Pháp. Bọn lưu manh thừa cơ hội cướp bóc một số nhà hàng người Hoa và Pháp. Các đảng phái nghi ngờ nhau đem đến 1 tương lai chính trị bấp bênh cho đất nước. Vụ nổ súng làm thiệt mạng 4 người Pháp và 14 người Việt. Cảnh sát không tìm ra được thủ phạm vụ nổ súng.
Ngày 7 tháng 9 năm 1945, tờ Báo Tranh đấu, cơ quan ngôn luận của những người Trotskyist đăng 1 bài xã luận chỉ trích Ủy ban Hành chính Lâm thời Nam Bộ không có những biện pháp bảo đảm an toàn cho cuộc biểu tình vào ngày 2 tháng 9 năm 1945 tại Sài Gòn khiến một số người chết. Sau đó, ngày 8 tháng 9 năm 1945, Trần Văn Giàu thay mặt Ủy ban Hành chính Lâm thời ra thông cáo tố cáo những kẻ khiêu khích (ám chỉ những người Trotskyist và các giáo phái) đã phá hoại trật tự và gây đổ máu vào ngày 2 tháng 9 năm 1945, đồng thời chỉ trích việc họ đã tổ chức một cuộc biểu tình đòi vũ trang cho quần chúng. Bản thông cáo nhắc nhở rằng quân đội Nhật mặc dù đã bại trận nhưng theo thỏa thuận với Đồng Minh vẫn có trách nhiệm duy trì trật tự cho đến khi Đồng Minh tới. Tổng Hành dinh Nhật có thể tước vũ khí bộ đội quốc gia, cấm các phong trào chính trị gây rối loạn trị an, cấm các cuộc biểu tình không được phép trước Tổng Hành dinh Nhật, tước vũ khí dân chúng. Thông cáo kêu gọi người dân vì lợi ích quốc gia hãy tin cậy Ủy ban Hành chính Lâm thời, đừng để bọn phản bội tổ quốc lôi kéo. Chỉ như vậy việc đàm phán giữa phong trào độc lập của Việt Nam với Đồng Minh mới thuận lợi.
Ngay sau đó, những người Trotskyist và các giáo phái Hòa Hảo, Cao Đài công khai thách thức Ủy ban Hành chính Lâm thời. Họ tổ chức biểu tình yêu cầu cấp vũ khí cho dân chúng và kêu gọi mọi người chống lại quân đội Anh. Các Ủy ban Nhân dân địa phương ủng hộ yêu sách của các tổ chức này. Tại các tỉnh đã xảy ra xung đột vũ trang giữa bộ đội Việt Minh và các đơn vị quân sự của Cao Đài và Hòa Hảo. Phe đối lập kết tội Việt Minh phản bội, từ chối không giao nộp vũ khí và đòi Giàu từ chức.
Ngày 9 tháng 9 năm 1945, Việt Minh cải tổ Ủy ban Hành chính Lâm thời. Trần Văn Giàu từ chức nhường chỗ cho Phạm Văn Bạch. Số thành viên thuộc Đảng Cộng sản Đông Dương rút từ 6 (trong số 9 người) xuống còn 4 (trong số 13 người). Trong Ủy ban Hành chính Lâm thời mới có 1 thuộc Cao Đài, 1 người Trotskyist, 2 thuộc Hòa Hảo, 3 người không đảng phái, 2 người thuộc các đảng phái quốc gia khác. Tuy nhiên sự cải tổ này không đem lại ổn định cho miền Nam. Ủy ban mới nhanh chóng sụp đổ chưa đầy 2 tuần lễ sau do các cuộc tranh cãi đảng phái và nỗi lo sợ các đội vũ trang của Việt Minh.

#### Miền Bắc
Tại miền Bắc, Chủ tịch Hồ Chí Minh xem những đảng phái quốc gia thân Trung Hoa Dân Quốc như Việt Cách, Việt Quốc là bọn quốc gia giả hiệu, đầy tớ Quốc dân Đảng, không có liên hệ gì với nhân dân Việt Nam. Ông miêu tả họ là những người không có tổ chức, 1 nhóm cơ hội tranh giành nhau, tàn dư của các đảng phái quốc gia cũ không có chương trình hành động cơ bản nhưng lại có quá nhiều lãnh tụ. Theo sử gia Trần Trọng Kim thì Việt Quốc, Việt Cách có thế lực nhờ quân đội Trung Hoa Dân Quốc hỗ trợ, nhưng không thống nhất và không có kỷ luật chặt chẽ, tuyên truyền nhiều mà không làm được việc gì đáng kể. Sĩ quan OSS (Cơ quan tình báo Mỹ) Archimedes L.A Patti mô tả: "họ mang theo cao vọng là sẽ nắm trọn quyền lãnh đạo đất nước nhưng lại quá kém về tổ chức và không có được một chương trình hành động ra hồn. Họ đã sống tập trung nhiều năm ở Quảng Tây dưới sự che chở của Trương Phát Khuê và ngẫu nhiên trở nên chống Pháp. Liên minh Đồng minh Hội đầy tham vọng và rạn nứt, đã bị lạc lõng. Việt Nam Quốc Dân Đảng và Đại Việt cũng tách khỏi liên minh và tìm cách giành cho mình quyền lãnh đạo... Sự chia rẽ đã làm lợi cho Việt Nam suốt trong 6 tháng sau và những người Quốc gia thân Trung Quốc đã tự mình cô lập khỏi đông đảo quần chúng, đúng như Hồ Chí Minh đã dự đoán."
Trong suốt thời gian Chiến tranh thế giới thứ hai, nhờ có Việt Nam Cách mệnh Đồng minh Hội (Việt Cách) mà các đảng phái chống thực dân Pháp lưu vong tại miền Nam Trung Quốc nhận được sự công nhận và hỗ trợ của tướng Trương Phát Khuê, tư lệnh quân khu IV (Quảng Đông - Quảng Tây). Tuy nhiên, từ tháng 5 năm 1945, Hồ Chí Minh lãnh đạo Việt Minh hoạt động tại các tỉnh biên giới Việt Nam - Trung Quốc mà không lấy danh nghĩa Việt Cách khiến tướng Tiêu Văn (cấp dưới của Trương Phát Khuê phụ trách vấn đề Đông Dương) khó chịu. Tiêu Văn ủng hộ lãnh đạo Việt Cách là Nguyễn Hải Thần (người được kính trọng vì từng là đồng chí của Phan Bội Châu) tập hợp hàng trăm người Việt lưu vong để cùng quân đội Trung Hoa Dân quốc vượt biên giới tấn công quân Nhật. Tuy nhiên, khi Nhật bất ngờ đầu hàng Đồng Minh, Tưởng Giới Thạch giao cho Lư Hán nhiệm vụ giải giáp quân Nhật. Lư Hán không có quan hệ với Việt Cách cũng như các đảng phái lưu vong khác của người Việt nhưng chấp nhận cho Tiêu Văn tham gia quân đội của ông.
Ngày 1 tháng 9 năm 1945, tại Móng Cái, Việt Cách thành lập Chính phủ Quốc gia lâm thời Việt Nam do Nguyễn Hải Thần đứng đầu. Sau đó Việt Cách thông báo với Chính phủ Cách mạng lâm thời Việt Nam Dân chủ Cộng hòa rằng Trung Hoa Dân quốc và phe Đồng Minh đã công nhận hiệu kỳ của Việt Cách là lá cờ của tất cả các đảng cách mạng Việt Nam. Trên đường tiến vào Hà Nội và Hải Phòng, Việt Cách để cán bộ lại tại các tỉnh họ đi qua khiến Nguyễn Hải Thần khi về đến Hà Nội chỉ có 1 nhóm cận vệ bên cạnh.
Trong 2 ngày 18-19 tháng 9 năm 1945, Việt Minh họp bí mật với Việt Cách (18 tháng 9 năm 1945) và Việt Quốc (ngày 19 tháng 9 năm 1945). Trong 2 cuộc họp này, Nguyễn Hải Thần đại diện Việt Cách và Nguyễn Tường Tam đại diện Việt Quốc đề nghị Hồ Chí Minh đồng ý hợp nhất Việt Minh với Việt Cách và Việt Quốc. Qua đó, Chính phủ Việt Nam Dân chủ Cộng hòa do Việt Minh lãnh đạo sẽ nhận được sự ủng hộ về tài chính và chính trị của Trung Hoa Dân quốc. Võ Nguyên Giáp dứt khoát không đồng ý. Theo ông, những đề nghị đó không có giá trị và không thật thà, nó chẳng khác gì thay thế chủ nghĩa thực dân Pháp bằng ách thống trị của Trung Quốc, nhân dân sẽ "chẳng bao giờ chịu bán rẻ sự nghiệp chính nghĩa của họ để đổi lấy đô la Trung Quốc".
Lực lượng Việt Nam Quốc dân Đảng (Việt Quốc) bao gồm những đơn vị vượt biên giới Trung Quốc tiến vào Việt Nam cùng quân đội Trung Hoa Dân quốc, các chi bộ đảng tại Công ty Đường sắt Đông Dương, Sở Bưu điện và Viện Đại học Đông Dương, các đảng viên Việt Quốc mới ra tù và các thành viên Đại Việt đang muốn liên kết với Việt Quốc. Lãnh đạo Đảng Cộng sản Đông Dương đánh giá Việt Quốc còn cao hơn Việt Cách, Đại Việt, những người Trotskyist hay các đảng phái khác.
Đầu tháng 9 năm 1945, Vũ Hồng Khanh, người đứng đầu Việt Quốc, sau nhiều lần bị Trung Quốc cản trở từ Vân Nam, Trung Quốc về đến Hà Nội ngày 20 tháng 10 năm 1945. Trong khi ông vắng mặt, 1 nhóm đảng viên Việt Quốc sẵn sàng hợp tác với Việt Minh đã thành lập 1 ủy ban nhằm tái cơ cấu lại Việt Quốc. Vũ Hồng Khanh làm ngơ việc này. Nguyễn Tường Tam ở lại Trung Quốc trong suốt năm 1945 để vận động Trung Quốc và Mỹ ủng hộ nền độc lập của Việt Nam nhưng không thành công. Vì vậy tài năng báo chí của Tam không được sử dụng.
Việt Quốc xuất bản Báo Việt Nam ra số đầu tiên ngày 15 tháng 11 năm 1945, trên trang nhất của số đầu tiên tuyên bố Việt Quốc kế thừa sự nghiệp cách mạng của Nguyễn Thái Học và các đồng chí của ông hy sinh năm 1930 đồng thời cáo buộc Hồ Chí Minh quay lưng với Mặt trận thống nhất (1942-1945) bằng cách đơn phương giành chính quyền vào tháng 8 năm 1945. Bài báo cho rằng Việt Quốc hoàn toàn có thể lật đổ Chính phủ Cách mạng lâm thời Việt Nam Dân chủ Cộng hòa nhưng vì lợi ích quốc gia nên họ không làm. Việt Quốc cũng tuyên bố Việt Minh đang "theo đuổi 1 chính sách sai lầm, thiếu hiệu quả, vì theo chủ nghĩa cực đoan nên đánh mất bạn bè quốc tế, khủng bố các đảng phái cách mạng khác, không xử lý nổi các vấn đề kinh tế và hoàn toàn thụ động trước việc Pháp đổ bộ vào miền Nam". Việt Quốc kêu gọi các đảng phái gạt bỏ bất đồng để thành lập Chính phủ liên hiệp lãnh đạo nhân dân giành độc lập, kêu gọi các thành viên Việt Minh hãy nhận thức rằng lãnh đạo của họ đang đưa đất nước đến thảm họa và sử dụng họ vào các mục tiêu quyền lực tham lam, ích kỷ. Trong 6 tuần sau, Báo Việt Nam hiếm khi sử dụng cụm từ Việt Nam Dân chủ Cộng hòa, nếu có dùng thì cũng để trong ngoặc kép đồng thời không thừa nhận quốc kỳ và quốc ca của Việt Nam Dân chủ Cộng hòa. Họ buộc tội Hồ Chí Minh là độc tài, Việt Minh là băng đảng phát xít và vẽ một số tranh biếm họa chỉ trích Hồ Chí Minh. Họ cũng tố cáo Tổng bộ Việt Minh lừa bịp, tống tiền, bắt cóc đối thủ và tổ chức các cuộc tấn công vũ trang vào văn phòng Việt Quốc. Họ cũng chỉ trích Báo Cứu quốc của Việt Minh. Báo Việt Nam rất ít nói về Việt Nam Dân chủ Cộng hòa ngoại trừ thường xuyên lên án lực lượng an ninh và Bộ Tuyên truyền. Báo Việt Nam lưu hành rộng rãi tại các tỉnh với sự giúp đỡ của các đảng viên Việt Quốc và các cảm tình viên ở Sở Bưu điện và Công ty Đường sắt Đông Dương. Các chính quyền địa phương thường xuyên tịch thu Báo Việt Nam và bắt giữ những người đọc báo này.
Ngày 20 tháng 1 năm 1946, Nguyễn Tường Tam và Nghiêm Kế Tổ từ Trùng Khánh về Việt Nam thông báo về cuộc đàm phán Hoa - Pháp khiến nội bộ Việt Quốc tranh luận căng thẳng về hành động tiếp theo khi Trung Quốc rút quân khỏi miền Bắc Việt Nam. Ngày 10 tháng 2 năm 1946, tại Hà Nội và Hải Phòng, Việt Quốc tổ chức lễ tưởng niệm cuộc nổi dậy năm 1930 ở Yên Bái. Tại Hải Phòng, cuộc tưởng niệm bị một số người phản đối vì không treo cờ đỏ sao vàng.
Từ giữa tháng 2 năm 1946, việc Pháp và Trung Quốc đàm phán với nhau, Pháp có thể đổ quân vào miền Bắc và Hồ Chí Minh đàm phán với Pháp khiến các đảng phái lo lắng và bắt đầu chỉ trích lẫn nhau. 1 tờ báo phi đảng phái chỉ trích cả hai tờ Việt Nam và Cứu Quốc vì đã liên tục dùng từ "phản động" mạt sát nhau khiến công chúng hoang mang, ảnh hưởng đến sự nghiệp đấu tranh giải phóng dân tộc trong khi người nước ngoài (trong đó có Pháp) cũng đang đọc báo của họ.
Ngày 20/2 năm 1946, 1 đám đông tập hợp trước dinh Bảo Đại mang theo cờ vàng của nhà vua và các biểu ngữ ủng hộ Bảo Đại, phản đối chính sách thân Pháp và cảnh báo tổ quốc đang lâm nguy. 3 người cao tuổi đến gặp Bảo Đại để yêu cầu ông đứng ra thành lập chính phủ mới thay thế Hồ Chí Minh. Quân cảnh Trung Hoa Dân Quốc ngăn cản lực lượng an ninh Việt Nam Dân chủ Cộng hòa cố gắng giải tán đám đông. Việt Minh cáo buộc Việt Quốc tổ chức cuộc biểu tình này.
Việt Nam Quốc dân Đảng và Đại Việt Quốc dân đảng đã tổ chức các đội vũ trang như "Thần lôi đoàn", "Thiết huyết đoàn", "Hùm xám"... Các đội này đã tổ chức nhiều vụ cướp có vũ trang, bắt cóc, tống tiền, tổ chức ám sát những người theo Việt Minh và cả những người trung lập như ông Ba Viên (Ba Viên bị Quốc dân Đảng nghi ngờ là gián điệp của Pháp, sau khi gặp Hồ Chí Minh, Ba Viên quay về Hà Giang, bắt giữ và hành quyết một số đảng viên Việt Nam Quốc dân Đảng), rồi tuyên truyền đổ lỗi cho Việt Minh đã không đảm bảo được an ninh trật tự ở Hà Nội và một số đô thị ở Bắc Bộ. Khi Pháp chiếm lại Nam Kỳ, báo chí của các đảng phái này chỉ trích Việt Minh là bất lực, có khi là phản bội. Khi Hồ Chí Minh trả lời phỏng vấn của AFP và AP rằng Chính phủ Cách mạng Lâm thời Việt Nam Dân chủ Cộng hòa sẵn sàng chấp nhận các cố vấn Pháp nếu họ tới Việt Nam với tư cách bạn bè chứ không phải kẻ xâm lược thì Việt Cách rải truyền đơn kết tội Việt Minh cấu kết với Pháp và kêu gọi người Việt Nam nếu muốn thật sự có độc lập thì "phải từ bỏ Hồ Chí Minh và bè lũ giết người" của ông. Họ ca ngợi lập trường của Tưởng Giới Thạch là "tuân theo các nguyên tắc của Hiến chương Đại Tây Dương và giúp đỡ cho sự nghiệp độc lập của Việt Nam", trong khi Việt Minh tại miền Nam lại thương lượng với Pháp và Hồ Chí Minh ở Hà Nội tỏ ra thân thiện với Pháp. Hồ Chí Minh nhận xét: "Việt Minh sẽ còn phải đấu tranh lâu dài cả với người Trung Quốc và người Việt Nam".

### Nam Bộ kháng chiến
Jean Cédile đến Việt Nam theo mệnh lệnh nhằm lập lại quyền thống trị của thực dân Pháp tại Việt Nam. Cédile có cảm tình với nguyện vọng độc lập của người Việt nhưng ông chủ trương trao trả độc lập từng bước cho Việt Nam. Ngay sau khi đến Việt Nam, Cédile đã tiếp xúc với các lãnh đạo Ủy ban Hành chính Lâm thời Nam Bộ và cố gắng để đi đến 1 sự thông cảm nhưng quan điểm của ông là chỉ bàn đến độc lập của Việt Nam sau khi người Pháp đã khôi phục quyền hành và phải được đặt trong khuôn khổ Tuyên bố ngày 24 tháng 3 năm 1945. Cédile đồng ý thương lượng với Ủy ban Hành chính Lâm thời Nam Bộ nhằm tránh xung đột vũ trang Pháp Việt nhưng khá nhiều chủ nhà băng, chủ đồn điền, chủ mỏ, quan chức, chính trị gia Nam Kỳ người Pháp, Việt, Hoa phản đối ông với lý do Ủy ban Hành chính Lâm thời Nam Bộ do những đảng viên Đảng cộng sản Đông Dương lãnh đạo. Giữa tháng 9 năm 1945 và tháng 10 năm 1946 khi rời Nam Kỳ, Cédile ủng hộ chính sách của D'Argenlieu-Pignon chấp thuận cho các chính khách tại Nam Kỳ thành lập Cộng hòa Tự trị Nam Kỳ và hậu thuẫn những đảng phái thân Pháp như Đảng Nam Kỳ của Béziat. Jean Cédile cho lập Hội đồng tư vấn Nam Kỳ (Conseil consultatif de Cochinchine) với 12 ủy viên. Thành phần Hội đồng gồm 4 người Pháp và 8 người Việt nhưng tất cả đều có quốc tịch Pháp. Kết quả quan trọng là cú đảo chính ngày 22 đến 23 tháng 9 năm 1945 ở Sài Gòn và việc ông ký Hiệp định ngày 3 tháng 6 năm 1946 thành lập Cộng hòa Tự trị Nam Kỳ với bác sĩ Nguyễn Văn Thinh thân Pháp làm Thủ tướng. Mục đích của Pháp là tách Nam Kì ra khỏi Việt Nam thống nhất.
Người Việt cũng bị chia rẽ. Việt Minh sẵn sàng đối thoại và thỏa thuận với phía Pháp để Pháp công nhận Việt Nam Dân chủ Cộng hòa, lấy đó làm điểm xuất phát cho quá trình Pháp dần trao trả độc lập cho Việt Nam. Ngược lại, phe đối lập muốn hủy bỏ thương lượng với Jean Cédile và phát động cuộc chiến chống Pháp.
Đến ngày 16 tháng 9 năm 1945, cuộc đàm phán Jean Cédile - Phạm Văn Bạch không đạt kết quả cụ thể. Theo phía Việt Nam, người Pháp tham gia đối thoại chỉ nhằm có thêm thời gian để củng cố vị trí và chờ quân đội của tướng Leclerc đổ bộ vào Việt Nam. Phạm Văn Bạch do chịu áp lực của phe đối lập đã công khai lên án Anh không chịu công nhận Ủy ban Hành chính Lâm thời Nam Bộ là chính phủ hợp pháp duy nhất ở Nam Kỳ và gạt bỏ đề nghị hợp tác của Ủy ban. Sau khi không nhận được hồi đáp, Ủy ban tổ chức một cuộc tổng bãi công vào ngày 17 tháng 9 năm 1945 để phản đối điều mà họ gọi là âm mưu Pháp - Anh nhằm lật đổ Chính phủ Việt Nam.
Ngay sau khi tướng Douglas D. Gracey, chỉ huy quân đội Anh, đến Sài Gòn ông ra lệnh cho quân đội Nhật tước vũ khí của người Việt Nam, đuổi Ủy ban Hành chính Lâm thời Nam Bộ ra khỏi Dinh Toàn quyền ở Sài Gòn. Chỉ huy quân đội Nhật, Thống chế Terauchi, điều 7 tiểu đoàn vào Sài Gòn để tước vũ khí người Việt. Nhật đòi Ủy ban Hành chính Lâm thời Nam Bộ phải tước vũ khí và giải tán lực lượng vũ trang của Việt Nam. Trên thực tế, chỉ có Cao Đài, Hòa Hảo và Bình Xuyên có lực lượng vũ trang có tổ chức còn Việt Minh và những người Trotskyist chỉ có lực lượng tượng trưng do đó lệnh tước vũ khí áp dụng chủ yếu cho các giáo phái này. Người Pháp ngay lập tức treo cờ Pháp lên tất cả các công sở và xe quân sự. Phạm Văn Bạch gửi phái đoàn OSS 1 bức điện thông báo tình hình và yêu cầu phái đoàn thay mặt Đồng Minh chứng minh quyền được độc lập của nhân dân Việt Nam và tuyên bố Việt Nam đã hoàn toàn độc lập, người Việt có quyền tự quyết định số phận của mình.
Tình hình Sài Gòn ngày càng hỗn loạn. Quân đội Nhật bắt được nhiều nhóm khiêu khích thuộc lực lượng Bình Xuyên đã đánh bị thương một số quân nhân Pháp và đốt 2 nhà của người Pháp. Đến đêm các cuộc tấn công vào người Pháp và người Việt tăng lên. Người Pháp bắt đầu lo sợ còn người Việt chuẩn bị sơ tán về nông thôn. Cédile gặp chỉ huy quân đội Anh, Douglas D. Gracey, để yêu cầu ông này cấp vũ khí cho tù bình Pháp nhằm bảo vệ tài sản và tính mạng của người Pháp.
Thiếu tướng Douglas D. Gracey, chỉ huy quân đội Anh không được lệnh cung cấp vũ khí cho người Pháp. Ông cũng muốn tránh một cuộc xung đột giữa quân đội của ông và người Việt. Ông đã được tướng Mounbatten nhắc nhở về việc quân đội Anh chỉ có trách nhiệm giải giáp quân đội Nhật chứ không được tham gia vào việc duy trì trị an vốn là trách nhiệm của quân đội Nhật cũng như tránh xa các diễn biến chính trị Pháp-Việt. Tuy nhiên quân đội Nhật tỏ ra không muốn cộng tác với người Anh trong việc tước vũ khí người Việt. Gracey triệu tập chỉ huy quân đội Nhật đến và chỉ thị cho ông này phải có những biện pháp cấp bách và hiệu quả để khôi phục trật tự công cộng, thậm chí có thể dùng vũ lực. Nhật phải thực hiện mệnh lệnh ngày 6 tháng 9 năm 1945 của phía Anh về việc tước vũ khí của bộ đội, dân quân, công an và dân thường Việt Nam.
Trước tình hình mâu thuẫn Pháp Việt ngày càng leo thang, Cédile nhờ Thiếu tá A. Peter Dewey, chỉ huy OSS tại Sài Gòn, gặp các lãnh đạo Việt Minh để thuyết phục họ khôi phục lại trật tự. Đêm 18 tháng 9 năm 1945, A. Peter Dewey bí mật gặp Trần Văn Giàu, Phạm Văn Bạch, Dương Bạch Mai, Phạm Ngọc Thạch và Nguyễn Văn Tạo. Tất cả đều cho rằng quá muộn để thương lượng và hợp tác. Dân chúng bị xúc phạm và kích động vì thái độ kiêu căng của Pháp đã ở tư thế sẵn sàng làm mọi việc để giữ vững nền độc lập. Trần Văn Giàu phát biểu: "Hiện nay, việc cực kỳ khó khăn là kiểm soát được các bè phái chính trị khác nhau vì không phải tất cả thân Việt Minh mà tất cả đều chống Pháp".
Sáng ngày 19 tháng 9 năm 1945, Cédile tổ chức họp báo và tuyên bố Việt Minh không đại diện cho nguyện vọng của người Đông Dương và không đủ khả năng duy trì trật tự công cộng. Các cuộc thương lượng với người Việt sẽ dừng lại cho đến khi trật tự được lập lại và sẽ chỉ được tiếp tục dựa trên cơ sở Bản Tuyên bố ngày 24 tháng 3 năm 1945 của Pháp.

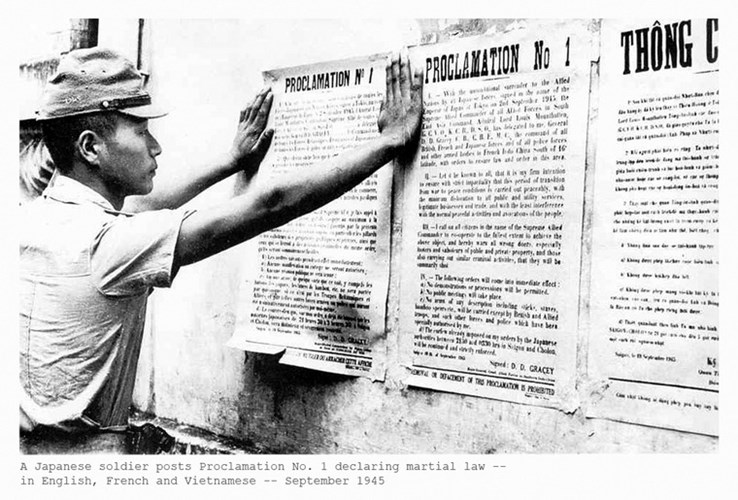
Lính Nhật dán bản Thông cáo số 1 về việc duy trì pháp luật và trật tự ở Đông Dương vào tháng 9 năm 1945

Ngày 21 tháng 9 năm 1945, Thiếu tướng Anh Gracey ra bản Thông cáo số 1 tuyên bố sẽ duy trì pháp luật và trật tự ở Đông Dương phía Nam vĩ tuyến 16. Ông cấm tất cả các loại báo vì họ đưa tin sắp xảy ra nổi loạn và nội chiến trừ đài Sài Gòn và các báo của người Pháp. Trong 24 giờ sau, tình hình trở nên cực kỳ tồi tệ. Các vụ phá hoại, cướp bóc, hành hung, bắt cóc,... do cả hai phía Pháp Việt gây ra bùng nổ đáng sợ. Để đối phó với tình hình, ngay sau đó, tướng Gracey ra lệnh thiết quân luật. Quân đội Anh sẽ thực hiện giới nghiêm; cấm tụ tập, hội họp, biểu tình công khai; hạn chế đi lại ở một số khu vực; cấm mang vũ khí; thiết lập toà án binh để xử các vụ vi phạm trật tự, xử tử hình đối với tội cướp bóc và phá hoại. Gracey cũng cho sáp nhập cảnh sát Việt Nam vào quân đội Anh coi như 1 đơn vị dưới quyền chỉ huy của ông.
Đêm 21 tháng 9 năm 1945, tình báo Pháp SLFEO báo cho Cédile biết người Việt đang củng cố lực lượng vũ trang của họ dưới sự chỉ đạo của Việt Minh. Cédile lại gặp Gracey để yêu cầu ông này trang bị vũ trí cho 14.000 tù binh Pháp (thuộc Chính phủ Vichy) để hỗ trợ quân Anh giữ trật tự. Gracey đồng ý. Ngay sau khi được thả ra, để chứng tỏ lòng trung thành với chính phủ De Gaulle, số lính này ra đường bắt bất cứ người Việt nào họ gặp được. Cédile muốn tái lập trật tự sau đó nối lại các cuộc thương lượng với người Việt. Ngày 22 tháng 9 năm 1945, Cédile cho lính Pháp thay thế người Nhật chiếm giữ các đồn cảnh sát ở Sài Gòn, Kho bạc, Sở Mật thám, Bưu điện. Việt Minh phản ứng bằng cách thông báo với phái đoàn OSS rằng họ sẽ tổ chức một cuộc biểu tình vì nền độc lập của Việt Nam dù lệnh thiết quân luật của Anh cấm biểu tình. Phạm Ngọc Thạch nói rằng Việt Minh muốn khích cho Anh Pháp tiến hành đàn áp, gây nhiều thương vong để thế giới chú ý đến tình cảnh của Việt Nam.
Rạng sáng ngày 23 tháng 9 năm 1945, quân Pháp tấn công Toà Thị chính Sài Gòn, nơi làm việc của Ủy ban Hành chính Lâm thời Nam Bộ, bắt toàn bộ ban lãnh đạo của cơ quan này. Pháp đã chiếm lại Sài Gòn. Dân thường Pháp xem đây là dịp để trả thù. Từng toán đàn ông và đàn bà Pháp xông ra đường bắt và đánh đập bất cứ người Việt nào họ gặp được. Số nạn nhân có thể lên tới hàng ngàn người. Lính Pháp và Anh chỉ đứng nhìn chứ không can thiệp. Chỉ huy OSS, A. Peter Dewey, xin gặp Gracey để phản đối Anh, Pháp để tình trạng này xảy ra. Ngày hôm sau, Dewey bị Gracey trục xuất khỏi Sài Gòn.
Cédile muốn chấm dứt tình trạng này. Ông ra lệnh ngừng việc bắt bớ nhưng không ai tuân thủ. Ông giải thích hành động của mình để tái lập trật tự chứ không phải để trả thù và muốn nhanh chóng nối lại điều đình trong khuôn khổ Bản Tuyên bố ngày 24 tháng 3 năm 1945 của Pháp. Ông cho thả tất cả người Việt Nam vừa bị bắt. Báo chí quốc tế phản ứng mạnh trước tình hình. Người Anh bị chỉ trích gay gắt. Gracey ra lệnh cho Cédile tước vũ khí tù binh Pháp, đưa họ trở về trại và giao cho người Nhật trách nhiệm khôi phục lại trật tự.

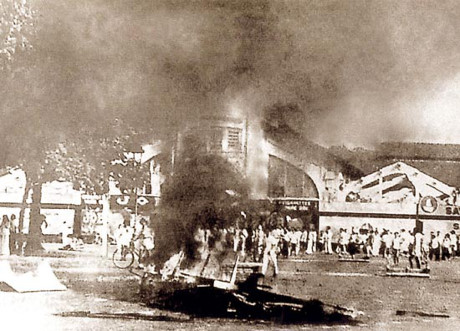
Biểu tình tại Chợ Bến Thành năm 1945

Sau khi được thả khỏi nhà giam, người Việt tập hợp lại dưới sự lãnh đạo của Việt Minh để tiến hành chiến tranh. Ngày 24 tháng 9 năm 1945, một số người Pháp bị giết, nhà máy và kho tàng bị đập phá, điện nước bị cắt hoàn toàn. Các đơn vị dân quân Việt Nam và các đội công nhân vũ trang tấn công phi trường Tân Sơn Nhất, đốt 1 tàu Pháp ở cảng, phá nhà giam, thả hàng ngàn người Việt vừa bị bắt. Đến trưa chợ Bến Thành bị đốt cháy. Chướng ngại vật được dựng lên khắp đường phố. Sài Gòn chìm trong tình trạng vô chính phủ. Người Pháp trốn vào khách sạn Continental, nơi ở của các sĩ quan Đồng Minh được bảo vệ cẩn thận. Cả người Anh và người Nhật đều không muốn can thiệp vào tình hình. Khi bị Anh khiển trách vì không thể duy trì trật tự, người Nhật giải thích rằng lính Nhật sợ bị người Việt trả thù nếu họ can thiệp. Đêm 24 tháng 9 năm 1945, lực lượng Bình Xuyên tấn công khu Hérault tại Tân Định, Sài Gòn bắt cóc 300 dân thường Pháp. Khoảng 1/2 bị giết, số còn lại được trả về sau khi đã bị đánh đập. Để đối phó, Gracey 1 lần nữa chấp nhận yêu cầu của Cédile cấp vũ khí cho tù binh Pháp nhưng tình hình đã quá muộn.
Những rối loạn tại Sài Gòn lan rộng ra toàn miền Nam. Trần Văn Giàu ra lệnh tổng bãi công; sơ tán người Việt khỏi Sài Gòn; cấm bán lương thực, thực phẩm cho Pháp; đặt Sài Gòn trong tình trạng cô lập. Giàu đe dọa sẽ phá hủy Sài Gòn nếu Pháp không bỏ vũ khí, rút lui và công nhận độc lập của Việt Nam Dân chủ Cộng hòa. Các đơn vị Việt Nam dựng các chướng ngại trên đường vào Sài Gòn, ngăn chặn mọi người ra vào trừ người Anh và Mỹ. Họ bắn bất cứ quân nhân Pháp nào xuất hiện. Ngoài phạm vi Sài Gòn, trong vùng do Nhật kiểm soát, tình hình hoàn toàn hỗn loạn.
Ngày 26 tháng 9 năm 1945, Thiếu tá chỉ huy OSS tại Sài Gòn A. Peter Dewey bị lực lượng Việt Nam bắn chết vì tưởng ông là người Pháp. Tin này lan khắp thế giới làm xấu đi hình ảnh Việt Nam Dân chủ Cộng hòa. Thiếu tá OSS Archimedes L.A Patti đang công tác tại miền Bắc Việt Nam nhận xét: "Họ đã giết hại người bạn độc nhất của họ ở Nam Kỳ và chắc chắn những tin này sẽ chẳng đề cao được lý tưởng của họ trước nhân dân Mỹ.". Sau đó Gracey ra lệnh bắt chỉ huy quân đội Nhật Thống chế Bá tước Térauchi vì ông này bất lực trong việc giữ trật tự.
Ngày 28 tháng 9 năm 1945, tướng Mounbatten triệu tập Gracey và Cédile đến Singapore để nhắc nhở 2 người về việc quân đội Anh không được can thiệp vào tình hình chính trị Đông Dương và nhất là không được giao chiến với người Việt. Mounbatten đề nghị nên nối lại thương lượng với các lãnh đạo Việt Nam.
Ngày 1 tháng 10 năm 1945, Gracey nối lại đàm phán với Ủy ban Hành chính Lâm thời Nam Bộ. 2 bên tạm thời ngừng bắn. Phía Anh nhấn mạnh chính sách trung lập của mình nhưng theo sự thỏa thuận giữa các nước Đồng Minh, Anh sẽ không công nhận bất kỳ sự thay đổi chủ quyền trên bất kỳ lãnh thổ nào đã phải chiếm lại bằng vũ lực trong thời kỳ chiến tranh. Người Pháp yêu cầu trả lại các con tin bị bắt và xác của Thiếu tá Dewey trước khi tiếp tục thương lượng. Phía Việt Nam yêu cầu trước hết Pháp phải công nhận Việt Nam Dân chủ Cộng hòa là nước tự do và độc lập. Người Việt chỉ ngừng bắn với điều kiện Pháp trao trả quyền hành chính tại Sài Gòn cho Ủy ban Hành chính Lâm thời Nam Bộ, lực lượng cảnh sát phải được trao lại cho Việt Nam, quân đội Pháp phải giải giáp và không được đưa quân mới vào, người Pháp phải tập trung vào những khu vực nhất định.

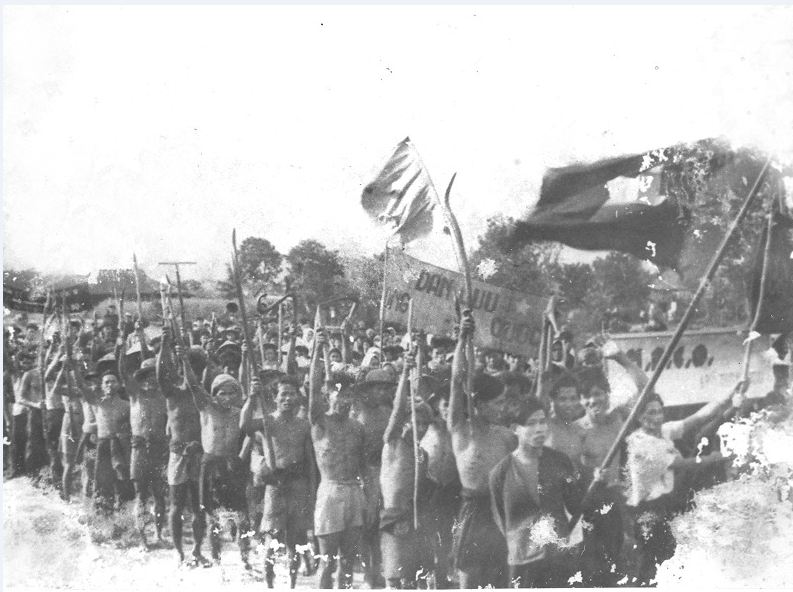
Dân quân Nam Bộ năm 1945

Trong khi thương lượng, Việt Nam đã triển khai quân đội xung quanh Sài Gòn tại các vị trí chiến lược phía Bắc và phía Nam thành phố. Hoàng Quốc Việt vẫn liên lạc chặt chẽ với Ủy ban Trung ương Đảng Cộng sản Đông Dương tại Hà Nội và chỉ thị cho Giàu và Bạch phải chống lại mọi mưu đồ của Đồng Minh nhằm giúp Pháp nắm quyền kiểm soát Sài Gòn. Nếu cần, chỉ sau 24 tiếng Hà Nội sẽ gửi quân tăng viện cho miền Nam. Do lo ngại bị Việt Nam tấn công, phía Pháp yêu cầu Anh can thiệp. Tướng Mounbatten gặp Thạch và Bạch để yêu cầu kéo dài cuộc ngừng bắn thêm 48 giờ. Phạm Ngọc Thạch cho rằng Việt Nam đã độc lập và tất cả những gì còn phải bàn cãi chỉ là quy chế cho nước Việt Nam tương lai. Người Anh trả lời vẫn tiếp tục chấp nhận đối thoại cho đến khi nào có thể đạt được thỏa thuận. Người Việt đồng ý kéo dài cuộc ngưng bắn.
Ngày 3 tháng 10 năm 1945, 10.000 quân Pháp do Leclerc chủ huy đổ bộ xuống Sài Gòn. Ngày 9 tháng 10 năm 1945, Pháp Anh ký thỏa hiệp tại Luân Đôn xác định Anh hoàn toàn ủng hộ Pháp trong việc cai trị toàn Đông Dương dưới vĩ tuyến 16. Đêm 10 tháng 10 năm 1945, bộ đội Việt Nam tấn công sân bay Tân Sơn Nhất. Lực lượng Việt Nam giao chiến với quân Anh, Pháp tại tất cả các cửa ngõ vào Sài Gòn. Người Anh yêu cầu Nhật hỗ trợ. Nhật đồng ý tham chiến. Lực lượng Anh, Pháp, Nhật đã phá vỡ cuộc phong tỏa Sài Gòn của Việt Nam sau 2 tuần chiến đấu liên tục. Ngày 16 tháng 10 năm 1945, phía Việt Nam ngừng bao vây Sài Gòn và rút quân về vùng nông thôn do lực lượng Anh, Pháp, Nhật quá mạnh. Không quân Hoàng gia Anh và không quân Nhật tiếp tục ném bom vào các địa điểm đóng quân của Việt Nam.
Phản ứng trước việc Anh dùng quân đội Nhật tấn công lực lượng Việt Nam, tướng Douglas MacArthur phát biểu: "Nếu có gì đó làm máu tôi sôi lên thì đó là việc tôi thấy các nước Đồng Minh của chúng ta ở Đông Dương và Java sử dụng quân Nhật để đàn áp các dân tộc nhỏ bé này mà chúng ta đã hứa giải phóng. Đó là 1 sự phản bội kinh tởm nhất.".
Ủy ban Hành chính Lâm thời Nam Bộ kêu gọi dân chúng sơ tán về nông thôn và thi hành chiến lược dùng nông thôn bao vây thành thị bằng cách cắt đứt mọi hoạt động thương mại giữa nông thôn và thành thị. Dân chúng trong đó có nhiều nhân sĩ yêu nước theo lời kêu gọi của Ủy ban Hành chính Lâm thời Nam Bộ rời bỏ Sài Gòn và các thành phố khác về nông thôn. Lực lượng kháng chiến và cơ quan Quốc gia Tự vệ Cuộc bắt giam và thủ tiêu nhiều nhân sĩ, trí thức và lãnh tụ các đảng phái bị kết tội làm Việt gian hợp tác với Pháp hoặc bị tình nghi là Việt gian. Thậm chí một số nhân viên thừa hành của Ủy ban Hành chính Lâm thời Nam Bộ và một số nhóm kháng chiến còn lợi dụng công vụ để cướp bóc, trấn lột; nếu ai chống đối sẽ bị kết tội là Việt gian rồi thủ tiêu. Tinh thần kháng chiến đi xuống, lực lượng kháng chiến bị chia rẽ, các đảng phái quốc gia xa lánh Việt Minh và thành lập Mặt trận Quốc gia Liên hiệp. Tháng 12 năm 1945, Nguyễn Bình được cử vào Nam lãnh đạo phong trào kháng chiến tại Nam Bộ. Ông lập lại trật tự bằng cách lập tòa án quân sự xét xử tất cả các chỉ huy quân sự lợi dụng danh nghĩa kháng chiến để cướp bóc, quấy nhiễu dân chúng, tổ chức lại lực lượng kháng chiến thành các chi đội Vệ quốc đoàn.

### Thành lập Chính phủ Liên hiệp

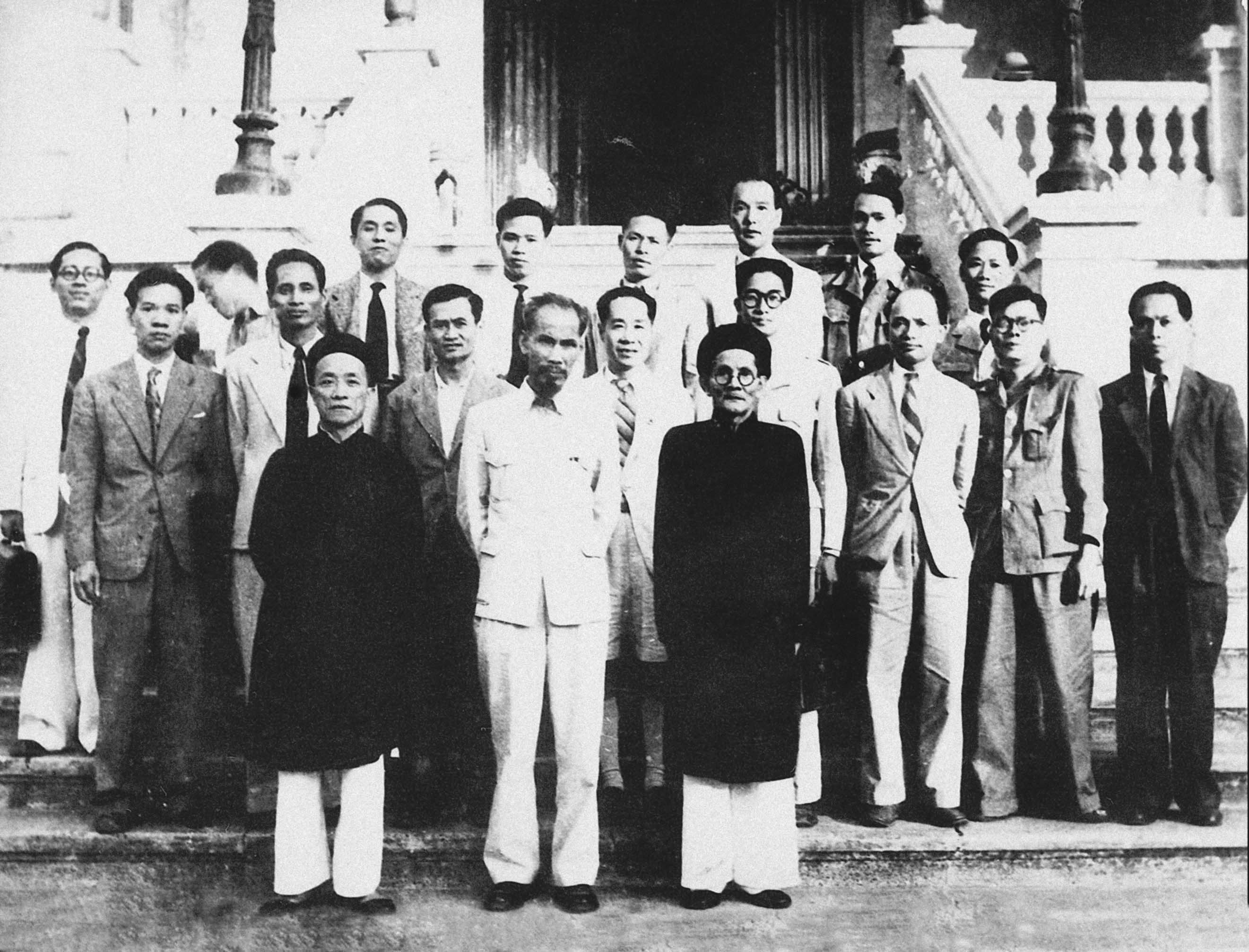
Nội các Chính phủ Liên hiệp Lâm thời

Ngày 20/8 năm 1945, Việt Cách cùng quân đội Trung Hoa Dân quốc tiến vào Việt Nam. Ngày 30/9 năm 1945, Nguyễn Hải Thần dẫn đầu 1 phái đoàn tới gặp Tiêu Văn để thảo luận về việc loại bỏ Chính phủ Cách mạng lâm thời Việt Nam Dân chủ Cộng hòa và đàn áp Đảng Cộng sản Đông Dương. Tiêu Văn tỏ ra không ủng hộ ý định của Nguyễn Hải Thần. Cuối tháng 10 năm 1945, 7 đảng viên Việt Cách dưới quyền Nguyễn Hải Thần ký bản "Đoàn kết tinh thần" với Việt Minh theo đó Việt Cách sẽ liên kết với Việt Minh chống lại sự xâm lược của Pháp, bảo vệ nền độc lập của Việt Nam Dân chủ Cộng hòa. Tuy nhiên sau đó nhiều người chối bỏ họ đã ký bản "Đoàn kết tinh thần". Nguyễn Hải Thần công khai bác bỏ vai trò lãnh đạo của Đảng Cộng sản Đông Dương tại Việt Nam. Hàng loạt vụ đụng độ giữa Việt Minh và Việt Cách xảy ra khiến công chúng bị sốc và làm các chỉ huy quân đội Trung Hoa Dân quốc tại miền Bắc Việt Nam khó chịu. Tiêu Văn gây sức ép lên tất cả các bên để buộc họ thành lập chính phủ liên hiệp.
Tuy nghi ngờ, thậm chí thù địch nhau nhưng các thành viên Việt Minh và Việt Quốc vẫn gặp nhau thậm chí còn ký kết các thỏa thuận. Ngày 29 tháng 9 năm 1945, Nguyễn Lương Bằng (Việt Minh) và Chu Bá Phượng (Việt Quốc) gặp nhau và đồng ý chấm dứt xung đột, thả tù nhân và ngừng lên án nhau công khai. Ngày 19 tháng 11 năm 1945, Hồ Chí Minh, Vũ Hồng Khanh và Nguyễn Hải Thần thỏa thuận về các nguyên tắc chung nhằm định hướng đàm phán thành lập chính phủ liên hiệp, quân đội thống nhất và kết thúc cuộc đấu tranh đảng phái để cùng nhau chống Pháp. Ngày 24 tháng 11 năm 1945, sau buổi lễ trước trụ sở Việt Quốc, lãnh tụ 3 tổ chức Việt Minh, Việt Cách, Việt Quốc ký bản ghi nhớ cam kết các bên sẽ không tấn công lẫn nhau, đi đến thống nhất và hỗ trợ Nam Bộ kháng chiến.
Sau đó vài ngày, Báo Cứu quốc coi bản ghi nhớ ngày 24 tháng 11 năm 1945 là sự xác nhận 1 chính phủ liên hiệp đã tồn tại. Việt Quốc lên án việc này. Hồ Chí Minh thông báo cho Nguyễn Hải Thần và Vũ Hồng Khanh rằng các đảng phái đã thống nhất ý kiến, không cần phải thay đổi chính phủ làm cho nhân dân hoang mang, quốc tế hoài nghi mà sẽ tổ chức bầu cử quốc hội trong 3 tuần nữa; ông cũng mời Việt Quốc và Việt Cách ứng cử và chấm dứt công kích nhau bằng lời nói và hành động cho đến ngày Quốc hội khai mạc. Báo Việt Nam của Việt Quốc chỉ trích Hồ không quân tử và sử dụng các biện pháp "khủng bố và độc tài".
Ngày 23 tháng 12 năm 1945, Tướng Tiêu Văn tổ chức một cuộc họp hòa giải các bên để thành lập chính phủ liên hiệp. Tại cuộc họp này, Nguyễn Hải Thần đề nghị Hồ Chí Minh hợp tác với Việt Quốc, Việt Cách thành lập 1 chính phủ bao gồm thành viên của Việt Quốc, Việt Cách, Việt Minh và các đảng phái nhỏ khác. Nguyễn Hải Thần sẽ đảm nhận chức Chủ tịch nước, Hồ Chí Minh làm Phó Chủ tịch. Việt Quốc, Việt Cách, Việt Minh, mỗi đảng nắm giữ 1/4 số ghế Bộ trưởng trong Chính phủ; 1/4 còn lại do các đảng phái nhỏ nắm. Như vậy Việt Minh và chính phủ Việt Nam Dân chủ Cộng hòa sẽ nhận được sự ủng hộ của Trung Hoa Dân quốc chống lại cố gắng của Pháp tái chiếm Việt Nam. Điều làm Quốc dân Đảng Trung Hoa lo sợ nhất là Hồ Chí Minh từng là nhân viên của Quốc tế Cộng sản và Việt Minh có khuynh hướng cộng sản. Trước đó, Pháp cũng đã họp với Nguyễn Hải Thần và cho biết Pháp sẽ thực hiện Bản Tuyên bố ngày 24 tháng 3 năm 1945 và công nhận 1 chính phủ của người Việt Nam nằm trong Liên bang Đông Dương thuộc Liên hiệp Pháp với điều kiện chính phủ đó không do người cộng sản lãnh đạo. Cuối cùng các bên đạt được 1 thỏa thuận được tuyên bố là mang tính pháp lý (viết bằng chữ Hán) theo đó các ghế bộ trưởng trong chính phủ sẽ phân chia như sau: Việt Minh 2 bộ trưởng, Đảng Dân chủ Việt Nam (cũng tham gia Việt Minh) 2 bộ trưởng, Việt Quốc 2 bộ trưởng, Việt Cách 2 bộ trưởng, phi đảng phái 2 bộ trưởng. Thỏa thuận này không sử dụng tên nước Việt Nam Dân chủ Cộng hòa vì Việt Quốc không đồng ý với tên này. Cuộc bầu cử quốc hội được hoãn 2 tuần. Vũ Hồng Khanh và Nguyễn Hải Thần chấp nhận để Hồ Chí Minh tiếp tục làm chủ tịch nước lâm thời. Quốc hội sẽ quyết định quốc kỳ và quốc huy. 2 đảng này cũng không được tham gia vào cơ quan chỉ huy và tham mưu của quân đội. Việt Quốc sẽ được 50 ghế còn Việt Cách 20 ghế trong Quốc hội mà không phải tranh cử. Điều này khẳng định với nhiều người rằng 2 đảng phái này không có khả năng giành chiến thắng trong cuộc bầu cử tại địa phương.
Sau khi đạt được thỏa thuận, các bên ra lệnh cho cấp dưới ngừng xung đột vũ trang và chỉ trích nhau. Điều này khiến nhiều người thấy khó hiểu như việc các lãnh đạo người Mường đã giúp Việt Nam Dân chủ Cộng hòa đàn áp Việt Quốc nghi ngờ về chính quyền Việt Nam Dân chủ Cộng hòa. Những người khác ủng hộ chấm dứt cảnh huynh đệ tương tàn. Tuy vậy các bên vẫn không sẵn sàng thảo luận về việc sáp nhập hoặc phối hợp hoạt động với nhau. Tại một số nơi các chỉ huy Trung Quốc phải đứng ra làm trung gian giữa Việt Minh và Việt Quốc, Việt Cách để đi đến thành lập chính quyền liên hiệp. Tại Phú Thọ, tướng Vương của Trung Hoa Dân quốc làm trung gian để Việt Minh và Việt Quốc thảo luận việc thành lập chính quyền liên hiệp nhưng 2 bên ngừng thảo luận và đấu súng với nhau tại chợ khiến dân chúng bị thiệt hại nên họ đã gửi kiến nghị lên Hồ Chí Minh phàn nàn cả hai bên bắt cóc nhiều con tin, khiến giao thương đình trệ và không bên nào lắng nghe những bậc cao niên ở địa phương. Tướng Vương phải ép 2 bên ngừng bắn, cuộc ngừng bắn kéo dài được 4 tháng.
Do các đảng phái đối lập phản đối nên Hồ Chí Minh đồng ý loại Võ Nguyên Giáp và Trần Huy Liệu ra khỏi nội các. Các bên tổ chức Hội nghị và họp nhiều lần để thảo luận ai sẽ nắm giữ chức Bộ trưởng Quốc phòng và Bộ trưởng Nội vụ đồng thời làm thế nào chia sẻ quyền lực trong Vệ quốc quân. Phan Anh được chọn làm Bộ trưởng Quốc phòng tuy anh trai ông ta là thành viên Việt Minh. Các đảng phái đối lập hy vọng Phan Anh sẽ chống lại việc Việt Minh cố gắng nắm toàn bộ Bộ chỉ huy và Bộ tổng tham mưu Vệ quốc quân nhưng họ sẽ thất vọng. Hội nghị cũng xem xét các nhân sĩ Huỳnh Thúc Kháng, Ngô Đình Diệm, Bùi Bằng Đoàn và Trần Đình Nam xem ai thích hợp cho vị trí Bộ trưởng Bộ nội vụ. Ngô Đình Diệm bị loại vì quá chống cộng còn Bùi Bằng Đoàn quá thân Việt Minh. Trong 2 người còn lại, Hồ Chí Minh đã chọn Huỳnh Thúc Kháng. Ông gửi điện cho Kháng và cử sứ giả đến gặp ông này. Huỳnh Thúc Kháng miễn cưỡng chấp thuận. Không ai phản đối Huỳnh Thúc Kháng làm Bộ trưởng Nội vụ vì ông có uy tín khắp cả nước. Hội nghị cũng thành lập Ủy ban Kháng chiến gồm 9 người với Võ Nguyên Giáp làm Chủ tịch và Vũ Hồng Khanh làm Phó chủ tịch.
Ngày 1 tháng 1 năm 1946, Chính phủ Liên hiệp Lâm thời được thành lập thay thế Chính phủ Cách mạng Lâm thời với sự tham gia của 2 đảng phái đối lập Việt Cách và Việt Quốc. Trái với thỏa thuận ngày 23 tháng 12 năm 1945, nội các chính thức có đến 14 bộ trưởng và 2 thứ trưởng. Tuy nhiên chức trách các Bộ cũng thay đổi. Bộ trưởng Quốc phòng trở thành người lo về tài chính mà không được xem xét danh sách nhân sự, quân số, súng đạn còn các Bộ trưởng khác của các đảng phái Quốc gia chẳng có chức trách cụ thể gì, không bao giờ được tham dự bất cứ buổi họp nào của nội các. Hồ Chí Minh cho rằng nếu không có sự lãnh đạo của Việt Minh thì sự nghiệp đấu tranh cho độc lập dân tộc sẽ thất bại. Việt Quốc và Việt Cách chỉ có thể duy trì 1 nền độc lập hình thức cho Việt Nam dưới quyền kiểm soát của người Pháp với sự hỗ trợ của Trung Hoa Dân Quốc phù hợp với kế hoạch bóc lột kinh tế Việt Nam của Trung Quốc. Sau khi Trung Hoa Dân quốc đạt được những thỏa thuận với Pháp có lợi cho họ, Việt Quốc, Việt Cách sẽ bị bỏ rơi và bất lực trong việc đối đầu với quân Pháp đổ bộ vào Việt Nam khiến Việt Nam quay lại làm thuộc địa Pháp. Hồ Chí Minh cũng không vội vàng triệu tập nội các.
Ngày 6 tháng 1 năm 1946, Chính phủ Liên hiệp Lâm thời do Chủ tịch Hồ Chí Minh đứng đầu đã tổ chức cuộc Tổng tuyển cử trên toàn quốc, lần đầu tiên đã bầu Quốc hội và thông qua Hiến pháp. Nhiều đảng phái không có quyền tham gia Tổng tuyển cử đã tìm cách phá hoại. Các đảng này cho là "trúng cử chỉ là Việt Minh cộng sản", "chính quyền trong tay nên Việt Minh muốn ai trúng cũng được". 2 đảng đối lập trong Chính phủ là Việt Nam Quốc dân Đảng (Việt Quốc) và Việt Nam Cách mệnh Đồng minh hội (Việt Cách) không tham gia bầu cử dù trước đó Hồ Chí Minh đã gửi thư cho Nguyễn Hải Thần (lãnh tụ Việt Cách) và Vũ Hồng Khanh (lãnh tụ Việt Quốc) mời Việt Quốc và Việt Cách tham gia Tổng tuyển cử và đề nghị 2 bên không công kích nhau bằng lời nói hoặc hành động cho đến ngày Quốc hội khai mạc. Có tài liệu ghi nhận lá phiếu không bí mật và theo quan sát của sử gia Trần Trọng Kim thì có nơi người dân bị cưỡng bách bầu cho Việt Minh. Nhưng theo Việt Minh, cuộc bầu cử diễn ra công bằng. Mặc dù bị nhiều đảng phái tuyên truyền vận động dân chúng tẩy chay cuộc bầu cử và ngăn cản việc tổ chức bầu cử ở một số nơi (ở khu Ngũ Xá, có 1 nhóm vũ trang cả súng liên thanh đến ngăn cản dân phố đi bầu cử, cấm treo cờ đỏ sao vàng, cấm đặt hòm phiếu; ở Hải Phòng xảy ra cướp hòm phiếu và hành hung cán bộ an ninh, ở Sài Gòn máy bay Pháp bắn vào dân đi bầu cử), nhưng tại các địa phương, ở đâu cũng có người tự ứng cử, các cuộc tiếp xúc tranh cử công khai, tự do diễn ra ở khắp mọi nơi. Đa số đại biểu trúng cử không phải là thành viên Việt Minh Trong hồi ký "Những năm tháng không thể nào quên", đại tướng Võ Nguyên Giáp nhận định các đảng phái này lo sợ thất bại trước sức ủng hộ lớn của cử tri với mặt trận Việt Minh nên tìm cách chỉ trích và không tham gia bầu cử.
Sau khi Quốc hội được bầu, ngày 2 tháng 3 năm 1946, Chính phủ Liên hiệp Kháng chiến được thành lập để thay thế Chính phủ Liên hiệp Lâm thời. Ở các địa phương, các cấp chính quyền liên hiệp được thành lập trong năm 1946. Theo thỏa thuận với Việt Minh, phe đối lập bao gồm một số tổ chức như Việt Nam Cách mạng Đồng minh hội và Việt Nam Quốc dân Đảng được Trung Hoa Dân quốc ủng hộ, không tham gia Tổng tuyển cử nhưng vẫn được nắm 70 ghế Quốc hội (Việt Quốc 50 ghế, Việt Cách 20 ghế) cùng một số vị trí trong chính quyền trung ương do chính sách hòa hợp các đảng phái của Chính phủ. 20 thành viên Việt Cách trở thành đại biểu quốc hội bằng 1 sắc lệnh hành pháp. Hồ Đắc Thành và Bồ Xuân Luật ứng cử và cũng trở thành đại biểu quốc hội. Cùng ngày, quốc hội họp phiên đầu tiên nhưng Nguyễn Hải Thần vắng mặt. Hồ Chí Minh đề cử Nguyễn Hải Thần làm Phó Chủ tịch nước, Nguyễn Đình Tri của Việt Cách làm Bộ trưởng xã hội. Theo David G. Marr, Hồ Chí Minh đồng ý để Nguyễn Hải Thần thay vì 1 lãnh đạo nào đó của Việt Quốc làm Phó Chủ tịch nước vì Thần từng là đồng chí của Phan Bội Châu, được các lãnh đạo Trung Hoa Dân quốc kính trọng và nhất là Thần không có khả năng tự gây dựng cơ sở quyền lực trong nước. Việc Nguyễn Hải Thần làm Phó chủ tịch nước cũng gây ra sự chia rẽ bên trong nội bộ Việt Cách có lợi cho Việt Minh.
Tháng 4 năm 1946, Ủy ban Hành chính Bắc bộ ký thỏa thuận với đại diện Việt Quốc tại 4 thị xã nhằm thành lập Ủy ban Hành chính liên hiệp giữa 2 bên. Đầu tháng 5, Ủy ban Hành chính Bắc bộ cảnh báo với Ủy ban tỉnh Bắc Giang cần linh hoạt với các thành viên Việt Quốc để duy trì sự đoàn kết đồng thời phải chuẩn bị kế hoạch dự phòng nhằm tránh các tình huống bất thường xảy ra.
Trong thời gian hoạt động, Chính phủ đã tiếp tục thực hiện các biện pháp, chính sách để giữ vững nền độc lập của nước Việt Nam dân chủ non trẻ. Về đối nội đã kêu gọi các đảng phái đoàn kết phụng sự quốc gia, thực hiện các chính sách kinh tế, quốc phòng, văn hóa, giáo dục... Hồ Chí Minh giao cho Võ Nguyên Giáp và Trần Quốc Hoàn, sau này trở thành Bộ trưởng Công an, nhiệm vụ vô hiệu hóa các cuộc biểu tình do Việt Nam Quốc dân Đảng và Việt Nam Cách mệnh Đồng minh Hội tổ chức nhằm chấm dứt hoạt động tuyên truyền của các đảng này trong dân chúng. Võ Nguyên Giáp kể lại: "Chúng tôi phải trừng trị bọn phá hoại... Nhưng bằng mọi giá phải tránh khiêu khích và đảm bảo không xảy ra xung đột lớn". Võ Nguyên Giáp dùng lực lượng tự vệ và các hội viên Hội Cứu Quốc phá các cuộc biểu tình này. Khi có lộn xộn, lính Trung Quốc bắn chỉ thiên, xông vào giải tán đám biểu tình để vãn hồi trị an. Việt Nam Quốc dân Đảng hoảng hốt khi người Trung Hoa không giúp được gì nhiều trong việc chống lại Việt Minh như họ mong đợi. Ông Nguyễn Duy Thanh, 1 người theo chủ nghĩa quốc gia buồn rầu nhớ lại: "Không có Trung Hoa ủng hộ, những đảng phái theo chủ nghĩa quốc gia chẳng thể đối phó được với những người Cộng sản"
Trường Chinh, trên báo Sự thật ngày 30/6 đưa ra chủ trương đoàn kết dân tộc: kẻ thù trước mắt của dân tộc ta là thực dân phản động Pháp. Chúng đang uy hiếp chủ quyền của ta tiến công ta, dùng chiến thuật chính trị: chia rẽ. Chia rẽ dân tộc: đem người thiểu số chống người Kinh. Chia rẽ Nam Bắc: phỉnh đồng bào Nam Bộ chống đồng bào Bắc Bộ. Chia rẽ giai cấp: làm cho giàu nghèo chống chọi nhau, hằn ghét nhau. Chia rẽ tôn giáo: xui giáo chống lương, xui lương chống giáo; gây nghi ngờ giữa lương và giáo. Chia rẽ đảng phái: lập đảng Việt gian chống phe yêu nước, khuyến khích đảng nọ chống đảng kia. Thống nhất quốc gia. Đoàn kết dân tộc. Chúng ta đề ra khẩu hiệu "Trung, Nam, Bắc một nhà". Chúng ta lập mặt trận toàn dân đoàn kết, không phân biệt chủng tộc, giai cấp, tôn giáo, xu hướng chính trị. Chúng ta tham gia Hội liên hiệp quốc dân Việt Nam.. Ý nghĩa của "đoàn kết dân tộc", theo Hồ Chí Minh là liên minh công nhân và nông dân với giai cấp tư sản và địa chủ.
Ngày 15 tháng 6 năm 1946, người lính cuối cùng của quân đội Trung Hoa Dân Quốc rời khỏi Việt Nam. Các thành viên Việt Nam Quốc dân Đảng và Việt Nam Cách Mệnh Đồng minh Hội mất chỗ dựa hậu thuẫn chính là quân đội Tưởng Giới Thạch và do bất đồng về việc ký Hiệp định sơ bộ Pháp-Việt ngày 6 tháng 3 cũng như không muốn sáp nhập quân đội vào biên chế Vệ quốc đoàn dưới sự chỉ huy của Bộ Quốc phòng do Việt Minh kiểm soát do lo sợ bị khống chế rồi bị giải tán dần đã lần lượt rút khỏi chính phủ Liên hiệp. Lãnh tụ Việt Cách là Nguyễn Hải Thần, lãnh tụ Việt Quốc Vũ Hồng Khanh trong chính phủ và cánh thân Tưởng do Vũ Hồng Khanh lãnh đạo lưu vong sang Trung Quốc. Các đảng viên Đại Việt phần lớn vẫn ở lại Việt Nam chờ thời cơ. Mặc dù Hồ Chí Minh giữ độc quyền liên lạc với Pháp với sự trợ giúp của Hoàng Minh Giám nhưng Nguyễn Tường Tam vẫn thực hiện trách nhiệm của mình một cách nghiêm túc. Nguyễn Tường Tam với tư cách Bộ trưởng Bộ ngoại giao dẫn đầu phái đoàn Việt Nam Dân chủ Cộng hòa tham gia Hội nghị trù bị tại Đà Lạt mặc dù trên thực tế Võ Nguyên Giáp là người lãnh đạo phái đoàn. Theo đại tướng Võ Nguyên Giáp, do bất đồng Tam đã không tham gia hầu hết các phiên họp còn theo David G. Marr Tam là người phát ngôn có năng lực và giúp giải quyết một số tranh cãi về chiến thuật đàm phán trong đoàn.. Sau đó Tam cũng không tham gia Hội nghị Fontainebleau, cuối cùng rời bỏ chính phủ (tài liệu nhà nước nêu Nguyễn Tường Tam thiếu bản lĩnh chính trị, lập trường bấp bênh, biển thủ công quỹ, tiền chi phí cho phái đoàn sang Pháp đàm phán, rồi đào nhiệm ra nước ngoài nhưng theo sử gia David G. Marr việc này khó xảy ra vì Tam khó lòng được giao trách nhiệm giữ tiền của phái đoàn).
Việc các thành viên chủ chốt của Việt Quốc, Việt Cách như Nguyễn Hải Thần, Nguyễn Tường Tam, Vũ Hồng Khanh rời bỏ chính phủ, lưu vong sang Trung Quốc đã đánh dấu chấm hết cho thời kỳ hợp tác giữa Việt Minh và các đảng phái đối lập tại miền Bắc, trong công cuộc "kháng chiến kiến quốc" mà Chính phủ Liên hiệp Kháng chiến là biểu tượng.

### Những hoạt động ngoại giao

#### Ký kết Hiệp định sơ bộ Pháp-Việt (1946)
Trong suốt năm 1946, mặc dù 2 bên cùng chuẩn bị lực lượng cho chiến tranh, chính quyền Việt Nam Dân chủ Cộng hòa cố gắng hết mức thương lượng với Pháp để cứu vãn hòa bình và đẩy lui thời điểm nổ ra cuộc chiến tranh. Tháng 2 năm 1946, tại Lai Châu, lực lượng vũ trang của Việt Quốc và Vệ quốc quân lần lượt giao tranh nhỏ với Pháp. Việt Quốc rút về Lào Cai còn Vệ quốc quân rút về Sơn La. Việt Nam Dân chủ Cộng hòa ký với Pháp Hiệp định sơ bộ Pháp-Việt (1946) cho phép Pháp đưa quân vào miền Bắc đổi lại Pháp công nhận Việt Nam Dân chủ Cộng hòa là trong Liên bang Đông Dương thuộc khối Liên hiệp Pháp.
Trong khi đó Pháp ký Hiệp ước Hoa-Pháp thỏa thuận với Trung Hoa ngày 28 tháng 2 năm 1946 để Quân đội Trung Hoa rút khỏi phía bắc vĩ tuyến 16 nhường chỗ cho Pháp đại diện phe Đồng Minh giải giới Quân đội Đế quốc Nhật Bản. Trước đó, ngày 26 tháng Giêng đại diện Pháp và Trung Hoa dân quốc thảo luận, Trung Hoa dân quốc tuyên bố muốn loại bỏ chính phủ cộng sản, ủng hộ chính quyền thân Trung Quốc được thành lập ở Hà Nội và đàm phán với Pháp, cùng chống Việt Minh. Nhưng phía Pháp đã bác bỏ, chủ trương đàm phán với Việt Minh.
Đảng Cộng sản Đông Dương (khi đó lui vào hoạt động bí mật), Thường vụ Trung ương ngày 3 tháng 3 năm 1946 tuyên bố thì nếu Pháp cho Đông Dương tự trị thì kiên quyết đánh, nhưng nếu cho Đông Dương tự chủ thì hòa để phá tan âm mưu của "bọn Tàu trắng, bọn phản động Việt Nam và bọn phát xít Pháp còn lại". Ngày 24 tháng 3 (sau khi Hiệp định được ký) chỉ thị của Đảng Cộng sản cho thấy mục đích ký Hiệp định này để tránh tình thế bất lợi "phải cô lập chiến đấu cùng 1 lúc với nhiều lực lượng phản động (thực dân Pháp, Tàu trắng, bọn phản cách mạng trong nước)", tập trung đối phó với người Pháp và "các đảng phái phản động". Để tránh mũi nhọn của 2 kẻ thù có thể đồng thời tấn công, chính quyền Việt Nam Dân chủ Cộng hòa đồng ý cho 15.000 quân Pháp tiến ra Bắc để nhanh chóng loại bỏ nguy cơ của 20 vạn quân Tưởng.
Ngày 16 tháng 2, Jean Sainteny gặp Hồ chí Minh và thỏa thuận cụm từ "tự trị" sau đó được chấp nhận bởi chính phủ Pháp. Tuy nhiên đến Hiệp định sơ bộ 6 tháng 3, sử dụng cụm từ "tự do" thay cho cụm từ "độc lập" hay "tự trị". Việt Minh muốn Pháp phải thừa nhận Việt Nam đã có 1 chính phủ, quốc hội, quân đội để đi đến 1 nền độc lập thực sự, trong khi phía Pháp có sự chia rẽ. Đối với những người tin tìm thấy những lợi ích của Pháp là sự độc lập của Việt Nam sẽ được giới hạn bởi các liên kết của nó với các nước Đông Dương khác. Lúc này khởi đầu Chiến tranh Lạnh, Marius Moute muốn Nam Kỳ tách ra khỏi ảnh hưởng của Việt Nam thống nhất dưới sự điều khiển của Việt Minh, lập 1 chế độ ở Sài Gòn và sau đó, sẽ 1cuộc họp sơ bộ của các quốc gia ở Đông Dương được tổ chức mà không có sự hiện diện của chính phủ Việt Nam tại Hà Nội.
Từ ngày 3 đến 6 tháng 3 năm 1946, Việt Nam Dân chủ Cộng hòa, Pháp, Trung Quốc đàm phán 3 bên. Nguyễn Tường Tam và Vũ Hồng Khanh không tham gia cuộc đàm phán này dù Nguyễn Tường Tam là Bộ trưởng Bộ ngoại giao Việt Nam Dân chủ Cộng hòa. Tam cũng không có mặt trong cuộc họp nội các khi Hồ công bố thỏa thuận với Sainteny.
Ngày 6 tháng 3 năm 1946, Hiệp định sơ bộ Pháp-Việt 1946 được ký kết giữa Jean Sainteny, đại diện chính phủ Cộng hòa Pháp, và Hồ Chí Minh cùng Vũ Hồng Khanh (giữ chức Phó Chủ tịch Ủy ban Kháng chiến), đại diện chính phủ Việt Nam Dân chủ Cộng hòa. Nguyễn Hải Thần đã rời Hà Nội nên chỉ có Hồ Chí Minh ký kết hiệp định này. Tuy tham dự lễ ký kết Hiệp định nhưng Nguyễn Tường Tam từ chối ký Hiệp định này còn Vũ Hồng Khanh miễn cưỡng ký Hiệp định. Nội dung của Hiệp định bao gồm các điểm chính sau đây:
- Chính phủ Pháp công nhận nước Việt Nam Dân chủ Cộng hòa là 1 quốc gia tự do trong Liên bang Đông Dương thuộc khối Liên hiệp Pháp, có chính phủ, nghị viện, quân đội và tài chính riêng.
- Chính phủ Việt Nam đồng ý cho 15.000 quân Pháp vào miền Bắc thay thế cho 200.000 quân Trung Hoa Quốc dân đảng để làm nhiệm vụ giải giáp quân Nhật. Pháp hứa sẽ rút hết quân trong thời hạn 5 năm, mỗi năm rút 3.000 quân.
- Pháp đồng ý thực hiện trưng cầu dân ý tại Nam Kỳ về việc thống nhất với Việt Nam Dân chủ Cộng hòa.
- 2 bên thực hiện ngưng bắn, giữ nguyên quân đội tại vị trí hiện thời để đàm phán về chế độ tương lai của Đông Dương, quan hệ ngoại giao giữa Việt Nam và nước ngoài và những quyền lợi kinh tế và văn hóa của Pháp ở Việt Nam.

Về phía người Pháp, Hiệp định sơ bộ Pháp-Việt giúp họ danh chính ngôn thuận khi đưa quân đội ra miền Bắc Việt Nam để chuẩn bị tái chiếm Đông Dương như họ đã làm ở Nam Việt Nam, đồng thời Hiệp ước Hoa-Pháp giúp họ tránh khỏi sự ngăn cản của các tướng lĩnh Trung Hoa Quốc dân đảng; đổi lại Pháp công nhận nước Việt Nam Dân chủ Cộng hòa là 1 quốc gia tự do trong Liên bang Đông Dương thuộc khối Liên hiệp Pháp, có chính phủ, nghị viện, quân đội và tài chính riêng. Đó là những điều kiện mà quân đội Pháp đồng ý để lấy lại 1 chỗ đứng tại Bắc Kỳ. Sainteny không đồng ý ký 1 tài liệu sử dụng từ "độc lập", ông chỉ đồng ý sử dụng từ "Nhà nước tự do". Ngược lại, Hồ Chí Minh cho rằng "Nhà nước tự do" của ông chịu 2 tầng "xiềng xích" của Liên bang Đông Dương và Liên hiệp Pháp.
Nhiều thành viên Việt Quốc tức giận khi Vũ Hồng Khanh ký kết Hiệp định sơ bộ Pháp-Việt (1946). Học viên và hiệu trưởng trường đảng Nguyễn Thái Học của Việt Quốc kéo đến trụ sở đảng chất vấn Khanh. Tại cuộc họp khẩn cấp Ban chấp hành Trung ương Việt Quốc, nhiều đảng viên chỉ trích Khanh là kẻ độc tài vì ra quyết định quan trọng như vậy mà không thảo luận trước. một số chi bộ Việt Quốc cách xa Hà Nội cắt đứt quan hệ với lãnh đạo trung ương và phản đối chính phủ Việt Nam Dân chủ Cộng hòa đã hợp tác với Pháp. Ban chấp hành Trung ương Việt Quốc cử Lê Khang tới các địa phương để giải thích hoàn cảnh chính trị và lập lại kỷ luật đảng.
Thời điểm đó, nhiều người Việt hoang mang về việc Hiệp định sơ bộ đã mở đường cho quân Pháp quay trở lại miền Bắc. Trong 1 buổi họp Quốc hội, Hồ Chí Minh đã giải thích mục đích của bản hiệp định này là để nhanh chóng loại bỏ nguy cơ lớn và lâu dài hơn từ 20 vạn quân Trung Hoa Dân quốc của Tưởng Giới Thạch:“Các vị quên lịch sử đất nước ta rồi sao? Nếu quân Tưởng ở lại thì chúng nó sẽ ở lại luôn hàng ngàn năm!”
Trước đó, ngày 28 tháng 2 năm 1946, chính phủ Pháp và chính phủ Tưởng Giới Thạch đã ký kết 1 Hiệp định tại Trùng Khánh (Trung Quốc), theo đó quân Pháp sẽ được thay thế quân Trung Hoa ở miền Bắc Việt Nam (từ ngày 1 đến 31 tháng 3 năm 1946), bù lại Pháp sẽ trả lại một số tô giới ở Trung Quốc. Dù không có Hiệp định sơ bộ thì quân Pháp vẫn sẽ tiến ra miền Bắc thay thế quân Trung Hoa. Do vậy, việc ký Hiệp định sơ bộ theo Hồ Chí Minh nhận định thì sẽ chẳng gây tổn hại gì, mà còn “mở ra con đường làm cho quốc tế thừa nhận ta, sẽ dẫn ta đến một vị trí ngày càng chắc chắn trên trường quốc tế”.
Sau khi ký Hiệp định sơ bộ, trong cuộc mít tinh ngày 7 tháng 3 năm 1946, Hồ Chí Minh giải thích về việc ký kết hiệp định "Chúng ta trên thực tế đã độc lập từ tháng 8 năm 1945, nhưng cho đến nay chưa có cường quốc nào công nhận độc lập của chúng ta. Bản hiệp định ký với nước Pháp này mở đường cho sự công nhận của quốc tế. Bản hiệp định sẽ dẫn chúng ta đến 1 vị trí quốc tế ngày càng vững vàng và đó là 1 thắng lợi chính trị lớn lao. Quân đội Pháp sẽ đến theo lệnh của các nước Đồng Minh. Họ chỉ có 15.000 người và chỉ ở lại trong 5 năm nữa, sau đó họ sẽ rút khỏi nước ta. Chọn thương lượng thay vì đánh nhau chính là bằng chứng hiểu biết về chính trị. Thực vậy, vì sao lại đi hy sinh 50 hoặc 100 ngàn người trong khi chúng ta có khả năng bằng con đường thương lượng mà đi đến độc lập có thể trong 5 năm". Còn Võ Nguyên Giáp phân tích "Những người không thỏa mãn chỉ hiểu độc lập hoàn toàn như 1 khẩu hiệu, 1 nhật lệnh, trên giấy tờ hoặc ngoài cửa miệng. Họ không thấy rằng độc lập của đất nước là kết quả của những điều kiện khách quan và trong cuộc chiến đấu giành độc lập của chúng ta, phải biết cương nhu tùy lúc... Chúng ta đã chọn con đường thương lượng nhằm tạo ra những điều kiện thuận lợi cho công cuộc đấu tranh giành độc lập hoàn toàn, nhằm có thể đợi chờ cơ hội đi đến 1 nền độc lập nguyên vẹn". Ngày 12 tháng 3 năm 1946, bộ trưởng ngoại giao Nguyễn Tường Tam tuyên bố "Trung Quốc và Mỹ có nhiệm vụ bảo vệ cho hòa bình ở Viễn Đông... Trong lúc chờ đợi nước Pháp và nước Việt Nam lập lại được 1 nền hòa bình vững chắc, nước Mỹ phải giúp đỡ chúng ta về mọi phương diện hoàn toàn như Trung Quốc".
Sau khi Sainteny ký Hiệp định sơ bộ Pháp-Việt với chính phủ Hồ Chí Minh, tại Nam Kỳ Cédille liên hệ Nguyễn Bình đề nghị ký hiệp ước hòa bình giữa Pháp và lực lượng kháng chiến Nam Bộ. Ngày 20/3 năm 1946, 2 bên gặp nhau tại miếu Bà Cố cách Biên Hòa 10 km. Cédille đề nghị phía Việt Nam phải giải tán dân quân, nạp khí giới cho Pháp thì quân Pháp sẽ đồng ý hợp tác. Phái đoàn Việt Nam không đồng ý và trở về căn cứ kháng chiến.

#### Hội nghị Fontainebleau và Tạm ước Việt - Pháp

Hồ Chí Minh và Phạm Văn Đồng tại Paris, 1946

Ngày 31 tháng 5 năm 1946, phái đoàn chính phủ do Phạm Văn Đồng dẫn đầu khởi hành sang Pháp tham dự Hội nghị Fontainebleau tiếp tục đàm phán về các điều khoản đề ra theo Hiệp định sơ bộ 6 tháng 3. Cùng ngày, Chủ tịch Hồ Chí Minh cũng lên đường sang Pháp tiếp xúc với chính giới Pháp và cộng đồng người Việt tại Pháp. Nội dung chương trình nghị sự được 2 đoàn thoả thuận là sẽ thảo luận về các vấn đề như (đã nêu tại Hiệp định sơ bộ 6 tháng 3):
- Địa vị của Việt Nam trong khối Liên hiệp Pháp, về quan hệ ngoại giao của Việt Nam.
- Quan niệm tổng quát về Liên bang Đông Dương.
- Vấn đề thống nhất nước Việt Nam và việc trưng cầu dân ý.
- Chi tiết về Liên bang Đông Dương và vấn đề quyền lợi kinh tế của Pháp ở Đông Dương.
- Dự thảo Hiệp ước.

Hội nghị Fontainebleau sau đó diễn ra kéo dài hơn 2 tháng, từ 6 tháng 7 đến 10 tháng 9 năm 1946 nhưng không đem lại kết quả cụ thể nào vì 2 bên đã bế tắc ở 2 điểm bất đồng then chốt:
- Việc thống nhất Nam Kỳ vào nước Việt Nam Dân chủ Cộng hòa (bao gồm Bắc Kỳ và Trung Kỳ).
- Độc lập chính trị của Việt Nam Dân chủ Cộng hòa.

Quan điểm của Pháp bác bỏ độc lập mà chỉ xét tự trị hay độc lập trong khuôn khổ Liên hiệp Pháp. Hơn nữa họ đòi là phải tái lập trật tự trước tiên rồi sau đó sẽ mở cuộc trưng cầu dân ý ở Nam Kỳ về vấn đề thống nhất Nam Kỳ vào nước Việt Nam Dân chủ Cộng hòa. Điểm gây nhiều khó khăn nhất là việc chính phủ Pháp đã đơn phương cho phép thành lập Nam Kỳ quốc theo tinh thần Tuyên bố ngày 24 tháng 3 năm 1945 của tướng De Gaulle, tách rời khu vực này khỏi những phong trào độc lập ở 2 miền Bắc và Trung. Ngày 27 tháng 5, Cao ủy Đông Dương Georges D'Argenlieu tiếp tục thông qua việc thành lập Xứ Thượng Nam Đông Dương, chia cắt Việt Nam thành nhiều mảnh.
Việt Nam nhượng bộ về mọi mặt: kinh tế, tài chính và quân sự nhưng phái đoàn Việt Nam đòi Pháp ấn định thời hạn để thực hiện cuộc trưng cầu dân ý ở Nam Kỳ. Thấy Pháp chần chừ không trả lời dứt khoát, phái đoàn Việt Nam bỏ bàn hội nghị ra về ngày 13 tháng 9. Hội nghị Fontainebleau vì vậy tan vỡ.
Tuy nhiên Hồ Chí Minh và Bộ trưởng Bộ Thuộc địa Pháp Marius Moutet không chấp nhận thất bại. Trong khi Phạm Văn Đồng bỏ về nước, Hồ Chí Minh, Hoàng Minh Giám và Dương Bạch Mai nán lại Paris. Nhằm cứu vớt hòa bình lần cuối Hồ Chí Minh thảo 1 bản nghị ước vào chiều ngày 11 tháng 9 và trao cho Marius Moutet. 3 ngày sau, 14 tháng 9 năm 1946, Marius Moutet hồi đáp với 1 bản nghị ước khác. Đạt được đồng thuận, Hồ Chí Minh đã đến tư dinh của Marius Moutet lúc nửa đêm ngày 14 tháng 9 năm 1946 để ký văn bản này, tức Tạm ước Việt - Pháp (Modus vivendi).

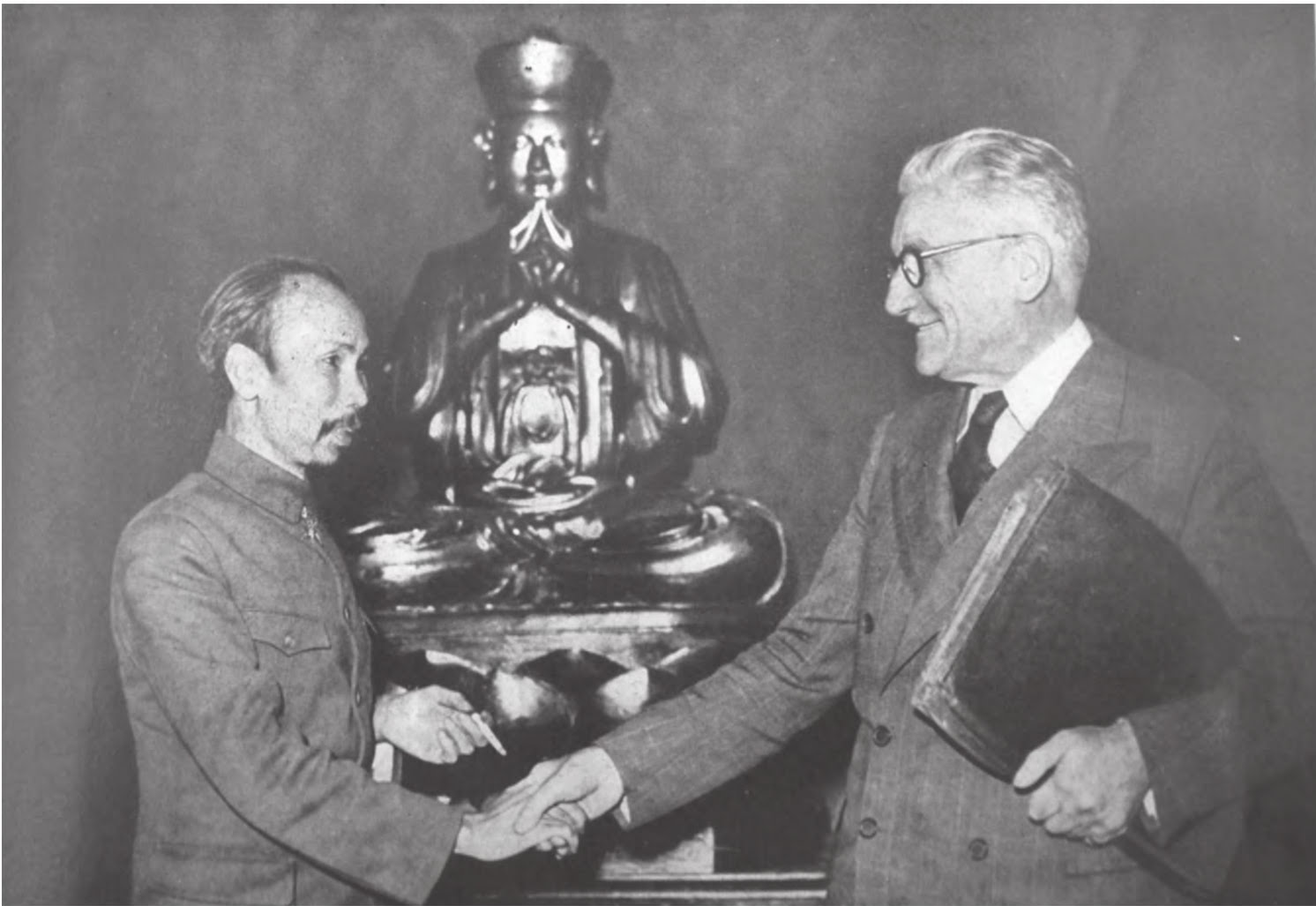
Hồ Chí Minh và Marius Moutet bắt tay sau khi ký Tạm ước Việt - Pháp

Trong bản Tạm ước này, 2 bên Việt Nam Dân chủ Cộng hòa và Pháp cùng bảo đảm với nhau về quyền tự do của kiều dân, chế độ tài sản của 2 bên; thống nhất về các vấn đề như: hoạt động của các trường học Pháp, sử dụng đồng bạc Đông Dương làm tiền tệ, thống nhất thuế quan và tái lập cải thiện giao thông liên lạc của Liên bang Đông Dương, cũng như việc thành lập ủy ban tạm thời giải quyết vấn đề ngoại giao của Việt Nam. Chính phủ Việt Nam cam kết ưu tiên dùng người Pháp làm cố vấn hoặc chuyên môn, và 2 bên đã đồng ý chấm dứt mọi hành động xung đột, vũ lực cũng như tuyên truyền chống đối nhau, phóng thích tù nhân chính trị, bảo đảm không truy bức người của bên kia, và hợp tác để những kiều dân 2 bên không làm hại nhau. Tạm ước cam kết sẽ có 1 nhân vật do Việt Nam chỉ định và Chính phủ Pháp công nhận được uỷ nhiệm cạnh thượng sứ để xếp đặt cộng tác thi hành những điều thoả thuận này. Cuối cùng, Chính phủ 2 bên sẽ sớm tiếp tục đàm phán (chậm nhất là vào tháng 1 năm 1947) để tìm cách ký kết những bản thoả thuận riêng nhằm dọn đường cho 1 hiệp ước chung dứt khoát. Tạm ước này sẽ được thi hành bắt đầu từ ngày 30/10 năm 1946.
Sau khi ký Tạm ước Việt Pháp, Hồ Chí Minh bị Việt Quốc và Việt Cách chỉ trích phản bội và hợp tác với Pháp đồng thời yêu cầu ông từ chức. Tại kỳ họp thứ 2 Quốc hội khóa I, Quốc hội Việt Nam Dân chủ Cộng hòa đã phê chuẩn Tạm ước Việt Pháp, biểu quyết tín nhiệm Hồ Chí Minh và yêu cầu ông thành lập nội các mới. Tại miền Nam, ngày 28 tháng 10 năm 1946, Ủy ban Hành chính lâm thời Nam Bộ theo chỉ thị của Chính phủ Trung ương ra tuyên bố sẵn sàng thành thực thi hành Tạm ước Việt Pháp và chống lại mọi hành động phá hoại Tạm ước đồng thời kêu gọi dân chúng giữ kỷ luật, thi hành đúng những mệnh lệnh của Chính phủ và tránh mọi hành động khiêu khích.
Trong khi đó, ngày 6 tháng 8, Cao ủy Pháp đã tổ chức 1 hội nghị tại Đà Lạt để nghiên cứu tình hình Liên bang Đông Dương trong Liên hiệp Pháp với đại diện của Campuchia, Lào, Nam Kỳ và Nam Trung Bộ. Ngày 14 tháng 8, các bên tham gia Hội nghị khuyến nghị thành lập 1 Quốc hội liên bang của các nhà nước. Nhân dân Sài Gòn tổ chức bãi công để phản đối.
Việt Nam Dân chủ Cộng hòa thông qua Hiến pháp đầu tiên khẳng định nền độc lập ngày 8 tháng 11 năm 1946 (lúc này Quốc hội được chia thành các nhóm: Marxist, Việt Minh, Dân chủ, Xã hội, Việt Quốc, Việt Cách, Tổng liên đoàn lao động, không đảng phái). Trước đó, 1 Chính phủ mới được thành lập được báo Cứu quốc mô tả "Các đảng phái từ tả sang hữu đều ủng hộ Chính phủ mới". Ủy ban Quân sự Việt - Pháp vẫn làm việc, tuy nhiên phía Việt Nam Dân chủ Cộng hòa liên tục tố cáo Pháp vi phạm Thỏa ước. Mặc dù vậy, ngày 20 tháng 2 năm 1947, khi chiến tranh đã nổ ra, Hồ Chí Minh vẫn gửi thư - thông qua Lãnh sự Anh - đến Tổng thống Pháp kêu gọi hòa bình. Ông viết "...chúng tôi muốn được thống nhất và độc lập trong Liên hiệp Pháp; chúng tôi muốn, một nền hòa bình đích thực sẽ làm vinh danh cho cả Pháp và Việt Nam".

#### Kêu gọi sự công nhận và ủng hộ của các cường quốc

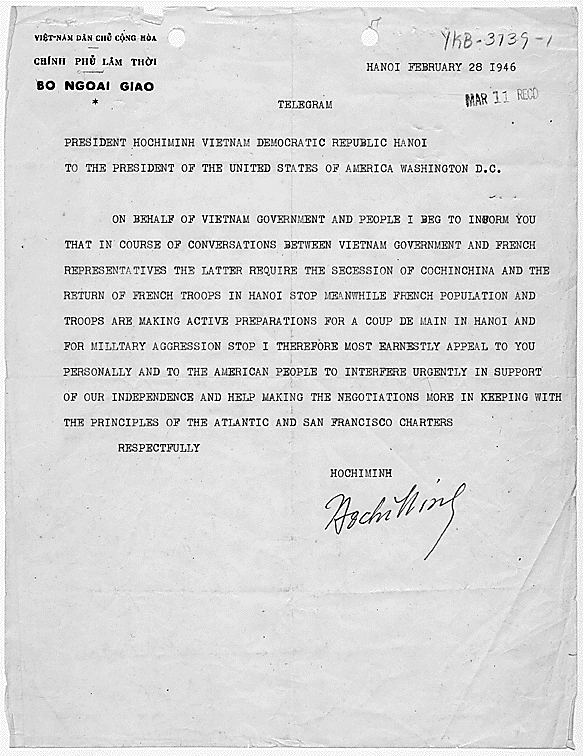
Bức điện Chủ tịch Hồ Chí Minh gửi Tổng thống Mỹ Harry S. Truman kêu gọi sự ủng hộ của Mỹ nhưng không được đáp lại

Ngoài ra, Chủ tịch Hồ Chí Minh còn gửi thư cho nhiều nguyên thủ quốc gia trên thế giới kêu gọi công nhận nhà nước Việt Nam mới được thành lập cũng như tranh thủ sự ủng hộ nhưng không nhận được hồi âm (Tổng thống Hoa Kỳ Harry S. Truman, Lãnh tụ Liên Xô Stalin, Tổng thống Pháp Léon Blum, Bộ trưởng Thuộc địa Pháp Marius Moutet và Nghị viện Pháp,…). Từ giữa tháng 10 năm 1945-3 năm 1946, Hồ Chí Minh đã gửi nhiều điện tín cho Tổng thống, Bộ trưởng Ngoại giao, Chủ tịch Ủy ban Đối ngoại Thượng viện Mỹ và Liên Hợp Quốc kêu gọi Mỹ và Liên Hợp Quốc can thiệp vào Việt Nam trên cơ sở những nguyên tắc của Hiến chương Đại Tây Dương và vì lý do nhân đạo nhưng không đến được tay những người có thẩm quyền do Việt Nam Dân chủ Cộng hòa chưa được Mỹ công nhận nên không được hồi đáp. Hồ Chí Minh cũng viết thư cho Stalin thông báo về sự ra đời của Việt Nam Dân chủ Cộng hòa và đề nghị Liên Xô đưa vấn đề độc lập của Việt Nam vào chương trình nghị sự của Liên hiệp quốc nhưng cũng không được hồi đáp. Vào thời điểm này, Liên Xô quan tâm đến châu Âu hơn Đông Dương. Trong lúc đó, những người Việt Nam theo chủ nghĩa Quốc gia và những người Pháp ủng hộ chủ nghĩa thực dân qua những mối quan hệ với giới chính trị Trung Quốc và Pháp đã tuyên truyền rằng Hồ Chí Minh là tay sai trung thành của Liên Xô. Ngày 5 tháng 12 năm 1946, khi A.B. Moffat, Vụ trưởng Vụ Đông Nam Á thuộc Bộ ngoại giao Mỹ, đến thăm Đông Dương, Bộ trưởng Ngoại giao Mỹ Acheson có điện tín chỉ dẫn trong trường hợp gặp Hồ Chí Minh "phải luôn nhớ rằng ông Hồ đã được xác định là một tay sai của Quốc tế Cộng sản", hàm ý rằng Mỹ sẽ không công nhận chính phủ Việt Nam Dân chủ Cộng hòa. Thậm chí Hồ Chí Minh còn không nhận được sự ủng hộ của Đảng Cộng sản Pháp đang tham gia liên minh cầm quyền trong việc giúp ông giành độc lập dân tộc.
Ngay sau khi ký Hiệp định sơ bộ ngày 6 tháng 3 năm 1946, Hồ Chí Minh được nội các đồng ý đã gửi 1 phái đoàn ngoại giao đến Trùng Khánh để tái khẳng định tình hữu nghị Việt - Trung và để thăm dò việc Tưởng Giới Thạch muốn 2 nước sẽ có quan hệ thế nào sau khi ký Hiệp ước Hoa-Pháp. Thứ trưởng Ngoại giao Nghiêm Kế Tổ, 1 thành viên Việt Quốc có nhiều mối quan hệ ở Trung Quốc, làm trưởng đoàn, 2 người còn lại là thành viên Việt Minh. Đêm trước khi 3 người khởi hành, Hồ Chí Minh cử Cố vấn Vĩnh Thụy (Bảo Đại) đi cùng. Ban đầu cả Nghiêm Kế Tổ và Bảo Đại đều phản đối ý tưởng này nhưng sau khi họp với Nguyễn Tường Tam và Vũ Hồng Khanh họ thay đổi ý kiến. Theo David G. Marr, Hồ Chí Minh muốn ngăn cản tướng Leclerc lôi kéo Bảo Đại trong khi các nhà lãnh đạo Việt Quốc lại thấy Bảo Đại có thể trở thành lãnh tụ của 1 chính phủ mới của phe Quốc gia được Trung Quốc và Hoa Kỳ ủng hộ. Ngày 13 tháng 4 năm 1946, đoàn công tác về đến Hà Nội còn Bảo Đại vẫn ở lại Trùng Khánh rồi sang Hồng Kông sống lưu vong cho đến khi những người Việt Quốc gia lưu vong khác đến gặp ông năm 1947.

### Trấn áp các đảng phái đối lập
Sau cuộc đảo chính của Nhật ngày 9 tháng 3 năm 1945, các tổ chức chính trị thân Pháp ngừng hoạt động, lãnh đạo các tổ chức này tránh lộ diện công khai. Các đảng phái khác tăng cường hoạt động nhờ sự tê liệt của Sở Liêm phóng Đông Dương do các viên chức Pháp bị cầm tù. Các đảng phái thân Nhật hoạt động công khai, xuất bản báo chí, hội họp, thăm dò mức độ ủng hộ của Nhật. Các đảng phái đứng về phe Đồng Minh tích cực hoạt động để chuẩn bị cho cuộc đổ bộ của Đồng Minh vào Đông Dương đồng thời lên án các đảng phái thân Nhật. Từ tháng 7 năm 1945, bạo lực chính trị bắt đầu gia tăng nhưng lãnh đạo các đảng phái và các trí thức thuộc các khuynh hướng khác nhau vẫn gặp gỡ trao đổi thông tin và thảo luận về việc thành lập các liên minh chống thực dân Pháp.

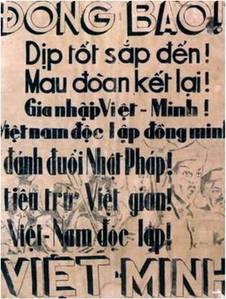
Truyền đơn của Việt Minh kêu gọi tiêu trừ Việt gian

Từ cuối năm 1945, sau khi chính phủ Việt Nam Dân chủ Cộng hòa được thành lập. Lãnh đạo các đảng phái quốc gia đối lập với Việt Minh rất phẫn nộ vì thấy Việt Minh đơn phương thành lập chính quyền và mong muốn giành lại chính quyền từ tay Việt Minh. Các đảng phái đối lập đẩy mạnh các biện pháp chống lại chính phủ Việt Nam Dân chủ Cộng hòa. Các biện pháp của những đảng phái đối lập này rất đa dạng, bao gồm: tuyên truyền, kích động biểu tình có vũ trang, kêu gọi Trung Hoa Dân quốc can thiệp, ám sát các cán bộ Việt Nam Dân chủ Cộng hòa, thậm chí âm mưu đảo chính lật đổ chính phủ Việt Nam Dân chủ Cộng hòa
Theo Đảng Cộng sản Việt Nam, ngay sau khi giành được độc lập, chính phủ Việt Nam Dân chủ Cộng hòa phải đối mặt với các thế lực đế quốc và tay sai trong nước đã cấu kết, bao vây, chống phá hòng thủ tiêu mọi thành quả của cuộc Cách mạng tháng 8, nhằm khôi phục lại sự thống trị đối với Việt Nam, xoá bỏ nền độc lập mà dân tộc Việt Nam vừa giành được. Các đảng phái dựa vào quân Tưởng, quân Anh và Pháp liên tục tuyên truyền, gây rối chống phá chính phủ, buộc chính phủ phải ban hành các sắc lệnh giải tán đồng thời trấn áp mạnh tay với các phần tử, đảng phái muốn tiêu diệt, lật đổ chính quyền Việt Nam Dân chủ Cộng hòa.
Ngay sau khi thành lập, Chính phủ Cách mạng Lâm thời ban hành các sắc lệnh giải tán một số đảng phái, với lý do các đảng này "tư thông với ngoại quốc", làm "phương hại đến nền độc lập Việt Nam và nền kinh tế Việt Nam" (như Việt Nam Quốc xã, Đại Việt Quốc dân đảng...) nhằm kịp thời "trừng trị bọn phản cách mạng, bảo vệ chính quyền non trẻ" đồng thời giáo dục ý thức về tinh thần cảnh giác cho nhân dân. Ngày 6 tháng 9, Chính phủ Cách mạng lâm thời Việt Nam Dân chủ Cộng hòa bắt giam Võ Văn Cầm, thủ lĩnh Đảng Việt Nam Thanh niên ái quốc với tội danh dẫn quân Nhật tìm đánh Việt Minh. Báo Cứu Quốc, số ra ngày 7 tháng 9 năm 1945 đăng tin của Bộ tuyên truyền và cổ động "Dưới thời đô hộ của Nhật, nhiều người đã quá nông nổi, hoặc đã bị hướng dẫn sai lầm, nên vô tình gia nhập vào những đảng có tính cách phản quốc. Chính phủ hiểu rõ chỗ lầm lẫn đáng tiếc đó và sẵn sàng tha thứ cho những người con của Tổ quốc đã lầm đường, trừ những lãnh tụ đã có những hành vi phản quốc rõ rệt...".
Sự có mặt của quân đội Trung Hoa (Tưởng Giới Thạch) là chỗ dựa đảm bảo sự tồn tại của các nhóm đối lập thân Trung Hoa như Việt Nam Quốc dân Đảng và Việt Nam Cách mệnh Đồng minh Hội. Hai đảng này không có một chương trình gắn kết với nhau để tranh thủ dân chúng như Việt Minh. Những người lãnh đạo Việt Nam Quốc dân Đảng và Việt Nam Cách mệnh Đồng minh Hội thì còn xa mới có được những phẩm chất có thể so sánh với Hồ Chí Minh, Võ Nguyên Giáp và những người có trách nhiệm khác của Việt Minh. Sự chống đối của các đảng phái khiến Võ Nguyên Giáp rất tức giận vì nó làm cản trở các nỗ lực của Chính phủ để đối phó với Pháp, cũng như khiến chính phủ phải liên tục đề phòng quân đội Trung Hoa. Có những lần các đơn vị tự vệ thu nhặt những tờ truyền đơn do các đảng đối lập thân Trung Hoa rải trên phố phường, lập tức Hồ Chí Minh bị quân đội Trung Hoa gọi đến trụ sở và bị răn đe. Võ Nguyên Giáp đề nghị dẹp bỏ những đảng phái chống đối để Chính phủ có thể loại trừ nguy cơ đảo chính và yên tâm đối phó với Pháp, nhưng Hồ Chí Minh khuyên ông kiên nhẫn vì "ném chuột phải tránh vỡ bình quý", chẳng có gì phải sợ các đảng phái đối lập vì họ quá yếu kém, "nhưng họ có những kẻ chống lưng" (hàm ý là phải nín nhịn để tránh xung đột với quân đội Tưởng Giới Thạch).
Sau khi Hiệp định sơ bộ được ký với Pháp vào tháng 3 năm 1946, quân Pháp sẽ ra miền Bắc thay thế quân Trung Hoa. Các nhóm đối lập thân Trung Hoa sợ bị mất chỗ dựa. Các nhóm này đã cài người vào đám đông để kích động nhân dân gây bạo loạn nhằm tìm cách phá bỏ hiệp định. Tại ngoại ô Hà Nội dân chúng biểu tình phản đối vì cho rằng Hồ Chí Minh thỏa hiệp với Pháp. Ngày 7 tháng 3 năm 1946, khi hàng vạn người dân tập trung tại quảng trường Nhà hát lớn để nghe Hồ Chí Minh phát biểu thì một quả lựu đạn từ trong đám đông ném lên nhưng không nổ. Thủ phạm sau đó bị bắt, đó là trùm ám sát Giáo Mười và kẻ trực tiếp ném lựu đạn là Văn. Chỗ ở bí mật của Hồ Chí Minh cũng bị Việt Nam Quốc dân Đảng lần ra, nhóm này kéo đến phá phách tan tành ngôi nhà và lấy đi hết đồ đạc.
Khi quân đội Tưởng Giới Thạch rút khỏi Việt Nam ngày 15 tháng 6 năm 1946, Võ Nguyên Giáp thấy thời cơ đã tới. Không còn phải e ngại quân Trung Quốc, ông quyết định phải dẹp bỏ mọi sự chống đối trong nội bộ đất nước để Chính phủ có thể tập trung các nỗ lực đối phó với Pháp. Võ Nguyên Giáp hành động ngay với mục tiêu rải khắp: Việt Nam Cách mệnh Đồng minh Hội được Trung Hoa Quốc dân Đảng ủng hộ, Việt Nam Quốc dân Đảng , nhóm quốc gia thân Nhật Đại Việt, những người Trotskyist, những người quốc gia chống Pháp, nhóm Công giáo mang tên "chiến sĩ Công giáo". Võ Nguyên Giáp đã từng bước tìm cách loại bỏ dần các đảng phái này. Phe quốc gia cho rằng khi sang Pháp đàm phán Hồ Chí Minh đã lên kế hoạch để Võ Nguyên Giáp ở lại Hà Nội tiêu diệt các đảng phái đối lập để dẹp yên sự chống đối trong nội bộ đất nước, và qua đó chính phủ cũng dễ đàm phán với Pháp.
Ngày 19 tháng 6 năm 1946, Báo Cứu Quốc của Tổng bộ Việt Minh đăng xã luận kịch liệt chỉ trích "bọn phản động phá hoại Hiệp định sơ bộ Pháp Việt mùng 6 tháng 3". Ngay sau đó Võ Nguyên Giáp bắt đầu chiến dịch truy quét các đảng phái đối lập bằng lực lượng công an và quân đội do Việt Minh kiểm soát với sự giúp đỡ của nhà cầm quyền Pháp. Ông cũng sử dụng các binh lính, sĩ quan Nhật Bản tình nguyện ở lại Việt Nam và một số vũ khí do Pháp cung cấp (ở Hòn Gai quân Pháp cung cấp cho Việt Minh những khẩu pháo để diệt một số vị trí do quân Đại Việt chiếm giữ) trong chiến dịch này. Theo David G. Marr, đó là một thời kỳ đầy thù hận, phản bội, tranh đấu và chết chóc. Cho tới tháng 8 năm 1946, các đảng phái đối lập, ngoại trừ Giáo hội Công giáo, đều bị phá vỡ, vô hiệu hóa, hoặc buộc phải lưu vong. Chính phủ Liên hiệp Kháng chiến được thành lập nhằm tạo khối đại đoàn kết giữa các đảng phái, sau các vụ bắt giữ đã mất đi ý nghĩa của nó. Đến tháng 11 năm 1946, chính phủ này được thay thế bởi Chính phủ Liên hiệp Quốc dân nhằm đáp ứng tình hình mới.

#### Trấn áp Đại Việt
Từ tháng 9 năm 1945, rải rác khắp ba miền, Đại Việt Quốc dân Đảng đã cho thành lập chiến khu ở Kép (Bắc Giang), Lạc Triệu (Bắc Giang), Yên Bái, Di Linh (huyện Nông Cống, Thanh Hóa), An Điền (huyện Thủ Đức, tỉnh Gia Định), An Thành (Vĩnh Long), và Ba Rài (Mỹ Tho) để xây dựng các căn cứ và xây dựng lực lượng quân sự mạnh chống Pháp và chính phủ Việt Nam Dân chủ Cộng hòa do Việt Minh lãnh đạo. Riêng ở Lạc Triệu và Yên Bái còn có trường huấn luyện sĩ quan. Chiến khu ở Kép (Bắc Giang) được Đại Việt Quốc dân Đảng đánh giá là một áp lực mạnh mẽ đối với Việt Minh, có thể "sẵn sàng chuyển quân nhanh chóng về Hà Nội, "dọn dẹp" sạch sẽ Bắc Bộ Phủ (trụ sở của chính phủ Việt Nam Dân chủ Cộng hòa)".
Ngày 5 tháng 9 năm 1945, Bộ trưởng Nội vụ Võ Nguyên Giáp đã ký Sắc lệnh số 8 giải thể Đại Việt Quốc gia Xã hội Đảng và Đại Việt Quốc dân Đảng với lý do "Đại Việt quốc gia xã hội Đảng đã tư thông với ngoại quốc để mưu những việc có hại cho sự độc lập Việt Nam và Đại Việt Quốc dân Đảng đã âm mưu những việc hại cho sự độc lập quốc gia và nền kinh tế Việt Nam"
Trong tháng 9 và tháng 10 năm 1945, các tổ chức khác nhau của Việt Nam Dân chủ Cộng hòa và Việt Minh có thể đã thủ tiêu hoặc bắt giữ hàng trăm đảng viên và những người có liên quan đến Đại Việt Quốc dân Đảng, Đại Việt Duy dân Cách mệnh Đảng tại các tỉnh Ninh Bình, Tuyên Quang, Thái Bình, Phú Thọ, Hưng Yên... Trương Tử Anh lẩn trốn sự truy nã của công an Việt Nam Dân chủ Cộng hòa đồng thời liên tục cảnh báo Việt Nam Quốc dân Đảng không được liên minh với Đảng Cộng sản Đông Dương. Trong suốt năm 1946, công an tiếp tục truy lùng thành viên các đảng Đại Việt. Theo David G. Marr, nhờ tuyên truyền có hiệu quả nên Việt Minh làm dân chúng tin rằng đảng viên Đại Việt là những tên tay sai cho phát xít Nhật dù trên thực tế trước ngày 9 tháng 3 năm 1945 khi Nhật đảo chính Pháp chỉ có một số ít người Việt có quan hệ với người Nhật, sau ngày 9 tháng 3 năm 1945 tất cả các đảng phái ở Việt Nam kể cả Việt Minh đều tiếp xúc với quân đội và nhân viên dân sự Nhật. Sau khi Pháp tái chiếm Đông Dương, ngày 19 tháng 12 năm 1946 thì Trương Tử Anh đột ngột mất tích, có người nghi là ông bị Việt Minh thủ tiêu.
Năm 1949, khi chiến tranh giữa Pháp và Việt Minh đến hồi quyết liệt, các đảng viên Đại Việt thỏa hiệp với Pháp và tham gia thành lập chính phủ Quốc gia Việt Nam trực thuộc Liên hiệp Pháp. Năm đảng viên Đại Việt chiếm 5 trong số 19 ghế Nội các trong chính phủ đầu tiên của Quốc gia Việt Nam.

#### Trấn áp nhóm Trotskyist
Ngay sau khi cấm Đại Việt Quốc dân Đảng hoạt động, Việt Nam Dân chủ Cộng hòa tố cáo những người Trotskyist (nhóm La Lutte và nhóm Liên minh Cộng sản Quốc tế) đã có hành vi phá hoại. Đảng cộng sản Đông Dương và những người Trotskyist từ lâu đã chỉ trích nhau là tay sai đế quốc. Tuy nhiên xung đột của hai nhóm này trước năm 1945 chỉ thể hiện bằng báo chí, diễn thuyết, truyền đơn. Sau năm 1945, hai nhóm bất đồng quan điểm về việc thực hiện cách mạng xã hội và cách đối phó với việc Đồng Minh đổ bộ vào Nam Kỳ. Những người Trotskyist muốn thực hiện ngay lập tức một cuộc cách mạng xã hội và vũ trang quần chúng chống lại lực lượng Đồng Minh, gồm cả Anh và Pháp. còn Đảng cộng sản Đông Dương muốn thi hành chính sách thận trọng: giải phóng dân tộc trước rồi làm cách mạng xã hội, đồng thời thỏa hiệp với Đồng Minh để giành độc lập từng bước.
Ngày 7 và 8 tháng 9 năm 1945, một số thành viên Trotskyist cùng tín đồ Phật giáo Hòa Hảo tham gia một cuộc tấn công đẫm máu nhưng bất thành nhằm vào các thành viên Việt Minh ở Cần Thơ. Họ tổ chức một cuộc biểu tình của khoảng 20.000 tín đồ Phật giáo Hòa Hảo với các khẩu hiệu "Võ trang quần chúng chống thực dân Pháp. Tẩy uế các phần tử thúi nát trong ủy ban Hành chánh Nam bộ". Việt Minh huy động Thanh niên Tiền phong chống lại, xung đột với đoàn biểu tình khiến nhiều người chết và bị thương.
Ngay sau đó, Dương Bạch Mai bắt giam những người Trotskyist tại Sài Gòn. Binh lính Anh tìm thấy họ đêm 22 tháng 9 năm 1945 và giao nộp cho người Pháp. Sau khi được thả, những người Trotskyist tổ chức tấn công quân Anh, Pháp theo lời kêu gọi Nam Bộ kháng chiến của Ủy ban Kháng chiến Nam Bộ do Trần Văn Giàu đứng đầu. Trong một đợt tổng rút quân của lực lượng kháng chiến Nam Bộ giữa tháng 10 năm 1945, Đảng cộng sản Đông Dương đã truy lùng, bắt giữ hoặc xử bắn khoảng 20 lãnh đạo quan trọng của phe Trotskyist. Nguyễn Long Thành Nam (tín đồ Hòa Hảo, cựu quan chức Việt Nam Cộng hòa) cho rằng tại Sài Gòn, lực lượng công an do Việt Minh kiểm soát đã bắt và xử bắn 68 cán bộ chủ chốt của phe Trotskyist trong đó có Trần Văn Thạch, Phan Văn Hùm, Phan Văn Chánh, Nguyễn Văn Sổ, Hồ Vĩnh Ký, Huỳnh Văn Phương khi họ đang họp ở Thủ Đức vì phe Trotskyist không chấp hành lệnh rút lui về nông thôn, lấy nông thôn bao vây thành thị của Ủy ban Hành chính Lâm thời Nam Bộ. Tuy nhiên, một số nguồn khác thì cho rằng một số nhân vật Trotskyist bị các nhóm vũ trang tự phát đang cát cứ tại địa phương ám sát (ví dụ như Phan Văn Hùm bị "tư lệnh miền Đông" tự xưng là Kiều Đắc Thắng giết). Những thành viên Trotskyist khác phải nương tựa Hòa Hảo và các đảng phái quốc gia ở Đồng bằng sông Cửu Long.
Tại miền Bắc, các chính quyền địa phương được lệnh phát hiện, bắt giữ và bắt giam những người Trotskyist tuy Chính phủ Việt Nam Dân chủ Cộng hòa không ra văn bản nào cấm lực lượng này hoạt động. Đến năm 1946, những người Trotskyist tại miền Bắc không còn là mối lo ngại đối với chính quyền hoặc không còn người Trotskyist nào bị phát hiện. Trên báo chí, từ Trotskyist vẫn tiếp tục xuất hiện là để cảnh cáo những nhân viên nhà nước công khai phàn nàn đồng lương không đủ sống hay những người dám đấu tranh để người lao động kiểm soát nhà máy, xí nghiệp.

#### Trấn áp Việt Cách
Sau khi Việt Minh lập chính quyền mới, Nguyễn Hải Thần yêu cầu Hồ Chí Minh nhường chỗ cho ông ta trong chính phủ nhưng ông Hồ làm ngơ nên Việt Cách tổ chức một chiến dịch chống Việt Minh hết sức quyết liệt. Hồ Chí Minh nhượng bộ bằng cách ký với Việt Cách một thỏa hiệp hợp tác vào ngày 23 tháng 10 năm 1945. Trong khi lãnh đạo các phe phái Việt Minh, Việt Quốc, Việt Cách tranh cãi về các định nghĩa pháp lý, về việc bổ nhiệm các bộ trưởng và việc đưa ra các tuyên bố chung để đi đến thành lập Chính phủ liên hiệp thì các chủ bút, cán bộ chính trị, lực lượng vũ trang của các bên vẫn đấu tranh với nhau gay gắt. Trên báo Cứu Quốc, 7 Tháng Chín 1945 Việt Minh tố cáo Việt Cách "Hội ấy cũng nêu lên cái khẩu hiệu đánh đuổi Pháp - Nhật. Nhưng họ đã tranh đấu những gì? Trong cuộc võ trang khởi nghĩa đánh vào hai kẻ thù, giữa lúc chủ quyền của chúng còn bền vững cũng như khi đã tan rã, người ta chỉ thấy có đoàn thể Việt Minh... Suốt trong thời kỳ ấy, không ai nghe nói đến hành động của Việt Nam cách mạng đồng minh hội. Vừa đây, trước cuộc tổng khởi nghĩa của Việt Minh ít ngày, hội ấy mới mộ một bọn thổ phỉ kéo vào Móng Cái để đánh Pháp Nhật (ở đó Pháp không còn một người và Nhật đã rút lui)". Bộ Tuyên truyền của Chính phủ Cách mạng lâm thời Việt Nam Dân chủ Cộng hòa gửi đến ban biên tập các tờ báo một bức thư hư cấu chỉ trích Nguyễn Hải Thần không cử người tham gia đoàn quân Nam tiến chi viện cho miền Nam đồng thời buộc tội ông thỏa thuận với quân Pháp. Báo chí thường xuyên cáo buộc Việt Cách và Việt Quốc tống tiền dân chúng. Công an Việt Nam Dân chủ Cộng hòa thường xuyên bắt giữ các thành viên Việt Cách vì tội tống tiền, đặc biệt là đối với Hoa kiều. Các thành viên Việt Minh và Việt Cách xé áp phích của nhau, đe dọa tính mạng và phá các cuộc họp của đối thủ. Bồ Xuân Luật, nguyên là đảng viên Việt Cách, đã rời bỏ đảng này và lập ra tờ báo Đồng Minh xuất bản cho đến tháng 11 năm 1946. Mười ngày sau đó, tại Hà Nội, Bồ Xuân Luật bị Việt Cách phục kích bắn trọng thương, nhưng may mắn thoát chết.
Các lãnh đạo Việt Cách không gặp khó khăn gì trong việc kiểm soát các thị xã từ biên giới Trung Quốc đến đồng bằng sông Hồng cho đến khi quân đội Trung Quốc rút về nước vào tháng 4 năm 1946. Các viên chức nhà nước tại những nơi đó phải đối mặt với việc trung thành với Việt Cách, trung lập hay di tản khỏi thị xã. Việt Cách đôi khi phải xin phép chính phủ Việt Nam Dân chủ Cộng hòa để thực hiện một số hoạt động của họ.
Bị Việt Quốc làm lu mờ và ngày càng mất đoàn kết, tháng 3 năm 1946, Việt Cách bị chia rẽ. Một số thành viên tập trung bảo vệ các thị xã phía Bắc Hà Nội, những người khác gia nhập Việt Quốc, số còn lại gia nhập Việt Minh. Việt Cách có thể đã tổ chức một số cuộc tấn công vào lính Pháp tại Hải Phòng vào tháng 4 năm 1946. Cuối tháng 4 năm 1946, Pháp khai quật được 12 thi hài tại tầng hầm trụ sở cũ của Việt Cách tại Hà Nội trong đó có 2 công dân Pháp mất tích ngày 24 tháng 12 năm 1945. Cuối tháng 5 năm 1946, thành viên Việt Cách Hồ Đắc Thành tham gia Mặt trận Liên Việt. Các thành viên Việt Cách ở Quảng Yên và Móng Cái đã rút qua Trung Quốc vào giữa tháng 6 năm 1946. Cuối tháng 10 năm 1946, báo Đồng Minh của Bồ Xuân Luật đưa tin về cuộc họp của một số chi bộ còn lại của Việt Cách và việc một số thành viên Việt Cách tham gia kỳ họp thứ hai của quốc hội. Công an thu được một số tài liệu của Việt Cách và triệu tập các thành viên Việt Cách tới thẩm vấn. Một số thành viên Việt Cách bị bắt giam hoặc phải lưu vong, một số thành viên khác thì hợp tác với Việt Minh để xây dựng một hình ảnh mặt trận quốc gia liên hiệp kháng chiến giữa các đảng phái., ví dụ như Bồ Xuân Luật (nguyên là đảng viên của Việt Cách) được giữ chức Quốc vụ khanh trong chính phủ mới.

#### Trấn áp Việt Quốc
Ngay sau khi Việt Minh giành chính quyền ngày 19 tháng 8 năm 1945, Lê Khang dẫn đầu một nhóm Việt Quốc rời Hà Nội đến Vĩnh Yên nằm trên tuyến đường sắt Lào Cai - Hà Nội. Tại đây họ tổ chức một cuộc biểu tình của dân chúng để thuyết phục lực lượng Bảo an binh địa phương tham gia. Ngày 29 tháng 8 năm 1945, hàng ngàn người ủng hộ Việt Minh thuộc 3 huyện lân cận tiếp cận căn cứ của Việt Quốc tại Vĩnh Yên kêu gọi Việt Quốc tham gia một cuộc diễu hành xuyên qua thị trấn. Khi bị từ chối, họ bắn thành viên Việt Quốc. Việt Quốc bắn trả khiến một số người chết đồng thời bắt giữ khoảng 150 người. Những người bị bắt được thả sau khi đã được tuyên truyền về Việt Quốc và thừa nhận mình bị lừa khi tham gia biểu tình. Sau đó, Việt Minh và Việt Quốc tiếp tục thảo luận về việc phóng thích những người còn bị Việt Quốc giam giữ, về việc tổ chức đàm phán và những đề xuất liên quan đến việc thành lập chính quyền liên hiệp ở địa phương. Trong khi hai bên thảo luận, Việt Minh cắt đứt nguồn cung cấp lương thực cho thị xã Vĩnh Yên khiến cuộc sống ngày càng khó khăn.
Ngày 18 tháng 9 năm 1945, Hoàng Văn Đức, một thành viên quan trọng của Đảng Dân chủ Việt Nam cùng đại diện chính phủ Việt Nam Dân chủ Cộng hòa từ Hà Nội đến Vĩnh Yên thương lượng. Cuộc thương lượng không thành công, Lê Khang tấn công Phúc Yên nhưng thất bại. Các đơn vị quân đội Việt Nam Dân chủ Cộng hòa tấn công Vĩnh Yên nhưng không giành được thị xã này. Sau đó hai bên ngừng bắn trong vài tháng. Việt Quốc không tranh giành ảnh hưởng với Việt Minh ở vùng nông thôn ngoài việc chiếm giữ nông trại Tam Lộng tại Vĩnh Yên. Đầu tháng 12 năm 1945, Việt Minh tấn công Tam Lộng nhưng bị đẩy lùi.
Tháng 9 năm 1945, Việt Quốc thỏa thuận bí mật với đại úy Nguyễn Duy Viên theo đó đại đội lính khố đỏ của ông sẽ theo Việt Quốc. Tuy nhiên Việt Quốc nghi ngờ đại úy Viên là điệp viên hai mang của Pháp và sẽ điều động đơn vị của mình thủ tiêu đảng viên Việt Quốc ngay sau khi vượt biên giới về Việt Nam. Đầu tháng 11, Viên đến Hà Giang gặp các thành viên Việt Quốc tại đây. Những binh sĩ đào ngũ từ các đơn vị lính thuộc địa cũng đổ về Hà Giang giúp Viên có được một đội quân khoảng 400 người. Việt Quốc và Việt Minh tại Hà Giang mâu thuẫn nhau khiến Viên đến Hà Nội yêu cầu chính phủ cử đại diện đến thuyết phục mọi người cùng chống Pháp. Sau khi gặp Hồ Chí Minh, Viên trở về Hà Giang, cho quân bắt giữ các đảng viên Việt Quốc tại đây và xử bắn một số người trên một ngọn đồi gần thị xã. Tháng 4 năm 1946, Việt Quốc cho người ám sát ông tại Hà Nội.
Việt quốc đã mua chuộc thư ký của Đàm Quang Trung để nhận nhiệm vụ ám sát Hồ Chí Minh, nhưng kế hoạch này đã bị phá vỡ. Cuối tháng 10 năm 1945, ban ám sát của Việt Quốc là "Hùm xám" đã giao cho Nghiêm Xuân Chi nhiệm vụ ám sát Hồ Chí Minh, Võ Nguyên Giáp, Nguyễn Lương Bằng tại số 8 phố Lý Thái Tổ, nhưng Chi bị bắt tại nhà hàng Thủy Tạ khi đang phục kích để hành động. Sau đó Hồ Chí Minh ít trở về số 8 Vua Lê nữa mà chuyển về ở tại một ngôi nhà nhỏ sát đê Bưởi, cách dốc Cống Vị khoảng 300 mét để tránh bị ám sát.
Báo Sự thật của Hội nghiên cứu chủ nghĩa Các Mác ở Đông Dương, ngày 5 tháng 12 năm 1945 đăng tải bức thư ngỏ của Hội gửi các anh em trong Việt Nam Quốc dân Đảng: "...Chúng tôi không bảo những người theo Đại Việt quốc xã, Cao đài, Phật thầy là Việt gian cả. Trong số những người ấy có nhiều phần tử trung thực chỉ vì thiếu sự nhận xét sáng suốt về chính trị, nên đã nhầm theo bọn lãnh tụ Việt gian. Nhưng còn những phần tử 100 phần 100 phản quốc, lẩn sau những chiêu bài Việt Nam Cách mạng đồng minh hội và Việt Nam Quốc dân đảng để tránh sự trừng phạt của quốc dân và Chính phủ. Các anh dung túng họ và hơn nữa nhận họ trong hàng ngũ; thế là các anh tự chia rẽ với dân, chứ không phải ai chia rẽ với các anh đâu...Không kể chi những chuyện xa xôi, hãy nói những cuộc khởi nghĩa hay đấu tranh cách mạng từ chiến tranh đến giờ: Bắc Sơn, Nam Kỳ, Đô Lương, kháng Nhật cứu nước, mồng 9 tháng ba, khởi nghĩa 19 Tháng Tám. Trong những giờ phút thiêng liêng ấy, các anh ở đâu?... Chúng tôi xin đề ra ba nguyên tắc hợp tác giữa các đảng phái yêu nước như dưới đây:1. Đoàn kết hợp tác giữa tất cả các đoàn thể chân chính yêu nước, nhưng không đoàn kết vô nguyên tắc với bọn phản quốc. 2. Sự đoàn kết thành thực giữa các đảng phái cách mạng chỉ có thể đặt lên trên nền tảng hành động chung. 3. Cấm chỉ mọi hành động có hại cho nước, có lợi cho địch, nhất là việc gièm pha cuộc kháng chiến và mạt sát Chính phủ kháng chiến."
Tháng 5 năm 1946, Trần Đăng Ninh, phụ trách an ninh của Việt Nam Dân chủ Cộng hòa, đến Vĩnh Yên với lý do thảo luận về công tác sửa chữa đê điều và bị Vũ Hồng Khanh bắt. Ninh và 2 người khác trốn thoát. Việc bắt giữ này trở thành lý do để đàn áp Việt Quốc. Vệ quốc quân bắt đầu tuần tra quanh nơi hoạt động của Việt Quốc. Ngày 20/5 năm 1946, trong một cuộc đụng độ gần Phú Thọ, Việt Quốc bắt giữ và hành quyết một nhóm người ủng hộ Việt Minh, thả vài xác chết xuống sông Hồng để cảnh cáo.
Giữa tháng 5 năm 1946, Bộ Nội vụ ra lệnh cho tất cả các cán bộ công chức đang làm việc tại 7 thị xã ở các tỉnh phía Tây và Tây Bắc Hà Nội sơ tán và tham gia vào các Ủy ban thay thế được thành lập ở các địa điểm mới. Những người không thực hiện lệnh này không còn là người của chính phủ.
Tháng 6 năm 1946, khi quân đội Trung Quốc rút về Vân Nam, dân quân của Việt Minh cô lập các thị xã do Việt Quốc kiểm soát. Ngày 18 tháng 6 năm 1946, Vệ quốc quân tấn công Phú Thọ và Việt Trì. Quốc dân quân của Việt Quốc ở Phú Thọ hết đạn sau 4 ngày và phải rút lui. Vũ Hồng Khanh chỉ huy 350 lính phòng thủ Việt Trì trong 9 ngày rồi rút lui về Yên Bái. Việt Quốc ở Vĩnh Yên do Đỗ Đình Đạo chỉ huy đàm phán với Việt Minh và đạt được thỏa thuận ngừng bắn trong 2 tháng. Đỗ Đình Đạo đồng ý sáp nhập lực lượng của ông vào Vệ quốc quân và thành lập Ủy ban Hành chính liên hiệp tại Vĩnh Yên. Lực lượng này được chia nhỏ đưa về các tiểu đoàn Vệ quốc quân tại nhiều nơi. Đỗ Đình Đạo được thuyên chuyển về Hà Nội. Trong suốt tháng 5 và tháng 6 năm 1946, Báo Việt Nam của Việt Quốc tại Hà Nội khẩn thiết kêu gọi Việt Minh ngừng tấn công Việt Quốc.
Cuối tháng 6 tại Hà Nội, các thành viên Việt Quốc họp để thảo luận về việc có nên thừa nhận sự lãnh đạo của Việt Minh, rút lui về biên giới hay tổ chức đảo chính lật đổ chính phủ Việt Nam Dân chủ Cộng hòa. Trong khi đó, Trương Tử Anh, đảng trưởng Đại Việt Quốc dân Đảng là đồng minh của Việt Quốc, đang lên kế hoạch cho một cuộc đảo chính có thể bắt đầu bằng việc tấn công lính Pháp để gây rối loạn. Người Pháp lại có ý định diễu binh quanh hồ Hoàn Kiếm để kỷ niệm Quốc khánh Pháp (14 tháng 7 năm 1789) khiến lực lượng an ninh Việt Nam Dân chủ Cộng hòa lo ngại sự kiện này có thể trở thành mục tiêu của các đảng phái đối lập với Việt Minh. Võ Nguyên Giáp hỏi ý kiến của chỉ huy quân Pháp tại Bắc Kỳ, đại tá Jean Crépin về thái độ của Pháp nếu Việt Nam Dân chủ Cộng hòa tăng cường trấn áp Việt Quốc và Việt Cách thì được ông này trả lời Pháp sẽ không can thiệp vào công việc nội bộ của Việt Nam Dân chủ Cộng hòa. Trường Chinh (Tổng Bí thư Đảng Cộng sản Đông Dương, khi đó rút vào hoạt động bí mật, chức danh công khai là Hội trưởng Hội nghiên cứu Chủ nghĩa Mác ở Đông Dương) được Nha Công an Trung ương báo cáo phát hiện được âm mưu của thực dân Pháp câu kết với Việt Nam Quốc dân Đảng đang chuẩn bị đảo chính Chính phủ Việt Nam Dân chủ Cộng hòa, chỉ đạo phải tập trung trấn áp Việt Nam Quốc dân Đảng, nhưng phải có đủ chứng cứ.
Sáng sớm ngày 12 tháng 7 năm 1946, một tiểu đội công an do Lê Hữu Qua chỉ huy bao vây khám xét trụ sở của đảng Đại Việt tại số 132 Duvigneau, do nghi ngờ Đại Việt cấu kết với Pháp âm mưu tiến hành đảo chính lật đổ chính phủ Việt Nam Dân chủ Cộng hòa đúng vào ngày quốc khánh Pháp 14 tháng 7 năm 1946 khiến lính canh và các đảng viên Đại Việt không kịp phản ứng. Khi thực hiện cuộc bao vây khám xét này, lực lượng công an chưa có chứng cứ cụ thể và chưa có lệnh của cấp trên nhưng vẫn tiến hành để các thành viên Đại Việt không có thời gian rút vào bí mật và tẩu tán truyền đơn, hiệu triệu lật đổ chính quyền. Tại trụ sở của Đại Việt, lực lượng công an đã tìm thấy nhiều truyền đơn, hiệu triệu chưa kịp tẩu tán cùng nhiều súng ống, lựu đạn. Công an cũng được cho là đã phát hiện một bản kế hoạch có chữ ký của Trương Tử Anh, theo đó Đại Việt sẽ quăng lựu đạn vào lính Pháp gốc Phi trong ngày diễu binh của quân đội Pháp, tiếp đó quân đội Đại Việt hoặc quân đội Pháp sẽ bắt giữ những lãnh đạo Đảng Cộng sản Đông Dương và Việt Nam Dân chủ Cộng hòa, cuối cùng Trương Tử Anh sẽ công bố thành lập chính phủ mới. Lê Giản, Giám đốc Nha Công an Bắc bộ, đưa tài liệu này cho Quyền chủ tịch nước Huỳnh Thúc Kháng. Ông này đọc rồi nói giận dữ: "Tiêu diệt chúng! Quét sạch toàn bộ! Lũ phản bội! Đồ chó má!". Tuy nhiên, tài liệu này là một bản dự thảo do Trương Tử Anh viết tay chỉ để sử dụng trong nội bộ Đại Việt Quốc dân Đảng chứ không gửi cho Pháp, Lê Giản không cung cấp được bằng chứng về sự thông đồng của Pháp với Đại Việt Quốc dân Đảng trong kế hoạch đảo chính hụt ngày 14 tháng 7 năm 1946 ngoài việc Sainteny tiếp tục muốn tổ chức diễu binh vào ngày đó. Lê Giản tìm Võ Nguyên Giáp và được Giáp chỉ thị tấn công tất cả các văn phòng của Việt Quốc ở Hà Nội và các tỉnh.
Sau đó, lúc 7 giờ sáng ngày 12 tháng 7 năm 1946, Việt Nam Công an vụ thực hiện phá vụ án phố Ôn Như Hầu. Chỉ đạo trực tiếp lực lượng công an phá vụ án này là các ông Lê Giản (Giám đốc Nha Công an Bắc bộ), Nguyễn Tuấn Thức (Giám đốc Công an Hà Nội) và Nguyễn Tạo (Trưởng nha Điệp báo Công an Trung ương). Lực lượng công an xung phong đã thực hiện khám xét các trụ sở Việt Nam Quốc dân Đảng (7 căn nhà) tại Hà Nội, bắt tại chỗ nhiều thành viên của Việt Nam Quốc dân Đảng cùng nhiều tang vật như truyền đơn, vũ khí, dụng cụ tra tấn, đồng thời phát hiện nhiều xác chết tại đó... Hơn 100 người bị bắt và một số người biến mất không dấu vết. Trong số các thành viên của Quốc dân Đảng bị bắt có một đại biểu Quốc hội Việt Nam khóa I là Phan Kích Nam. Theo điều tra của Nha công an, Việt Nam Quốc dân Đảng đang chuẩn bị những hành động khiêu khích rất nghiêm trọng. Dự định các thành viên của Việt Nam Quốc dân Đảng sẽ phục sẵn dọc đường quân Pháp diễu qua nhân ngày quốc khánh Pháp, bắn súng, ném lựu đạn để tạo ra những chuyện rắc rối giữa Pháp và Chính phủ, gây sự phá hoại hòa bình rồi tung truyền đơn hô hào lật đổ chính quyền và sau đó đứng ra bắt tay với Pháp.
Nhà nước sau đó thông báo sự việc với báo chí. Các cuộc tấn công được gọi tắt là "Vụ án phố Ôn Như Hầu". Các báo của Việt Minh và các đảng phái thân Việt Minh đều tường thuật vụ án này. Các báo đưa tin công an đã phá tan âm mưu chống chính phủ, đã bắt những kẻ tiến hành những vụ bắt cóc tống tiền, ám sát, bán nước, in truyền đơn chống chính phủ, làm bạc giả... Tuy nhiên Việt Quốc đã không bị kể tên trong một số bài báo.
Theo David G. Marr, nếu thật sự Pháp muốn đảo chính (họ đã cân nhắc và hoãn nhiều lần) thì không cần phải dựa vào Trương Tử Anh khơi ngòi, càng không cho Anh thành lập chính phủ. Công an cố tình lập lờ giữa Đại Việt Quốc Dân Đảng do Trương Tử Anh lãnh đạo và Việt Nam Quốc dân Đảng do Nguyễn Tường Tam và Vũ Hồng Khanh lãnh đạo khi nhắm vào tòa soạn Báo Việt Nam và các trụ sở khác của Việt Nam Quốc dân Đảng. Sau cuộc tấn công, có người trong chính quyền đã cố gắng hạn chế những lời lên án công khai Việt Quốc để tuyên truyền về Mặt trận Thống nhất. Việt Quốc trên danh nghĩa vẫn nằm trong mặt trận. Ngoại trừ một vài đảng viên Việt Quốc hợp tác với Việt Minh, mọi công dân Việt Nam Dân chủ Cộng hòa từ đó trở đi đều sợ hãi khi bị cho là đảng viên Việt Quốc vì nó đồng nghĩa với tội phản quốc.
Sau khi rút lui về Yên Bái, Vũ Hồng Khanh nhận ra rằng nguồn cung cấp lương thực tại địa phương chỉ đủ nuôi sống lực lượng quân đội Việt Quốc chứ không đủ cung cấp cho những người ủng hộ Việt Quốc từ đồng bằng sông Hồng đến. Việc tiếp tế từ Lào Cai gặp nhiều khó khăn vì Việt Minh đã phá hủy đường sắt. Tới tháng 11, Lào Cai bị Vệ Quốc quân bao vây và lương thực sắp hết. Vũ Hồng Khanh quyết định sơ tán sang Vân Nam và ra lệnh hành quyết 2 giảng viên học viện quân sự vì cố gắng dẫn học viên của họ quay trở lại đồng bằng. Tháng 10 năm 1947, khi quân Pháp nhảy dù xuống Phú Thọ, công an Việt Nam Dân chủ Cộng hòa bị Pháp cáo buộc xử bắn hơn 100 tù nhân Việt Quốc.
Theo William Duiker, các tình tiết xung quanh vụ xung đột với Việt Quốc là vấn đề phải bàn cãi. Tuy nhiên, đáng chú ý, các nhà ngoại giao Mỹ và Pháp cũng đều đổ lỗi cho những phần tử Việt Quốc đã xúi giục gây rối trong các bản báo cáo gửi về nước.
Về sau, Việt Quốc lại phân hóa thành nhiều nhóm khác nhau. Một nhóm đồng ý hợp tác với Việt Minh để cùng tham gia chính phủ kháng chiến chống Pháp, ví dụ như Chu Bá Phượng (nguyên là đảng viên Việt Quốc) được giữ chức Bộ trưởng Bộ Kinh tế trong chính phủ kháng chiến. Nhóm kia thì vẫn chống Việt Minh, đến năm 1949 thì nhóm này lại phân hóa thành 2 khuynh hướng: một số chống Bảo Đại vì quyết giữ lập trường chống Pháp, nhưng số khác lại quay sang hợp tác với Pháp, ủng hộ việc thành lập Quốc gia Việt Nam để cùng Pháp chống Việt Minh. Nhóm hợp tác với Pháp có nhiều người giữ nhiều chức vụ cao trong chính phủ Quốc gia Việt Nam như Nghiêm Xuân Thiện được làm tổng trấn Bắc Kỳ vào năm 1949.

### Căng thẳng dẫn đến bùng nổ
Xung đột quân sự đầu tiên nổ ra tại Hải Phòng. Đầu tháng 11 năm 1946, quân Pháp chiếm trụ sở hải quan tại cảng Hải Phòng. Quốc hội Việt Nam phản đối hành động này và khẳng định chủ quyền của Việt Nam trong việc kiểm soát tất cả các vấn đề liên quan đến xuất nhập khẩu.
Ngày 20 tháng 11 năm 1946, quân Pháp tấn công và đánh chìm ở cảng Hải Phòng một thuyền buồm Trung Quốc chở xăng được cho là để giao cho Việt Minh. Vệ quốc quân Việt Nam đánh trả lại quân Pháp. Sau cuộc ngừng bắn ngày 21 tháng 11 năm 1946, Pháp gửi tối hậu thư cho chính quyền Việt Nam ở Hải Phòng, đòi quân đội Việt Minh phải rút khỏi Hải Phòng và trao thành phố lại cho Pháp. Ngày 23 tháng 11 năm 1946, chính quyền Việt Nam từ chối yêu sách của Pháp, và quân Pháp bắt đầu bắn phá Hải Phòng với xe tăng, pháo binh và trọng pháo từ tuần dương hạm Suffren, để "dạy Việt Minh một bài học", như lời của Tổng chỉ huy quân Pháp, tướng Jean-Étienne Valluy nói với các viên chỉ huy địa phương qua radio.

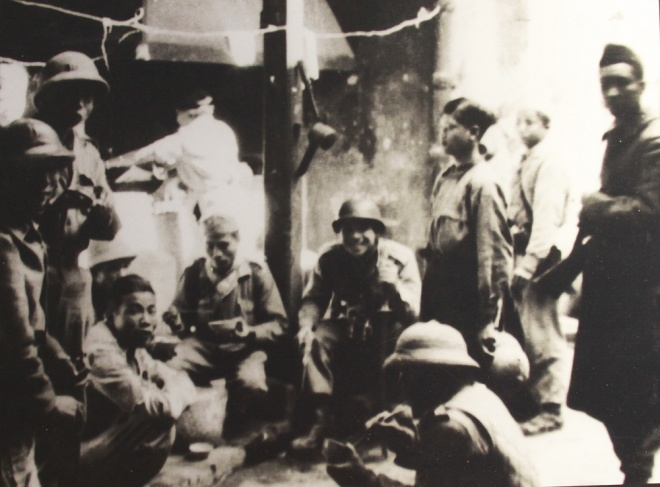
Tổ tự vệ chợ Đồng Xuân mùa đông năm 1946.

Ngày 23 tháng 11, Đại tá Pierre Louis Dèbes gửi tối hậu thư yêu cầu người Việt ra khỏi khu phố Tàu của Hải Phòng và hạ vũ khí. Khi không có phản hồi, Dèbes lệnh cho tàu chiến Pháp bắn phá thành phố, trong một buổi chiều đã giết chết hơn 6.000 người dân hoặc hơn 2.000 người theo một nguồn khác.. Sau đó, khoảng 2.000 lính Pháp tràn vào thành phố trong khi pháo tiếp tục bắn phá vùng ngoại ô. Máy bay ném bom và oanh tạc cơ Pháp trên không phận yểm trợ cho các đoàn thiết giáp và bộ binh tiến chiếm các khu phố, tấn công các trụ sở chính quyền Việt Nam.
Quân Pháp gặp phải hỏa lực mạnh của lực lượng Việt Minh bảo vệ thành phố. Quân Tự vệ Việt Nam chỉ có những thứ vũ khí cũ kỹ như súng trường Mousqueton, mã tấu và lựu đạn nhưng vẫn quyết tâm chiến đấu bảo vệ Hải Phòng. Chiến sự kéo dài cho đến khi người lính Việt Minh cuối cùng rút khỏi chiến trường vào ngày 28 tháng 11.
Tin chiến sự lan ra toàn quốc. Hồ Chí Minh kêu gọi nhân dân hãy bình tĩnh để cố cứu vãn hòa bình. Trong khi đó thì Võ Nguyên Giáp yêu cầu được gặp Tướng Molière (Tư lệnh Pháp tại Bắc Việt Nam) vào ngày 27 tháng 11 năm 1946 để đàm phán. Mãi tới ngày 29 tháng 11, Tướng Molière mới chịu gặp Giáp. Khi nói chuyện, Tướng Molière nói thẳng lập trường của Pháp là quân Pháp phải kiểm soát Hải Phòng cùng các vùng phụ cận và quốc lộ số 5 (nối liền Hà Nội với Hải Phòng) cũng như tất cả các thông lộ nối liền với các đồn trú quân của Pháp. Nếu chính phủ Việt Nam không chấp nhận những điều kiện này thì không có đàm phán gì hết. Đòi hỏi của Pháp khiến cho chính quyền Việt Nam không còn hy vọng gì thương thuyết được với người Pháp và phải chuẩn bị chiến tranh. Tất các cơ quan chính quyền Việt Nam chuẩn bị rút lui ra khỏi thủ đô Hà Nội để chuẩn bị kháng chiến lâu dài.
Sau sự kiện Hải Phòng, kế hoạch phòng thủ Hà Nội bắt đầu được chuẩn bị để chính phủ Việt Nam có thời gian sơ tán về các vùng núi lân cận. Một số ít lực lượng chính phủ đóng tại Bắc Bộ phủ và một doanh trại gần đó. Còn phần lớn lực lượng quân sự của Việt Nam trong vùng đóng tại ngoại ô của thủ đô. Bù lại, trong nội thành có gần 10.000 du kích và tự vệ, bao gồm những thanh niên đầy nhiệt tình ủng hộ cách mạng, nhưng các lực lượng này chỉ được trang bị chủ yếu bằng vũ khí thô sơ tự tạo. Đối thủ của họ là vài nghìn lính Lê dương Pháp được trang bị hiện đại, chủ yếu đóng trong Thành Hà Nội, phần còn lại đóng xen kẽ tại 45 điểm trong thành phố như Phủ Toàn quyền, ga Hà Nội, nhà băng Đông Dương, nhà thương Đồn Thủy, cầu Long Biên, và sân bay Gia Lâm.
Các cơ quan của chính phủ Việt Nam bí mật chuyển dần ra các địa điểm đã được chuẩn bị trước ở bên ngoài thành phố. Trong thành phố, quân dân Hà Nội bắt đầu xây dựng các chiến lũy phòng thủ trên đường phố, quân Pháp cũng củng cố các vị trí phòng thủ của mình. Ngày 6 tháng 12, Hồ Chí Minh kêu gọi Pháp rút về các vị trí họ đã giữ từ trước ngày 20 tháng 11, nhưng ông không nhận được phản hồi. Trả lời phỏng vấn của nhà báo Pháp vào hôm sau, Hồ Chủ tịch khẳng định rằng Chính phủ Việt Nam hy vọng tránh được chiến tranh - cái sẽ gây đau khổ lớn cho cả hai nước. "Nhưng nếu chúng tôi phải đối mặt với chiến tranh", ông nói, "chúng tôi sẽ chiến đấu chứ không từ bỏ quyền tự do của mình".
Ngày 12 tháng 12, Léon Blum, thủ tướng mới của Pháp tuyên bố ý định giải quyết xung đột ở Đông Dương theo cách sẽ trao lại độc lập cho Việt Nam. Ba ngày sau, Hồ Chí Minh đưa Sainteny một bức thông điệp gửi Blum với các gợi ý cụ thể về cách giải quyết xung đột. Sainteny đánh điện bức thông điệp vào Sài Gòn, yêu cầu chuyển tiếp tới Paris.
Trong khi chính phủ Pháp đang do dự về yêu cầu của Cao ủy Đông Dương Georges D'Argenlieu về việc tăng quân và lập tức hành động quân sự chống lại người Việt, Valluy, người có chung quyết tâm với d'Argenlieu về việc giữ sự hiện diện của Pháp tại Đông Dương, đã quyết định rằng cần phải khiêu khích Hà Nội nhằm tạo xung đột và đưa Paris vào sự đã rồi. Ngày 16 tháng 12, ông lệnh cho tướng Morlière phá các chướng ngại vật mà Việt Minh dựng trong thành phố. Khi bức điện của Hồ Chí Minh gửi Blum vào đến Sài Gòn, Vallue viết thêm bình luận của mình, cảnh báo rằng sẽ nguy hiểm nếu trì hoãn các hành động quân sự cho đến năm sau. Đến ngày 19, bức điện mới đến Paris, khi đó thì chiến tranh đã nổ ra rồi.
Ngày 17 tháng 12, quân Pháp với xe tăng yểm trợ vào các đường phố Hà Nội để phá các công sự mà Việt Minh dựng trong những ngày trước đó, gây ra vụ thảm sát ở phố Hàng Bún (Hà Nội), rồi dàn quân ra chốt giữ từ cổng thành Hà Nội đến tận cầu Long Biên và bao vây gây sức ép đồn Công an quận 2 của Hà Nội. Người Việt không phản ứng. Hôm sau, Pháp ra một tối hậu thư đòi chấm dứt dựng chướng ngại vật trên phố. Chiều hôm đó, Pháp ra tối hậu thư thứ hai tuyên bố rằng từ ngày 20, quân Pháp sẽ tự mình đảm nhiệm việc trị an ở Hà Nội. Đáp lại, tối hôm đó, các lực lượng Việt Minh bắt đầu chặn mọi ngả đường từ ngoại ô vào thành phố. Sáng hôm sau (ngày 19 tháng 12), Pháp ra tối hậu thư thứ ba, đòi chính phủ Việt Nam phải đình chỉ mọi hoạt động chuẩn bị chiến tranh, tước vũ khí của quân Tự vệ tại Hà Nội, và trao cho quân đội Pháp việc duy trì an ninh trong thành phố.
Leclerc, người tham gia Hiệp định sơ bộ 6 tháng Ba, cũng đã điều tra sự cố dẫn đến xung đột tại miền Bắc Việt Nam và việc Việt Nam Dân chủ Cộng hòa tuyên bố kháng chiến khiến các giải pháp chính trị thất bại. Ngày 27 tháng 1 năm 1947, tuyên bố của chính phủ Pháp về "Chi tiết các mục tiêu theo đuổi của Pháp ở Đông Dương" có nêu "để đạt được càng sớm càng tốt với các đại diện đủ điều kiện của người An Nam một thỏa thuận phù hợp với nguyện vọng chính đáng trong Liên hiệp Pháp (...) trên cơ sở độc lập của đất nước cùng với việc duy trì lợi ích của Pháp và sự hiện diện của (các) căn cứ chiến lược của lực lượng Pháp. Một hỗ trợ lớn và ngay lập tức phải nhằm củng cố chính quyền của Nam Kỳ, nhưng "phần nào đủ điều kiện" để không đóng cánh cửa đàm phán với Việt Minh." 
Đối với người Việt, tình hình không khác với sự kiện Hải Phòng hồi tháng trước, khi Đại tá Dèbes cũng đã ra các lệnh tương tự trước khi bắn phá thành phố. Sáng ngày 18 tháng 12, Hồ Chủ tịch ra lệnh chuẩn bị cho các cuộc tấn công quân Pháp vào hôm sau. Đồng thời, sợ rằng bức điện gửi Thủ tướng Blum có thể chưa đến nơi, ông gửi một bức điện thẳng tới Paris. Sáng 19, để thể hiện thiện chí và cố gắng cứu vãn hòa bình, Hồ Chủ tịch viết một bức thư ngắn và cử cố vấn ngoại giao Hoàng Minh Giám tới gặp Sainteny để đàm phán "tìm giải pháp để cải thiện bầu không khí hiện tại". Sau khi được tin Sainteny từ chối gặp Hoàng Minh Giám, Hồ Chủ tịch triệu tập Hội nghị Thường vụ Trung ương Đảng mở rộng tại làng Vạn Phúc, Hà Nội, và tuyên bố rằng trong tình hình hiện tại, không thể nhân nhượng thêm được nữa. Hội nghị duyệt lại Lời kêu gọi toàn quốc kháng chiến mà Hồ Chủ tịch đã viết, thông qua văn kiện "Toàn dân kháng chiến" do Tổng Bí thư Trường Chinh dự thảo. Thời điểm bắt đầu nổ súng được quyết định là 8 giờ tối cùng ngày. Kháng chiến chống Pháp bắt đầu.

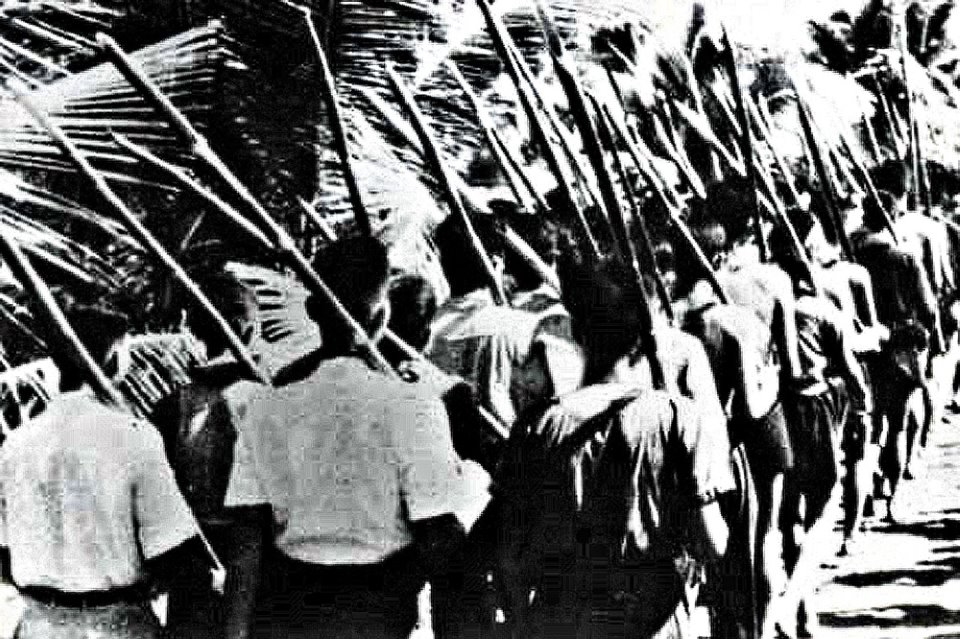
Vệ quốc đoàn với vũ khí tầm vông vạt nhọn

Ngay trong đêm 19 tháng 12 năm 1946, Chủ tịch Hồ Chí Minh đọc Lời kêu gọi toàn quốc kháng chiến trên hệ thống loa phát thanh Hà Nội. Sáng ngày 20/12, lời kêu gọi toàn quốc kháng chiến của Chủ tịch Hồ Chí Minh được phát đi khắp đất nước: 
| “ | Chúng ta muốn hòa bình, chúng ta phải nhân nhượng. Nhưng chúng ta càng nhân nhượng, thực dân Pháp càng lấn tới, vì chúng quyết tâm cướp nước ta một lần nữa. Không! Chúng ta thà hi sinh tất cả, chứ nhất định không chịu mất nước, nhất định không chịu làm nô lệ... Bất kỳ đàn ông, đàn bà, bất kỳ người già, người trẻ, không chia tôn giáo, đảng phái, dân tộc. Hễ là người Việt Nam thì phải đứng lên đánh thực dân Pháp, cứu Tổ quốc. Ai có súng dùng súng. Ai có gươm dùng gươm, không có gươm thì dùng cuốc, thuổng, gậy gộc. Ai cũng phải ra sức chống thực dân Pháp để cứu nước. Hỡi anh em binh sĩ, tự vệ, dân quân! Giờ cứu quốc đã đến. Ta phải hy sinh đến giọt máu cuối cùng, để giữ gìn đất nước. Dù phải gian khổ kháng chiến, nhưng với một lòng kiên quyết hy sinh, thắng lợi nhất định về dân tộc ta! | ” |

## Thế trận

### Chiến lược
Chiến lược của cuộc kháng chiến do Việt Minh lãnh đạo được tóm lược trong tài liệu Kháng chiến nhất định thắng lợi, một tài liệu tuyên truyền của Trường Chinh, phát hành những ngày đầu kháng chiến. Tài liệu chia kháng chiến ra 3 giai đoạn: cầm cự, phòng ngự, phản công. Diễn biến chiến tranh về sau đúng như vậy.
- Cầm cự: bao gồm gian đoạn vừa đánh vừa đàm trước 19 tháng 12 năm 1946 đến hết Chiến dịch Việt Bắc. Thời này có cuộc Nam Bộ Kháng chiến, cầm cự miền Nam, miền Trung, Hiệp định Sơ bộ và Tạm ước Việt - Pháp, Toàn quốc kháng chiến ở các tỉnh, Hà Nội 1946, nỗ lực vãn hồi hòa bình, công cuộc di tản lên chiến khu. Cuối cùng là đánh bại Pháp trong Chiến dịch Việt Bắc.
- Phòng ngự: sau chiến dịch Việt Bắc đến hết Chiến dịch Biên giới. Có các chiến dịch lớn: Chiến dịch Đông Bắc, Chiến dịch Cao-Bắc-Lạng, Chiến dịch Biên giới.
- Phản công: Chiến dịch Trung Du, Chiến dịch Đồng Bằng, Chiến dịch Hoàng Hoa Thám, Chiến dịch Tây Bắc, Chiến dịch Hòa Bình, Chiến dịch Thượng Lào, Kế hoạch Navarre, Chiến cục đông-xuân 1953-1954, Chiến dịch Điện Biên Phủ, Hiệp định Giơnevơ, chấm dứt chiến tranh, lập lại hoà bình ở Đông Dương (21 tháng 7 năm 1954).

Ngay từ tháng 1/1944, Hồ Chí Minh đã chỉ đạo, hướng dẫn biên soạn bài giảng để đào tạo cán bộ, về sau in thành tác phẩm "Con đường giải phóng". Tác phẩm chỉ rõ "du kích là một cách chiến tranh của dân chúng dùng khí giới ít và kém chống với đế quốc có khí giới tốt và nhiều". Đặt vấn đề "lý do nào đã sinh ra chiến tranh du kích", Hồ Chí Minh trả lời: 
"Trước hết là do chủ nghĩa yêu nước, tình cảm đối với Tổ quốc. Sau đó là lòng căm thù mạnh mẽ đối với bọn xâm lược dã man... Nhìn thấy cảnh nhà bị đốt cháy, ruộng vườn bị phá hoại, vợ bị hãm hiếp, cha mẹ bị giết chết, các con bị thiêu sống... Cảnh tượng đó không phải đã dồn nông dân Việt Nam tới một nỗi thất vọng tiêu cực, mà một ham muốn trả thù cho những người thân, tới lòng can đảm lẫm liệt trong chiến đấu"
Hồ Chí Minh nhấn mạnh: "Du kích tổ chức khéo thì toàn dân gái trai già trẻ, sĩ nông công thương, ai cũng có thể tham gia. Người thì lo đánh giặc, người thì lo tiếp tế, tình báo, liên lạc, tuyên truyền mọi người đều có dịp phụng sự Tổ quốc". Trong bài "Chiến lược của quân ta và của quân Pháp" (13-12- 1946), Hồ Chí Minh viết: 
"Về phương pháp tác chiến, chúng ta áp dụng vận động chiến song song với du kích chiến. Vận động chiến có mục đích trừ diệt một số lớn địch quân. Còn du kích chiến là huy động dân quân ở địa phương vừa quấy rối, vừa làm hao mòn lực lượng của chúng... Để thực hiện du kích chiến, chúng ta tổ chức ra đội cảm tử, đội phá hoại, đội đánh úp, đội đánh mai phục, đội cướp lương thực, súng đạn, đội trinh sát. Kế hoạch tiêu thổ vườn không nhà trống, kế hoạch bất hợp tác phải được đem áp dụng một cách triệt để. Trong thành phố, ngoài những hầm hố, những chướng ngại vật, chúng ta phải biến mỗi nhà thành một ổ kháng chiến, phải đo đường hầm thông từ phố nọ sang phố kia. Trên các ngả đường quan lộ đã đành đắp nhiều ụ đất làm chướng ngại vật, nhưng trên mặt đường còn phải đặt nhiều địa lôi, nhất là ở những chỗ có cầu cống... Chúng ta phải dùng đủ mọi phương pháp để cản trở quân địch, địch đến một chỗ nào cũng không thể tiến quân được. Để kháng chiến lâu dài, mỗi làng ngay từ bây giờ phải biến ra một thành luỹ kháng chiến"
Trong thư gửi đồng bào toàn quốc (5-3-1947), Hồ Chí Minh viết: "Địch càng rải ra nhiều nơi thì lực lượng địch càng mỏng manh. Ta càng sẵn cơ hội mà đánh du kích để tiêu diệt nó dần dần, để đi đến thắng lợi cuối cùng... Được tổ chức tốt, chiến tranh du kích là một sức mạnh không thể đánh bại chống bọn xâm lược nước ngoài... Cùng lúc bị tấn công ở sau lưng bởi chiến tranh du kích và ở ngoài mặt trận bởi quân đội nhân dân, thế là bọn xâm lược Pháp sẽ bị đánh bại"
Phương pháp tiến hành chiến tranh của quân đội nước Việt Nam Dân chủ Cộng hòa (lấy tên chính thức là Quân đội Nhân dân Việt Nam năm 1950) chỉ đơn giản là "Toàn dân-toàn diện-trường kỳ kháng chiến", gồm hai điều: dùng chiến tranh du kích đánh tiêu hao, phân tán lực lượng địch và từng bước xây dựng lực lượng, giành thế chủ động để đẩy địch vào tình thế bị động đối phó. Khi có đủ lực lượng sẽ tung đòn đánh lớn vào những vùng mà địa thế, tương quan binh lực có lợi để giành những thắng lợi chiến lược. Phương pháp này đã đi suốt lịch sử lớn mạnh của Quân đội Nhân dân Việt Nam, và vẫn phát huy hiệu quả trong kháng chiến chống Mỹ sau đó. Tuy "đơn giản" nhưng cả Pháp và Mỹ đều không thể chống lại chiến lược chiến tranh nhân dân này, bởi như tướng De Castries đã trả lời trước Ủy ban Điều tra của Bộ Quốc phòng Pháp rằng: "Người ta có thể đánh bại một quân đội, chứ không thể đánh bại được một dân tộc".

### Vũ khí

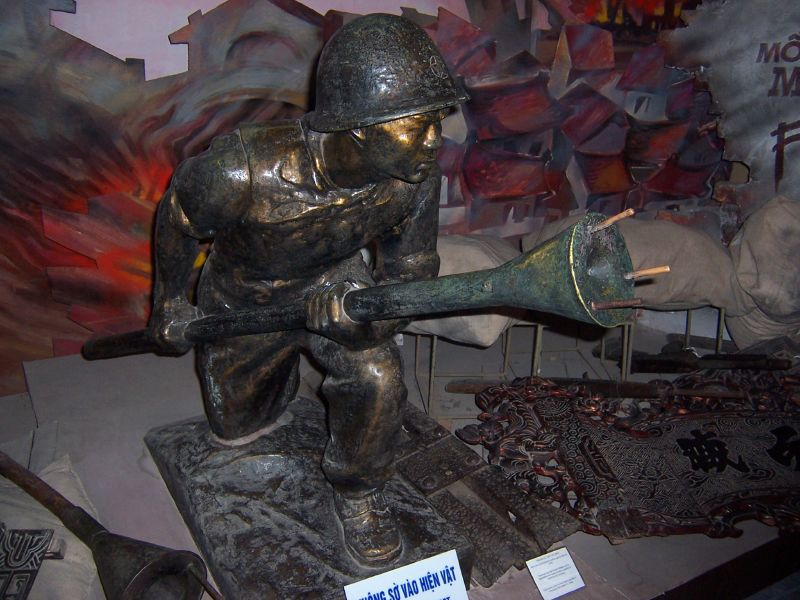
Tượng chiến sĩ cầm Bom ba càng, vũ khí chống tăng cảm tử của Việt Nam

Thoạt tiên, từ 1945, quân kháng chiến Việt Nam chỉ được võ trang bằng gậy tầm vông, mã tấu, dao găm, cây phạng, lựu đạn nội hóa và một số rất ít súng trường cũ thu được của Nhật hay thậm chí súng của Pháp từ thời Chiến tranh thế giới thứ nhất sót lại (súng Mousqueton), cùng súng lục Rouleau do hãng St. Etienne bên Pháp chế tạo. Ngay cả với các đơn vị chủ lực, trang bị đều thiếu thốn và không thống nhất, có gì dùng nấy. Vũ khí chống tăng chuyên dụng rất ít, phần lớn là bom ba càng, một loại mìn chống tăng cảm tử gắn trên cán gậy thu được của Nhật. Một tiểu đoàn thường chỉ được trang bị tương đương với 1 đại đội của Pháp, với 2 đại liên, 1-2 súng cối 60mm, tám trung liên, 140 đến 160 súng trường đủ các kiểu (Nhật, Nga, Pháp, Đức), một nửa số bộ đội không có súng mà phải dùng những vũ khí thô sơ như cung nỏ, giáo mác và dao kiếm...
Theo "Báo cáo tổng kết vũ khí toàn quốc năm 1947" ngày 9-3-1947 của Bộ Tổng tham mưu Quân đội Việt Nam, trang bị của toàn quân lúc này có 26.018 khẩu súng trường và 1.522 khẩu súng máy các loại. Nghĩa là trên tổng số gần 90.000 người, tỷ lệ trang bị súng chưa đạt nổi 1/3. Hiệu suất sử dụng thực tế còn kém hơn nhiều do tình trạng kỹ thuật, thiếu đạn cũng như quá nhiều chủng loại hỗn tạp. Giai đoạn này, cây mác gần như trở thành vũ khí cá nhân cơ bản trong các đơn vị bộ đội ở Bắc Bộ.
Vì nhu cầu cấp bách của cuộc kháng chiến nên ngay từ 1946, tại các mật khu, quân kháng chiến Việt Nam đã cho thiết lập những xưởng vũ khí thô sơ, sửa chữa hoặc chế tạo một ít bộ phận nhỏ của súng lục và súng trường, có khi cả loại trung - đại liên, đồng thời chế tạo lựu đạn nội hóa. Ngành quân khí Việt Nam trong giai đoạn này có sự đóng góp rất lớn của Trần Đại Nghĩa, một kỹ sư đang ở Pháp đã bỏ việc về nước để tham gia kháng chiến. Nhờ những tài liệu mà ông mang về nước, quân kháng chiến Việt Nam đã có thể tự chế tạo pháo không giật chống tăng từ năm 1947.
Cho tới năm 1950, quân kháng chiến Việt Nam vẫn trong tình trạng thô sơ, họ áp dụng chiến thuật tiêu thổ kháng chiến, phá hết nhà cửa, phố xá ở thành thị; còn tại thôn quê thì tre vót nhọn được cắm tua tủa khắp các bãi đất trống để ngăn cản Pháp nhảy dù. Ủy ban Hành chính Kháng chiến các xã, quận góp tiền mua ít nhất là một khẩu súng để tự vệ. Với thông cáo này, xã nào cũng đua nhau quyên góp tiền trong dân chúng để gửi đi. Nhưng nguồn cung hầu như không có, nên du kích mỗi xã chỉ có được một khẩu súng Mousqueton đã rỉ sét với 5 viên đạn, mà có khi cả năm viên đều bắn không nổ vì đạn đã để quá lâu.
Ở ngoài mặt trận, gậy tầm vông vót nhọn và dao găm là vũ khí chính, mãi đến năm 1951 - 1952, gậy tầm vông vẫn là một thứ vũ khí lợi hại trong tay Việt Minh, không một cuộc phục kích ban đêm nào thành công mà không có một số binh sĩ Pháp chết vì bị gậy tầm vông đâm xuyên, còn lựu đạn dùng để tấn kích đồn, ném qua lỗ châu mai, hoặc vứt xuống hầm quân Pháp trú ẩn. Nhờ thu được chiến lợi phẩm nên các cấp chỉ huy từ Đại đội trưởng trở lên mới có súng lục mang bên hông, còn ở hậu phương, những cán bộ được mang súng lục phải là cao cấp, cấp tỉnh hoặc cấp khu. Chiến tranh khi đó mang một hình thức thô sơ, vừa du kích, vừa cổ điển đối với phía Việt Minh.

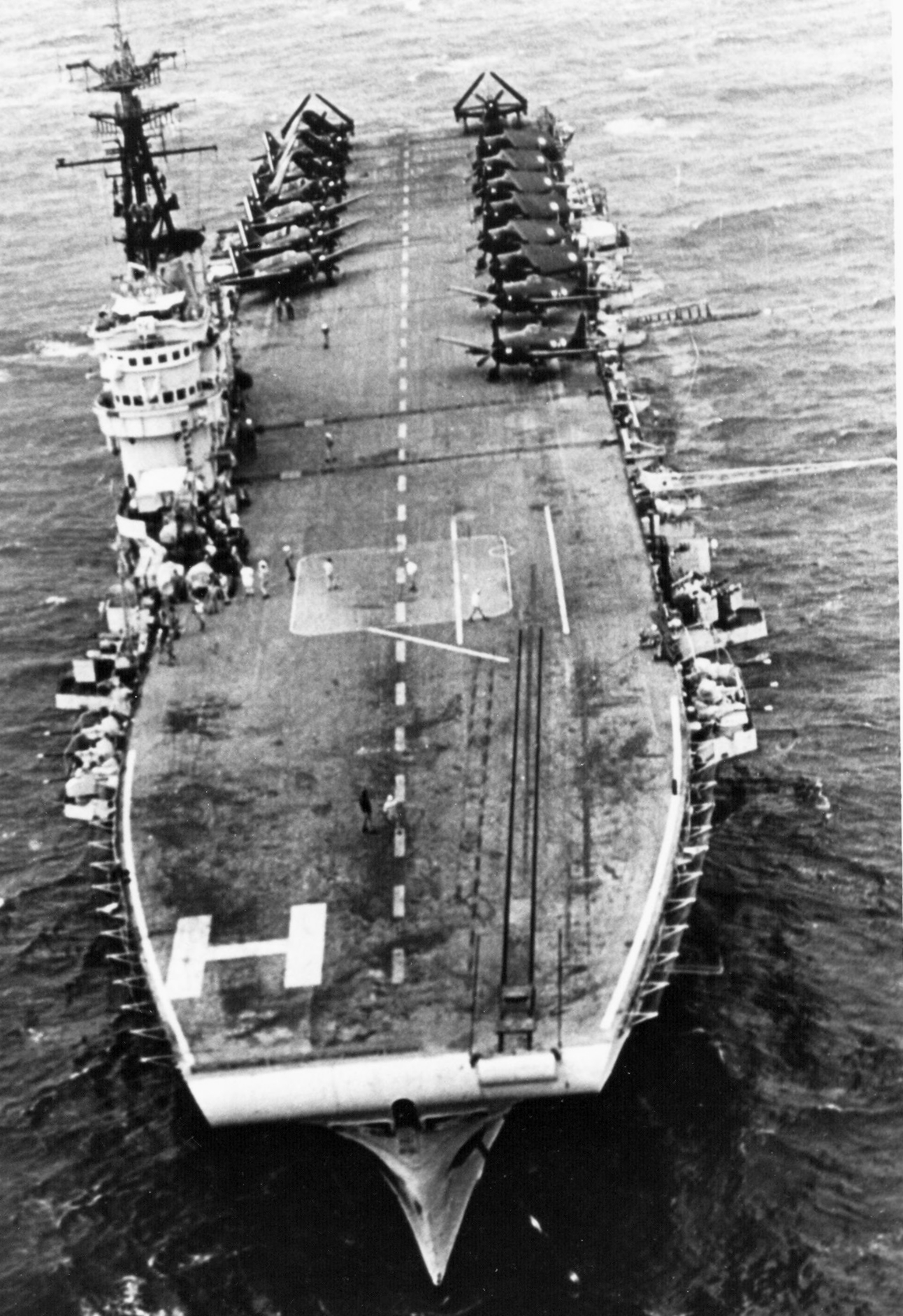
Tàu sân bay Arromanches của Pháp tại Vịnh Bắc bộ

Sau Chiến dịch biên giới năm 1950, biên giới Việt Nam - Trung Quốc được khai thông. Việt Nam bắt đầu nhận được viện trợ vũ khí, quân trang, quân dụng từ Trung Quốc, Liên Xô và các nước Xã hội chủ nghĩa khác. Từ 1953-1954, một phần được Trung Quốc, Liên Xô viện trợ, phần khác nhờ tịch thu được vũ khí của Pháp nên gậy tầm vông vót nhọn biến mất, mã tấu dao găm chỉ để dân quân du kích địa phương dùng, còn bộ đội chính quy được võ trang đầy đủ. Đến năm 1954, Việt Minh đã bắt đầu có đội xe vận tải dù số lượng còn ít (chiến dịch Điện Biên Phủ đã huy động được 628 xe vận tải, còn lại phải dùng dân công và xe đạp thồ). Tuy vậy cho đến hết chiến tranh thì Quân đội Nhân dân Việt Nam vẫn đơn thuần là bộ binh mang vác bằng đôi chân, chưa có các phương tiện cơ giới hiện đại như xe tăng, xe thiết giáp hoặc không quân, đạn dược cho pháo binh cũng khá thiếu thốn (trong trận Điện Biên Phủ, phải có Tổng tư lệnh phê duyệt thì một đơn vị pháo binh mới được bắn từ 5 viên đạn pháo 105mm trở lên).
Về phía Pháp, quân đội Pháp được trang bị hiện đại theo tiêu chuẩn thời bấy giờ, có đầy đủ cơ giới: có hàng không mẫu hạm, tàu chiến, máy bay ném bom, có xe tăng - xe thiết giáp, đại bác 105-155 ly do Hoa Kỳ viện trợ. Bộ binh trang bị đầy đủ các loại vũ khí như súng trường M-36, súng FM, súng trung liên Bar, tiểu liên Thompson, súng cối 60-120 ly, súng đại liên 12,7 ly, pháo liên thanh 20mm v.v... Ngoài 3.600 tỷ Frăng chiến phí tự chi trả, Pháp còn được Hoa Kỳ viện trợ khoảng 3 tỷ USD vũ khí các loại (tương đương khoảng 40 tỷ USD theo thời giá năm 2020). Ví dụ như trong trận Điện Biên Phủ, không quân Pháp có thể thả dù 4.500 lính trong vòng 2 ngày, bắn 110 ngàn viên đạn pháo 105mm trở lên và ném trên 5.000 tấn bom. Nhờ cơ giới và vũ khí tối tân, dồi dào hơn, nên trong giai đoạn 1946-1950, trên khắp các chiến trường từ Nam chí Bắc, Pháp nắm thế chủ động, còn Việt Minh vẫn áp dụng chiến thuật đánh du kích, chưa thể tiến tới chỗ "dùng nông thôn bao vây thành thị".
Nhiều nhà chính trị Pháp ban đầu đã tỏ ra coi thường lực lượng Việt Nam vì trang bị 2 bên quá chênh lệch, họ tin rằng quân Việt Nam sẽ không thể chống đỡ được quá vài tuần. Tại Fontainebleau, người đứng đầu phái đoàn Pháp Max André đã nói với Phạm Văn Đồng, người lãnh đạo phái đoàn Việt Nam:
“Ngài thấy đó, hãy nên biết điều, ngài biết rằng trong trường hợp đàm phán thất bại, ngài sẽ thấy chiến tranh và quân đội chúng tôi sẽ đè bẹp các du kích quân của các ngài trong vài tuần”

## Diễn biến

### Giai đoạn 1946-1949

#### Cuộc chiến tại các đô thị phía Bắc

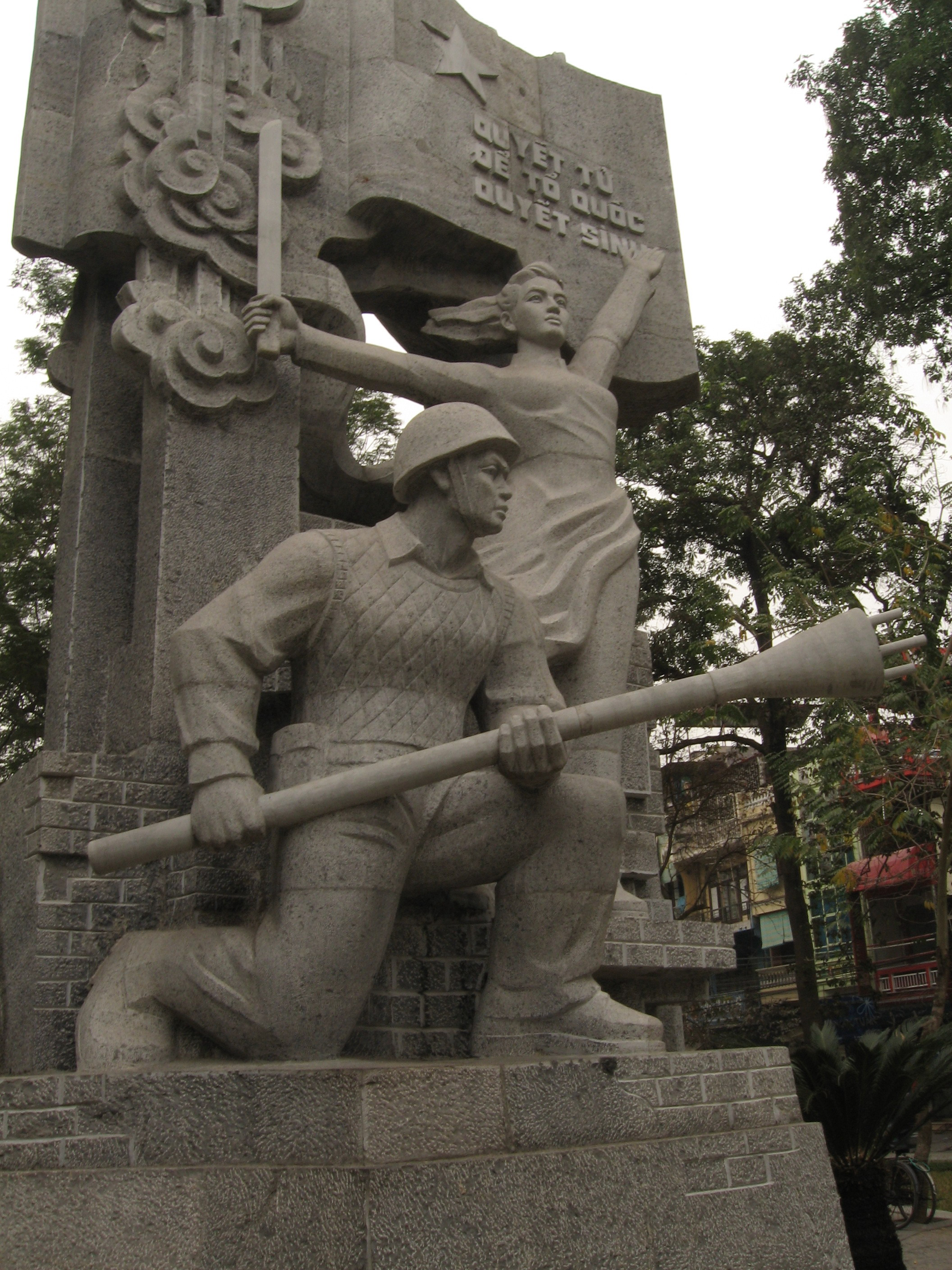
Tượng đài kỷ niệm Trận Hà Nội mùa đông 1946-1947

Tại Hà Nội, đúng 20 giờ ngày 19 tháng 12 năm 1946, công nhân Nhà máy điện Yên Phụ phá máy, 20 giờ 3 phút, đèn điện trong thành phố vụt tắt, ít phút sau, pháo binh Việt Nam từ pháo đài Láng bắn dồn dập vào Thành. Sau đó, Lời kêu gọi Toàn quốc kháng chiến của Chủ tịch Hồ Chí Minh được phát trên Đài Tiếng nói Việt Nam, đăng trên báo Cứu quốc và các báo Hà Nội, với lời thề quyết tử: "Chúng ta thà hy sinh tất cả, chứ nhất định không chịu mất nước, nhất định không chịu làm nô lệ!".
Hưởng ứng Lời kêu gọi toàn quốc kháng chiến, các lực lượng vũ trang của chính quyền Việt Nam Dân chủ Cộng hòa đã nổ súng chống Pháp tại nhiều khu vực thành thị trên cả nước: Hà Nội, Nam Định, đường số 5, Vinh, Huế, Đà Nẵng... hoàn thành nhiệm vụ bao vây kìm chân và tiêu diệt quân Pháp, tạo thời gian cần thiết để quân chủ lực tản về các căn cứ ở nông thôn và để các cơ quan, công xưởng di chuyển lên vùng chiến khu.
Chiến sự ác liệt nhất diễn ra tại Hà Nội. Tại đây, quân Pháp phải chiến đấu giành giật từng con phố và phải chịu thương vong lớn, khoảng 100 lính Pháp được coi là bị giết, 45 công dân châu Âu thiệt mạng, 200 người mất tích Trong một hoàn cảnh chiến đấu vô cùng khó khăn và chênh lệch về vũ khí, sau 57 ngày đêm chiến đấu ngoan cường trong lòng thành phố, đến đêm 17 tháng 2 năm 1947 Trung đoàn Thủ Đô mới rút ra khỏi nội thành. Theo lời kêu gọi của Hồ Chí Minh, đa số nhân dân Hà Nội và vùng ven cũng như các vùng chiến sự cũng đã bỏ thành phố vượt sông Hồng tản cư về vùng do Việt Nam Dân chủ Cộng hòa kiểm soát, tạo thế vườn không nhà trống, đồng thời tiêu thổ kháng chiến phá hủy cơ sở hạ tầng không cho Pháp sử dụng.

#### Các nỗ lực ngoại giao
Hồ Chí Minh vẫn chưa bỏ cuộc trong việc tìm kiếm một giải pháp hòa bình. Ngay ngày đầu tiên của cuộc chiến, Việt Nam Dân chủ Cộng hòa rải truyền đơn trên đường phố Hà Nội thông báo với "nhân dân Pháp" rằng chính phủ Việt Nam sẵn lòng tồn tại hòa bình trong Liên hiệp Pháp, rằng chiến tranh nổ ra là do "bọn thực dân phản cách mạng tìm cách chia rẽ và gây chiến", rằng chỉ cần Pháp công nhận độc lập và thống nhất của Việt Nam thì thái độ hợp tác và hiểu biết lẫn nhau giữa hai dân tộc sẽ được lập tức khôi phục. Ngày hôm sau, đài Việt Minh bắt đầu định kì phát các lời kêu gọi tái đàm phán. Ngày 23 tháng 12 năm 1946, Chủ tịch Hồ Chí Minh viết thư cho Marius Moutet, Bộ trưởng Bộ các lãnh thổ thuộc địa, và tướng Philippe Leclerc de Hauteclocque, đề nghị một cuộc họp giữa đại diện cả hai bên. Một vài ngày sau, ông chính thức đề nghị ngừng bắn và tổ chức một cuộc hội nghị hòa bình mới tại Paris trong khuôn khổ Hiệp định sơ bộ hồi tháng 3.
Nhà Xã hội chủ nghĩa Marius Moutet đã được gửi đến tìm hiểu về triển vọng chính trị, và trở về với kết luận rằng chỉ có một giải pháp quân sự đã được hứa hẹn. Như Đô đốc d'Argenlieu, Moutet tin rằng có thể sẽ không có cuộc đàm phán với Hồ Chí Minh. Ông đã viết về "vỡ mộng tàn nhẫn của thỏa thuận mà không thể được đưa vào hiệu lực...", và tuyên bố rằng: "Chúng tôi không còn có thể nói về một thỏa thuận tự do giữa Pháp và Việt Nam... Trước bất kỳ cuộc đàm phán ngày hôm nay, cần thiết phải có một quyết định quân sự". Trước áp lực của các đảng phái cánh tả Pháp như Đảng Cộng sản Pháp và Đảng Xã hội Pháp, Thủ tướng Ramadier - một đại biểu xã hội chủ nghĩa, thông báo rằng chính phủ của ông ủng hộ nền độc lập và thống nhất cho Việt Nam: "Độc lập trong Liên hiệp Pháp [và] liên minh của ba nước An Nam, nếu người dân An Nam mong muốn nó" và Pháp sẵn sàng đàm phán một cuộc hòa giải với những đại diện chân chính ở Việt Nam.
Trả lời phỏng vấn với Tướng Georges Catroux vào tháng 1 năm 1947 ở Moscow, bộ trưởng Ngoại giao Liên Xô Vyacheslav Mikhailovich Molotov nói rằng “ông hy vọng rằng Pháp và Việt Nam có thể đạt được một thoả thuận khiến cho cả đôi bên đều hài lòng,” và không dẫn đến việc tái thiết “một chế độ cai trị thực dân”. Stalin không trợ giúp cho Việt Nam Dân chủ Cộng hòa và cũng không đưa vấn đề Việt Nam ra Liên hiệp quốc. Cũng trong năm 1947, Việt Nam Dân chủ Cộng hòa đề nghị Liên Xô hỗ trợ cuộc kháng chiến của họ bao gồm viện trợ quân sự và kinh tế, cung cấp chuyên gia quân sự, tuyên truyền quốc tế có lợi cho Việt Nam và giúp Việt Nam tham gia Liên Hợp Quốc nhưng lại bị chính quyền Stalin của Liên Xô phớt lờ đi những yêu cầu này.
Trong tháng hai, năm 1947, người Pháp đưa các điều kiện để Hồ Chí Minh đầu hàng vô điều kiện. Hồ thẳng thừng bác bỏ những, yêu cầu người đại diện Pháp, "Nếu bạn ở vị trí của tôi, bạn sẽ chấp nhận họ chăng?... Trong Liên hiệp Pháp không có chỗ cho những kẻ hèn nhát". Tháng 3 năm 1947, Hồ Chí Minh kêu gọi chính phủ Pháp và người Pháp: "Một lần nữa, chúng tôi tuyên bố long trọng rằng nhân dân Việt Nam mong muốn chỉ thống nhất và độc lập trong Liên hiệp Pháp, và chúng tôi cam kết bảo đảm quyền lợi kinh tế và văn hóa Pháp..".
Ngày 19 tháng 4 năm 1947, Hồ Chí Minh gửi thông điệp đến Chính phủ Pháp, đề nghị nối lại đàm phán trên cơ sở "hai nước anh em trong Liên hiệp Pháp, một liên hiệp của những người tự do, hiểu biết và yêu thương nhau". Trong khi đó, Thủ tướng Ramadier tuyên bố trong tháng 3 năm 1947, rằng: "Chúng ta phải bảo vệ cuộc sống và tài sản của người Pháp, của người nước ngoài, bạn bè ở Đông Dương của chúng ta có niềm tin vào tự do Pháp".
Nhưng tất cả đều không đem lại kết quả gì, người Pháp muốn có phản ứng quân sự mạnh trước khi tính đến chuyện đàm phán. Emile Bollaert, Cao ủy Pháp mới được bổ nhiệm từ tháng 3 năm 1947, được tướng Leclerc khuyên "đàm phán bằng mọi giá". Những người thân cận ông như Pierre Messmer và Paul Mus cũng thiên về chiều hướng đối thoại. Nhưng đã có hơn 1.000 binh sĩ Pháp chết hoặc mất tích, và cộng đồng người Pháp ở Đông Dương phản đối kịch liệt việc thương lượng với Việt Nam Dân chủ Cộng hòa - Nhà nước mà họ chỉ gọi bằng cái tên Việt Minh, tổ chức nắm đa số trong chính phủ.
Ngày 23 tháng 4, qua Bộ trưởng Bộ ngoại giao Việt Nam Hoàng Minh Giám, Hồ Chủ tịch lại gửi thông điệp tới Bollaert đề nghị ngừng bắn lập tức và đàm phán. Tự tin vào ưu thế quân sự, Bollaert đáp lại bằng một loạt các điều kiện đòi quân đội Việt Nam hạ vũ khí trước khi khôi phục hòa bình. Hồ Chí Minh từ chối thẳng các yêu cầu này khi Paul Mus đến chiến khu Việt Bắc gặp ông để truyền đạt thông điệp trên.
Theo tài liệu của Mỹ, rất sớm trong chiến tranh, Pháp đã tăng nỗi ám ảnh về "âm mưu của Cộng sản Việt Nam". Đô đốc D'Argenlieu ở Sài Gòn kêu gọi một chính sách quốc tế phối hợp để các cường quốc phương Tây chống lại sự mở rộng của chủ nghĩa cộng sản ở châu Á, bắt đầu với Việt Nam. Trong Quốc hội thảo luận vào tháng 3 năm 1947, một đại biểu cánh hữu cáo buộc rằng cuộc chiến tại Việt Nam đã được chỉ đạo từ Moskva: "Chủ nghĩa dân tộc ở Đông Dương là một phương tiện, cuối cùng là chủ nghĩa đế quốc Liên Xô." Cả chính phủ lẫn người dân Pháp chú ý tuyên bố tháng 1 năm 1947 của tướng Leclerc: "Chống chủ nghĩa cộng sản sẽ là một công cụ vô dụng chừng nào vấn đề của chủ nghĩa dân tộc còn chưa được giải quyết." Về phần mình, Hồ Chí Minh đã lặp đi lặp lại những lời kêu gọi Pháp ngưng chiến và công nhận nền độc lập của Việt Nam, thậm chí đề xuất rằng chính phủ của ông sẽ từ chức nếu Pháp trao cho Việt Nam độc lập. Ông nói: "Khi Pháp công nhận sự độc lập và thống nhất của Việt Nam, chúng tôi sẽ lui về làng của chúng tôi, vì chúng tôi không tham vọng quyền lực, danh dự".

#### Diễn biến tại Lào và Campuchia
Tại Lào, sau khi thất thủ năm 1946, Lào Issara tan vỡ năm 1949. Các lực lượng kháng chiến Lào thân Việt Nam thành lập Mặt trận Lào Issara. Tháng 1 năm 1949, lực lượng kháng chiến lập các chiến khu ở Thượng Lào, Đông Bắc Lào và Tây Lào. Đại hội toàn quốc kháng chiến Lào nhóm họp tháng 8 năm 1950 thành lập chính phủ do Hoàng thân Souphanouvong đứng đầu. Chính phủ Souphanouvong tiếp tục trở thành Đồng minh của Việt Nam Dân chủ Cộng hòa kế tục Chính phủ Lâm thời Lào tự do.

#### Thế trận những năm 1947-1949

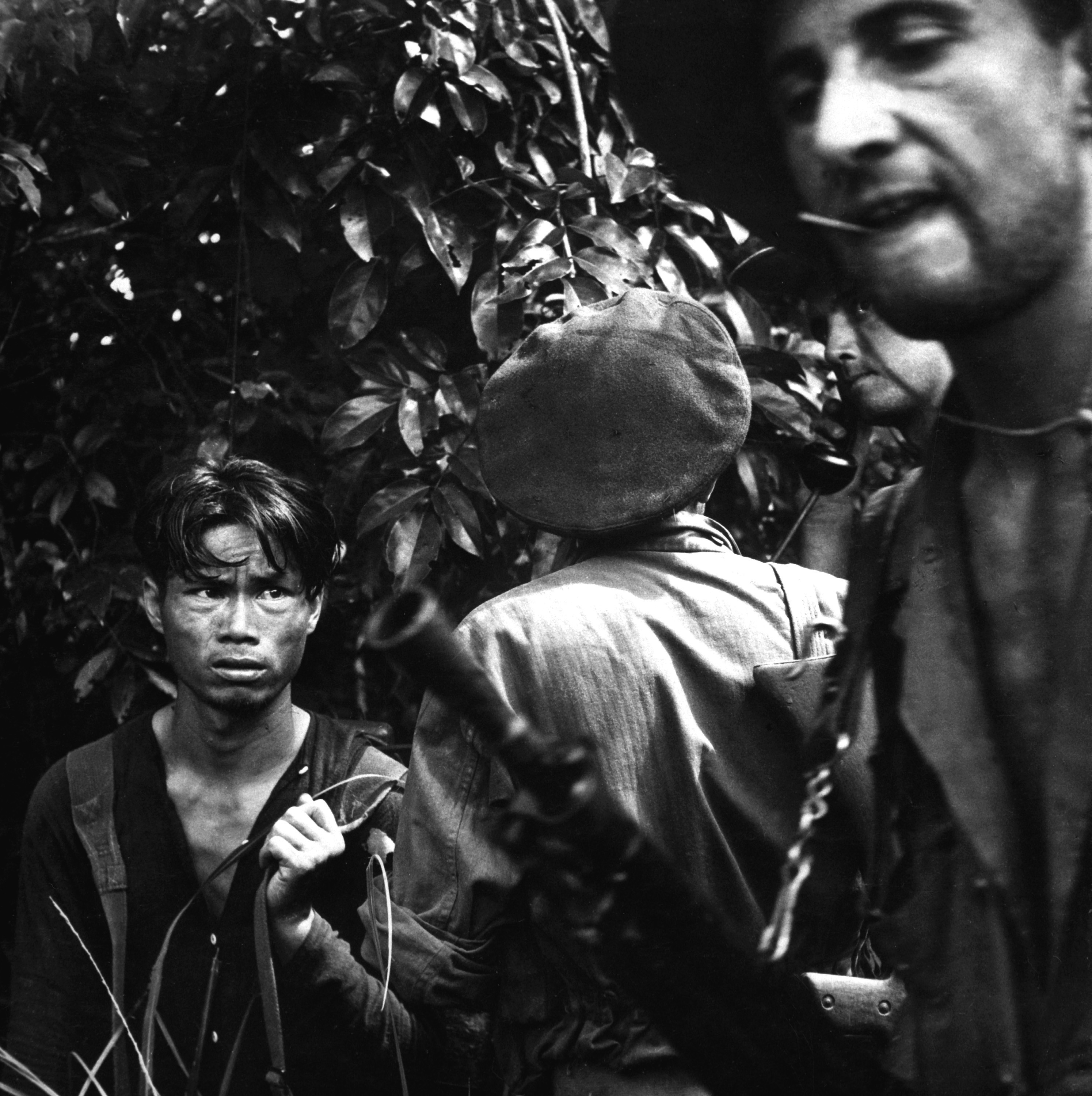
Quân Pháp bắt giữ một người tình nghi là đối phương

Mùa hè năm 1947, lực lượng chủ lực của quân đội Việt Nam Dân chủ Cộng hòa có khoảng 60.000 người, chưa kể tự vệ và du kích địa phương. Vũ khí thiếu, chủ yếu là do tự tạo và lấy được của Pháp. Yếu về hỏa lực nhưng cơ động và có hỗ trợ lớn của nhân dân, các tiểu đoàn Việt Nam ngày càng có khả năng tránh các trận càn của Pháp và tấn công đối phương lại những nơi mình lựa chọn. Quân chủ lực chính quy của Việt Nam tổ chức như quân đội phương Tây, nhưng thừa kế nhiều kinh nghiệm chiến tranh cổ truyền của Việt Nam. Việt Nam áp dụng chiến lược chiến tranh du kích của Mao Trạch Đông với phương châm Trường kỳ kháng chiến. Quân đội và Chính quyền Việt Nam Dân chủ Cộng hòa tổ chức lực lượng dân quân du kích là những chiến sĩ bán quân sự, nửa bí mật nửa công khai, sống tại nhà, vừa làm ruộng vừa chiến đấu trong lòng địch.
Hoàn thành việc đánh rộng ra vùng đồng bằng, Pháp quyết định tiến công lên Việt Bắc để sớm kết thúc chiến tranh. Ngày 7 tháng 10 năm 1947, cuộc hành quân Léa tấn công vào chiến khu Việt Bắc bắt đầu. Quân Pháp tiến nhanh nhưng đã không định vị được những nơi đóng các cơ quan đầu não của đối phương. Lực lượng vũ trang của Việt Nam Dân chủ Cộng hòa nhanh chóng được phân tán, sử dụng du kích vận động chiến, bất thần phục kích, đánh tiêu hao quân Pháp ở những khu vực hiểm yếu. Pháp không đạt được mục đích tiêu diệt căn cứ Việt Bắc, nhưng cũng đã cắt được đường số 4 và kiểm soát biên giới Việt Trung, cô lập Việt Nam Dân chủ Cộng hòa với thế giới bên ngoài.
Cuộc chiến tranh du kích tại đồng bằng gây khó khăn lớn cho Pháp. Ở mọi nơi, bộ đội Việt Nam vẫn tự do đi lại, tuyển quân, thu thuế. Có những hội tề (chính quyền làng xã trong vùng Pháp kiểm soát) được lập ra để che mắt Pháp nhưng hành động theo Việt Minh. Dân chúng gánh thóc gạo từ vùng do Pháp chiếm đóng đi đóng thuế cho Việt Nam Dân chủ Cộng hòa. Các đội du kích được thành lập khắp các vùng bị chiếm quấy rối quân Pháp, Pháp phải để phần lớn quân chủ lực giữ đồng bằng Bắc Bộ. Mặc dù là vùng do Pháp kiểm soát, nhưng thực chất đồng bằng màu mỡ đông dân đó vẫn là nguồn cung cấp nhân lực, hàng hóa và lương thực lớn nhất cho Việt Minh.
Việt Nam Dân chủ Cộng hòa cố gắng biến chiến tranh du kích thành chiến tranh chính quy bằng cách mở hàng chục chiến dịch và đợt hoạt động quy mô nhỏ trên toàn quốc. Họ thực hiện rất nhiều cuộc tấn công vào quân đội Pháp ở quy mô đại đội đến vài trung đoàn. Họ còn đưa quân sang giúp phong trào cách mạng ở các nước lân cận như Lào, Campuchia, Trung Quốc. Tại các đô thị, phong trào đấu tranh chính trị chống Pháp cũng phát triển mạnh. Đến cuối năm 1949, lực lượng kháng chiến đã trưởng thành về mọi mặt, đủ sức thực hiện những chiến dịch quân sự lớn.
Thắng lợi duy nhất của Pháp trong mùa hè này là về chính trị, khi tướng Nguyễn Bình - Tổng chỉ huy quân đội Việt Nam tại Nam Bộ ra sách lược: Tổ chức lại lực lượng vũ trang các giáo phái để biên chế chính quy thành Vệ quốc đoàn. Trong năm 1947, sau những xung đột quân sự với Việt Minh và nhất là sau khi giáo chủ Hòa Hảo Huỳnh Phú Sổ mất tích (Hòa Hảo cho rằng Việt Minh thủ tiêu Huỳnh Phú Sổ) cả hai giáo phái Cao Đài và Hòa Hảo đều chấm dứt hợp tác với Việt Minh để tạm thời hợp tác với Pháp chống Việt Minh. Năm 1948, một phần lực lượng Bình Xuyên cũng hợp tác với Pháp chống lại Việt Minh.

#### Pháp sa lầy

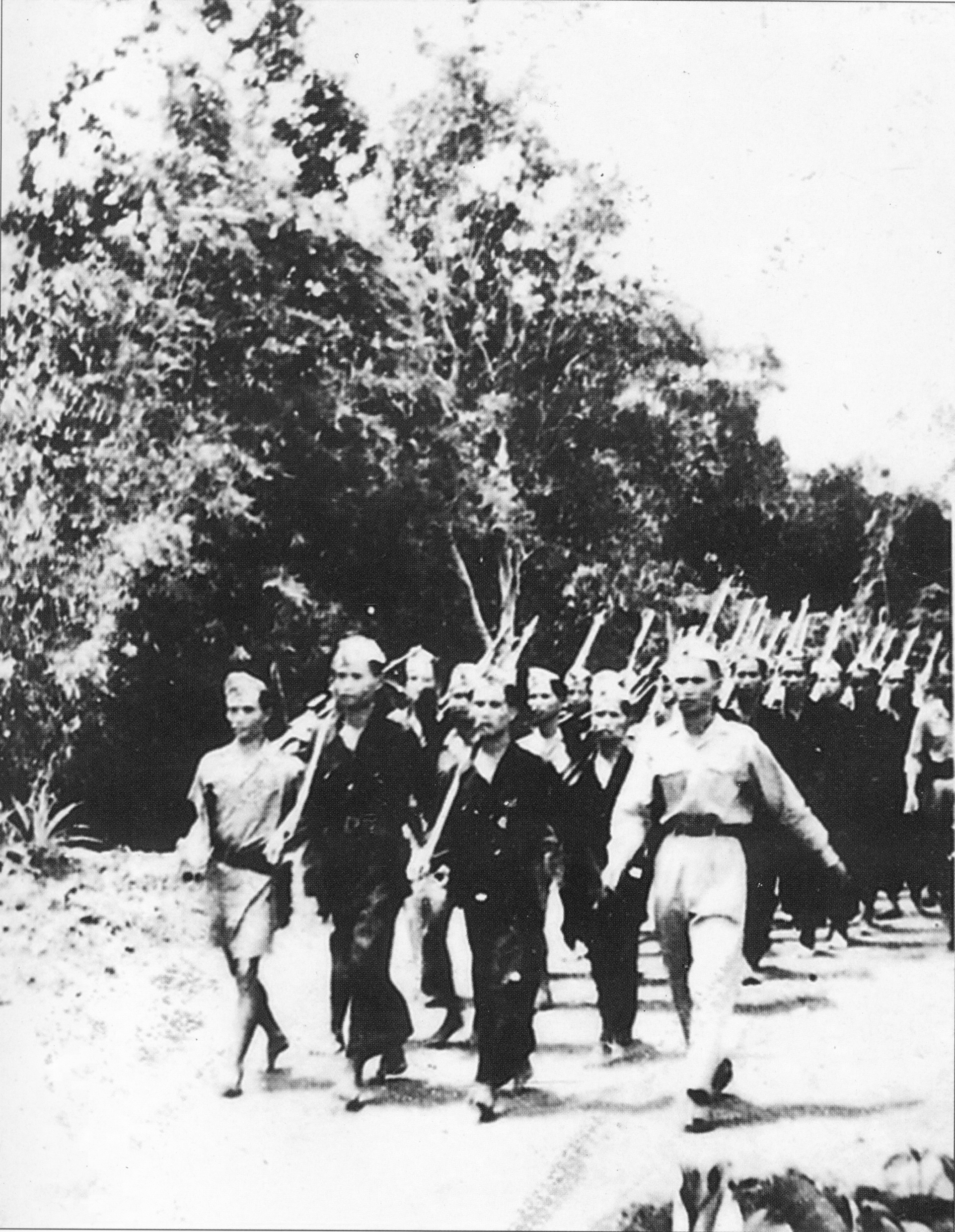
Vệ quốc đoàn hành quân

Sau chiến dịch Léa, xung đột lặng xuống. Thiếu phương tiện để tiếp tục các chiến dịch tấn công, quân Pháp chỉ giới hạn trong các hoạt động vừa phải ở đồng bằng. Nhưng cũng tại đồng bằng, lực lượng vũ trang Việt Nam Dân chủ Cộng hòa được phân tán thành các đại đội độc lập, tiểu đoàn tập trung, tổ chức thêm các đội du kích hoạt động bán công khai, sống tại nhà, vừa làm ruộng vừa chiến đấu, thực hiện các hoạt động quấy rối quân Pháp. Các cán bộ của chính quyền và mặt trận Việt Minh vẫn đi lại tuyển quân, thu thuế trong vùng Pháp kiểm soát. Những vùng này vẫn tiếp tục là nơi cung cấp một số loại nhu yếu phẩm như thuốc men, lương thực, vải vóc... cho Việt Nam. Tại các chiến khu, chính quyền Việt Nam củng cố căn cứ, tổ chức tự sản xuất lương thực và vũ khí để có thể kháng chiến lâu dài.
Lực lượng vũ trang và du kích đồng bằng sông Hồng tổ chức các trận chiến quấy rối quân Pháp. Cuối chiến tranh, quân địa phương và du kích cầm giữ phần lớn quân Pháp trong vùng đồng bằng. Mỗi chuyến hàng của Pháp từ Hải Phòng về Hà Nội phải tụ thành đoàn lớn, nhiều xe tăng và lính bảo vệ mới đi thoát. Các đường bộ bị đào bới ngăn cản xe cơ giới, đường sắt bóc hết gang thép làm vũ khí.
Tại miền Trung Việt Nam, Việt Nam Dân chủ Cộng hòa kiểm soát từ Hội An đến Mũi Đại Lãnh, gần như ngăn đôi đất nước. Ở miền Nam, quân Pháp ở tình thế tốt hơn do lực lượng chính trị và quân sự ở đây ở xa và liên lạc rất khó khăn với chủ lực ở miền Bắc. Lực lượng của tướng Nguyễn Bình bị đẩy về các chiến khu trong vùng ngập mặn và rừng núi, họ còn gặp sự chống đối của các giáo phái người Việt như Cao Đài, Hòa Hảo, Bình Xuyên. Năm 1948, quân Pháp tổ chức cuộc hành quân Véga nhằm phá hủy cơ quan đầu não kháng chiến ở Nam Bộ và nhiều cuộc hành quân khác vào Đồng Tháp Mười nhưng đều thất bại. Cuối năm 1949, quân đội Pháp tại Đông Dương dưới quyền tướng M. Carpentier mất quyền chủ động.
Pháp cũng liên minh với các nhóm Thiên Chúa giáo bản xứ. Ngày 1-7-1949, Thánh tộc đức của Tòa thánh Vatican tuyên bố: “Tất cả những ai hợp tác với Đảng Cộng sản, hoặc bỏ phiếu cho Cộng sản, hoặc đọc, xuất bản, phân phối báo chí Cộng sản, hoặc giúp đỡ bất kỳ cách nào cho Đảng Cộng sản đều bị khai trừ khỏi các bí tích”. Các giám mục lãnh đạo Giáo hội Công giáo Việt Nam ra thư chung mục vụ ngày 9/11/1951 “chẳng những cấm anh chị em (giáo dân Việt Nam) không được vào Đảng Cộng sản mà anh chị em cũng không được hợp tác với họ, hay làm bất cứ việc gì có thể góp phần cho Đảng Cộng sản lên nắm chính quyền”
Giáo dân Việt Nam bị phân hóa. Những người Công giáo ủng hộ kháng chiến tiếp tục chiến đấu chống Pháp, chấp nhận bị vạ tuyệt thông. Những người khác rời bỏ kháng chiến, hoặc liên kết với thực dân Pháp để chống lại Việt Minh. Các giáo sĩ Công giáo chống Cộng như Lê Hữu Từ, Phạm Ngọc Chi, linh mục Hoàng Quỳnh lập ra các giáo khu (thực chất là các chiến khu) Phát Diệm và Bùi Chu, lập ra lực lượng vũ trang "tự vệ Công giáo" đông hàng chục nghìn quân được Pháp trang bị súng đạn và trả lương. Một linh mục cho biết quân Công giáo “tổ chức ruồng bố liên tục các làng lương chung quanh, bắt giam hoặc giết chết, khỏi cần toà án, tất cả những chiến sĩ du kích và những ai bị tình nghi là Việt Minh. Theo gương lính Pháp, họ cướp bóc các làng, lấy trộm, tàn sát, thiêu rụi tất cả những gì bị coi là ổ kháng chiến” Các lực lượng này đã hỗ trợ cho quân Pháp trong việc trấn giữ các địa phương, gây nhiều khó khăn cho Quân đội Nhân dân Việt Nam khi tác chiến ở vùng phía nam đồng bằng sông Hồng.
Cho đến thời điểm này, Hồ Chí Minh vẫn cố gắng kêu gọi Pháp hãy ngừng bắn và tôn trọng nền độc lập của Việt Nam. Ông viết:
Việt Nam sẵn sàng cộng tác thân thiện với nhân dân Pháp. Những người Pháp tư bản hay công nhân, thương gia hay trí thức, nếu họ muốn thật thà cộng tác với Việt Nam thì sẽ được nhân dân Việt Nam hoan nghênh họ như anh em bầu bạn. Song nhân dân Việt Nam kiên quyết cự tuyệt những người Pháp quân phiệt. Nói cho rõ hơn là: Cũng như những nước độc lập khác cự tuyệt quân đội ngoại quốc đóng trên đất nước mình, nhân dân Việt Nam kiên quyết cự tuyệt quân đội Pháp đóng ở Việt Nam.

#### Mỹ can thiệp vào chiến tranh
Trong 3 năm đầu của cuộc chiến tranh, Mỹ đã giữ một thái độ "trung lập" nhưng ủng hộ Pháp rất rõ ràng. Mỹ chẳng muốn tự đặt bản thân vào một vị thế khó xử là công khai ủng hộ chủ nghĩa thực dân, nhưng cũng không muốn làm mất lòng Pháp - một đồng minh quan trọng ở châu Âu. Do vậy, chính quyền Truman đã bí mật trao cho Pháp nhiều khoản viện trợ về tài chính và quân sự.
Đầu năm 1950, Hoa Kỳ bắt đầu chính thức gửi viện trợ quân sự cho Pháp ở Đông Dương. Tháng 1 năm 1951 người Pháp nhận được 20 xe tăng M24, 40 khẩu lựu pháo M101 cỡ nòng 105 mm và 250 quả bom các loại, trong đó có cả bom napalm cùng hàng tấn đạn dược và vũ khí tự động các loại. Tới tháng 1 năm 1953, Pháp đã nhận được 900 xe thiết giáp cùng với 15.000 xe vận tải các loại, gần 2.500 khẩu pháo và súng cối các loại, 10.000 khẩu Browning M1919 và 14.000 khẩu Browning M2 từ thời Thế chiến 2, 75.000 vũ khí cá nhân (súng ngắn, súng trường, tiểu liên, trung liên) và gần 9.000 máy radio. Ngoài ra, Không quân Pháp đã nhận được 160 máy bay F6F Hellcat và F8F Bearcat, 41 máy bay ném bom B-26 Invader, 28 máy bay vận tải C-47 cùng với 155 động cơ máy bay và 93.000 quả bom. Cho tới khi Pháp thất bại hoàn toàn thì phía Mỹ đã viện trợ trên 1 tỷ USD mỗi năm (tương đương khoảng 5,8 tỷ USD theo thời giá năm 2004) và chi trả 78% chi phí chiến tranh của Pháp ở Đông Dương.
Trả lời nhà báo Mỹ Harold Issacs (tháng 3 năm 1949), Chủ tịch Hồ Chí Minh có đoạn đối thoại sau:
| “ | Hỏi: Các báo chí Mỹ thường nói rằng: Việt Nam có thể trở nên một nước chư hầu của Nga. Họ lại nói: Việt Nam là cộng sản hoặc là do cộng sản chi phối. Theo ý Cụ thì thế nào? Trả lời: Đó là tuyên truyền láo của thực dân. Chính phủ Việt Nam gồm có đại biểu các đảng phái, như tôn giáo, dân chủ, xã hội, mác xít. Có nhiều Bộ trưởng không vào đảng phái nào. Lại có một vị hoàng tộc. Sao gọi được là cộng sản chi phối. Hỏi: Cụ có sợ Việt Nam trở thành một nước chư hầu của nước nào không? Trả lời: Không, tôi không sợ. Hỏi: Chính sách của Mỹ ở Á Châu là thế nào? Trả lời: Chỉ đứng về phía Việt Nam mà nói, thì chúng tôi tiếc rằng Mỹ đã tiếp tế khí giới cho Pháp giết hại người chúng tôi, phá phách xứ sở chúng tôi. | ” |

Trả lời nhà báo Mỹ A. Steele của tờ New York Herald Tribune (tháng 10 năm 1949), Hồ Chí Minh nói: "Người ta lẫn lộn Việt Minh, một tổ chức yêu nước của dân tộc với Việt Nam, vốn là một quốc gia. Sự tuyên truyền giả dối của Pháp, và quan niệm sai lầm cho mọi phong trào giải phóng dân tộc và mọi sự cải cách xã hội đều là cộng sản... Tôi muốn hỏi nhân dân Mỹ một câu này, và mong ông cho tôi biết những câu trả lời của nhân dân Mỹ: Nếu Pháp hoặc một ai khác xâm phạm nước Mỹ, giết người đốt phá thành phố và làng mạc Mỹ, với mục đích là để bắt người Mỹ làm nô lệ, thì nhân dân Mỹ sẽ đối phó như thế nào?"
Trên báo Cứu quốc, Hồ Chí Minh kêu gọi: 
| “ | "Lâu nay đế quốc Mỹ đã công khai can thiệp vào Đông Dương. Lâu nay thực dân Pháp làm chiến tranh ở Việt Nam, Cao Miên và Ai Lao là nhờ tiền bạc, súng đạn Mỹ, và theo chỉ thị của Mỹ... Muốn độc lập thì các dân tộc Đông Dương quyết phải đánh tan thực dân Pháp là kẻ thù số một. Đồng thời phải chống bọn can thiệp Mỹ. Chúng can thiệp càng mạnh, ta càng đoàn kết và chiến đấu mạnh hơn, chống cự mạnh hơn. Ta phải vạch rõ âm mưu của chúng cho nhân dân đều thấy, nhất là nhân dân ở vùng bị tạm chiếm. Ta phải lột mặt nạ và phá tan bọn người cam tâm làm chó sǎn cho đế quốc Mỹ để dụ dỗ lừa bịp, chia rẽ nhân dân ta. Dân tộc Việt Nam đoàn kết chặt chẽ với dân tộc anh em Miên, Lào thì sức mạnh đó đủ đánh tan thực dân Pháp và bọn can thiệp Mỹ. Đế quốc Mỹ đã thất bại ở Trung Quốc, đế quốc Mỹ sẽ thất bại ở Đông Dương. Chúng ta gặp nhiều khó khǎn. Nhưng chúng ta nhất định thắng lợi." | ” |

#### Giải pháp Bảo Đại
Đầu năm 1947, D'Argenlieu bị triệu hồi về nước do bị người Việt Nam và các đảng phái cánh tả Pháp căm ghét. Trước áp lực của các đảng phái cánh tả Pháp như Đảng Cộng sản Pháp và Đảng Xã hội Pháp, Thủ tướng Ramadier - một đại biểu xã hội chủ nghĩa, thông báo rằng chính phủ của ông ủng hộ nền độc lập và thống nhất cho Việt Nam: "Độc lập trong Liên hiệp Pháp [và] liên minh của ba nước An Nam, nếu người dân An Nam mong muốn nó" và Pháp sẵn sàng đàm phán hòa giải "với những đại diện chân chính của Việt Nam".
Ngay sau đó, Mặt trận Thống nhất Quốc gia Liên hiệp quyết định sẽ ủng hộ Bảo Đại đàm phán với Pháp về nền độc lập của Việt Nam. Tháng 5 năm 1947, Mặt trận Thống nhất Quốc gia Liên hiệp cử phái đoàn đến Hồng Kông gặp Bảo Đại để thuyết phục ông này thành lập một Chính phủ Trung ương và đàm phán với Pháp về nền độc lập của Việt Nam. Sau đó, Pháp cử đại diện gặp Bảo Đại đề xuất về việc đàm phán về nền độc lập của Việt Nam và việc thành lập một chính phủ Việt Nam độc lập. Bảo Đại được Mặt trận Thống nhất Quốc gia Liên hiệp bao gồm các lực lượng chính trị Cao Đài, Hoà Hảo, Việt Nam Cách mệnh Đồng minh Hội, Đại Việt Quốc dân đảng và Việt Nam Quốc dân Đảng hậu thuẫn. Đây là những tổ chức chính trị hoặc tôn giáo từng tham gia chính phủ Việt Nam Dân chủ Cộng hòa hay hợp tác với Việt Minh chống Pháp nhưng do xung đột với Việt Minh nên chuyển sang ủng hộ Bảo Đại thành lập Quốc gia Việt Nam.
Theo sử gia William Duiker, đây là việc né tránh vấn đề điều đình với Chính phủ Hồ Chí Minh. Thực chất mục đích của Pháp là tìm cách xây dựng một chính quyền bản xứ người Việt để làm đối trọng với Việt Nam Dân chủ Cộng hòa, và để thuyết phục Mỹ viện trợ kinh tế và quân sự để Pháp có thể tiếp tục đứng chân tại Đông Dương, bởi trong hiệp ước không có quy định rõ ràng nào về nghĩa của chữ "độc lập" cũng như quyền hạn của Quốc gia Việt Nam, cũng không nói rõ việc thành lập Quốc gia này có thể ảnh hưởng gì đến cuộc chiến Việt – Pháp hiện vẫn tiếp diễn.
Ngày 7 tháng 12 năm 1947, Bảo Đại và Pháp ký Hiệp định vịnh Hạ Long, trong đó Pháp cam kết mập mờ về nền độc lập dân tộc của Việt Nam. Những chính trị gia trong Mặt trận Thống nhất Quốc gia Liên hiệp và Ngô Đình Diệm đã chỉ trích hiệp định này là kém quá xa so với một nền độc lập thực sự. Ngày 5 tháng 6 năm 1948, Bảo Đại và Bollaert ký Hiệp định Vịnh Hạ Long thứ hai, Pháp "long trọng công nhận độc lập" của Việt Nam. Tuy nhiên, chính phủ Pháp vẫn giữ quyền kiểm soát quan hệ ngoại giao và quốc phòng, đồng thời trì hoãn việc chuyển các giao chức năng khác của chính quyền sang những cuộc đàm phán trong tương lai.
Ngày 5 tháng 6 năm 1948, Bảo Đại và Bollaert ký kết Hiệp định tại Vịnh Hạ Long trong đó Pháp tuyên bố "trịnh trọng công nhận nền độc lập của Việt Nam", nhưng đặc biệt Pháp chỉ giữ lại quyền kiểm soát công tác đối ngoại và quân đội, việc chuyển giao các chức năng khác của chính phủ sẽ được giải quyết ở các cuộc thương lượng sau. Thực tế người Việt Nam (Quốc gia Việt Nam) chẳng được trao cho quyền hành gì. Việt Minh chỉ trích Bảo Đại là xấu xa, tội lỗi vì đã giành được hai chữ độc lập trong thỏa thuận với Pháp, điều mà Hồ Chí Minh đã cố gắng giành giật ở Hội nghị Fontainebleu nhưng không được. Sau khi ký Hiệp định này, Bảo Đại sang châu Âu. Ngày 25 tháng 8 năm 1948, Bảo Đại báo cho phía Pháp biết ông sẽ không về nước nếu chế độ thuộc địa ở Nam Kỳ không bị hủy bỏ. Ngày hôm sau, các bộ trưởng ở Paris phát biểu: "thật sự hắn đã bắt đầu bất chấp cả chúng ta". Có khá nhiều điều cho thấy Bảo Đại không phải chỉ là một tên bù nhìn và "vua hộp đêm" như mọi người vẫn tưởng. Bảo Đại đã ký Hiệp định Elysée để nhằm một khi nắm chính quyền, ông có thể chơi ván bài quốc tế theo kiểu của ông. Ông đã đặt lòng tin vào sự ủng hộ của Mỹ mà ông hy vọng sẽ kiềm chế được Pháp và cung cấp cho Việt Nam viện trợ kinh tế cần thiết. L.A Patti nhận xét Bảo Đại vừa là một nhà chính trị vừa là một người dân tộc chủ nghĩa.
Ngày 8 tháng 3 năm 1949, Tổng thống Pháp Vincent Auriol và Cựu hoàng Bảo Đại đã ký Hiệp ước Elysée, thành lập Quốc gia Việt Nam là quốc gia độc lập hội viên trong khối Liên hiệp Pháp, đứng đầu là Quốc trưởng Bảo Đại. Tuy nhiên, chính quyền Quốc gia Việt Nam rất yếu ớt do các quyền quan trọng về quân sự, tài chính và ngoại giao đều do người Pháp nắm giữ và quyền hành cao nhất ở Đông Dương trên thực tế là Cao ủy Đông Dương của Liên hiệp Pháp.
Tướng Georges Revers, Tổng Tham mưu trưởng quân đội Pháp, được phái sang Việt Nam để nghiên cứu tình hình (tháng 5, 6 năm 1949) và sau đó đã viết:
"Hồ Chí Minh đã có khả năng chống cự lại với sự can thiệp của Pháp lâu đến như thế, chính là vì nhà lãnh đạo Việt Minh đã biết tập hợp chung quanh mình một nhóm những người thực sự có năng lực… Ngược lại, Bảo Đại đã có một chính phủ gồm độ 20 đại biểu của toàn các đảng phái ma, trong số đó đảng mạnh nhất cũng khó mà đếm được 25 đảng viên".
Người Pháp trì hoãn một cách có tính toán việc thi hành Hiệp ước Élysée với Quốc gia Việt Nam. Quân đội của họ tiếp tục tham chiến tại Việt Nam, nhân viên hành chính tiếp tục làm việc ở các cấp chính quyền; Quốc gia Việt Nam chẳng được trao cho một chút quyền hành thực sự nào, như bấy giờ người ta nói, Quốc gia Việt Nam chỉ là một sự nguỵ trang cho nền cai trị của Pháp..
Theo hiệp ước giữa Quốc gia Việt Nam và Pháp, một số đơn vị của Pháp được chuyển giao cho Quốc gia Việt Nam. Ban đầu các đơn vị này vẫn do các sĩ quan Pháp chỉ huy nhưng sẽ được thay thế dần bằng các sĩ quan người Việt tốt nghiệp các cơ sở đào tạo sĩ quan do Quốc gia Việt Nam thành lập với sự trợ giúp về mọi mặt huấn luyện đào tạo quân sự của Pháp và Mỹ. Ngoài ra các trung tâm và các trường huấn luyện của Mỹ bắt đầu chọn, đưa người từ Việt Nam sang học ở Mỹ. Quân đội Quốc gia Việt Nam là quân đội riêng, độc lập với quân đội Liên hiệp Pháp, nhưng toàn thể quân đội Việt Nam và Liên hiệp Pháp tại Đông Dương được đặt chung dưới quyền chỉ huy của Uỷ ban quân sự mà Tư lệnh sẽ là một sĩ quan Pháp. Quân đội quốc gia Việt Nam được thành lập nhưng được huấn luyện kém và không có sĩ quan chỉ huy cấp cao người Việt.
Ngày 19 tháng 7 năm 1949, Vương quốc Lào được Pháp công nhận độc lập (nhưng hạn chế) trong Liên hiệp Pháp, Hiến pháp năm 1947 được sửa đổi. Hiệp ước tiếp theo ký ngày 22 tháng 10 năm 1953 công nhận nền độc lập toàn diện của Lào. Ngày 8 tháng 11 năm 1949, Vương quốc Campuchia giành độc lập (hạn chế) trong Liên hiệp Pháp. Đến ngày 9 tháng 11 năm 1953, Campuchia mới được Pháp công nhận độc lập toàn diện.
Sau đó, chịu sức ép của Mỹ và để xoa dịu mâu thuẫn, Pháp dần ký những hiệp ước trao cho Quốc gia Việt Nam các quyền tự trị về quân sự, tài chính, thuế quan, xuất nhập cảnh... Các cơ quan chức năng do Pháp nắm giữ được chuyển giao cho Quốc gia Việt Nam trong những năm sau đó. Tuy nhiên Quốc gia Việt Nam vẫn phụ thuộc vào nguồn cung tài chính từ Pháp và các hoạt động quân sự của Quân đội Quốc gia Việt Nam vẫn nằm dưới sự chỉ đạo của một Uỷ ban quân sự mà Tư lệnh là một sĩ quan Pháp.

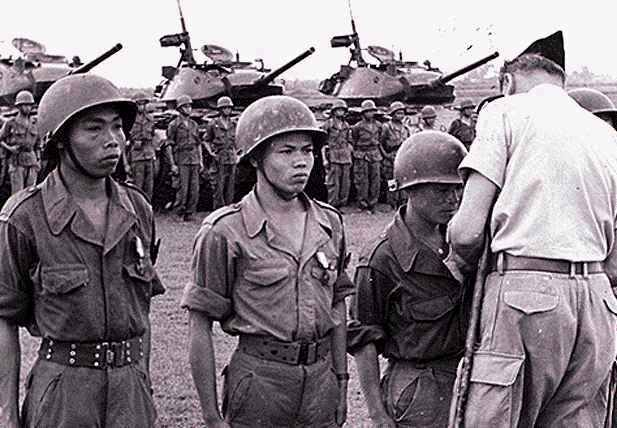
Sĩ quan Pháp trao huân chương cho binh lính quân đội Quốc gia Việt Nam.

Kỳ thực Pháp coi giải pháp Bảo Đại chỉ là do tình thế thúc ép, họ không tin tưởng và tôn trọng chính phủ này. Năm 1949, Tổng tham mưu trưởng lục quân Pháp, đại tướng Revers sau chuyến khảo sát tình hình Đông Dương đã có bản tường trình mật trong đó viết: "Vấn đề điều đình với Việt Nam thì tìm những người quốc gia chống cộng để điều đình. Giải pháp Bảo đại chỉ là một giải pháp thí nghiệm, nhưng chế độ Bảo Đại là một chế độ ung thối với sự tham nhũng, buôn lậu đồng bạc, buôn lậu giấy phép nhập cảng, những khu chứa cờ bạc đĩ điếm..." (Trung tâm du hí Đại thế Giới ở Chợ Lớn được chính phủ Bảo Đại cho phép công khai sòng bạc và chứa mại dâm để kiếm chác). Bản tường trình sau đó bị lộ khiến chính phủ Pháp "muối mặt", và Revers bị cho về hưu non sau khi ra khai trình tại Hội đồng tối cao quân lực. bản thân Bảo Đại cũng nhận xét rằng: "Cái được gọi là giải pháp Bảo Đại hóa ra là giải pháp của người Pháp."
Tháng 10 năm 1951, nghị sĩ John F. Kennedy - về sau trở thành Tổng thống Mỹ - đã đến Việt Nam để khảo sát. Lúc đó, Mỹ đã tài trợ một cách hào phóng cho chiến tranh của thực dân Pháp ở Đông Dương, nhưng Kennedy tự hỏi: tại sao viện trợ Mỹ vẫn không thể giúp Pháp chiến thắng? Ông đã hỏi tướng De Lattre, Cao ủy kiêm Tổng chỉ huy quân Pháp ở Đông Dương rằng: “Tại sao ông có thể trông mong người Việt Nam (Quốc gia Việt Nam) chiến đấu (chống lại Việt Minh) để duy trì nước họ như một bộ phận của Pháp?". Về lại Mỹ, Kennedy phát biểu ngày 15 tháng 11 năm 1951 trên đài phát thanh: 
“Các xứ Đông Dương là những chính phủ bù nhìn, những lãnh địa của các ông hoàng (chỉ cựu hoàng Bảo Đại và các quốc vương Lào và Campuchia) thuộc Pháp với tài nguyên to lớn nhưng là những ví dụ điển hình của đế quốc và thực dân mà người ta có thể thấy bất kỳ nơi đâu… Ở Đông Dương, chúng ta [Mỹ] đang liên kết với nỗ lực tuyệt vọng của một đế chế Pháp muốn bám lấy những mảnh còn lại của đế quốc”. Kết quả là (chúng ta) không có sự ủng hộ sâu rộng của nhân dân Việt Nam đối với chính phủ bản xứ (tức chính phủ Quốc gia Việt Nam của Bảo Đại)”
Trả lời điện báo của một nhà báo quốc tế tháng 3 năm 1948 khi thông báo tin Bảo Đại chịu nhận điều kiện quân đội người Việt Nam sẽ nằm dưới quyền chỉ huy của Pháp, chủ tịch Hồ Chí Minh trả lời: "Ông Vĩnh Thuỵ (tên thật của Bảo Đại) là Cố vấn của Chính phủ Việt Nam. Ông ấy không thể đàm phán hoặc hành động gì trước khi Chính phủ Việt Nam đồng ý. Vả chǎng, nếu quân đội và ngoại giao Việt Nam ở dưới quyền Pháp tức là Việt Nam chưa được độc lập hẳn và vẫn là thuộc địa của Pháp. Điều kiện như thế thì ngoài bọn phản quốc ra, không có một người Việt Nam nào chịu nhận, Cố vấn Vĩnh Thuỵ cũng vậy. Hơn 80 nǎm dưới quyền thống trị của Pháp, nhân dân Việt Nam đã nếm đủ sỉ nhục và đau khổ. Nhân dân Việt Nam quyết không chịu làm nô lệ lần nữa."
Khi trả lời điện phỏng vấn của Dân quốc Nhật báo (Trung Hoa Dân Quốc) ngày 3 tháng 4 năm 1949, chủ tịch Hồ Chí Minh đã trả lời câu hỏi về hiệp định Elysée như sau: 
"Đối với dân Việt Nam, đó chỉ là một tờ giấy lộn. Thứ thống nhất và độc lập giả hiệu ấy chẳng lừa bịp được ai. Ngay nhân dân Pháp và dư luận thế giới cũng đã hiểu rõ và tố cáo điều đó. Lúc nào quân đội thực dân Pháp hoàn toàn rút khỏi đất nước Việt Nam, thì mới có thống nhất và độc lập... Vĩnh Thụy trở về với 10.000 viễn binh Pháp, để giết hại thêm đồng bào Việt Nam. Vĩnh Thụy cam tâm bán nước, đó là sự thực... Pháp luật Việt Nam tuy khoan hồng với những người biết cải tà quy chính nhưng sẽ thẳng tay trừng trị những tên Việt gian đầu sỏ đã bán nước buôn dân. Quân và dân Việt Nam quyết tâm đánh tan tất cả âm mưu của thực dân, quyết kháng chiến để tranh cho kỳ được độc lập và thống nhất thật sự.".
Còn Đại tướng Võ Nguyên Giáp nhận xét: "Với việc mở đường cho chủ nghĩa thực dân mới vào Việt Nam, De Lattre đã mang đến cho ta một hiểm hoạ lâu dài".

### Giai đoạn 1950-1954

#### Chiến dịch Biên giới 1950
Trong năm 1950, cuộc chiến có sự thay đổi quan trọng, chuyển sang một giai đoạn mới. Nhờ sự viện trợ của các nước xã hội chủ nghĩa đồng minh, Việt Nam Dân chủ Cộng hòa quyết định chuyển từ giai đoạn phòng ngự sang giai đoạn tổng phản công. Ngày 2 tháng 2 năm 1950, Hồ Chí Minh ký sắc lệnh 20/SL tổng động viên nhân lực, tài lực của nhân dân để thực hiện tổng phản công. Họ kêu gọi nhân dân tiến hành chiến tranh du kích trên tất cả những địa bàn mà họ xâm nhập được. Từ du kích, họ lại tiếp tục chọn lọc để xây dựng bộ đội chính quy, cộng thêm thế hệ tân binh chiêu mộ được từ các tỉnh đông dân. Quy mô quân đội Việt Nam Dân chủ Cộng hòa phụ thuộc vào cơ số vũ khí mà họ có khả năng trang bị.
Sau chiến dịch Việt Bắc, Việt Minh dần dần tổ chức lại bộ máy và lực lượng, bắt đầu tổ chức những trận đánh quy mô chống lại Pháp. Tháng 1 năm 1950, Việt Minh mở một loạt các chiến dịch quân sự uy hiếp trực tiếp đồng bằng sông Hồng. Từ tháng 2 năm 1950 đến tháng 4 năm 1950, Việt Minh thực hiện những chiến dịch quy mô lớn nhằm kiểm soát Đông Bắc Bắc Bộ. Trong năm 1950, các lực lượng vũ trang của Việt Nam Dân chủ Cộng hòa được hoàn chỉnh về biên chế, thống nhất với tên gọi Quân đội Nhân dân Việt Nam.
Về phía Pháp, chiến tranh đã vào thế sa lầy tuy họ đã dùng đến 40-45% ngân sách quân sự và 10% ngân sách nhà nước. Với sự nổ ra của Chiến tranh Triều Tiên vào tháng 6 năm 1950, Mỹ thay đổi thái độ về cuộc xâm lược của Pháp tại Đông Dương, coi Triều Tiên và Việt Nam là hai chiến trường phụ thuộc lẫn nhau trong cuộc chiến của phương Tây chống lại chủ nghĩa cộng sản. Tổng thống Mỹ Harry S. Truman tuyên bố sẽ viện trợ quân sự trực tiếp cho các nỗ lực của quân Pháp tại Đông Dương.
Trước năm 1950, Việt Nam Dân chủ Cộng hòa vẫn giữ đường lối cân bằng trong quan hệ quốc tế. Năm 1948, Đảng Cộng sản Đông Dương lúc này đang hoạt động bí mật dưới danh nghĩa Việt Minh nhắc nhở các cấp uỷ không viết bài công kích Hoa Kỳ trong các tài liệu tuyên truyền và duy trì đường lối trung lập. Ngày 18 tháng 1 năm 1950, nước Cộng hòa Dân chủ Nhân dân Trung Hoa chính thức thiết lập quan hệ ngoại giao với Việt Nam Dân chủ Cộng hòa. Các lãnh đạo Trung Quốc như Mao Trạch Đông, Lưu Thiếu Kỳ, Chu Ân Lai,... đã thuyết phục thành công Stalin công nhận sự tồn tại của nhà nước Việt Nam Dân chủ Cộng hòa, xua tan những hoài ngi, nghi ngờ của Stalin trước đây về tính chất hai mặt của Hồ Chí Minh khi Stalin cho rằng Việt Nam Dân chủ Cộng hòa hợp tác với tình báo Mỹ và giải tán Đảng Cộng sản Đông Dương. Ngày 30/1/1950, Stalin và Đảng Cộng sản Liên Xô chính thức thiết lập quan hệ ngoại giao với Việt Nam Dân chủ Cộng hòa và đồng ý viện trợ vũ khí cho chính phủ này thông qua Trung Quốc để họ có thêm vũ khí chống Pháp. Cùng ngày, Đảng Cộng sản Đông Dương ban hành một chỉ thị bí mật cho phép thể hiện xu hướng chống Mỹ trên các tài liệu tuyên truyền chính thức. Tháng 4 năm 1950, tổng bí thư Đảng Cộng sản Đông Dương, Trường Chinh, khẳng định Việt Nam, cũng giống như Trung Quốc, đã lựa chọn phong trào cộng sản chủ nghĩa dưới sự lãnh đạo của Stalin đồng thời loại bỏ tư tưởng trung lập theo kiểu Tito. Ngày 20/7 năm 1950, khi trả lời cuộc phỏng vấn với đại diện Đảng Cộng sản Pháp, Hồ Chí Minh phát biểu công khai lên án chủ nghĩa đế quốc của Mỹ và sự can thiệp của Mỹ vào vấn đề nội bộ Việt Nam. Hồ Chí Minh tuyên bố hành động viện trợ vũ khí cho Pháp mà Mỹ đang thực hiện là sự phản dân chủ và tương tự như một cuộc xâm lăng. Trong chuyến đi tới Moscow, Hồ Chí Minh hết lời ca ngợi Stalin và chủ nghĩa Stalin, thậm chí ông còn sáng tác một bài thơ ca ngợi Stalin.
Để lấy lại thế chủ động, Pháp thực hiện tăng cường hệ thống phòng ngự đường số 4, khoá biên giới Việt-Trung: cô lập căn cứ địa Việt Minh với bên ngoài, thiết lập hành lang Đông-Tây, cô lập Việt Bắc với đồng bằng Bắc bộ, chuẩn bị lực lượng để tấn công Việt Bắc lần 2 để tiêu diệt đầu não Việt Minh.
Về phía Việt Minh, Bộ chỉ huy Việt Minh nhận định đúng ý đồ của Pháp nên nhanh chóng vạch kế hoạch chủ động tấn công để mở cửa biên giới, khai thông bàn đạp để nhận viện trợ của Trung Quốc, Liên Xô và khối xã hội chủ nghĩa. Theo chủ trương này, đầu tháng 7 năm 1950, Bộ Tổng tư lệnh Việt Minh quyết định chọn hướng chiến dịch là Cao Bằng – Lạng Sơn.
Chiến dịch Biên giới bắt đầu ngày 16 tháng 9 năm 1950, diễn ra trong ba đợt. Đợt 1, ngày 16 tháng 9, Quân đội Nhân dân Việt Nam tiến hành đánh công kiên quy mô tương đối lớn, có hiệp đồng giữa các binh chủng tấn công cứ điểm Đông Khê nhằm cô lập Cao Bằng, và đến ngày 18, cứ điểm Đông Khê hoàn toàn thất thủ dù quân Pháp đã huy động cả không quân yểm trợ. Sự kiện này làm mất một mắt xích quan trọng trong hệ thống phòng thủ đường số 4 của Pháp. Sang đợt hai, quân Pháp quyết định rút khỏi Cao Bằng, đồng thời thực hiện cuộc "hành quân kép", gửi tiếp viện từ Lạng Sơn qua Thất Khê nhằm tái chiếm Đông Khê. Quân đội Nhân dân Việt Nam đã bố trí thế trận phục kích, bao vây sau đó lần lượt tiêu diệt cả hai cánh quân Pháp từ Thất Khê lên lẫn từ Cao Bằng rút về. Qua đợt ba, quân Việt Nam tiến hành truy kích quân Pháp rút chạy đồng thời liên tục quấy rối, không cho họ chuyển quân tiếp viện cho mặt trận Cao-Bắc-Lạng.
Dưới sự uy hiếp của Quân đội Nhân dân Việt Nam và sự hoang mang của bộ chỉ huy Pháp, đến ngày 22 tháng 10 năm 1950, quân Pháp phải rút bỏ hoàn toàn khỏi các cứ điểm còn lại trên đường 4 như Thất Khê, Na Sầm, Đồng Lập, Lạng Sơn... Đến ngày 17 tháng 10, sau khi đã đạt được toàn bộ các mục tiêu đề ra, Quân đội Nhân dân Việt Nam chủ động kết thúc chiến dịch.
Thắng lợi của Quân đội Nhân dân Việt Nam trong chiến dịch này đã làm phá sản chiến lược quân sự chính trị của Pháp, phá được thế bị cô lập của căn cứ địa Việt Bắc, khai thông một đoạn biên giới dài, nối Việt Bắc với các đồng minh lớn thành một dải liên tục đến tận châu Âu, mở đầu cầu tiếp nhận viện trợ. Vành đai đồn bốt bao vây Việt Bắc đã bị phá hủy hoàn toàn. Đồng thời chiến dịch này đã gây nên không khí chủ bại và hoảng sợ tại Hà Nội. Bộ chỉ huy Pháp được cải tổ, nhiều sỹ quan bị cách chức và tướng Jean de Lattre de Tassigny lên nắm quyền chỉ huy quân viễn chinh Pháp ở Đông Dương.
Chiến dịch này có ý nghĩa bản lề quan trọng, là bước ngoặt của cuộc chiến tranh. Kể từ đây Quân đội Nhân dân Việt Nam bắt đầu chuyển sang thế chủ động tấn công. Cũng từ năm 1950, Việt Nam Dân chủ Cộng hòa bắt đầu nhận được viện trợ từ các nước Xã hội chủ nghĩa. Trong bối cảnh Pháp được Mỹ giúp sức muốn nhanh chóng giành thắng lợi, kết thúc chiến tranh còn thế và lực của Việt Nam Dân chủ Cộng hòa chưa thực sự lớn mạnh, viện trợ này có ý nghĩa hết sức quan trọng.

#### Chiến tranh phát triển
Không còn hy vọng tiến công hay bao vây chiến khu Việt Bắc, Pháp tổ chức Phòng tuyến Tassigny để bảo vệ vùng đồng bằng. Từ khi chuyển sang chủ động tiến công, các chiến dịch liên tiếp của Quân đội Nhân dân Việt Nam - Chiến dịch Trung Du, Chiến dịch đường 18, Chiến dịch Hà Nam Ninh - đã bóc vỏ Phòng tuyến Tassigny khỏi đồng bằng, buộc Pháp duy trì một lực lượng lớn bên trong để bảo vệ vùng đồng bằng Bắc Bộ.

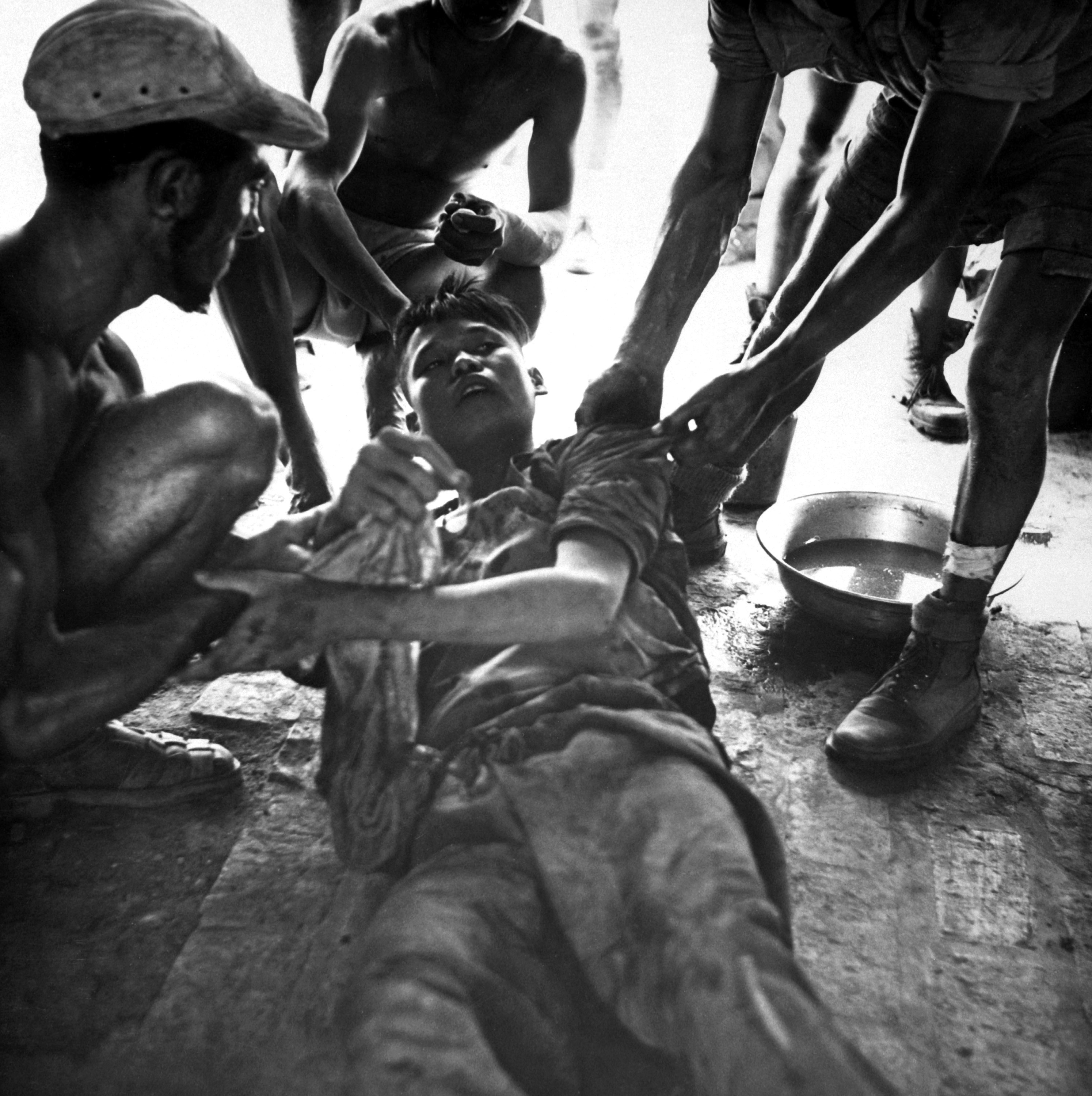
Bác sĩ Pháp chăm sóc cho một tù binh Việt Minh bị thương.

Từ cuối năm 1950, Quân đội Nhân dân Việt Nam bắt đầu thực hiện các trận chiến quy mô lớn theo kiểu kinh điển. Nhưng họ đã phải chịu thiệt hại lớn, các chiến dịch Trung du, Đường 18 và Hà Nam Ninh bị thất bại trước quân Pháp do tướng Jean de Lattre de Tassigny chỉ huy. Chiến dịch Hòa Bình mà de Lattre mở vào tháng 11 năm 1951 đã trở thành "cối xay thịt" đối với cả hai bên. Khi trận đánh kết thúc vào tháng 2 năm 1952, Quân đội Nhân dân Việt Nam chịu thương vong không nhỏ, nhưng họ đã học được cách đối phó với chiến thuật và vũ khí của Pháp, và họ đã thâm nhập được sâu hơn vào trong vòng cung phòng thủ của Pháp.
Đầu năm 1951, Pháp xây dựng phòng tuyến quân sự tại đồng bằng Bắc Bộ nhằm ngăn chặn sự xâm nhập của Việt Minh từ miền núi và trung du vào đồng bằng Bắc Bộ. Họ xây dựng khoảng 800 lô cốt. Xung quanh các lô cốt là vành đai trắng có bán kính 5–10 km. Tại các vành đai trắng Pháp tăng cường kiểm soát dân chúng để họ không thể tiếp tế cho Việt Minh. Pháp còn mở nhiều cuộc càn quét tại các vùng tranh chấp để tìm diệt Việt Minh. Trong các cuộc càn quét này quân đội Pháp và quân đội Quốc gia Việt Nam đã đốt phá, cướp bóc, hãm hiếp, giết hại nhiều người dân vô tội bị nghi ngờ ủng hộ Việt Minh.
Cuối năm 1952, Quân đội Nhân dân Việt Nam mở Chiến dịch tiến công Tây Bắc giải phóng thị xã và hầu hết Sơn La cùng các khu vực Nghĩa Lộ, Yên Bái (2 huyện), Lai Châu (4 huyện). Cuộc tấn công vào Phú Thọ để cứu vãn tình thế của Salan thất bại. Salan liền cho củng cố Nà Sản, xây dựng vị trí này như một "con nhím" xù lông để chặn bước tiến của Quân đội Nhân dân Việt Nam.
Ở miền Trung, Quân đội Nhân dân Việt Nam đã đạt được những thành công quan trọng. Vùng kiểm soát của Pháp ở Tây Nguyên đã bị thu hẹp lại chỉ còn vài vùng ven biển hẹp ở quanh Huế, Đà Nẵng, và Nha Trang. Những khu vực duy nhất mà Pháp còn có thể thành công là Nam Kỳ và Campuchia.
Mùa xuân năm 1953, Quân đội Nhân dân Việt Nam tổ chức một lực lượng lớn tiến công quân Pháp ở Lào, với sự hỗ trợ của Quân đội Chính phủ Souphanouvong. Do hậu cần quá xa nên Quân đội Nhân dân Việt Nam không tiến công quân Pháp ở Cánh đồng Chum. Đây được coi là thành công lớn của Pháp.
Ở các vùng khác, Quân đội Nhân dân Việt Nam tấn công phối hợp đồng bộ từ Nam Bộ, Khu 5, Tây Nguyên, Trung Lào, Hạ Lào, Bắc Bộ, buộc Pháp phân tán xé lẻ khối quân cơ động. Việt Minh tiến đánh Tây Bắc, Pháp không còn lực lượng cơ động để ứng cứu, hình thành Chiến cục đông-xuân 1953-1954.

#### Kế hoạch Navarre
Tháng 7 năm 1953, chỉ huy mới của Pháp, tướng Henri Navarre, đến Đông Dương. Được sự hứa hẹn về việc Mỹ tăng viện trợ quân sự, Navarre chuẩn bị cho một cuộc tổng phản công mà báo chí Pháp và Mỹ gọi là "Kế hoạch Navarre".

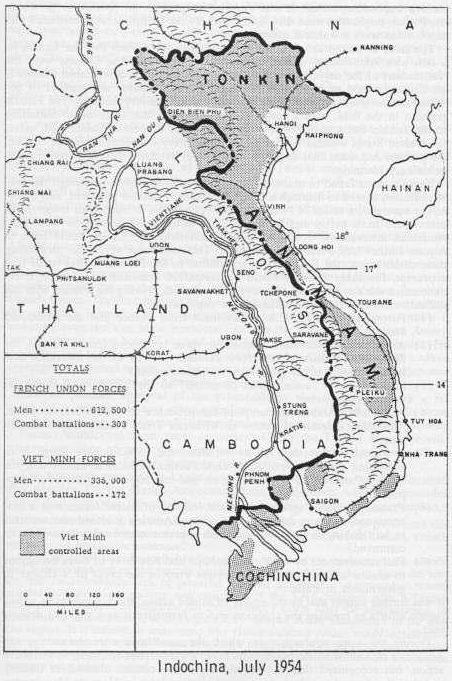
Bản đồ Đông Dương tháng 7 năm 1954, Nguồn: The Pentagon Papers Gravel Edition, Volume 1, Chapter 3, "The Geneva Conference, May-July, 1954", page 123 (Boston: Beacon Press, 1971)

Ngày 18 tháng 7 năm 1953, Navarre mở cuộc hành quân Hirondelle ("Con én") vào Lạng Sơn và cuộc hành binh "Camargue" vào Quảng Trị nhằm phá hủy được một số dụng cụ và máy móc của Việt Nam Dân chủ Cộng hòa. Ở Lạng Sơn, quân Pháp lùng sục các kho tàng rồi vội vã rút chạy. Sau đó truyền thông Pháp loan tin quân đội đã diệt được hai tiểu đoàn, một số căn cứ trong khu tam giác là mối đe dọa trên Quốc lộ 1.
Liên tiếp với hai cuộc hành quân này, ngày 9 tháng 8 năm 1953 Pháp rút quân ra khỏi Nà Sản bằng không vận. Trước đây, năm 1952, Pháp đặt cứ điểm Na Sản để ngăn Quân đội Nhân dân Việt Nam tiến công quân Pháp ở Lào.
Ngày 15 tháng 10 năm 1953, Navarre mở Cuộc hành quân Moutte vào Ninh Bình và Thanh Hóa hòng giành lại thế chủ động trên chiến trường chính. Mục đích chính lại là phá các căn cứ hậu cần tiền duyên của Quân đội Nhân dân Việt Nam trong cuộc tiến công 1953-1954 được cho là sẽ diễn ra ở đồng bằng. Nhưng thực sự trong kế hoạch Quân đội Nhân dân Việt Nam được đề ra hồi tháng 9, đồng bằng Bắc Bộ chỉ là chiến trường phối hợp. Cuộc hành quân Moutte diễn ra là sự suy đoán sai của Navarre cùng sự xuất sắc của bộ đội mật mã Việt Nam.
Ngày 12 tháng 4 năm 1953 Quân đội nhân dân Việt Nam tiến quân sang Lào. Chính phủ Vương quốc Lào lên án "Việt Minh xâm lược".
Tháng 11 năm 1953, Navarre mở cuộc hành quân Castor đánh chiếm Điện Biên Phủ - Khu vực mà ông cho rằng có vị trí chiến lược chặn giữa tuyến đường chính của Quân đội Nhân dân Việt Nam sang Lào. Navarre xem căn cứ này vừa là một vị trí khóa chặn, vừa là một cái bẫy để nhử đối phương vào một trận đánh lớn theo kiểu kinh điển và có tính chất quyết định mà tại đó Quân đội Nhân dân Việt Nam sẽ bị tiêu diệt bởi pháo binh và hỏa lực không quân vượt trội của Pháp. Navarre đã chọn Điện Biên Phủ - vùng đất nằm trong một thung lũng lớn, cách Hà Nội 200 dặm đường không, với sự chi viện của khoảng 400 máy bay. Quân Pháp sau những trận đánh nống thất bại đã nhường các điểm cao xung quanh cho Quân đội Nhân dân Việt Nam, Navarre cho rằng khi đó Quân đội Nhân dân Việt Nam không đủ khả năng đưa pháo lên Điện Biên Phủ nên sẽ không có nguy hiểm gì từ các điểm cao. Điện Biên Phủ được Navarre xem như là một "cái nhọt tụ độc", hút hết phần lớn chủ lực của Quân đội Nhân dân Việt Nam và đảm bảo an toàn cho đồng bằng Bắc Bộ.
Khi đó, Đại tướng Võ Nguyên Giáp đang nghĩ tới một cuộc tấn công, hy vọng sẽ mở được một con đường xuyên Lào thọc qua Campuchia. Sau đó đưa lực lượng Quân đội Nhân dân Việt Nam tại miền Bắc vào chi viện bổ sung cho lực lượng sẵn có ở Nam Bộ. Trong cuộc họp tháng 11 năm 1953 của Bộ Quốc phòng Việt Nam Dân chủ Cộng hòa, các chỉ huy quân sự quyết định mở Chiến cục đông-xuân 1953-1954 để xé lẻ khối quân chủ lực của Pháp đang co cụm đồng bằng Bắc Bộ. Các vị trí tiến công được xác định ở Lai Châu, Trung-Hạ Lào và Tây Nguyên. Ý tưởng tuyến đường chiến lược xuyên Lào sẽ được thực hiện một phần trong tương lai thông qua con đường mòn Hồ Chí Minh.

#### Trận Điện Biên Phủ
Chiến dịch Lai Châu và Chiến dịch Trung Lào tháng 12 năm 1953 đến tháng 1 năm 1954 đã giúp Quân đội Nhân dân Việt Nam nắm giữ mảng lớn còn lại của vùng Tây Bắc (Điện Biên Phủ chỉ là một thung lũng nhỏ) và phần lớn vùng Trung và Nam Lào.
Để đối phó, Navarre tăng cường cho Điện Biên Phủ khiến nó trở thành một "pháo đài bất khả xâm phạm" trong con mắt phương Tây. Nhưng Navarre không hề biết rằng bản thân đã rơi vào một cái "bẫy" của Võ Nguyên Giáp khi "đặt bẫy" đối thủ của mình. Việc xây dựng một tập đoàn cứ điểm ở vùng núi Tây Bắc hiểm trở đã hút đi của Pháp những đơn vị thiện chiến nhất. Điều đó tạo nên khoảng trống không thể bù vào ở đồng bằng Bắc Bộ.
Đại tướng Võ Nguyên Giáp quyết định vào "bẫy", và đưa vào Điện Biên Phủ 4 sư đoàn với một số lượng lớn pháo xấp xỉ quân Pháp ở Điện Biên Phủ, dù dự trữ đạn pháo khá hạn chế (chủ yếu là thu được của Pháp; phần Trung Quốc viện trợ rất hạn chế do nước này đang tham chiến tại Triều Tiên). Những cuộc tiến công trên toàn Đông Dương không cho Pháp tập hợp một đội quân cơ động để ứng cứu Điện Biên Phủ. Những đơn vị phòng không đầu tiên của Quân đội Nhân dân Việt Nam được huấn luyện ở Liên Xô đã về nước tham chiến. Một lực lượng khổng lồ dân công làm công tác vận tải. Các đơn vị mạnh nhất của Quân đội Nhân dân Việt Nam tiến hành bao vây quân Pháp ở Điện Biên Phủ.
Cuộc vây hãm Điện Biên Phủ diễn ra từ ngày 13 tháng 3 đến ngày 7 tháng 5 thì quân Pháp đầu hàng. Trong thời gian chiến dịch, Pháp không có khả năng xoay chuyển tình thế nên đã đề nghị Mỹ cứu viện. Tại Washington đã có cuộc tranh luận về việc Mỹ có nên trực tiếp can thiệp bằng quân sự để cứu viện cho Pháp, có tướng lĩnh còn đề nghị thả bom nguyên tử xuống Điện Biên Phủ. Nhưng tổng thống Eisenhower đã quyết định loại bỏ khả năng đó do chính quyền Anh sẽ không ủng hộ. Không quân Mỹ sẽ thả vũ khí tiếp viện cho quân Pháp, nhưng quân Mỹ sẽ không đổ bộ vào Việt Nam.

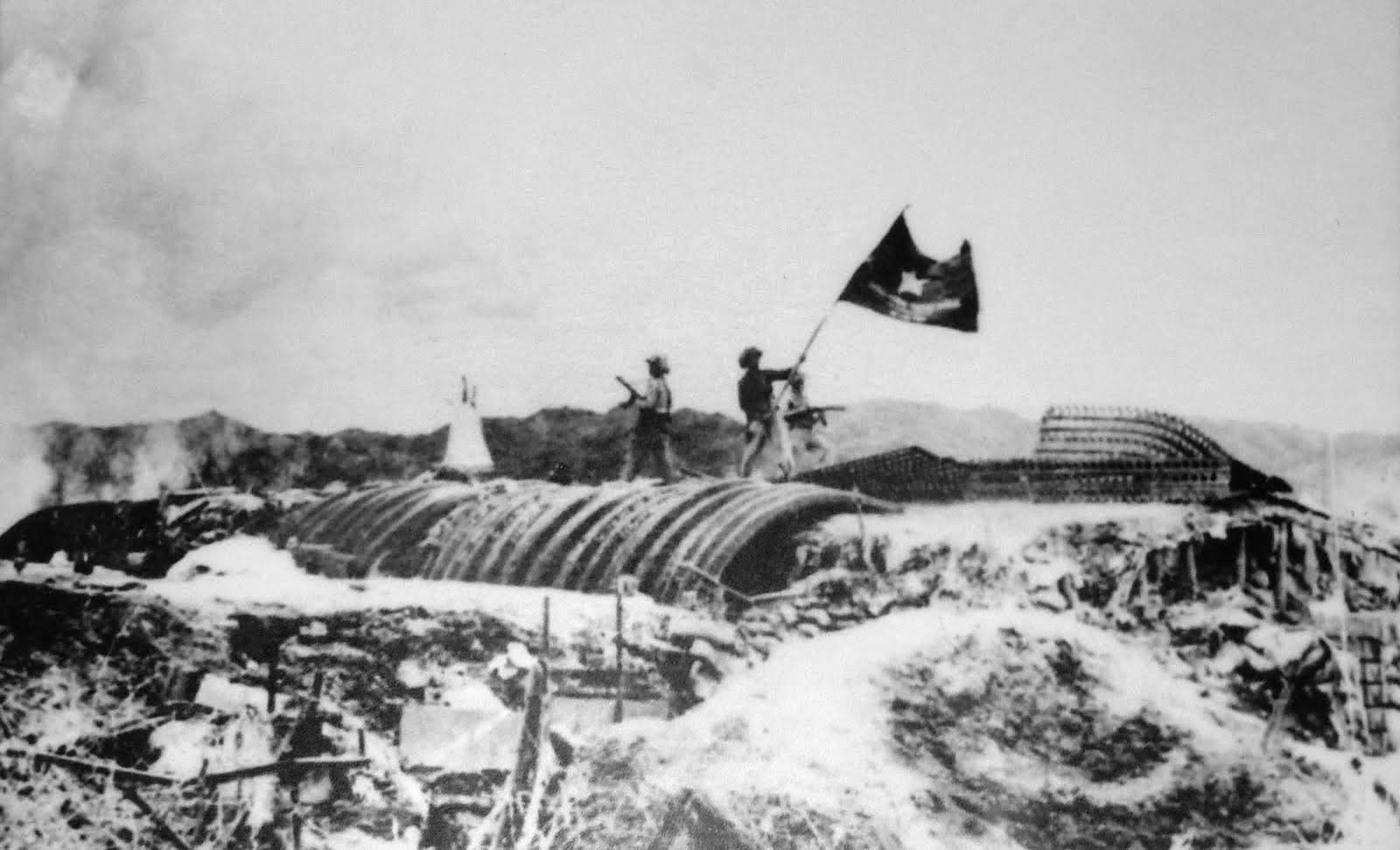
Quân đội Nhân dân Việt Nam phất cờ chiến thắng trên nóc hầm chỉ huy của Pháp tại Điện Biên Phủ

Cục diện chiến trường Đông Dương, tại thời điểm trong và sau Chiến dịch Điện Biên Phủ, Việt Nam Dân chủ Cộng hòa kiểm soát khoảng 2/3 lãnh thổ Việt Nam, nhưng chủ yếu là các vùng nông thôn và rừng núi, một số thị xã nhỏ, chưa kiểm soát được các thành phố lớn. Pháp kiểm soát một số tỉnh đồng bằng và các thành phố lớn đông dân cư, một số tỉnh đồng bằng nằm trong vùng tranh chấp. Việt Nam Dân chủ Cộng hòa kiểm soát gần như toàn bộ miền Bắc Việt Nam (trừ một số thành phố, thị xã như Hà Nội, Hải Phòng, Vĩnh Yên, Móng Cái...), hầu hết Bắc Trung Bộ (trừ duyên hải nhỏ Quảng Bình đến Quảng Nam), hầu hết Trung Trung Bộ (gồm cả Quảng Ngãi, Quy Nhơn...), vùng Bắc Tây Nguyên, một phần nhỏ Nam Tây Nguyên, một phần cực Nam Trung Bộ và Nam Bộ.
Một phần lớn lãnh thổ Lào (vùng núi phía đông), một phần lãnh thổ Campuchia (đông bắc, nhỏ hơn là vùng rừng núi tây và tây nam, một phần đông nam) cũng thuộc kiểm soát của bộ đội Lào (đồng minh của Việt Minh). Tại Đông Nam Bộ, quân đội Pháp và quân đội Quốc gia Việt Nam chiếm ưu thế, quân đội riêng của các giáo phái tự trị cũng khá mạnh nên Việt Minh chỉ kiểm soát được các vùng nông thôn. Việt Minh hạn chế đánh lớn vì họ nhận thức được bản thân bộ đội không đủ hỏa lực đọ với Pháp - Quốc gia Việt Nam (họ rút kinh nghiệm từ những trận chiến đẫm máu vào cuối thập niên 40 đầu 50). Thay vào đó, Việt Minh tích cực xây dựng thế trận đồng bộ y hệt với các miền Bắc bộ, Trung Bộ sao cho phù hợp với địa hình Nam Bộ: Xây dựng quân du kích và lực lượng nằm vùng để dễ bề tranh chấp. Việt Minh không đánh với tổ chức cấp sư đoàn, mà chỉ cơ động ở các quy mô tiểu đoàn. Cuối chiến tranh, riêng tại Nam Bộ quân số tương đương 2-3 đại đoàn Việt Minh được tập kết ra Bắc; một số tiểu đoàn nổi tiếng: 303, 307.
Sau 56 ngày đêm, cứ điểm Điện Biên Phủ thất thủ, toàn bộ 16.200 quân Pháp bị tiêu diệt hoặc bị bắt làm tù binh. Điện Biên Phủ là chiến thắng quân sự lớn nhất của Quân đội Nhân dân Việt Nam trong toàn bộ Kháng chiến chống Pháp. Trên phương diện quốc tế trận này có một ý nghĩa rất lớn: lần đầu tiên quân đội của một quốc gia thuộc địa châu Á đánh thắng bằng quân sự một quân đội của một cường quốc châu Âu. Trận thua lớn ở Điện Biên Phủ đã gây chấn động dư luận Pháp, đánh bại ý chí duy trì chế độ thực dân tại Đông Dương của Pháp và buộc nước này phải rút khỏi Đông Dương. Ngày 8 tháng 5, hội nghị Geneva bắt đầu họp bàn về vấn đề khôi phục hòa bình ở Đông Dương.

## Sự tham gia của các nước khác
Từ năm 1950, Việt Nam Dân chủ Cộng hòa bắt đầu nhận được viện trợ quân sự từ Liên Xô, Trung Quốc và các nước Xã hội chủ nghĩa khác còn Pháp bắt nhận đầu được viện trợ quân sự từ Mỹ. Kháng chiến chống Pháp của nhân dân ba nước Đông Dương vì thế chuyển sang giai đoạn mới.

### Về phía Việt Minh
Sau nhiều lần tìm sự ủng hộ về mặt ngoại giao từ phương Tây và Mỹ không thành, kèm theo đó là quan hệ các nước trong khu vực không có sự tiến triển, Việt Nam Dân chủ Cộng hòa bắt đầu tìm kiếm sự ủng hộ từ hệ thống xã hội chủ nghĩa. Năm 1949, Quân đội Việt Nam Dân chủ Cộng hòa vượt qua biên giới Việt-Trung, tiến công quân Trung Hoa Dân quốc tỉnh Quảng Tây, bàn giao lại cho Quân Giải phóng Nhân dân Trung Quốc. Ngày 14 tháng 1 năm 1950, Chủ tịch Hồ Chí Minh tuyên bố sẵn sàng thiết lập quan hệ ngoại giao với các nước trên thế giới và khẳng định Chính phủ Việt Nam Dân chủ Cộng hòa là chính phủ hợp pháp duy nhất của toàn thể nhân dân Việt Nam.
Năm 1949 ở Trung Quốc, Đảng Cộng sản đã giành được quyền lực trên toàn đại lục. Ngay sau tuyên bố trên, ngày 18 tháng 1 năm 1950, Trung Quốc trở thành nước đầu tiên trên thế giới công nhận và thiết lập quan hệ ngoại giao với Việt Nam Dân chủ Cộng hòa. Sau Cộng hòa Nhân dân Trung Hoa, Liên Xô, CHDCND Triều Tiên, Nam Tư và các nước Đông Âu cũng lần lượt thiết lập quan hệ ngoại giao. Sau khi công nhận Việt Nam Dân chủ Cộng hòa, Trung Quốc bắt đầu viện trợ quân sự cho nước này.
Trong Kháng chiến chống Pháp ngoài ô tô vận tải, pháo cao xạ 37 mm, đại liên 12,7mm DShK, hỏa tiễn sáu nòng H6 Katyusha, tiểu liên K-50, súng ngắn K-54, súng trường K-44, súng cối 82mm, súng cối 120mm,... là của Liên Xô và các nước Xã hội chủ nghĩa Đông Âu viện trợ còn các vũ khí bộ binh khác như lựu pháo 105 ly, sơn pháo 75 ly, DKZ 57, DKZ 75 và lương thực là do Trung Quốc giúp đỡ. Số viện trợ nói trên chiếm khoảng 20% tổng số vật chất quân đội Nhân dân Việt Nam sử dụng trên chiến trường Bắc Bộ trong thời gian này.
Theo Việt Nam Dân chủ Cộng hòa tính chung, từ tháng 6-1950 đến tháng 6-1954, Việt Nam nhận được từ Liên Xô, Trung Quốc tổng cộng 21.517 tấn hàng các loại, trị giá 34 triệu rúp Nga (~34 triệu USD theo thời giá bấy giờ). Còn theo thống kê của Trung Quốc thì chưa tính phần của Liên Xô, riêng lượng lương thực và thực phẩm phụ Trung Quốc đã viện trợ Việt Nam hơn 140.000 tấn và hơn 26.000 tấn dầu, ngoài ra còn 155.000 khẩu súng các loại, 57,85 triệu viên đạn, 3.692 khẩu pháo và súng cối, hơn 1,08 triệu quả đạn pháo và đạn cối, hơn 840.000 quả lựu đạn, 1.231 ô tô, hơn 1,4 triệu bộ quân phục nữa. Như vậy là có sự khác biệt khá lớn giữa số liệu thống kê của Trung Quốc và của Việt Nam.

#### Trung Quốc
Trong thời kỳ này, Trung Quốc thực hiện chính sách ngoại giao "nhất biên đảo", ngã về phe Xã hội chủ nghĩa do Liên Xô đứng đầu, trực tiếp đối đầu với Mỹ, coi Mỹ là kẻ thù nguy hiểm nhất. Vì vậy, Trung Quốc đã tích cực ủng hộ và đưa quân tình nguyện tham chiến ở Triều Tiên chống quân Liên Hợp Quốc và giúp đỡ Việt Nam Dân chủ Cộng hòa chống Pháp. Tuy nhiên khác với Triều Tiên, khi Chủ tịch Hồ Chí Minh hỏi Mao Trạch Đông về khả năng Trung Quốc đưa quân sang Việt Nam trực tiếp tham chiến, Mao từ chối yêu cầu của Việt Nam Dân chủ Cộng hòa về quân đội Trung Quốc, nhưng ông đồng ý gửi cố vấn quân sự sang Việt Nam. Trung Quốc là nước viện trợ cho Việt Nam Dân chủ Cộng hòa tích cực nhất, nhiều nhất lúc đó.
Cuối tháng 1, Chủ tịch Hồ Chí Minh bí mật sang Bắc Kinh để bàn về vấn đề viện trợ, sau đó đi Moskva gặp gỡ Stalin và Mao Trạch Đông, Chu Ân Lai đang ở thăm Liên Xô. Stalin đề nghị Mao Trạch Đông giúp đỡ phong trào cộng sản ở Á châu như Việt Nam. Mao đồng ý với Stalin rằng Trung Quốc sẽ giúp Hồ Chí Minh. Stalin và Mao Trạch Đông đã khẳng định: Việt Nam cần trang bị 10 đại đoàn để đánh thắng Pháp, trước mắt hãy trang bị cho 6 đại đoàn có mặt ở miền Bắc. Việt Nam có thể đưa ngay một số đơn vị sang nhận vũ khí trên đất Trung Quốc. Tỉnh Quảng Tây sẽ là hậu phương trực tiếp của Việt Nam. Từ đó, viện trợ của Trung Quốc đã một góp phần không nhỏ trong việc làm thay đổi cục diện chiến tranh ở Đông Dương. Archimedes Patti, một nhân viên tình báo quân sự Mỹ từng hợp tác với Việt Minh chống phát xít Nhật, trong hồi ký viết: Đến năm 1950, Mao Trạch Đông đã ở trong thế có thể giúp đỡ Hồ Chí Minh qua đường biên giới phía Bắc Việt Nam. Hồ Chí Minh không còn bị cô lập như trước, ông đã có rất nhiều đồng minh, trước hết là Trung Quốc và sau đó là Liên Xô, một sân bóng mới đã bắt đầu.
Ngay tháng 4 năm 1950, hai Trung đoàn của Đại đoàn 308 sang Mông Tự, Vân Nam, tiếp đó một Trung đoàn của Đại đoàn 312 sang Hoa Đồng, Quảng Tây nhận vũ khí. Để giải quyết đảm bảo hậu cần của bộ đội Việt Nam, ngày 6-8-1950, Tổng cục Hậu cần Quân giải phóng nhân dân Trung Quốc đã thành lập văn phòng ở Nam Ninh. Ngoài ra, còn có hai Tiểu đoàn công binh và trường sĩ quan lục quân sang học tập, huấn luyện tại Trung Quốc. Những đơn vị sang Trung Quốc ngoài việc trang bị lại vũ khí còn được huấn luyện thêm về chiến thuật, đặc biệt là kỹ thuật đánh bộc phá, được bắn đạn thật nên tiến bộ rất nhanh.
Theo thống kê sơ bộ của Trung Quốc, từ tháng 4 đến tháng 9, Trung Quốc đã viện trợ 14.000 súng trường và súng lục, 1.700 súng máy và tiểu liên, 150 súng cối, 60 khẩu pháo, 300 bazooka, cùng đạn dược, thuốc, quần áo và 2.800 tấn lương thực. Riêng chiến dịch Điện Biên Phủ, Trung Quốc đã viện trợ cho Việt Nam tổng cộng hơn 200 ô tô, hơn 10.000 thùng dầu, hơn 3.000 khẩu súng các loại, 2.400.000 viên đạn, hơn 100 khẩu pháo các loại, hơn 60.000 viên đạn pháo các loại và đạn hỏa tiễn, 1.700 tấn lương thực, ngoài ra còn một lượng lớn thuốc men, khí tài, thuốc nổ..
Nhờ có sự giúp đỡ của Trung Quốc, trang bị vũ khí của quân đội được cải thiện đáng kể. Những năm qua, mỗi chiến sĩ chỉ mơ ước có một khẩu súng trong tay. Bây giờ không chỉ có súng mà đạn được cũng khá dồi dào. Sức mạnh hỏa lực của trung đoàn bộ binh ta đã hoàn toàn thay đổi so với trước. Tính đến tháng 6-1950, số cán bộ sang Trung Quốc học tập là 3.100 người (trong đó 650 cán bộ học bổ túc trung và sơ cấp, 1.200 học đào tạo, chỉ huy bộ binh sơ cấp, còn lại học về binh chủng như pháo binh, công binh...
Trong hai năm 1951-1952, viện trợ của các nước Xã hội chủ nghĩa, trong đó có Trung Quốc được duy trì thường xuyên và tương đối đều đặn. Từ tháng 7-1952 đến tháng 1-1953, Trung đoàn 45, Trung đoàn pháo binh hạng nặng đầu tiên của Quân đội Nhân dân Việt Nam được huấn luyện ở Mông Tự (Vân Nam, Trung Quốc); Trung đoàn pháo cao xạ 367 thành lập ngày 1-4-1953, sau 6 tháng huấn luyện ở Tân Dương (Quảng Tây, Trung Quốc), cuối năm 1953 được điều tham gia chiến dịch Điện Biên Phủ. Liên Xô giúp trang bị vũ khí, Trung Quốc đảm nhiệm về đào tạo cán bộ, nhân viên kỹ thuật, huấn luyện cho hai trung đoàn này.
Trong chiến dịch Điện Biên Phủ, Trung Quốc đã chi viện cho 3.600 viên đạn pháo 105 ly, đó là số đạn đi theo 24 khẩu pháo viện trợ đưa về Việt Nam từ cuối năm 1953, chiếm 18% tổng số đạn pháo sử dụng trong chiến dịch, sau đó còn chuyển thêm cho 7.400 viên đạn 105mm nhưng số đạn này không kịp đưa vào phục vụ chiến dịch. Trong những ngày cuối chiến dịch Điện Biên Phủ, Trung Quốc còn giúp thêm một tiểu đoàn DKZ 75mm và 12 pháo hỏa tiễn H6, kịp thời tham gia đợt tổng công kích cuối cùng diễn ra chiều ngày 6 tháng 5 năm 1954, phát huy tác dụng rất lớn.
Trong những năm 1949, 1950, Đảng và Chính phủ Trung Quốc đã viện trợ 2.634 tấn gạo. Tuy nhiên, từ năm 1951 trở đi Việt Nam Dân chủ Cộng hòa đã cố gắng huy động lương thực trong nước để giảm dần lượng gạo viện trợ. Vì vậy, trong chiến dịch Điện Biên Phủ, lương thực chủ yếu được huy động từ trong nước, gạo Trung Quốc chỉ có 1.700 tấn gạo, chiếm 6,52% tổng nhu cầu.

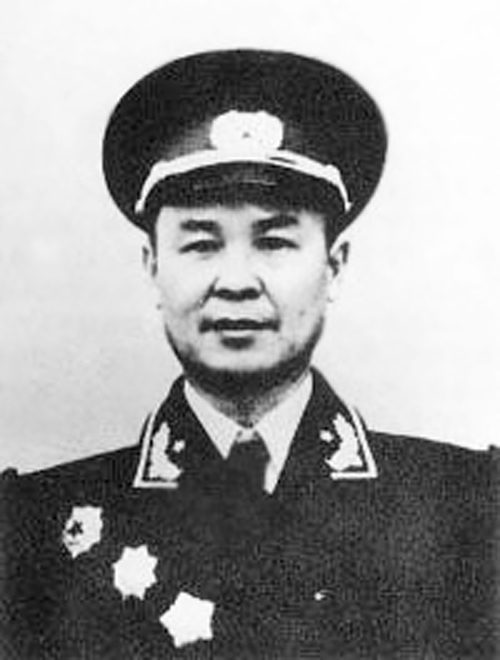
Tướng Vi Quốc Thanh, trưởng đoàn cố vấn quân sự sang Việt Nam.

Ngoài trang bị vũ khí, giúp đỡ huấn luyện, viện trợ lương thực, Trung Quốc còn cử Đoàn công tác Hoa Nam gồm 79 người do Vi Quốc Thanh làm trưởng đoàn. Ngày 9-8-1950 đoàn khởi hành từ Nam Ninh, ngày 12-8 đến Quảng Uyên, Cao Bằng. Đây là lần đầu tiên Đảng Cộng sản Trung Quốc cử một đoàn cố vấn quân sự ra nước ngoài, với chỉ thị là phải phát huy tinh thần chủ nghĩa quốc tế, phải đoàn kết với các đồng chí Việt Nam, phải giúp Việt Nam theo con đường tự lực cánh sinh, phát huy tính thần gian khổ phấn đấu. Đảng Cộng sản Trung Quốc giao cho đoàn 2 nhiệm vụ: Một là, giúp đỡ Việt Nam đánh thắng trận, đuổi thực dân Pháp xâm lược; hai là, giúp đỡ Việt Nam xây dựng quân đội chính quy. Ngoài đoàn cố vấn quân sự, Trung Quốc còn cử Trần Canh (nguyên Phó Tư lệnh cánh quân Tây Nam, Tư lệnh quân khu Vân Nam) cùng một số cán bộ quân sự, trực tiếp làm cố vấn trong chiến dịch Biên giới Thu Đông năm 1950.
Bà Hứa Kỳ Sảnh, phu nhân của tướng Vi Quốc Thanh trong buổi gặp gỡ Bộ trưởng Quốc phòng Việt Nam Phùng Quang Thanh đã cho biết: Tôi còn nhớ rất rõ, theo yêu cầu của Chủ tịch Mao Trạch Đông và Chủ tịch Hồ Chí Minh, ngay từ đầu thập niên 50 của thế kỷ trước, khi nước Trung Hoa mới vừa thành lập, đồng chí Vi Quốc Thanh, đồng chí Trần Canh và đồng chí La Quý Ba và rất nhiều đồng chí trong đoàn cố vấn Trung Quốc sang giúp Việt Nam chống Pháp, trước khi đi, Chủ tịch Mao Trạch Đông căn dặn: "Các đồng chí phải phải coi sự nghiệp giải phóng của nhân dân Việt Nam là sự nghiệp của chính mình.
Ngày 2 tháng 9 năm 1953, Hồ Chủ tịch dẫn đầu đoàn lãnh đạo cấp cao của Đảng và Nhà nước đến nơi ở của đoàn cố vấn Trung Quốc để trao Huân chương Hồ Chí Minh cho các thành viên của đoàn cố vấn như Vi Quốc Thanh, La Quý Ba, biểu dương tinh thần quốc tế vô sản trong đoàn cố vấn, cảm ơn sự giúp đỡ mà Đảng Cộng sản, Chính phủ Trung Quốc đã dành cho Việt Nam.

#### Liên Xô
Trong giai đoạn đầu, Liên Xô đã hình thành quan hệ chính trị toàn diện với Việt Nam Dân chủ Cộng hòa, ủng hộ chủ trương và đường lối khôi phục và xây dựng miền Bắc Việt Nam. Tuy nhiên, quan hệ này lại không đậm đà bằng quan hệ với các nước khác. Ngày 3 tháng 2 năm 1950, Liên Xô mới đặt quan hệ ngoại giao với Indonesia (sau Việt Nam Dân chủ Cộng hòa 3 ngày), song tháng 1 năm 1953 Liên Xô đã cử đại sứ đi Jakarta, trong khi đó mãi đến gần 2 năm sau tức là ngày 4 tháng 11 năm 1954, Liên Xô mới cử Lavraschev - đại sứ đầu tiên của Liên Xô đến Hà Nội.
Trả lời phóng viên báo France Tireur (tháng 6 năm 1949), Chủ tịch Hồ Chí Minh có đoạn đối thoại.khẳng định rằng dù nhận viện trợ song Việt Nam Dân chủ Cộng hòa sẽ kiên quyết duy trì sự độc lập của mình:
| “ | Hỏi: Cụ có trông đợi ở sự giúp đỡ của quân đội Mao Trạch Đông không? Nếu có sự giúp đỡ đó, Cụ có sợ Trung Hoa và Liên Xô sẽ thống trị Việt Nam không? Trả lời: Thắng lợi của Việt Nam sẽ là độc lập và thống nhất thực sự. Chúng tôi bao giờ cũng trông ở sức mình. Chúng tôi không sợ ai cả. Không nước nào có thể thống trị được chúng tôi. | ” |

### Về phía Pháp

#### Hoa Kỳ

##### Chính sách chống cộng của Mỹ
Theo chính phủ Mỹ, một mặt Mỹ ủng hộ khái niệm quyền dân tộc tự quyết, mặt khác nước này cũng có quan hệ chặt chẽ với các đồng minh châu Âu của mình, những nước đã có những tuyên bố đế quốc đối với những thuộc địa cũ của họ. Chiến tranh Lạnh chỉ làm phức tạp thêm vị trí của Mỹ, việc Mỹ ủng hộ quá trình phi thực dân hóa gặp xung đột với mối quan tâm của Mỹ đối với sự lan rộng của chủ nghĩa cộng sản và những tham vọng chiến lược của Liên Xô tại châu Âu. Một số đồng minh NATO khẳng định rằng thuộc địa cung cấp cho họ sức mạnh kinh tế và quân sự mà nếu không có nó thì liên minh phương Tây sẽ tan rã. Gần như tất cả các đồng minh châu Âu của Mỹ đều tin rằng thuộc địa sẽ cung cấp sự kết hợp giữa nguyên liệu và thị trường được bảo vệ đối với hàng hóa thành phẩm, từ đó sẽ gắn kết các thuộc địa với châu Âu..
Hoa Kỳ cần có quan hệ đồng minh với Pháp để thiết lập sự cân bằng với sức mạnh của Xô Viết ở châu Âu sau chiến tranh thế giới thứ hai. Từ tháng 9 năm 1945, Washington đã có một số hành động ở Đông Nam Á. Hồ Chí Minh nhận thấy Hoa Kỳ đang muốn đóng vai trò lớn hơn ở khu vực Thái Bình Dương, ông đã làm tất cả để thiếp lập mối quan hệ với Hoa Kỳ thông qua việc giải cứu các phi công gặp nạn trong chiến tranh với Nhật Bản. Đổi lại, cơ quan tình báo Hoa Kỳ OSS (U.S Office of Strategic Services), tiền thân của CIA, giúp đỡ y tế, cố vấn và huấn luyện quân đội quy mô nhỏ cho Việt Minh.
Tại Mỹ, các thế lực chống cộng cực đoan nắm quyền, McCarthy và Hoover thực hiện các chiến dịch chống cộng theo dõi, phân biệt đối xử, sa thải, khởi tố và bắt giam nhiều người bị xem là cộng sản hoặc ủng hộ chủ nghĩa cộng sản. Một bộ phận trong số những nạn nhân bị mất việc, bị bắt giam hoặc bị điều tra quả thật có quan hệ trong hiện tại hoặc trong quá khứ với Đảng Cộng sản Hoa Kỳ. Nhưng đại bộ phận còn lại có rất ít khả năng gây nguy hại cho nhà nước và sự liên quan của họ với người cộng sản là rất mờ nhạt. Những điều này khiến công chúng nghĩ rằng những người cộng sản là mối đe dọa đối với an ninh quốc gia.
Sự cạnh tranh chiến tranh lạnh với Liên Xô là mối quan tâm lớn nhất về chính sách đối ngoại của Mỹ trong những năm 1940 và 1950, chính phủ Truman và Eisenhower ngày càng trở nên lo ngại rằng khi các cường quốc châu Âu bị mất các thuộc địa của họ, các đảng cộng sản được Liên Xô ủng hộ sẽ đạt được quyền lực trong quốc gia mới. Điều này có thể làm thay đổi cán cân quyền lực quốc tế theo hướng có lợi cho Liên Xô và loại bỏ quyền truy cập vào nguồn lực kinh tế từ đồng minh của Mỹ. Các sự kiện như cuộc đấu tranh giành độc lập của Indonesia (1945-1950), cuộc chiến tranh của Việt Nam chống Pháp (1945-1954), và chủ nghĩa xã hội dân tộc công khai của Ai Cập (1952) và Iran (1951) đã khiến Hoa Kỳ lo lắng rằng các nước mới giành độc lập sẽ ủng hộ Liên Xô, ngay cả khi chính phủ mới không trực tiếp liên hệ với Liên Xô. Do vậy, Hoa Kỳ đã sử dụng các gói cứu trợ, hỗ trợ kỹ thuật và can thiệp đôi khi bằng quân sự để hỗ trợ các chính phủ thân phương Tây tại các quốc gia mới giành độc lập.
Từ năm 1949, sau khi Nội chiến Trung Quốc kết thúc, tiếp đó là chiến tranh Triều Tiên bùng nổ, khuynh hướng thân Liên Xô tại nhiều nước Ả Rập, giới chính khách Mỹ cảm thấy lo sợ về làn sóng đi theo chủ nghĩa Cộng sản tại các nước thế giới thứ ba. Trong điện tín số 831 ngày 3 tháng 2 năm 1947 gửi cho Đại sứ quán Mỹ tại Paris, bộ trưởng Ngoại giao Mỹ George Marshall nhận định "chúng ta không thấy có lợi ích gì trong việc nền cai trị đế quốc thực dân lại được thay thế bởi nền triết lý và các tổ chức chính trị bắt nguồn từ Kremlin và do Kremlin kiểm soát." Chính phủ Mỹ đưa ra Thuyết domino, theo đó Mỹ tin rằng nếu một quốc gia đi theo Chủ nghĩa cộng sản, các quốc gia thân phương Tây lân cận sẽ bị đe dọa. Bởi vậy, Mỹ bắt đầu viện trợ cho Pháp trong cuộc chiến chống lại Việt Minh (chỉ nước Việt Nam Dân chủ Cộng hòa), một tổ chức/chính quyền họ cho là có liên hệ với Liên Xô và Trung Quốc. Tháng 5-1949, Ngoại trưởng Mỹ Dean Acheson, dù chẳng có chứng cớ nào về các mối liên lạc giữa Hồ Chí Minh với Kremlin, đã chỉ thị cho đại diện Mỹ tại Hà Nội cảnh báo những người quốc gia Việt Nam có ý định liên minh với Việt Minh, bằng những lời lẽ sau đây: "Qua hiểu biết về quá trình đào tạo của ông Hồ, không thể có nhận định nào khác hơn ông Hồ là một tên Cộng sản quốc tế thực thụ vì rõ ràng ông Hồ đã không thể chối cãi được các mối liên hệ với Moscow và chủ nghĩa cộng sản quốc tế và là một người châu Á được đề cao trong báo chí quốc tế cộng sản và được họ ủng hộ. Hơn nữa Mỹ đã không hề bị xúc động bởi tính chất dân tộc chủ nghĩa của lá cờ đỏ với ngôi sao vàng."
Mỹ tuyên bố "ủng hộ nguyện vọng độc lập dân tộc tại Đông Nam Á" trong đó có Việt Nam, nhưng với điều kiện "lãnh đạo của những nhà nước mới không phải là người cộng sản", họ đặc biệt ủng hộ việc thành lập các "nhà nước phi cộng sản" ổn định trong khu vực tiếp giáp Trung Quốc. Theo thuyết Domino, Mỹ hỗ trợ các đồng minh tại Đông Nam Á để chống lại các phong trào mà họ cho là "lực lượng cộng sản muốn thống trị châu Á dưới chiêu bài dân tộc". Mỹ thúc giục Pháp nhượng bộ chủ nghĩa dân tộc tại Việt Nam, nhưng mặt khác họ không thể cắt viện trợ cho Pháp vì sẽ mất đi đồng minh trước những mối đe dọa lo lớn hơn tại châu Âu. Tóm lại, chính sách của Mỹ gồm 2 mặt không tương thích: một mặt hỗ trợ người Pháp chiến thắng trong cuộc chiến chống Việt Minh - tốt nhất là dưới sự chỉ đạo của Mỹ, mặt khác Mỹ dự kiến, người Pháp sau khi chiến thắng sẽ - "một cách cao cả" - rút khỏi Đông Dương
Theo Félix Green, mục tiêu của Mỹ không phải chỉ có Việt Nam và Đông Dương, mà là toàn bộ vùng Đông Nam Á. Vì đây là "một trong những khu vực giàu có nhất thế giới, đã mở ra cho kẻ nào thắng trận ở Đông Dương. Đó là lý do giải thích vì sao Mỹ ngày càng quan tâm đến vấn đề Việt Nam... Đối với Mỹ đó là một khu vực phải nắm lấy bằng bất kỳ giá nào" Một số khác cho rằng mục tiêu cơ bản và lâu dài của Mỹ là muốn bảo vệ sự tồn tại của các chính phủ thân Mỹ tại Đông Nam Á, không chỉ nhằm làm "tiền đồn chống Chủ nghĩa Cộng sản", mà qua đó còn duy trì ảnh hưởng lâu dài của "Quyền lực tư bản" Mỹ lên thị trường vùng Đông Nam Á (xem thêm Chủ nghĩa thực dân mới).

##### Mỹ hỗ trợ Pháp
Năm 1947, Anh trao trả độc lập cho Ấn Độ, thuộc địa lớn nhất của Anh, mở đầu cho xu hướng phi thực dân hoá sau thế chiến thứ hai. Hơn nữa chiến lược đánh nhanh thắng nhanh của Pháp đã thất bại. Pháp đã mệt mỏi vì chiến tranh đã hao tổn quá lớn, theo Việt Nam Dân chủ Cộng hòa người Pháp mong muốn "Lấy chiến tranh nuôi chiến tranh, dùng người Việt đánh người Việt", hy vọng giảm bớt hao tổn người và tiền bạc.
Trong 3 năm đầu của cuộc chiến tranh, Mỹ đã giữ một thái độ "trung lập" nhưng ủng hộ Pháp rất rõ ràng. Mỹ chẳng muốn tự đặt bản thân vào một vị thế khó xử là công khai ủng hộ chủ nghĩa thực dân, nhưng cũng không muốn làm mất lòng Pháp - một đồng minh quan trọng ở châu Âu. Do vậy, chính quyền Truman đã bí mật trao cho Pháp nhiều khoản viện trợ về tài chính và quân sự.
Để đối phó với các áp lực chính trị, quân sự và thích ứng với xu hướng phi thực dân hoá một mặt Pháp đàm phán với Bảo Đại thành lập Quốc gia Việt Nam năm 1949, phát triển quân đội người bản xứ. Một mặt, Pháp thuyết phục Mỹ rằng Pháp đang "chống cộng" chứ không phải mục đích chính là tái chiếm thuộc địa. Ngày 16 tháng 2 năm 1950, Bộ Ngoại giao Pháp gặp đại sứ Mỹ tại Paris để thông báo rằng "do kết quả của tình hình phát triển mới đây và triển vọng ít ra thì Cộng sản Trung Quốc cũng sẽ tăng cường viện trợ quân sự cho Hồ Chí Minh... cố gắng của Pháp ở Đông Dương giống như một dòng nước cuốn ở Pháp, đòi hỏi cần phải có một chương trình giúp đỡ dài hạn mà Mỹ mới cung cấp được. Nếu không... rất có khả năng Pháp có thể bị buộc phải chấm dứt các tổn thất của mình và rút lui khỏi Đông Dương."
Vấn đề được Mỹ đưa ra trước Hội đồng An ninh Quốc gia. Ngày 27 tháng 2 năm 1950, Hội đồng An ninh Quốc gia quyết định "phải thi hành mọi biện pháp có thể được để ngăn chặn sự phát triển sau này của cộng sản ở Đông Nam Á... Thái Lan và Miến Điện có thể rơi vào ách thống trị của cộng sản nếu như Đông Dương bị một Chính phủ do cộng sản khống chế cai trị. Lúc đó sự cân bằng lực lượng ở Đông Nam Á sẽ ở trong một tình thế cực kỳ nguy hiểm."
Đầu năm 1950, Hoa Kỳ bắt đầu gửi viện trợ quân sự cho người Pháp ở Đông Dương. Do chiến tranh Triều Tiên bùng nổ đã buộc Mỹ phải đẩy nhanh việc cung cấp viện trợ cho Pháp. Tháng 1 năm 1951 người Pháp nhận được 20 xe tăng M24, 40 khẩu pháo 105-mm và 250 quả bom thông thường và cả bom napalm cùng đạn dược và vũ khí tự động. Tới tháng 1 năm 1953, Pháp đã nhận được 900 xe thiết giáp cùng với 15.000 xe vận tải các loại, gần 2.500 khẩu pháo, 24.000 vũ khí tự động, 75.000 vũ khí cá nhân và gần 9.000 máy radio. Ngoài ra, Không quân Pháp đã nhận được 160 máy bay F6F Hellcat và F8F Bearcat, 41 máy bay ném bom B-26 Invader, 28 máy bay vận tải C-47 cùng với 155 động cơ máy bay và 93.000 quả bom. Cho tới khi Pháp thất bại hoàn toàn thì phía Mỹ đã viện trợ trên 1 tỷ USD mỗi năm (tương đương khoảng 5,8 tỷ USD theo thời giá năm 2004) và chi trả 78% chi phí chiến tranh của Pháp ở Đông Dương.
Tuy nhiên, viện trợ Mỹ vẫn không thể giúp Pháp đạt được những thắng lợi quân sự mà Mỹ mong muốn. Robert Blum, người phụ trách chương trình viện trợ kinh tế của Mỹ cho Pháp, nhận định "Thật khó mà đánh giá được kết quả của gần 2 năm (1950 - 1952). Mỹ tích cực tham gia vào công việc ở Đông Dương. Mặc dầu chúng ta đã lao vào một cuộc hợp tác không dễ dàng, một mặt, với người Pháp sặc mùi "thực dân" nhưng không thể tránh khỏi, và mặt khác, với những người Việt Nam yếu đuối và chia rẽ, nhưng chúng ta cũng đã không có đầy đủ khả năng hòa giải hai bạn đồng minh đó trong một cuộc đấu tranh có xu hướng đặc biệt chống cộng... Tình hình ở Đông Dương không làm cho chúng ta hài lòng và thể hiện không có triển vọng tiến bộ cụ thể, không thể giành được một chiến thắng quân sự quyết định, Chính phủ Bảo Đại có rất ít hứa hẹn phát triển được tài năng và giành được sự trung thành của dân chúng, và việc đạt tới được mục tiêu của Mỹ thật xa xôi".
Đến cuối chiến tranh, gần 80% chiến phí chủ yếu của Pháp do Mỹ cung cấp, lên đến 1,5 tỷ USD. Cuối chiến tranh, người Mỹ trực tiếp chở khoảng 16 ngàn quân Pháp vào Điện Biên Phủ và hỗ trợ không quân cho quân Pháp. Tính đến tháng 1-1954, riêng về vũ khí và phương tiện chiến tranh, Mỹ đã viện trợ cho quân Pháp ở Đông Dương 360 máy bay, 1.400 xe tăng và xe bọc thép, 390 tàu chiến và tàu quân sự, 16.000 xe quân sự các loại, 175.000 súng trường và súng máy. Nhờ số lượng vũ khí viện trợ này mà người Pháp mới có thể duy trì được cuộc chiến.
Thời gian này ở tất cả các cấp bộ trong quân đội viễn chinh Pháp đều có cố vấn Mỹ. Người Mỹ có thể đến bất cứ nơi nào kiểm tra tình hình không cần sự chấp thuận của tổng chỉ huy Pháp. Sự phụ thuộc quá nhiều của Pháp vào Mỹ khiến tướng Navarre than phiền trong hồi ký: "Địa vị của chúng ta đã chuyển thành địa vị của một kẻ đánh thuê đơn thuần cho Mỹ."
Đến nay nhiều người Mỹ vẫn không biết vì sao họ bị lôi kéo vào cuộc xâm lược của thực dân Pháp, dù nhiều người Mỹ còn chưa biết Việt Nam nằm ở góc nào trên bản đồ thế giới. Ít người nói đến việc nước Mỹ đã bị Pháp kéo vào cuộc, cũng như những thương vong đầu tiên của Mỹ ở Đông Dương đã xảy ra ngay từ trận Điện Biên Phủ. Thực sự thông qua việc tài trợ cho Pháp, nước Mỹ đã dính líu đến cuộc chiến ở Đông Dương từ rất lâu trước khi các lực lượng quân sự Mỹ đầu tiên đến Việt Nam.
Nhà hoạt động dân quyền nổi tiếng người Mỹ gốc Phi Martin Luther King, trong bài phát biểu phản đối Chiến tranh Việt Nam với tiêu đề “Hơn cả Việt Nam” (Beyond Vietnam) vào tháng 4 năm 1967, đã phê phán sự giúp sức của chính phủ Mỹ cho thực dân Pháp:
Năm 1945, nhân dân Việt Nam tuyên bố nền độc lập của mình... Họ được Hồ Chí Minh lãnh đạo. Dù Hồ Chí Minh đã trích dẫn bản Tuyên ngôn độc lập của Mỹ vào bản Tuyên ngôn độc lập của họ, chúng ta vẫn từ chối công nhận họ. Thay vào đó, chúng ta quyết định ủng hộ Pháp trong việc tái chiếm thuộc địa cũ... Trong 9 năm sau đó, chúng ta khước từ quyền độc lập của nhân dân Việt Nam. Trong suốt 9 năm, chúng ta ủng hộ mạnh mẽ Pháp trong nỗ lực đặt lại ách thực dân lên đất nước Việt Nam. Trước khi chiến tranh kết thúc, chúng ta trang trải 80% chi phí chiến tranh cho Pháp. Ngay trước khi thua ở Điện Biên Phủ, Pháp bắt đầu tuyệt vọng về hành động liều lĩnh của họ, nhưng chúng ta thì không. Chúng ta khuyến khích họ bằng cách viện trợ một khối lượng khổng lồ tài chính và tiếp sức quân sự để Pháp tiếp tục cuộc chiến ngay cả khi họ đã mất hết ý chí.

## Hiệp định Genève

Những lính Pháp cuối cùng qua cầu Long Biên rút khỏi Hà Nội năm 1954

Hội nghị Genève khai mạc ngày 26 tháng 4 năm 1954 để bàn về vấn đề khôi phục hoà bình tại Triều Tiên và Đông Dương. Do vấn đề Triều Tiên không đạt được kết quả nên từ ngày 8 tháng 5 vấn đề Đông Dương được đưa ra thảo luận.
Do sức ép của Trung Quốc và Liên Xô, đoàn Việt Nam Dân chủ Cộng hòa đồng ý với một bản hiệp định mang lại cho họ ít hơn những gì họ đã giành được trên chiến trường. Tuy ba nước Lào, Campuchia và Việt Nam được tuyên bố độc lập, và điều quan trọng là sự thống nhất toàn vẹn lãnh thổ của Việt Nam được công nhận, nhưng Việt Nam bị tạm thời chia đôi thành hai khu vực quân sự để hai bên quân đội, Việt Minh và Pháp, tập kết. Quân Pháp sẽ rút dần khỏi Việt Nam. Cuộc tổng tuyển cử đi đến thống nhất Việt Nam sẽ được thực hiện trong vòng 2 năm.
Ngày 22-7-1954, Chủ tịch Hồ Chí Minh ra lời kêu gọi: "Đấu tranh để củng cố hoà bình, thực hiện thống nhất, hoàn thành độc lập dân chủ cũng là một cuộc đấu tranh lâu dài và gian khổ" và khẳng định: "Trung, Nam, Bắc đều là bờ cõi của nước ta, nước ta nhất định thống nhất, đồng bào cả nước nhất định được giải phóng". Cũng trong ngày này Thủ tướng Quốc gia Việt Nam Ngô Đình Diệm ra lệnh treo cờ rủ toàn Miền Nam từ vĩ tuyến 17 trở vào để bày tỏ quan điểm phản đối sự chia đôi đất nước. Tuy nhiên, trưởng đoàn đại biểu Việt Nam Dân chủ Cộng hoà đã lên tiếng: "Những ai yêu nước Việt Nam, những ai yêu sự thống nhất Việt Nam thì không cần phải khóc hôm nay. Hãy thực hiện tốt những gì đã ký kết hôm nay, thì 2 năm nữa sẽ có một nước Việt Nam thống nhất, độc lập, hoà bình và giàu mạnh. Những gì Chính phủ Việt Nam Dân chủ Cộng hoà làm trong những năm qua chính là vì mục đích đó. Nước mắt của chúng tôi đổ ra trong cuộc đấu tranh cho sự nghiệp đó nhiều hơn rất nhiều so với những giọt lệ mà quý vị (Quốc gia Việt Nam) nhỏ ra ở đây".

## Kết quả
Trong cuộc xâm lược của thực dân Pháp này, thương vong của Pháp là 140.992, trong đó có 75.867 chết và mất tích, 65.125 bị thương. Quân đồng minh bản xứ của Pháp ở Đông Dương (Quốc gia Việt Nam) có 419.000 chết, bị thương, tan rã hoặc bị bắt. Về vũ khí, Pháp mất 435 máy bay, 603 tàu chiến và ca nô, 9.283 xe quân sự, 255 pháo, 504 xe tăng - thiết giáp và 130 nghìn súng các loại. Số thương vong của Việt Minh là 191.605 người chết Khoảng 125.000–400.000 dân thường thiệt mạng.
Cuộc chiến đã góp phần làm nước Pháp suy sụp và phân hóa. Càng về cuối cuộc chiến, sự phản đối chiến tranh trong lòng nước Pháp ngày càng dữ dội hơn. Đại tướng Pháp Henry Navare viết:
| “              | Các đảng viên Cộng sản (Pháp) ngay từ lúc này đã tích cực bênh vực Việt Minh. Cuộc chiến tranh xâm lược của Pháp, đối với họ là một "cuộc chiến tranh bẩn thỉu". Còn đối với những người khác, đây là một "cuộc chiến tranh nhục nhã", "cuộc chiến tranh không dám xưng tên" | ” |
| — Henry Navare | |   |

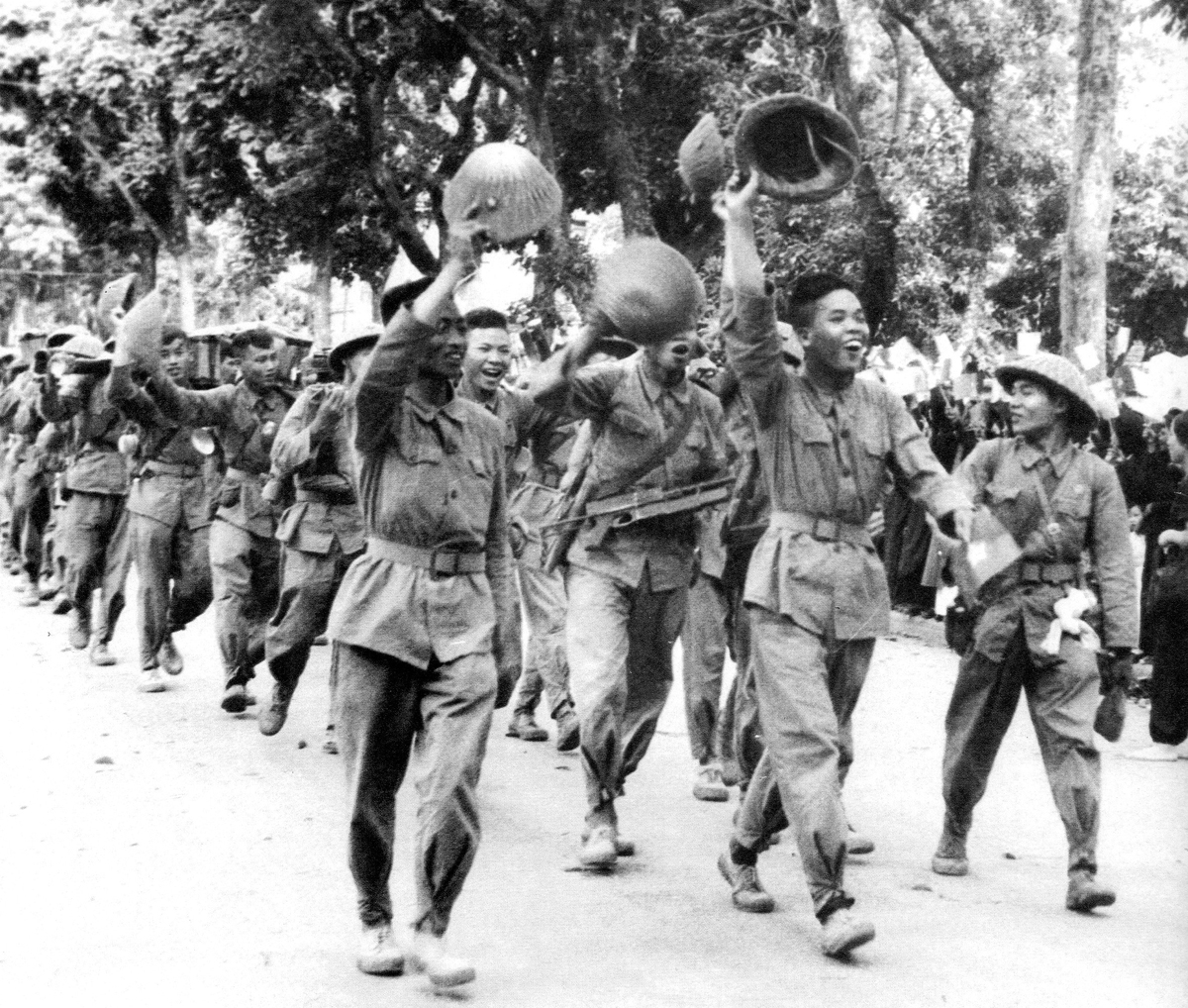
Quân đội Nhân dân Việt Nam về tiếp quản thủ đô ngày 9 tháng 10 năm 1954

Chi phí cho cuộc xâm lược của Pháp tăng hàng năm theo cấp số nhân. Năm 1945: 3 tỷ Franc; năm 1946: 27 tỷ Franc; năm 1947: 53 tỷ Franc; năm 1948: 89 tỷ Franc; năm 1949: 130 tỷ Franc; năm 1950: 201 tỷ Franc; năm 1951: 308 tỷ Franc; năm 1952: 535 tỷ Franc. Tổng cộng trong toàn bộ cuộc chiến, nước Pháp đã chi phí 3.370 tỷ Franc (vượt dự kiến 2.385 tỷ Franc), tương đương gần 60 tỷ USD theo thời giá 2008, (trung bình là 1 tỉ Franc/ngày), bằng 28% giá trị GDP của Pháp năm 1953. (từ năm 1950 trở đi, ngân sách Pháp đã không thể gánh được chiến phí và phải dựa phần lớn vào viện trợ của Mỹ). Chính phủ Pháp thay đổi 20 lần, trung bình mỗi chính phủ chỉ tồn tại 7 tháng (có chính phủ chỉ tồn tại trong 7 ngày). 7 lần cao uỷ Pháp bị triệu hồi, 8 tổng chỉ huy quân đội Pháp kế tiếp nhau bị thua trận. Đất nước Việt Nam, Lào, Campuchia cũng bị tàn phá bởi chiến tranh.
Theo kết quả của hiệp định Geneva, Việt Nam được chia làm 2 nửa với giới tuyến tạm thời là vỹ tuyến 17. Quân đội Nhân dân Việt Nam, lực lượng vừa giành được thắng lợi quan trọng trên chiến trường, rút khỏi các chiến trường tại Đông Dương để tập kết về miền Bắc Việt Nam. Quân đội của Liên Hiệp Pháp và Quốc gia Việt Nam tập kết về miền Nam. Quân đội pháp cũng rút khỏi Lào và Campuchia. Trên 1 triệu người dân từ miền Bắc đã di cư vào Nam (trong đó có khoảng 800.000 người Công giáo, chiếm khoảng 2/3 số người Công giáo ở miền Bắc), và 140.000 người (đa số là cán bộ kháng chiến của Việt Minh) từ miền Nam tập kết ra Bắc.
Ngày 10 tháng 10 năm 1954, quân Pháp chính thức rút khỏi Hà Nội, Quân đội Nhân dân Việt Nam vào tiếp quản thủ đô. Thời kỳ hòa bình tại miền Bắc Việt Nam bắt đầu. Ở miền Nam, quân đội Pháp dần dần rút đi và trao quyền lực cho chính quyền Quốc gia Việt Nam, trong khi Hoa Kỳ tăng cường các hoạt động tình báo, tuyên truyền, viện trợ và cố vấn cho Quốc gia Việt Nam để chính phủ này có thể đương đầu với Việt Nam Dân chủ Cộng hòa và tiêu diệt lực lượng Việt Minh còn lại ở miền Nam.

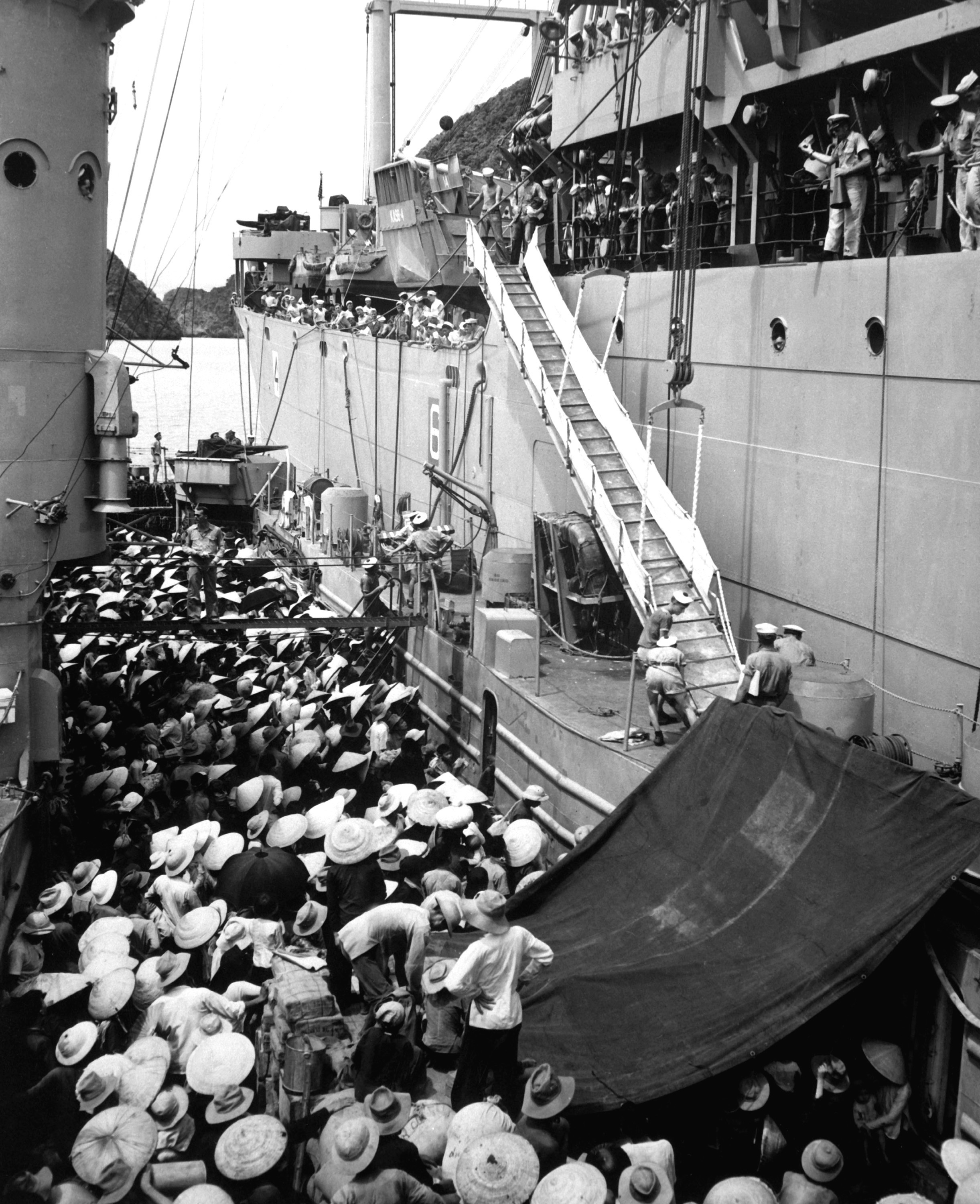
Người di cư vào Nam theo chương trình Passage to Freedom (Con đường đến Tự Do) do Cục tình báo Mỹ (CIA) tổ chức (8.1954)

Hội nghị tuyên bố chấm dứt chiến tranh ở Lào và Campuchia, bảo đảm độc lập, chủ quyền, toàn vẹn lãnh thổ của hai nước này, và hai nước sẽ tổ chức tổng tuyển cử tự do theo các nguyên tắc Hiến pháp mỗi nước, bảo đảm tôn trọng các quyền tự do cơ bản. Hai nước sẽ không tham gia vào bất kỳ một liên minh quân sự nào. Ngày 23 và 24 tháng 7 năm 1954 Bộ trưởng Quốc phòng Chính phủ Kháng chiến Pathet Lào Kaysone Phomvihane và Tư lệnh Bộ đội tình nguyện Việt Nam ở Pathet Lào Tạ Xuân Thu, Tổng tư lệnh giải phóng quân Khmer Issarak Sieu Heng, đại diện Bộ Tư lệnh Bộ đội tình nguyện Việt Nam tại Khmer Nguyễn Thanh Sơn ra lệnh ngừng bắn từ 6 và 7 tháng 8 để thi hành Hiệp định. Năm 1955 Vương quốc Lào, Vương quốc Campuchia chính thức trở thành thành viên Liên hợp quốc, tuyên bố chính sách đối ngoại hòa bình trung lập.
Hiệp định Geneva quy định lấy vĩ tuyến 17 làm ranh giới quân sự tạm thời (bao gồm cả trên đất liền và trên biển). Quần đảo Hoàng Sa và quần đảo Trường Sa nằm ở phía Nam vĩ tuyến 17, được giao cho chính quyền Liên Hiệp Pháp quản lý. Năm 1956, sau khi Pháp hoàn tất rút quân khỏi Việt Nam, Quốc gia Việt Nam (do Bảo Đại đứng đầu) đứng ra tiếp quản. Tranh chấp tại 2 quần đảo này nhanh chóng xảy ra với Trung Quốc, Đài Loan, Malaysia và Phillipines.
Sau 2 năm, hiệp định Geneva đã không đem lại được hòa bình cho Đông Dương. Tổng tuyển cử thống nhất Việt Nam không được chính quyền Quốc gia Việt Nam thực hiện (với lý do "nghi ngờ về việc có thể bảo đảm những điều kiện của cuộc bầu cử tự do ở miền Bắc"). Việt Nam bị chia cắt thêm 20 năm nữa, chiến tranh tiếp tục nổ ra trên toàn Đông Dương. Lần này người Mỹ thay thế cho người Pháp. Cuộc chiến mới kéo dài hơn, có quy mô và sức tàn phá lớn hơn nhiều với tổn thất cũng nặng nề hơn.
Trong thư của tổng thống Pháp Charles de Gaulle gửi chủ tịch Hồ Chí Minh ngày 8 tháng 2 năm 1966, ông viết: "Giá có một sự hiểu biết tốt hơn giữa người Việt Nam và người Pháp ngay sau đại chiến thế giới thì đã có thể tránh được những sự biến tai ác đang giằng xé đất nước ngài hôm nay".
Sách giáo khoa lịch sử của Đệ nhị Việt Nam Cộng hòa (Quốc sử lớp nhất - Phạm Văn Trọng & Phạm Thị Ngọc Dung) xuất bản năm 1966 có viết về cuộc chiến này, tuy nhiên do Việt Nam Cộng hòa coi Việt Minh là kẻ thù nên không nhắc tới sự lãnh đạo kháng chiến của Việt Minh mà chỉ nói chung chung là "kháng chiến của toàn dân", cũng không nhắc đến sự hợp tác với Pháp của Quốc gia Việt Nam (tiền thân của Việt Nam Cộng hòa) mà chỉ nói chung chung là "Pháp mời vua Bảo Đại thành lập chính quyền để lôi kéo chiến sĩ quốc gia":
| “ | Cuối năm 1946, chiến tranh Việt-Pháp bùng nổ. Pháp mời vua Bảo Đại thành lập chính quyền để lôi kéo chiến sĩ quốc gia nhưng vô hiệu quả. Cuộc kháng chiến của toàn dân ngày càng mãnh liệt và sau cùng đại thắng ở Điện Biên Phủ. Việt Minh và Pháp ký hiệp định Genève (20-7-54) chia hai Việt Nam. Ngô Đình Diệm nắm quyền ở miền Nam đặt ra chế độ độc tài tàn bạo. | ” |

## Ảnh hưởng trên phạm vi thế giới
Trên phạm vi thế giới, sự thắng lợi của người Việt Nam trong Chiến tranh Đông Dương cũng thúc đẩy sự sụp đổ của chủ nghĩa thực dân cổ điển và hệ thống thuộc địa trên toàn thế giới. Nhân dân các nước thuộc địa khác thấy rằng quân đội các cường quốc châu Âu thực tế không phải là "bất khả chiến bại", nếu người Việt Nam đã có thể đánh bại được thì dân tộc họ cũng có thể.
Được chiến thắng của người Việt Nam cổ vũ, các khu vực thuộc địa ở châu Phi đã đồng loạt nổi dậy. Nhiều người đã ăn mừng tại các vùng thuộc địa Pháp, từ Algiers (Algeria), qua Dakar (Senegal) đến Tananarive (Madagascar). 4 ngày sau thất bại của Pháp, nghị sỹ Pháp Christian Fouchet bày tỏ lo ngại: “Khắp nơi tại Liên hiệp Pháp, những tiếng xì xào âm ỉ làm trái tim của một số người lo sợ và làm kích động một số khác”. Tại Ma-rốc, ở Casablanca xuất hiện những tấm bưu thiếp có ghi: “Casablanca, Điện Biên Phủ của người Pháp”. Còn tại Tuynidi, khi ăn mừng tại các khu phố bình dân, nơi người ta phục vụ một món ăn đặc biệt mang tên “Tagine Điện Biên Phủ”. Chỉ 3 tháng sau trận Điện Biên Phủ, lực lượng Mặt trận Giải phóng Dân tộc tại Algérie (thuộc địa có diện tích lớn nhất của Pháp) được thành lập, phát động đấu tranh vũ trang để giành độc lập cho đất nước mình. Pháp tiếp tục đưa quân đến nhằm dập tắt phong trào độc lập của người Algérie, nhưng quân Pháp sa lầy tại đây. Một năm sau đó, các phong trào tương tự nổ ra ở Cameroon, Tunisia, Maroc, hàng chục nước thuộc địa khác cũng nổi dậy trong vài năm sau đó. Sự nổi dậy đồng loạt tại các thuộc địa khiến việc duy trì Liên hiệp Pháp trở nên rất khó khăn bởi Pháp không thể có đủ tài chính và lực lượng quân sự để dập tắt các phong trào đòi độc lập tại nhiều nơi cùng lúc.
Năm 1958, Cộng đồng Pháp khai sinh và Liên hiệp Pháp chấm dứt tồn tại. Điều 86 Hiến pháp Pháp (năm 1958) quy định mỗi quốc gia hội viên thuộc Cộng đồng Pháp có thể độc lập sau khi ký kết các hiệp ước với Pháp và có quyền lựa chọn vẫn là hội viên của Cộng đồng Pháp hoặc ra khỏi khối. Đến năm 1967, Pháp đã buộc phải trao trả quyền độc lập cho tất cả các nước thuộc địa. Qua đó, thất bại của Pháp ở Việt Nam là một thảm họa đánh dấu cho thất bại hoàn toàn của Pháp trong việc tái xây dựng thuộc địa Đông Dương nói riêng và đế quốc thực dân của mình nói chung sau thời Chiến tranh thế giới thứ hai.
Cũng trong xu thế chống chủ nghĩa thực dân trên quy mô toàn cầu, chỉ trong năm 1960, 17 nước thuộc địa châu Phi đã tuyên bố độc lập, và đây được coi là Năm châu Phi. Hiện nay, chỉ còn một số vùng hải đảo nhỏ, dân số ít như Réunion, Nouvelle-Calédonie... vẫn còn là các vùng thuộc địa hải ngoại của Pháp.
Tổng thống lâm thời nước Cộng hòa Algeria Ben Youcef Ben Khedda sau này nhận định: “Ngày 8/5/1954, quân đội của Chủ tịch Hồ Chí Minh đã buộc đạo quân viễn chinh Pháp tại Việt Nam phải chịu thảm họa Điện Biên Phủ nhục nhã. Thất bại này của Pháp xảy ra như một khối thuốc nổ mạnh tác động tới những người tin rằng lựa chọn nổi dậy trong thời gian ngắn từ nay là giải pháp duy nhất, chiến lược khả dĩ duy nhất". Năm 1962, trong lời đề tựa cuốn "Đêm thực dân" (La Nuit Coloniale), nhà lãnh đạo giải phóng dân tộc Ferhat Abbas, sau này trở thành tổng thống đầu tiên của Algerie, đã viết: “Điện Biên Phủ không chỉ là một chiến thắng quân sự. Đó là khẳng định của người dân châu Á và châu Phi trước người châu Âu. Đó là xác nhận về nhân quyền quy mô toàn cầu. Tại Điện Biên Phủ, nước Pháp đã đánh mất sự hiện diện hợp lý duy nhất, đó là lý lẽ của kẻ mạnh”. Năm 2013, Tổng thống Algérie - Abdelaziz Bouteflika - đã gọi Võ Nguyên Giáp là người anh hùng quân đội của nền độc lập Việt Nam, là nhà chiến lược vĩ đại đã khiến cho thực dân Pháp phải kinh hoàng ở Điện Biên Phủ, và tên tuổi ông "sẽ vẫn mãi khắc sâu trong ký ức của nhân dân Algeria."

## Chiến tranh Đông Dương trong văn hóa

### Phim
- Chi bộ bí mật
- Đất phương Nam
- Đường lên Điện Biên
- Hà Nội mùa Đông năm 46
- Hoa ban đỏ
- Ký ức Điện Biên
- Lá cờ chuẩn
- Pha Đin mây phủ
- Sống cùng lịch sử
- Vợ chồng A Phủ

#### Phim tài liệu
- Điện Biên Phủ - Cuộc chiến giữa hổ và voi
- Việt Nam trên đường thắng lợi (Liên Xô làm)
- Battlefeld Vietnam (Cuộc chiến Việt Nam - Mỹ sản xuất)
- Việt Nam (Liên Xô thực hiện, đạo diễn bởi Roman Carmen)

### Kịch
- Anh Sơ đầu quân (Tác giả: Nguyễn Huy Tưởng)
- Bắc Sơn (Tác giả: Nguyễn Huy Tưởng)
- Lòng dân (Tác giả: Nguyễn Văn Xe)
- Lớp học vùng Tề (Sáng tác: Trúc Lâm)
- Sáng trong như ngọc một con người (Sáng tác: Nguyễn Quang Vinh)
- Sống trong lòng địch (Sáng tác: Thanh Huyền – Đức Hiền)

### Chèo
- Mối tình Điện Biên (Tác giả: Lưu Quang Thuận)

### Bài hát
- Bài ca trên núi (Tác giả: Tô Hoài – Nguyễn Văn Thương)
- Bộ đội về làng (Sáng tác: Lê Yên – Hoàng Trung Thông)
- Chiến thắng Him Lam (Sáng tác: Hoàng Văn Thái)
- Giải phóng Điện Biên (Sáng tác: Đỗ Nhuận)
- Hò kéo pháo (Sáng tác: Hoàng Vân)
- Qua mìền Tây Bắc (Tác giả: Nguyễn Thành)
- Tình ca Tây Bắc (Tác giả: Cẩm Giang – Bùi Đức Hạnh)

### Trò chơi điện tử
- 7554

### Truyện
- Đất rừng phương Nam (Tác giả: Đoàn Giỏi)
- Vợ chồng A Phủ (Tác giả: Tô Hoài)